# Église prieurale de Saint-Leu-d'Esserent
L'église Saint-Nicolas est une église de styles roman et gothique située sur la commune de Saint-Leu-d'Esserent, dans le département français de l'Oise et la région Hauts-de-France. C'est une ancienne église prieurale, bâtie entre le milieu du XIIe siècle et le tournant du XIIIe siècle pour les moines du prieuré clunisien de Saint-Leu fondé en 1081 par Hugues de Dammartin. Remplaçant une ancienne église paroissiale, elle assumera toujours la double mission d'église prieurale et paroissiale, l'un des moines faisant office de curé. Par sa position en limite d'un plateau, elle domine la ville et une partie de la vallée de l'Oise et sa silhouette caractéristique est visible de loin. Le massif occidental est encore de style roman ; achevé vers 1150, il correspond à un projet de reconstruction moins ambitieux finalement abandonné. Quelques années plus tard seulement, la construction de l'église gothique actuelle commence par l'abside vers 1160 et se poursuit par le chœur et la nef, terminés respectivement vers 1180 et 1200 environ. Avec 71 m de longueur dans l'œuvre, et 21 m de hauteur, l'édifice frappe par ses dimensions imposantes, proches de celles d'une cathédrale. La pureté de son architecture est remarquable, aucun remaniement important n'ayant jamais été entrepris avant les restaurations à la suite du classement précoce aux monuments historiques par liste de 1840. Les restaurations ont en revanche été radicales et porté atteinte à l'authenticité. Le prieuré est désaffecté depuis la Révolution française, et le cloître ainsi que les vestiges des bâtiments conventuels sont des propriétés privées fermées au public. L'église continue de remplir sa mission d'église paroissiale. Elle est affiliée à la paroisse Notre-Dame-des-deux-Rivières du Creillois-Sud.

## Situation

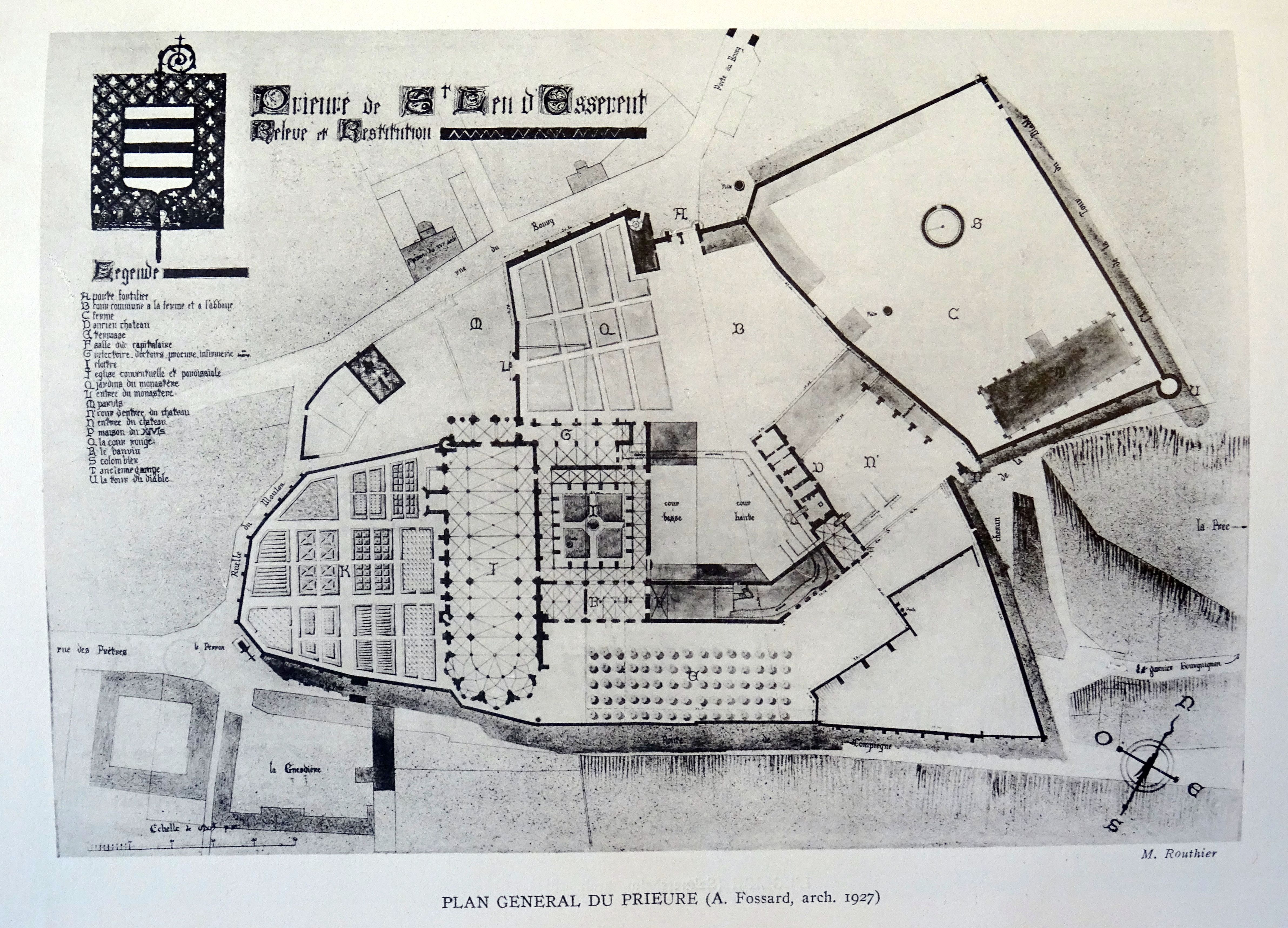
Prieuré de Saint-Leu-d'Esserent : relevé et restitution, 1927.

L'église prieurale Saint-Nicolas de Saint-Leu-d'Esserent est située en France, dans la région Hauts-de-France et le département de l'Oise, dans la basse vallée de l'Oise, au sud-ouest de l'agglomération de Creil, à Saint-Leu-d'Esserent, sur la rive droite de la rivière. Elle est implantée, à l'instar d'une bonne partie du bourg, à flanc de coteau, sur un promontoire rocheux qui détermine en partie les contours et l'orientation de l'édifice,. Le chevet est éloigné de l'Oise de 200 m seulement, et visible de loin, en raison du relief du site : « solennelle apparition, au bord des falaises rocheuses qui dominent le cours de la rivière ». Il surplombe la rue Henri-Barbusse, qui représente l'ancienne route de Creil, ainsi que, plus bas, le parc municipal du château de la Guesdière étagé sur deux niveaux, compris entre la rue et l’avenue Jules-Ferry (RD 92). 

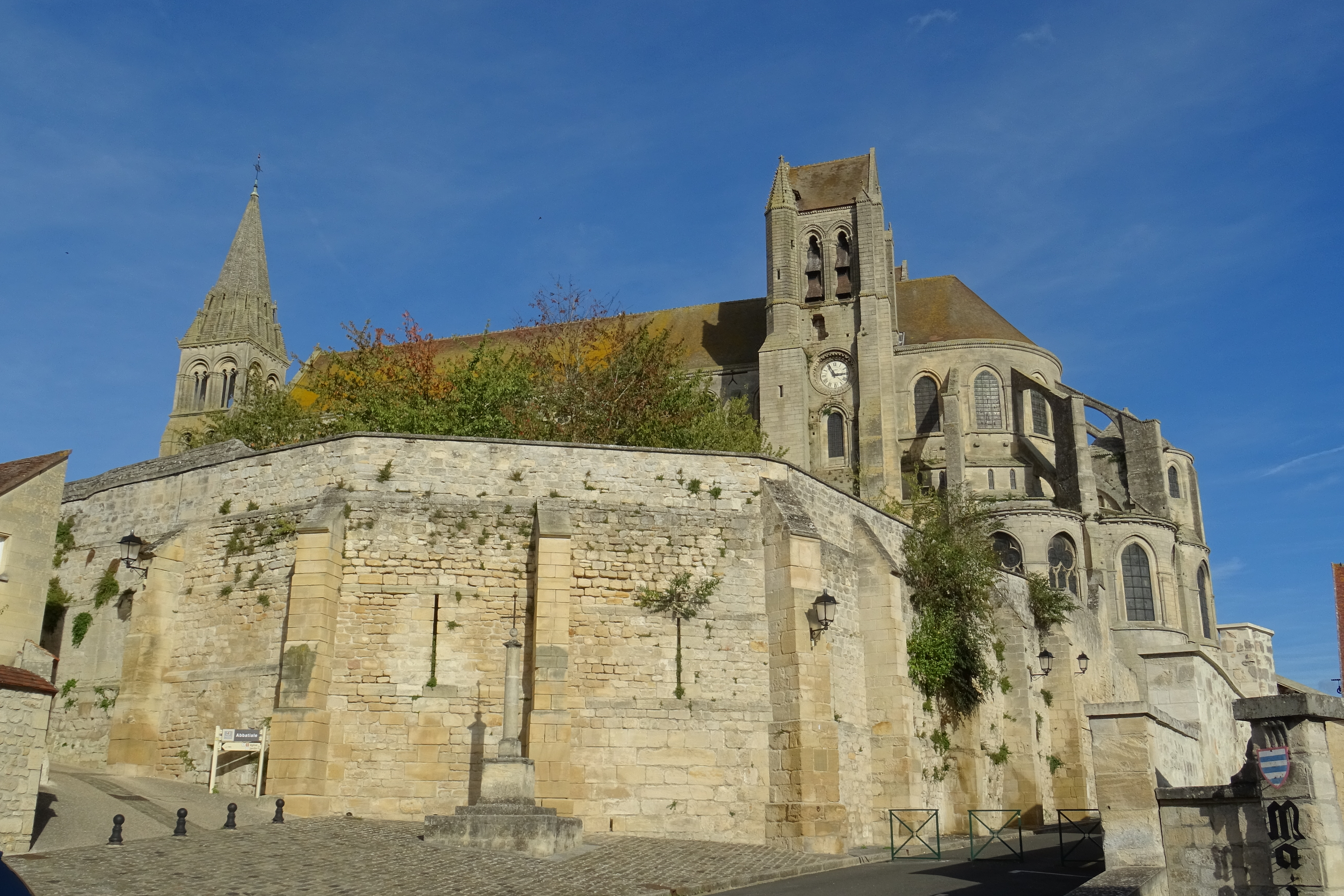
Place du Perron ; vue sur l'église.

Désaxée de 56° vers le nord par rapport à l'ouest véritable, la façade occidentale est précédée d'un parvis, qui depuis son élargissement en 1874, possède à peu près la même largeur que la façade elle-même, et est tourné vers le nord. Il est desservi par la rue de l'Église (anciennement rue du Bourg), qui monte depuis la partie basse du bourg, au sud-ouest, et passe devant la cave Banvin, avant le parvis, puis plus loin devant la porte fortifiée du prieuré. — L'élévation méridionale de l'église donne sur un jardin public, ancien jardin du curé, qui est entouré d'un mur d'enceinte. Avant la cave Banvin, la ruelle du Mouton descend vers la rue Henri-Barbusse, dessert le presbytère et longe plus bas ce mur d'enceinte. Au point de jonction des deux voies, à la place du Perron, particulièrement pittoresque avec les contreforts de la muraille et l'église en arrière-plan, s'élève un calvaire. Depuis le parvis, on peut franchir un portail de style roman du côté gauche (est), traverser une cour et atteindre un espace étroit compris entre le mur gouttereau nord de l'église et le domaine de l'ancien prieuré, à l'est. Cet espace a été créé pour les besoins de la restauration vers 1888, moyennant la démolition de la galerie ouest du cloître et la moitié de la galerie nord. Le mur qui délimite cet espace public est donc moderne, et tous les bâtiments qui subsistent du prieuré en dehors de l'église, propriété privée, se situent derrière ce mur.

## Histoire

### La fondation et le premier édifice

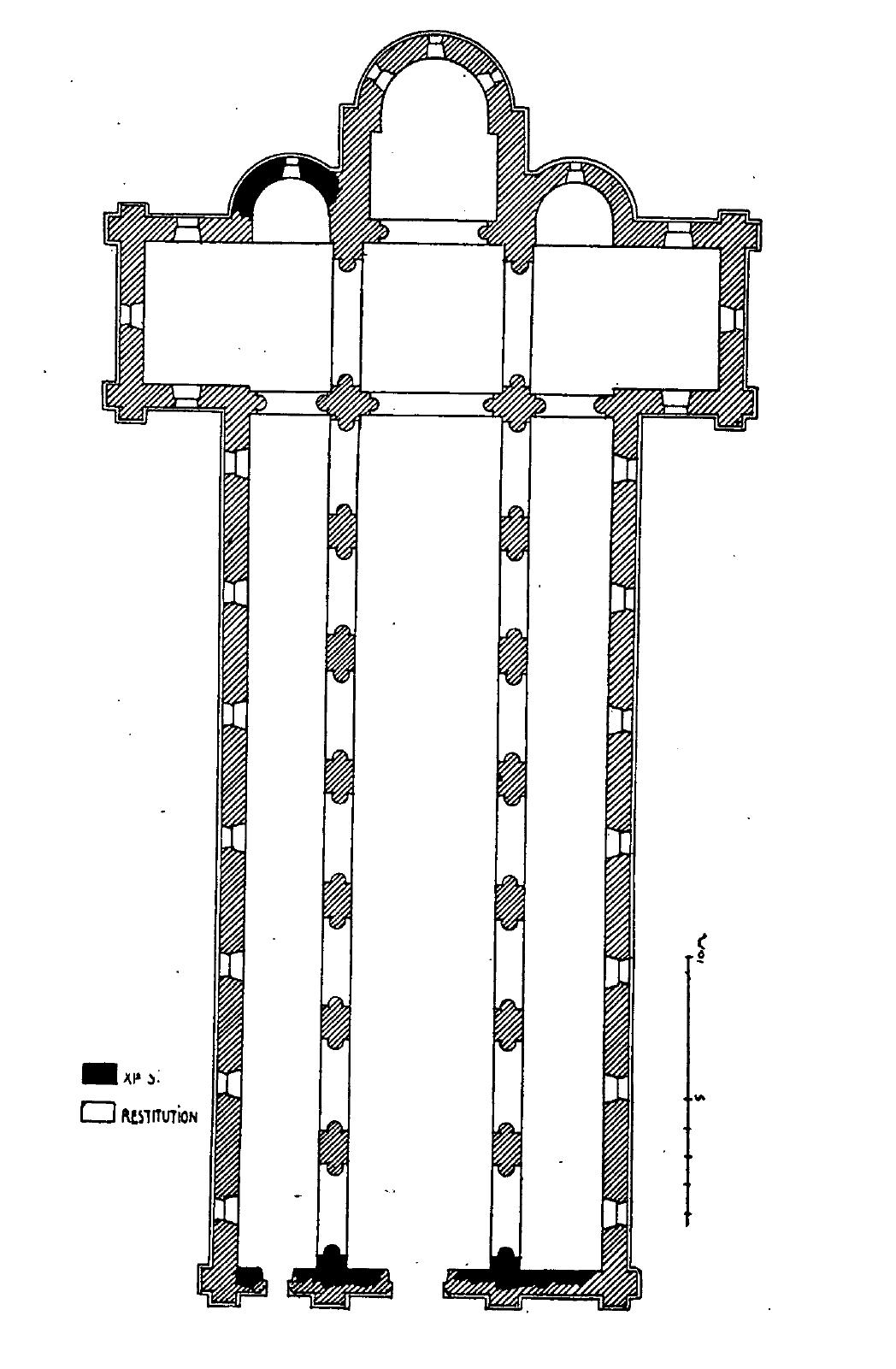
Plan à la fin du XIe siècle suggéré par Lefèvre-Pontalis (hypothèse erronée).

En 1081, le comte Hugues de Dammartin rend à l'évêque de Beauvais l'église, l'autel, l'âtre et la dîme du village, afin qu'il y fonde un prieuré devant être confié à l'abbaye de Cluny. Or, strictement parlant, il ne s'agit que d'une restitution de biens ecclésiastiques au suzerain, qui ne peut pas être sujet à des conditions. Le seigneur en est conscient et donne ainsi également tout ce qu'il possède en propre à Saint-Leu, soit notamment des terres, bois et vignobles, ainsi que les droits de traversée de l'Oise. Il tient à être considéré comme le fondateur du prieuré, bien que laissant la fondation proprement dite à l'évêque. L'on peut supposer que les termes de la charte de fondation sont le résultat de négociations entre le comte et l'évêque et, si ce dernier accepte qu'Hugues de Dammartin tienne lieu de fondateur, c'est qu'il a sans doute proposé lui-même de donner le prieuré à l'abbaye de Cluny. Elle est susceptible de lui servir d'allié. Sous son abbé Hugues de Semur, l'abbaye bénédictine est alors au sommet de sa gloire, mais la première grande vague de fondations de prieurés est déjà passée. Saint-Leu devient une filiale directe de Cluny et en tient une importance particulière dans l'ordre. Grâce à un privilège accordé par le pape, tous les établissements clunisiens n'ont à répondre qu'au pape et sont exempts de l'influence de l'évêque ou de seigneurs laïcs.
Selon la légende rapportée par Louis Graves, la fondation serait intervenue en remerciement du paiement de la rançon pour sa libération effectuée par des religieux du monastère de Saint-Michel-sous-Saint-Leu, alors qu'il était emprisonné en Terre sainte. Si la charte de fondation existe toujours aux archives départementales de l'Oise, aucun document écrit confirmant le geste des moines de Saint-Michel-sous-Saint-Leu n'a été retrouvé. En tout cas, en lisant bien la charte de fondation, il paraît certain qu'une église existe déjà à Saint-Leu lors de la fondation du prieuré et cette église continue par ailleurs de servir d'église à la paroisse, comme l'église actuelle pendant toute son histoire.

Plan de l'église du XIe siècle tel qu'identifié lors des fouilles de 1955.

Au dernier quart du XIXe siècle, l'architecte Paul Selmersheim retrouve l'absidiole nord de l'église primitive au droit de la huitième travée de l'église actuelle. Des vestiges de la fin du XIe siècle ou du début du XIIe siècle subsistant toujours à l'extrémité septentrionale de la nef au revers du massif occidental (située en fait au nord-nord-ouest), dont des colonnettes à chapiteaux et une porte bouchée, Eugène Lefèvre-Pontalis a conclu à une église romane assez vaste, et fort de sa connaissance de l'architecture religieuse régionale de cette époque, et en tenant compte des constatations de Selmersheim, en propose une reconstitution. Or, des fouilles plus poussées sont menées en 1955 par Pierre Durvin à l'intérieur de l'église, à l'occasion de son redallage. Son rapport ne dépasse malheureusement pas cinq pages et la documentation de ces fouilles reste donc insuffisante, mais il remet au jour une grande partie des fondations de l'église primitive, qui s'avère nettement plus petite que celle supposée par Lefèvre-Pontalis. Elle n'atteint notamment pas le massif occidental. Longue de 26,00 m, large de 11,50 m, elle présente une nef unique se terminant par une abside centrale et deux absidioles. Le chevet suggère un plan basilical, mais les piliers d'éventuelles grandes arcades n'ont pas été mis en exergue. L'interprétation des vestiges toujours visibles à l'extrémité occidentale de la nef pose dès lors problème. Philippe Racinet émet l'hypothèse que les moines y auraient déposé des restes de la première église pour lui rendre hommage, ce qui paraît peu vraisemblable du fait que le petit portail a dû être bouché dès l'édification du massif occidental. Plus probablement, un premier projet de construction d'une nouvelle église a dû être lancé dès la fin du XIe siècle ou du début du XIIe siècle, interrompu dès l'achèvement de la façade,.

### La construction de l'édifice actuel et son évolution

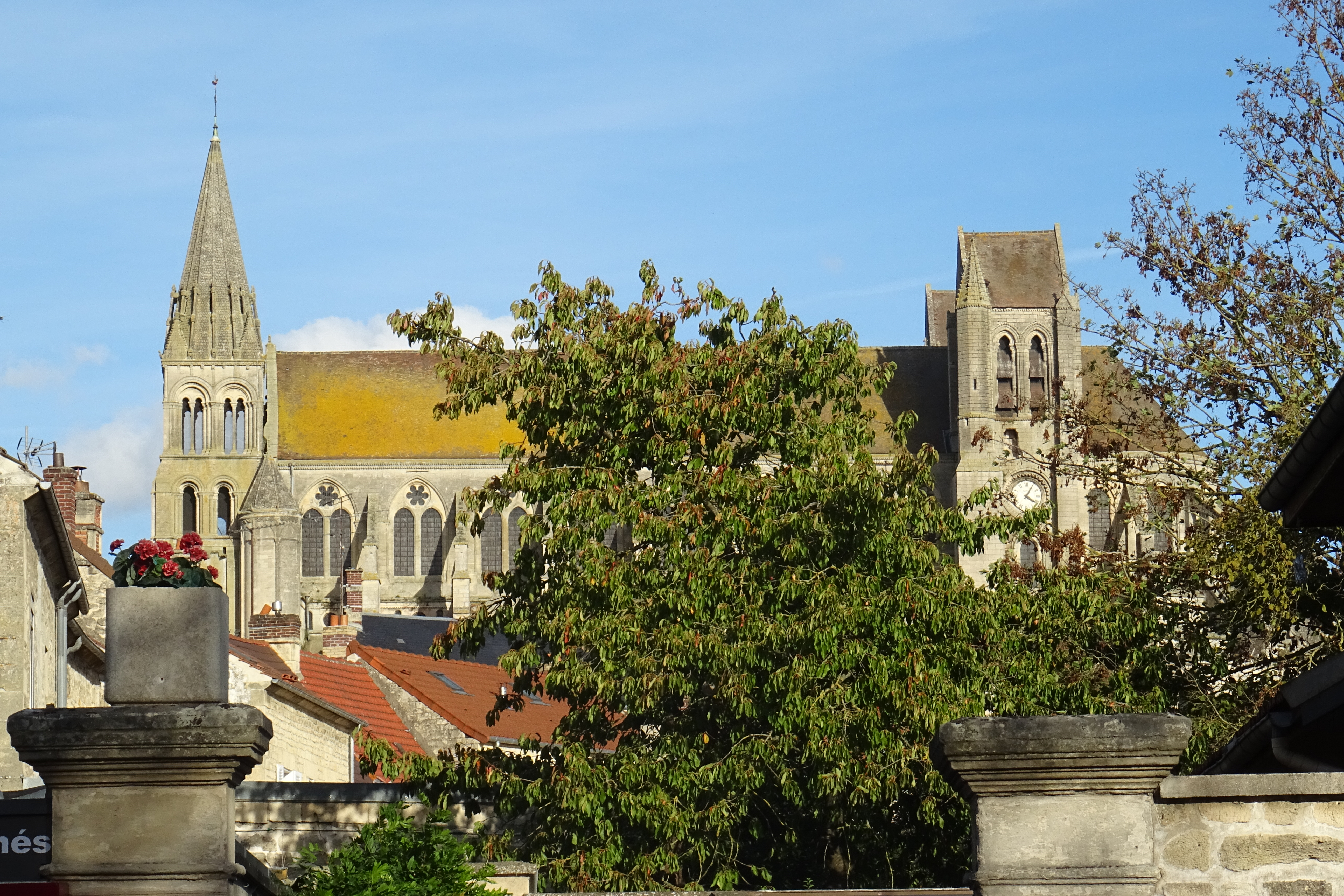
Vue générale depuis le sud.
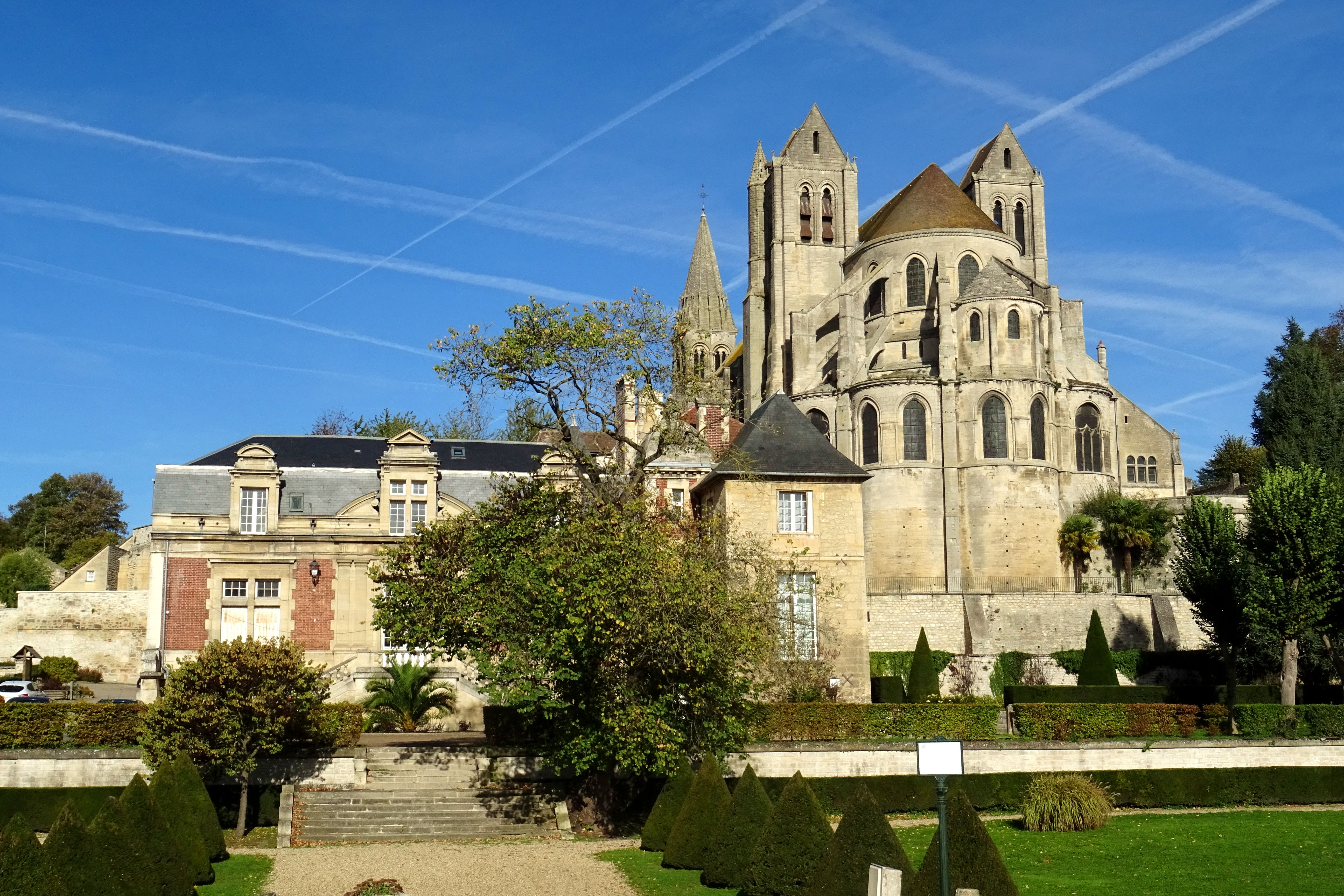
Vue depuis l'est avec la mairie.
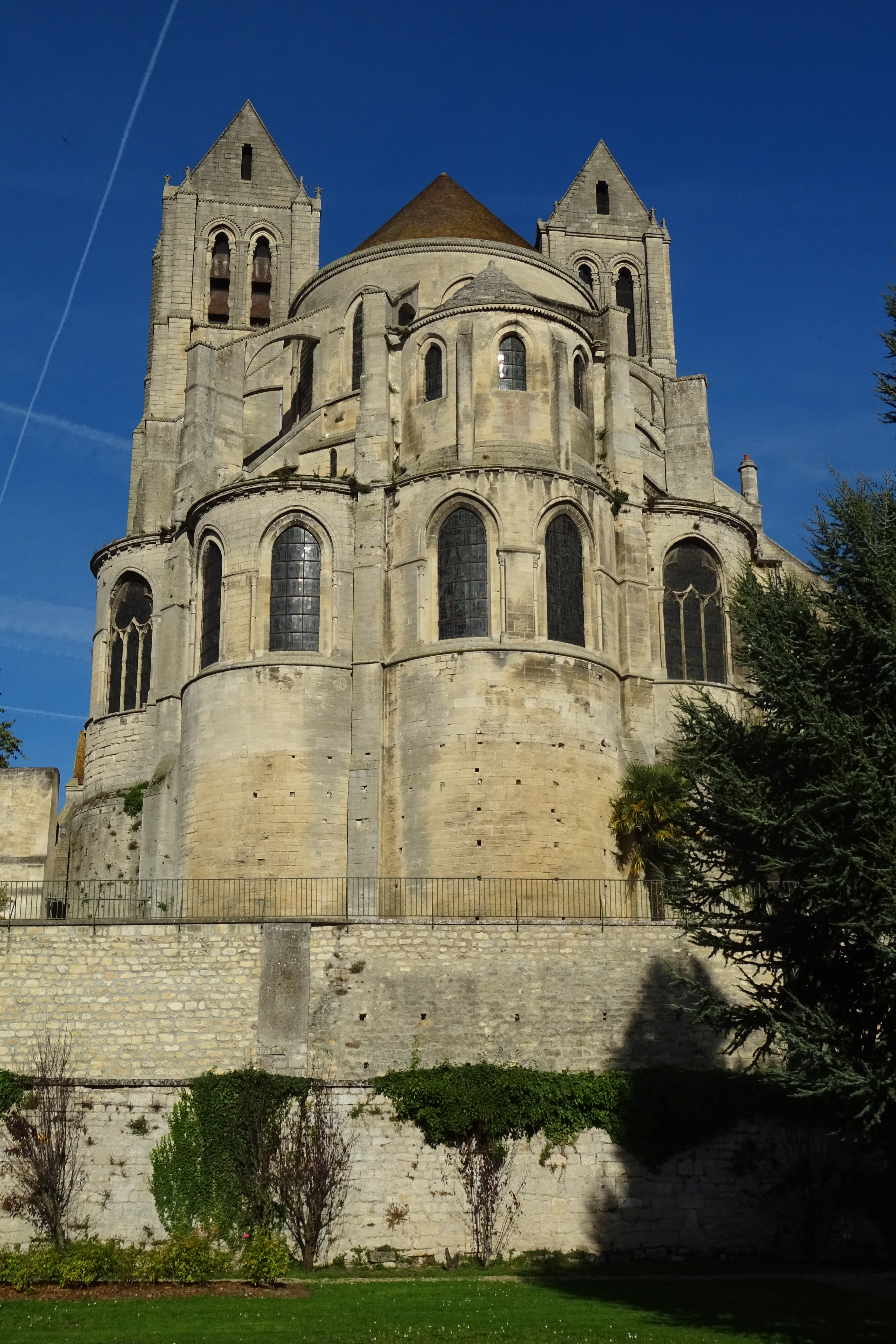
Vue générale depuis l'est.
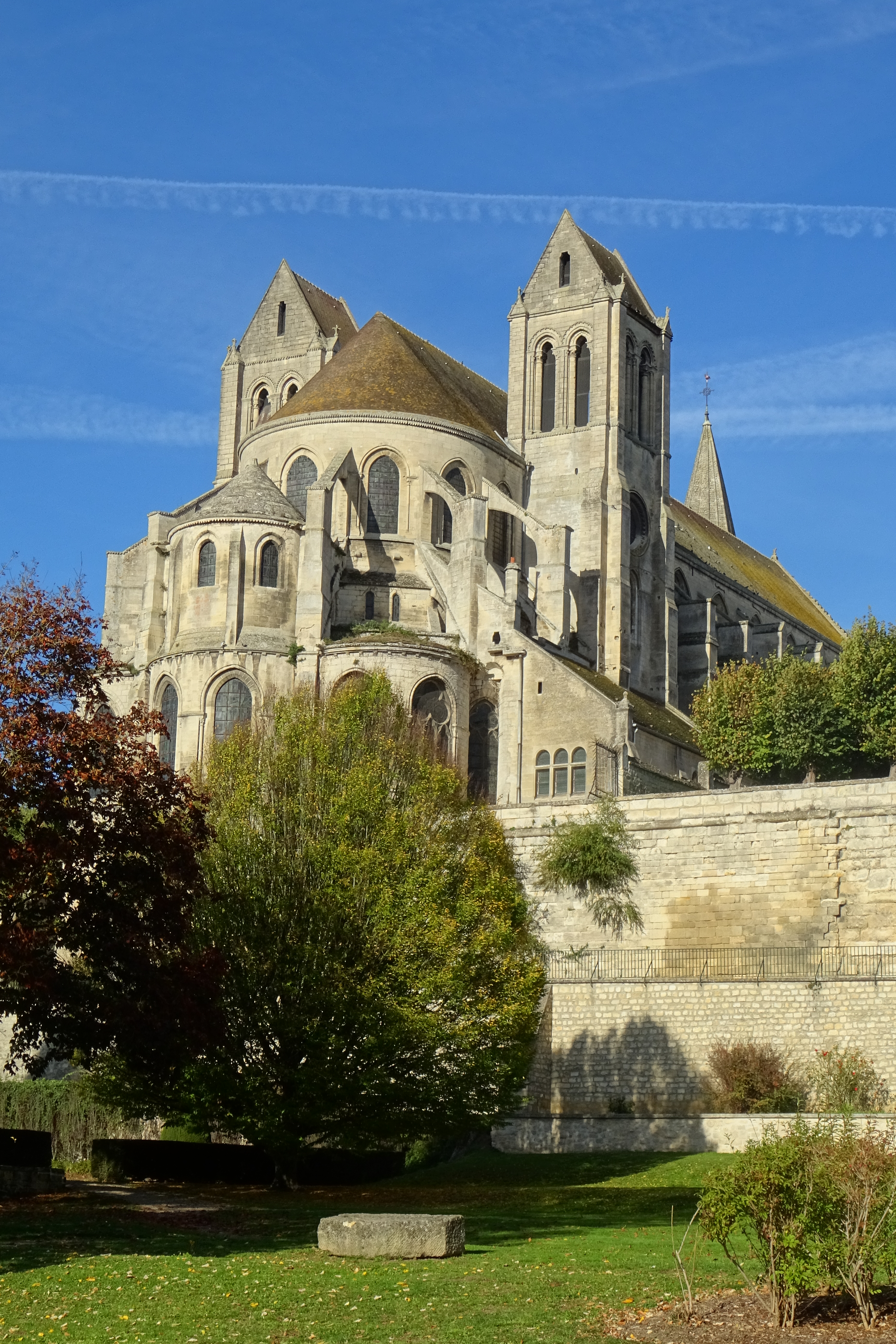
Vue depuis le nord-est.
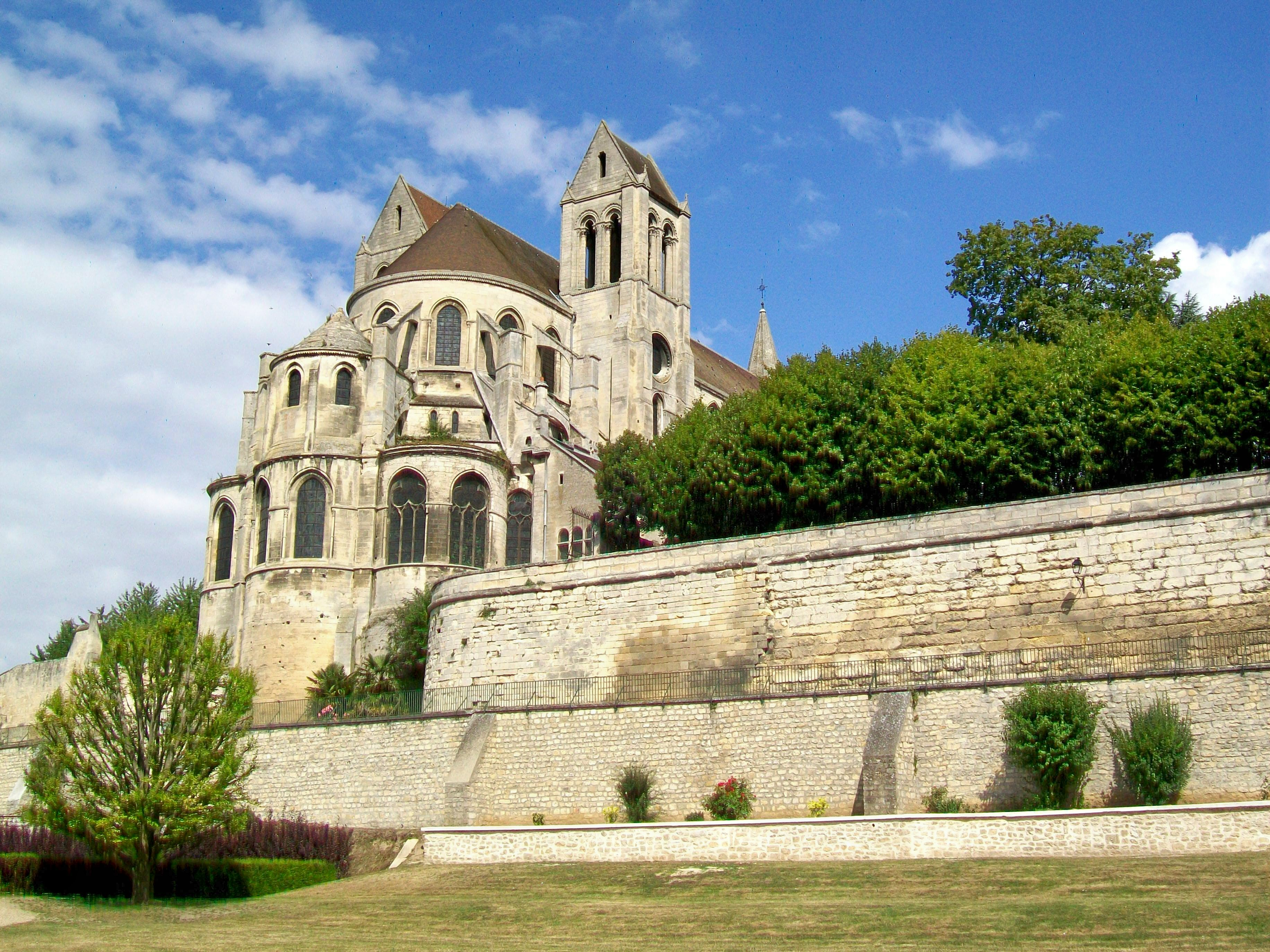
Vue depuis le nord-est avec le mur d'enceinte.
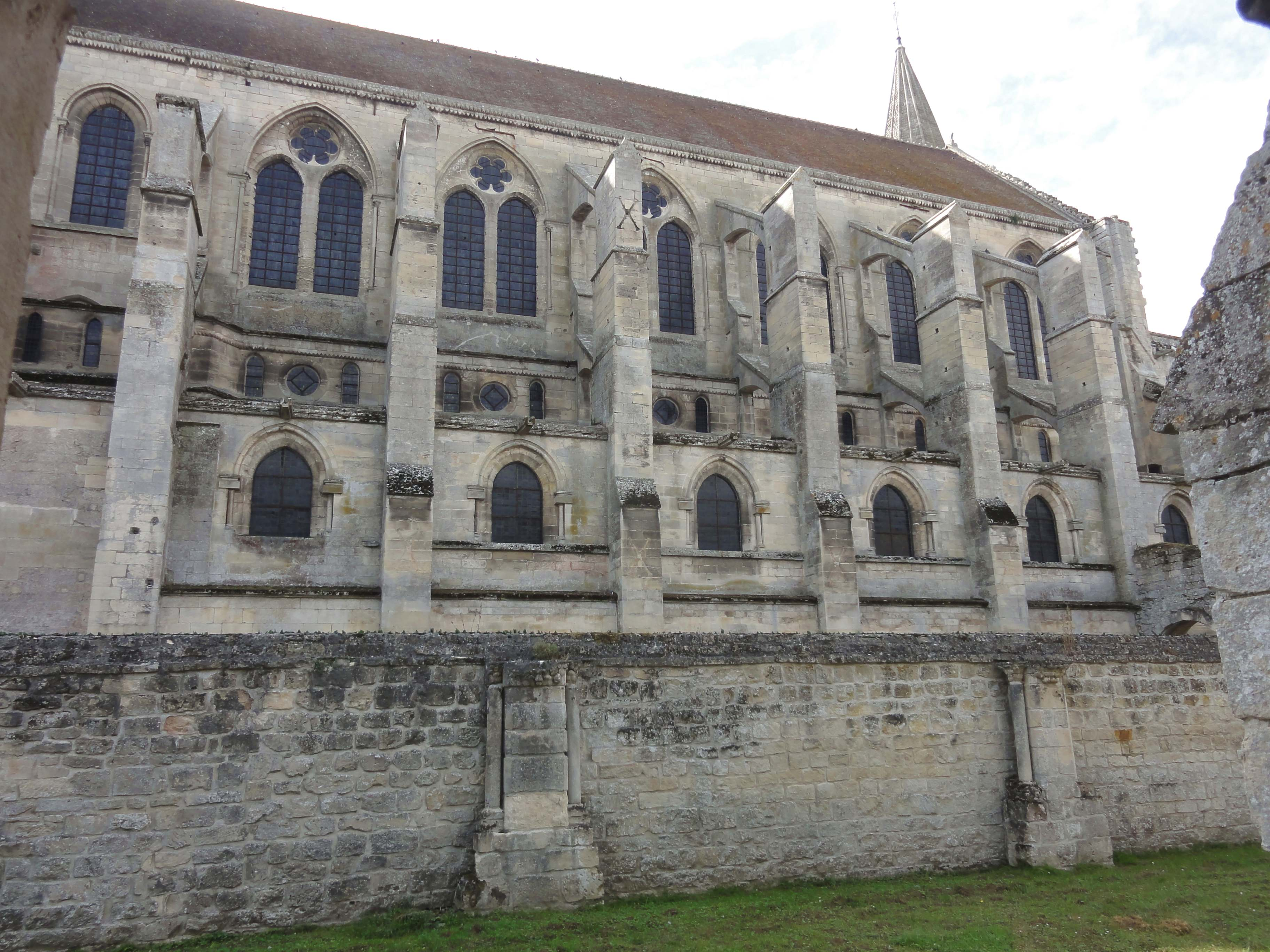
Nef, vue depuis le nord.

Les chartes anciennes ne fournissent pas de renseignements sur la construction de l'église, le cartulaire étant, « comme presque tous les cartulaires, muet sur ces questions, veillant plus à consigner les titres de propriété qu'à retenir, pour l'histoire de l'art, les noms des moines ou laïques, constructeurs ou artistes » : c'est le constat d'Eugène Müller, qui publie une édition critique et commentée du cartulaire en 1901, destinée à servir de base à de futures recherches. Tout au plus, les rapports de visite de Cluny renseignent sur son état à partir du XVIe siècle. Seulement l'étude stylistique basée sur la comparaison avec d'autres édifices contemporains a permis une datation des différentes parties. Ensuite, il est possible de déterminer le maître d'ouvrage grâce à la liste des prieurs et recteurs, et à la connaissance sur leurs familles. Un contrat par lequel le prieur Raoul de Haute-Pierre cède au comte de Clermont l'avouerie du monastère en retour de sa protection, attire l'attention sur ce nom. En 1152, Raoul de Haute-Pierre est dit « sous-prieur d'Esserent », et en 1173, « prieur ou recteur de Saint-Leu et sous-prieur de Cluny ». Un acte de 1175 enfin le qualifie cousin du comte de Clermont. Raoul de Haute-Pierre bénéficie donc à la fois d'une situation exceptionnelle vis-à-vis de la puissante maison de Clermont, et de l'abbaye-mère. C'est donc lui qu'Eugène Müller propose, avec prudence, comme maître d'ouvrage du déambulatoire et du chœur, pour situer ces dates dans le contexte de la construction de la prieurale. Cette hypothèse est validée par Delphine Hanquiez en 2011.

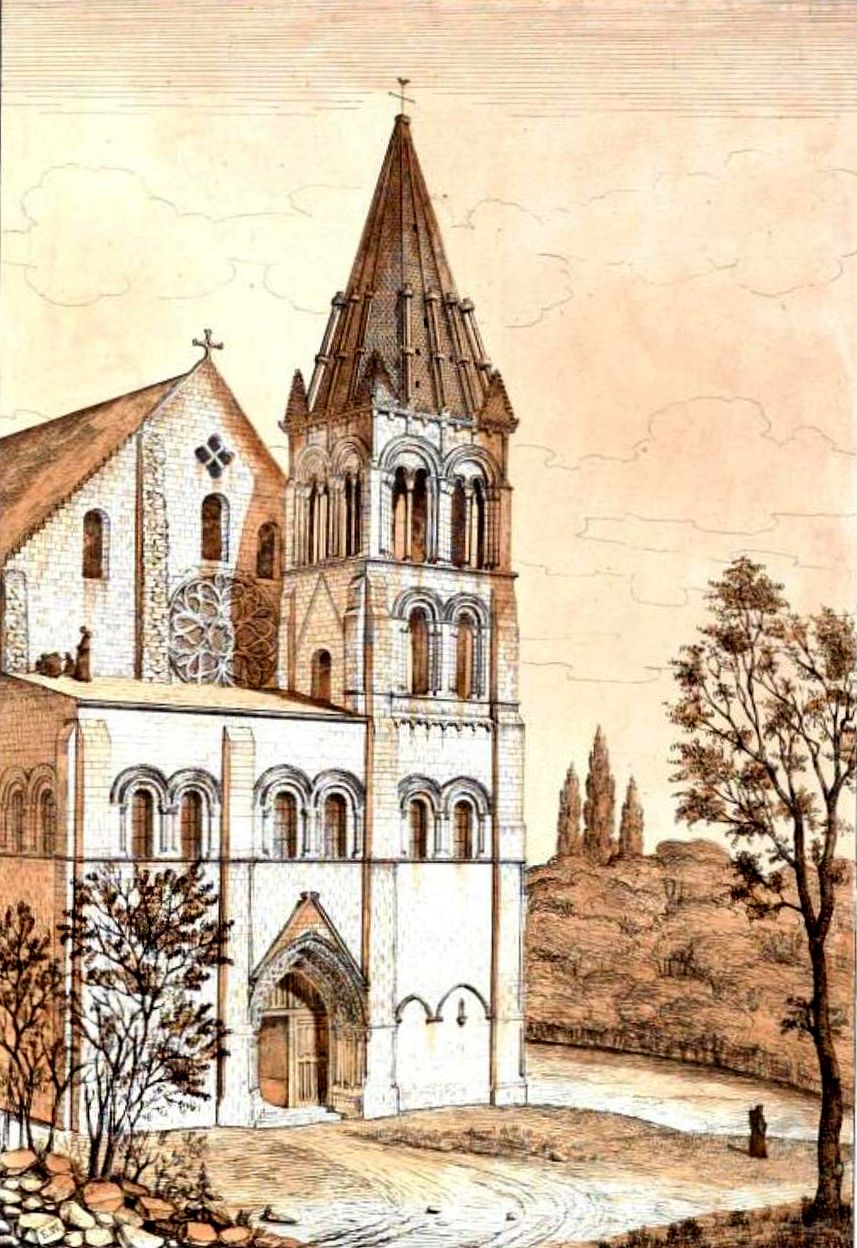
Vue de la façade vers 1840.

Le caractère roman du massif occidental n'a jamais fait de doute. C'est par sa construction que le projet de reconstruction de la fin du XIe siècle est relancé, ou plutôt rendu caduque, vers 1130 / 1140 selon Delphine Hanquiez à la lumière de ses recherches approfondies. Selon l'hypothèse émise par Eugène Lefèvre-Pontalis, la nouvelle façade et l'avant-nef avec la tour méridionale servent à l'ancienne nef dans un premier temps, mais les fouilles en 1955 ont révélé que celle-ci ne commence que trois travées plus loin à l'est, soit 13 m environ. Par ailleurs, l'on suppose aujourd'hui que la tour manquante au nord de la façade (à gauche) n'a jamais existé. — Une fois le massif occidental achevé dans cet état incomplet, le projet est reconsidéré. C'est du côté opposé que le chantier reprend, peut-être dès les années 1140, avec les travaux de terrassement et la construction du soubassement de la nouvelle abside avec ses chapelles rayonnantes. En effet, des marques de tâcheron similaires permettent la conclusion que des artisans déjà engagés pour l'érection du massif occidental restent à l'œuvre sur le chantier du sanctuaire. La progression se fait par tranches horizontales. Une fois les voûtes des chapelles rayonnantes terminées (années 1160), l'on s'attaque aux piliers du rond-point de l'abside, aux voûtes du déambulatoire (années 1170), puis aux deux premiers niveaux des travées droites du chœur (années 1170-1180). Les concernant, les grandes arcades et les murs gouttereaux des bas-côtés sont entrepris simultanément. Ce n'est qu'à partir de leur achèvement que débute le montage de l'étage des fenêtres hautes, toujours en commençant par le chevet. Au moment de la construction de ce troisième niveau d'élévation à l'ouest du chœur, à la fin du XIIe siècle, les piliers à la fin de la nef sont déjà debout. Le mur gouttereau du bas-côté nord est bâti à trois mètres de hauteur jusqu'au massif occidental, tandis que le mur gouttereau du bas-côté sud n'est bâti que sur un mètre et demi de hauteur, et s'arrête à la quatrième travée.
Pour cette phase du chantier, se pose la question de la destinée de l'église primitive, et des conditions de la continuité du culte, car les grandes arcades du nord de l'église gothique réutilisent les fondations du mur gouttereau nord de son prédécesseur. Cette question est d'autant plus inéluctable que le chantier s'interrompt pendant quelques années, entre le lancement de la construction des bas-côtés dans les années 1180 et le départ de travaux de la nef proprement dite vers 1190. Elle a toutefois été éludée par la recherche. Delphine Hanquiez pense cependant pouvoir affirmer que le déambulatoire était accessible aux fidèles, où ils pouvaient vénérer des reliques déposées dans les autels des chapelles rayonnantes. Quoi qu'il en soit, la nef est édifiée entre 1190 et 1200 environ, en commençant au « nord » où la précédente campagne s'était arrêtée, et en avançant toujours par strates horizontales. Avec la minceur extrême de sa structure opposée à l'ampleur du vaisseau central, l'église est une œuvre audacieuse, et l'ajourement du triforium par l'arrière et la quasi-généralisation de la pile composée sont des innovations. Après l'achèvement de l'église seulement, les bâtiments conventuels sont construits jusqu'en 1270 environ, dont le cloître vers 1220/1230. Les bâtiments sont alors occupés par vingt-cinq moines,, assistés d'une centaine de moines convers[réf. souhaitée].

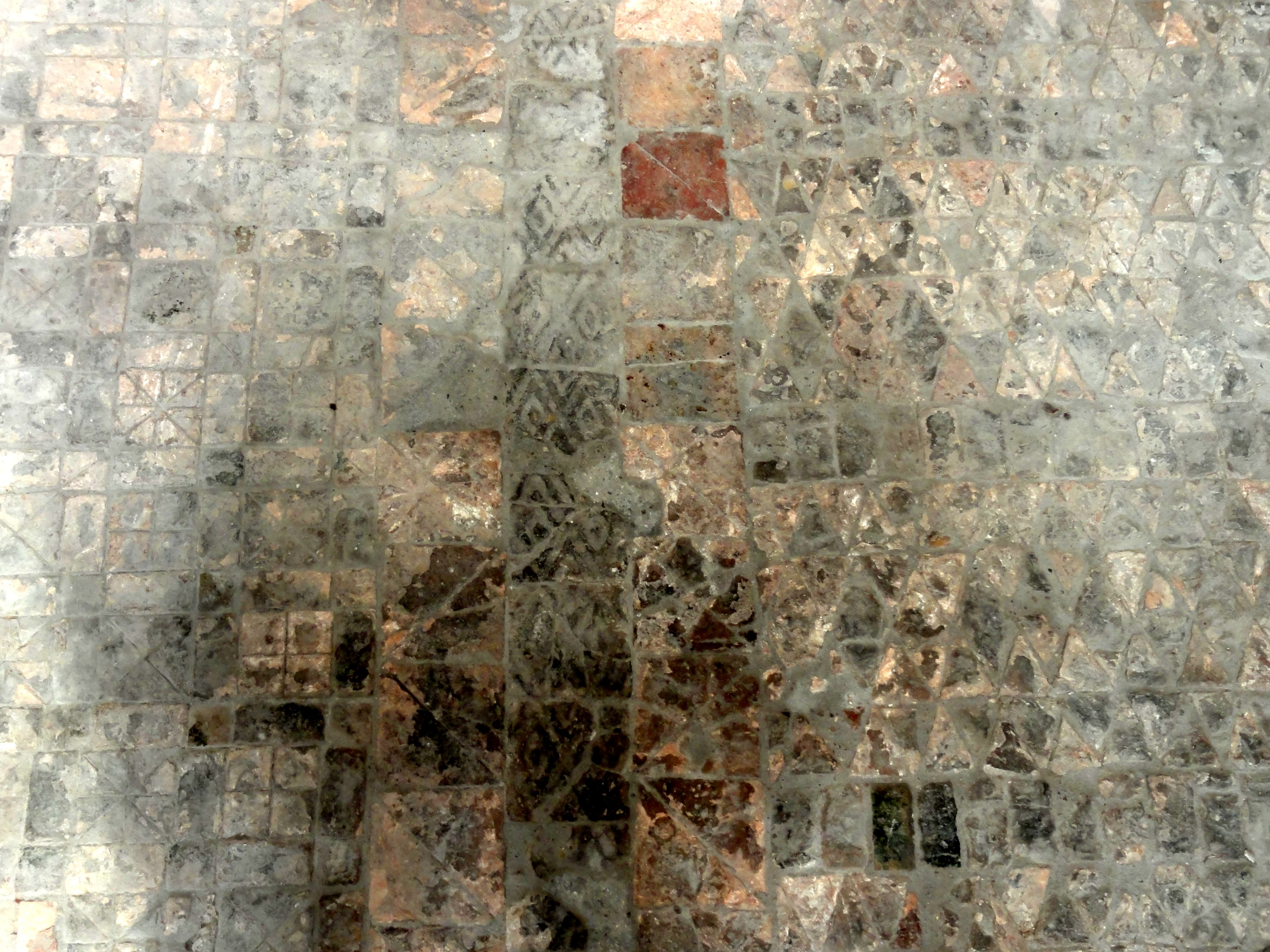
Dallage de sol d'origine.

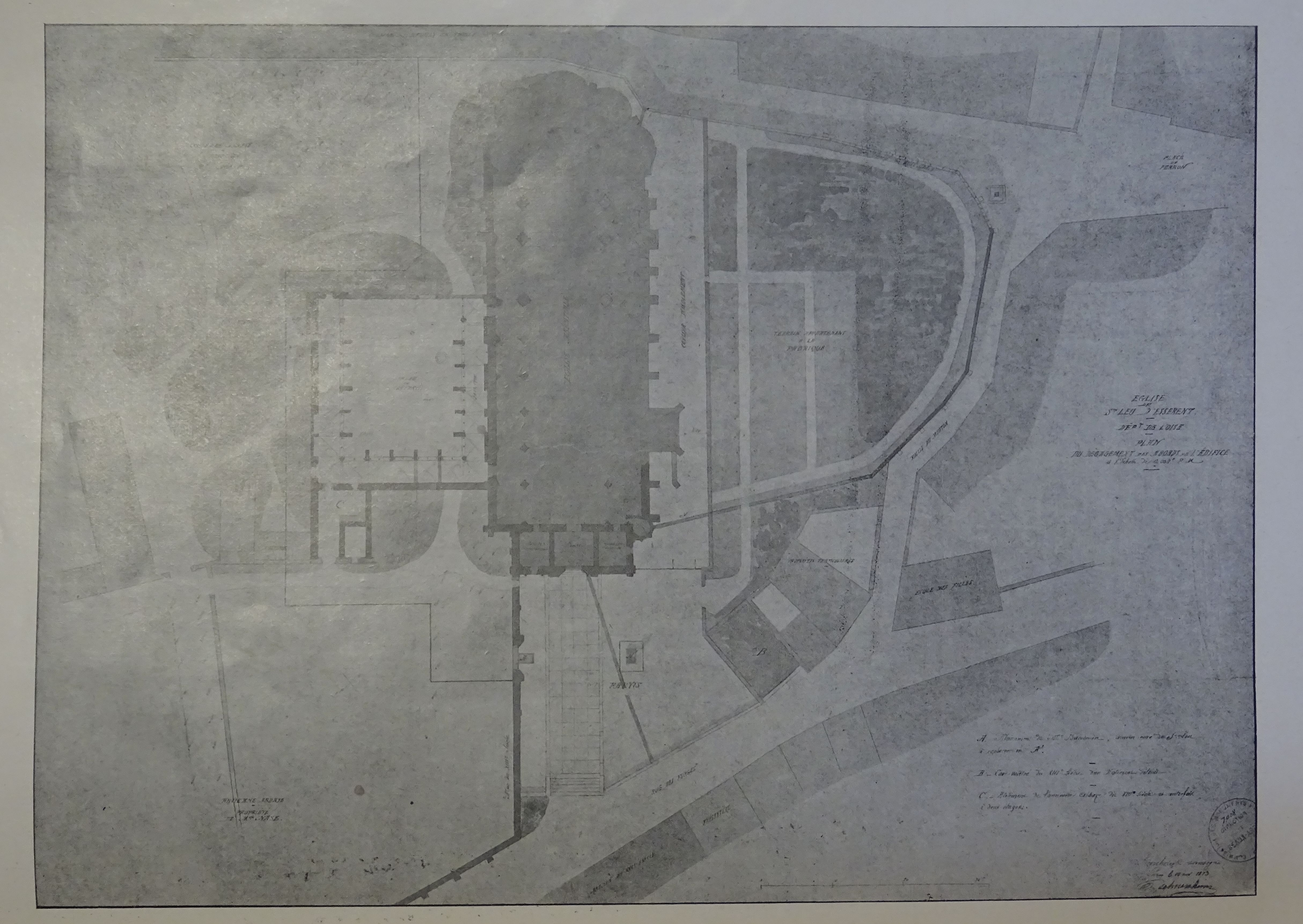
Plan du dégagement de l'édifice, Paul Selmersheim, 1873.

Vers 1270, une première modification intervient avec l'agrandissement des fenêtres des chapelles rayonnantes, qui sont dotées d'un réseau de style gothique rayonnant. Lors de la guerre de Cent Ans, le prieuré échappe à l'incendie lors de la prise de la ville par les Anglais et les Navarres en 1359 grâce au paiement d'une rançon. Vers la fin du XIIIe siècle, la chapelle des fonts baptismaux est ajoutée devant la troisième travée au sud,,. Au XIVe siècle, l'église est restaurée pour la première fois. Le régime de la commende fait son apparition précocement, au plus tard en 1401. Un pillage en 1436, dans la seconde phase de la guerre de Cent Ans dans la région, entraîne un incendie dans l'avant-nef et dans la première travée de la nef, détruisant également la toiture du chœur. L'église est réparée et la première pile libre côté nord est reprise en sous-œuvre sur un plan losangé, mais les conséquences de l'incendie se font encore ressentir au XIXe siècle et feront l'objet des premières restaurations après le classement de l'édifice.
Comme partout ailleurs, le partage des revenus entre le prieur commendataire et la communauté entraîne une fuite des moyens financiers en dehors de l'établissement, et vers le milieu du XVIIe siècle, le prieur François Dufour doit faire face aux accusations de la part des moines et de l'abbé de Cluny, le cardinal Jules Mazarin. Le cloître serait sale, le jardin mal entretenu et le dortoir inhabitable. En 1665, Dufour déclare avoir refait à neuf le dortoir et réparé les toitures du prieuré. Ce n'est qu'en 1691 que les religieux obtiennent de sa part qu'il assure désormais les gros travaux de réparation à sa charge. Entre-temps, la fondation de Jeanne Bonnétraine, maîtresse d'école par acte du 6 mars 1682, motive la construction d'une chapelle dédiée à Saint-Gabriel devant la deuxième travée du bas-côté sud,. — Le nombre de religieux diminue : en 1695, ils ne sont plus que huit, dont un assure le ministère de curé, et en 1709, ils ne sont plus que six. Dans la seconde moitié du XVIIIe siècle, le dallage est renouvelé, et des réparations mal documentées sont effectuées. C'est peut-être à cette époque, sinon au siècle précédent, que le portail de style classique est construit à gauche du portail principal. En tout cas, les religieux déclarent l'église en bon état en 1746.
Pendant la Révolution française, seuls les éléments de décoration en métal précieux disparaissent. L'église est préservée car étant l'unique édifice de culte dans la commune. Les bâtiments conventuels sont démembrés en 1795 en trois lots, dont deux concernent l'intérieur de l'enceinte claustrale : « le petit couvent d'un côté, le cloître, les bâtiments encore debout et la Cour Rouge d'autre part ». Le lot principal, avec le cloître et deux salles voûtées, est acquis par un bourgeois de Beaumont, puis passe de main en main, et connaît plus d'une vicissitude fâcheuse. Un plan des restaurations dressé en 1873 par Paul Selmersheim indique un M. Nase.

### La préservation de l'édifice auXIXesiècle

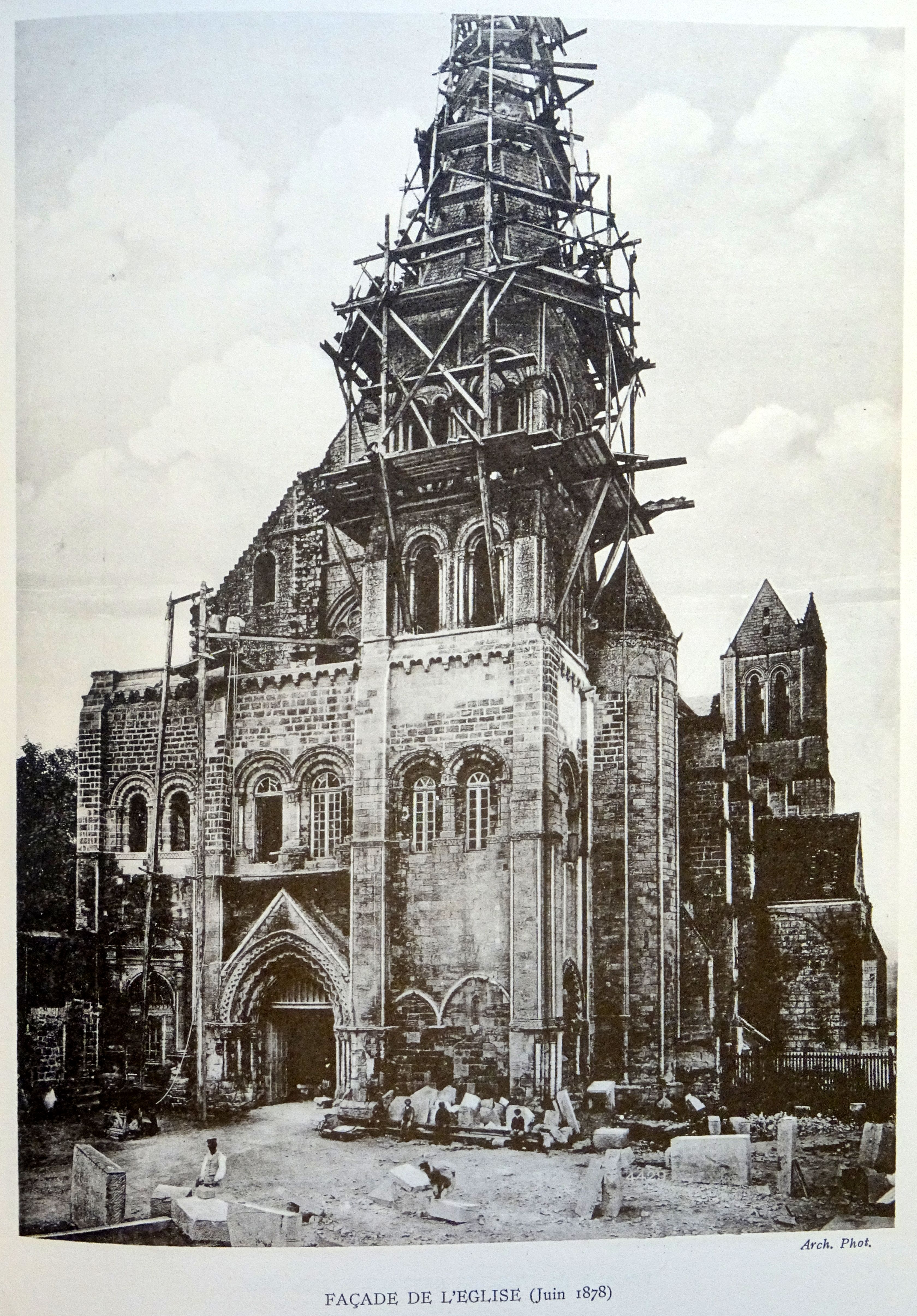
Le massif occidental avant sa restauration, avec la tour sud en travaux, juin 1878.

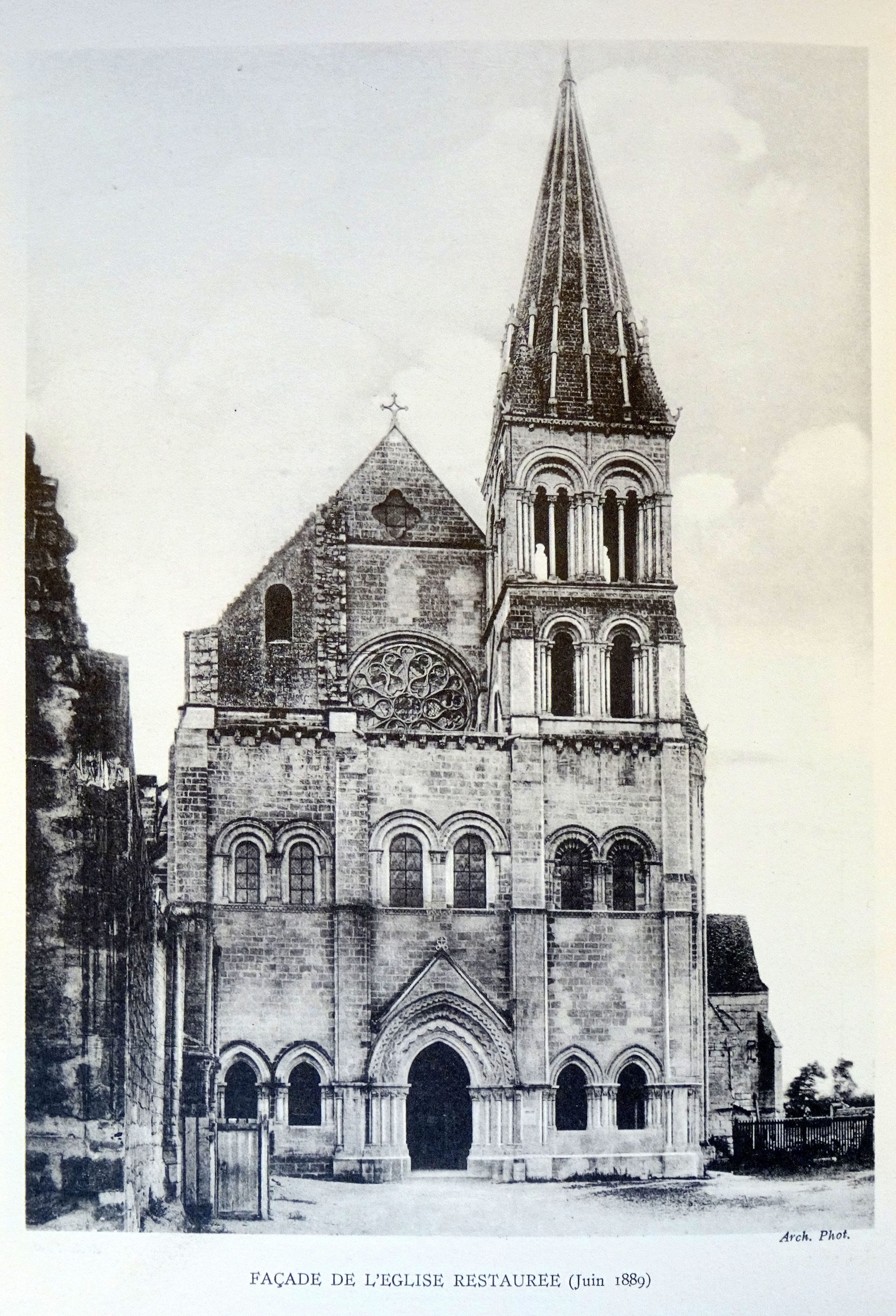
La façade occidentale restaurée, juin 1889.

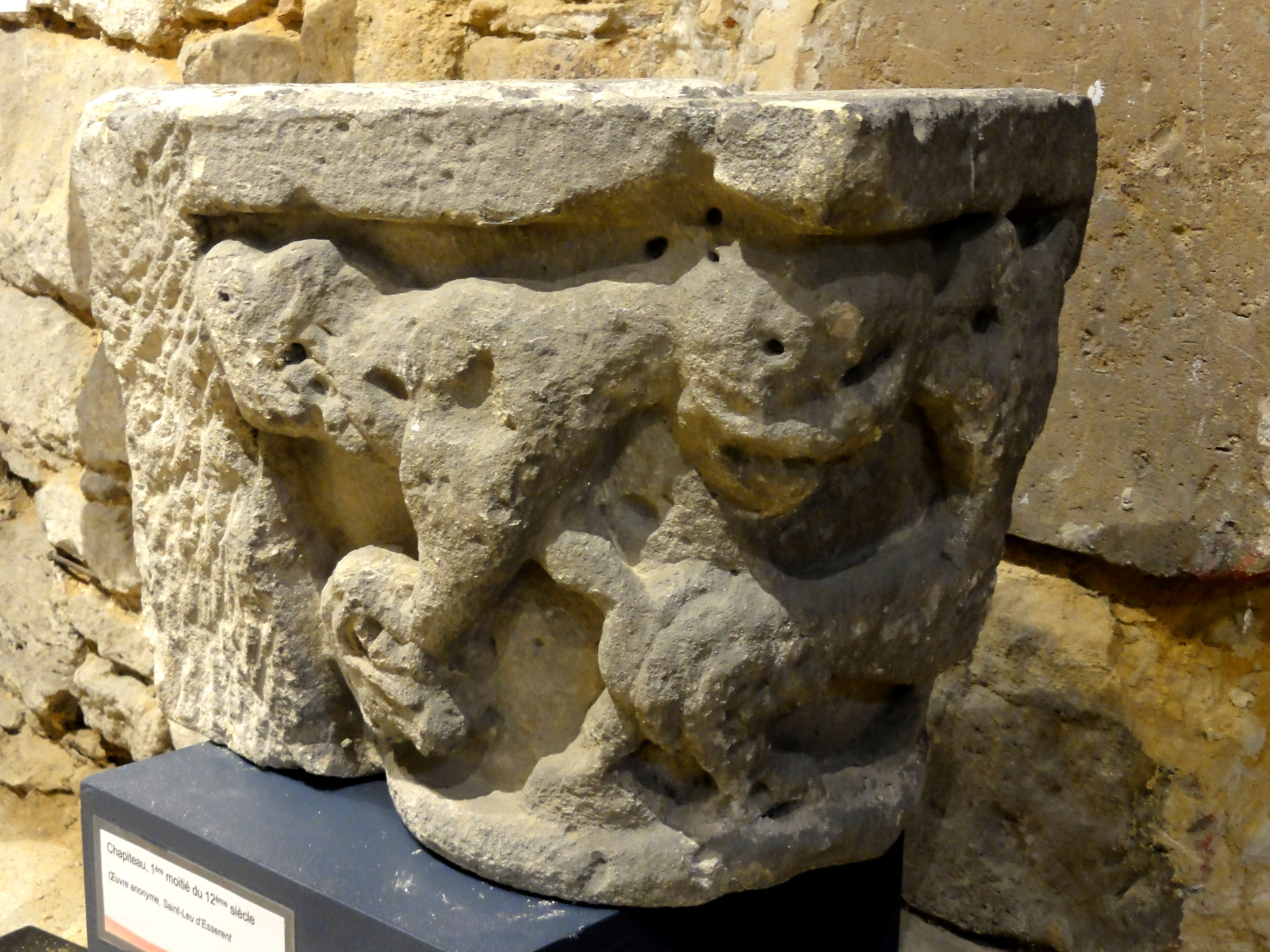
Exemple d'un chapiteau roman déposé (au musée municipal).

L'étude d'Andrew Tallon a mis en exergue un vice de construction de la nef, dont les arc-boutants étaient insuffisants, de sorte que les murs latéraux ont encore déversé de longues années après l'achèvement. Ces mouvements ont repris pendant la période post-révolutionnaire, quand les toitures et les autres éléments exposés n'ont plus bénéficié d'entretien. L'infiltration des eaux pluviales, tant par le haut que par le bas, combinée avec l'action du gel, a provoqué des ruptures. En 1828, Louis Graves visite l'église et résume ainsi sa situation : « Ce monument digne de l'attention et de l'intérêt des amis des arts dont il paraît ignoré, est aujourd'hui à la charge d'une commune dont les revenus n'atteignent pas six cents francs, est qui est par conséquent hors d'état de subvenir à son entretien et aux réparations dont l'urgence est trop visible. Des secours extraordinaires apportés par le gouvernement en ont retardé la ruine jusqu'à ce jour ». L'église est classée aux monuments historiques très tôt par la liste de 1840, élaborée sous la direction de Prosper Mérimée. Elle se trouve ainsi parmi les treize tout premiers monuments historiques du département. Le classement des restes des bâtiments conventuels intervient par la liste de 1862, et l'ancien colombier du prieuré est enfin inscrit par arrêté du 16 février 1965. Il abrite aujourd'hui un transformateur d'EDF.
Trois ans après son classement, l'architecte Daniel Ramée est sollicité pour un devis. Les travaux sont menés en 1846 / 1847. Alors qu'ils sont encore en cours, Daniel Ramée trouve l'édifice en plus mauvais état qu'il ne le pensait, et doit faire ajouter une volée intermédiaire à une poignée d'arc-boutants du côté sud. Il aurait préféré refaire à neuf l'ensemble des trente-neuf arc-boutants, mais les fonds ne sont pas alloués. En attendant, il engage l'entrepreneur Charles Puissant, de Senlis, pour installer une série de tirants filetés sous la voûte de la nef conçus pour être serrés. Puissant pense ainsi pouvoir ramener les murs à leur position d'origine. L'expérience est loin d'être concluante : au moment où les écrous sont serrés, les arc-doubleaux commencent à craquer, et des morceaux de pierre tombent au sol. Le projet est abandonné aussitôt, et le mandat de Ramée n'est pas renouvelé après 1848. Il est remplacé par Aymar Verdier, qui se voit confronté à la tâche de sauver l'église d'une ruine imminente. Son rapport de 1853 souligne que les arc-boutants de 1846 / 1847 n'ont pas le bon point d'attaque et sont à peu près inutiles, tandis que les arc-boutants anciens sont disjoints pour la plupart, et n'offrent plus qu'une faible résistance. Verdier fait remplacer les arc-boutants du versant nord par des structures de plus fortes dimensions, mais le budget ne suffit pas pour aller plus loin. En 1855, Verdier fait installer des tirants de fer permanents, conventionnels, qui permettent de contrer la poussée des voûtes. Rien de substantiel n'est entrepris pendant une douzaine d'années. Au contraire, la chapelle devant la deuxième travée du bas-côté sud est apparemment démolie vers 1860. Puis, entre 1867 et 1873, les six plus mauvaises piles de la nef sont remplacées grâce à une reprise en sous-œuvre. Certaines étaient rongées par l'incendie de 1436.
En 1873, Paul Selmersheim est chargé de la restauration de l'église. Il fait remplacer deux autres piles de la nef, construites dans une pierre trop tendre (ne reste donc d'origine que la première au sud), et sculpter les chapiteaux des piles dont les corbeilles étaient restées épannelées. Ce n'est qu'un prélude à un nombre important d'interventions. La restauration du massif occidental est entamée en 1878 en commençant par le clocher, comme le montre une photographie de Séraphin-Médéric Mieusement prise au mois de juin. Selon Eugène Müller, Selmersheim travaille en coopération avec Émile Boeswillwald. L'auteur loue le talent des deux architectes et trouve des circonstances atténuantes pour la radicalité de leur démarche, mais attire aussi l'attention sur la faible authenticité des éléments aujourd'hui en place « L'on voit avec quelle réserve il faut se prononcer sur l'aspect que présente aujourd'hui le rez-de-chaussée ». La façade est photographiée après la fin des travaux par Jean-Eugène Durand en juin 1889. Par la suite, Selmersheim fait enlever les badigeons recouvrant tout l'intérieur de l'édifice, et restaurer la chapelle rayonnante au centre du chevet. Ensuite, l'ensemble des charpentes et toitures est restauré. Les toitures des bas-côtés et du déambulatoire retrouvent leurs toits faiblement inclinés du XIIIe siècle, et les fenêtres à l'arrière du triforium deviennent ainsi de nouveau visibles. Sur ce point, l'histoire se répète en quelque sorte, car un maître d'œuvre du début du XIIIe siècle avait déjà abaissé les toitures du déambulatoire à leur niveau actuel, afin de permettre le rétro-éclairage du triforium. À l'intérieur, les baies du triforium jusqu'alors bouchées sont remises en état. Avec une cinquantaine d'années de retard, les arc-boutants du côté sud sont enfin réparés, mais Selmersheim fait le choix curieux de supprimer les bâtières qui chargeaient les culées, alors que l'église de Saint-Leu-d'Esserent était l'un des premiers édifices où ce dispositif avait été employé. À partir de 1891, l'architecte en chef des monuments historiques Lucien Roy seconde Selmersheim. « Son travail est documenté par une série impressionnante de dessins d'échafaudage, témoignage de sa préoccupation pour l’état déplorable de la nef » (Andrew Tallon). La longue campagne de restauration ne se conclut qu'en 1912.

#### La poursuite des travaux de sauvegarde auXXesiècle

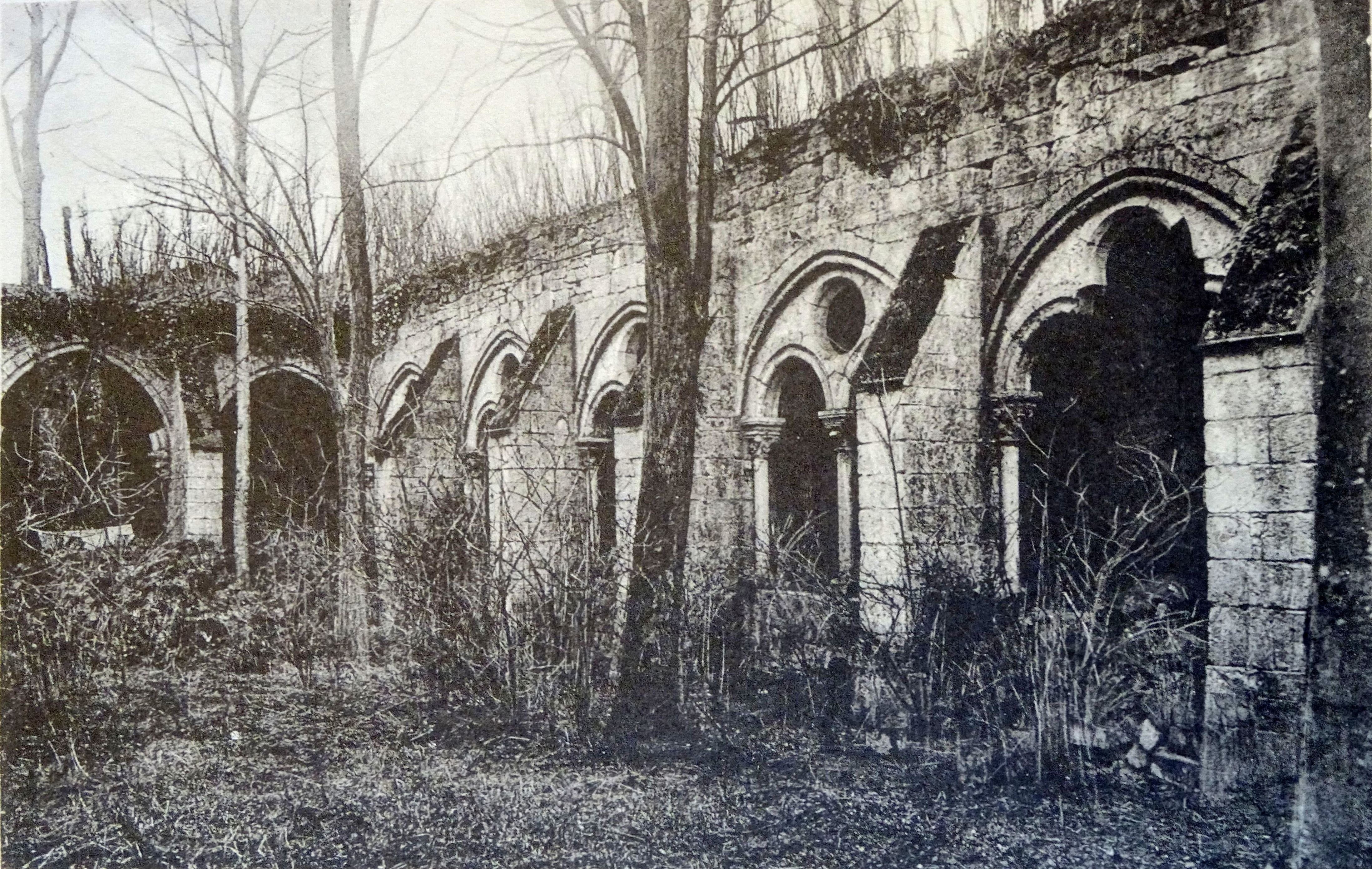
Le cloître en 1910.

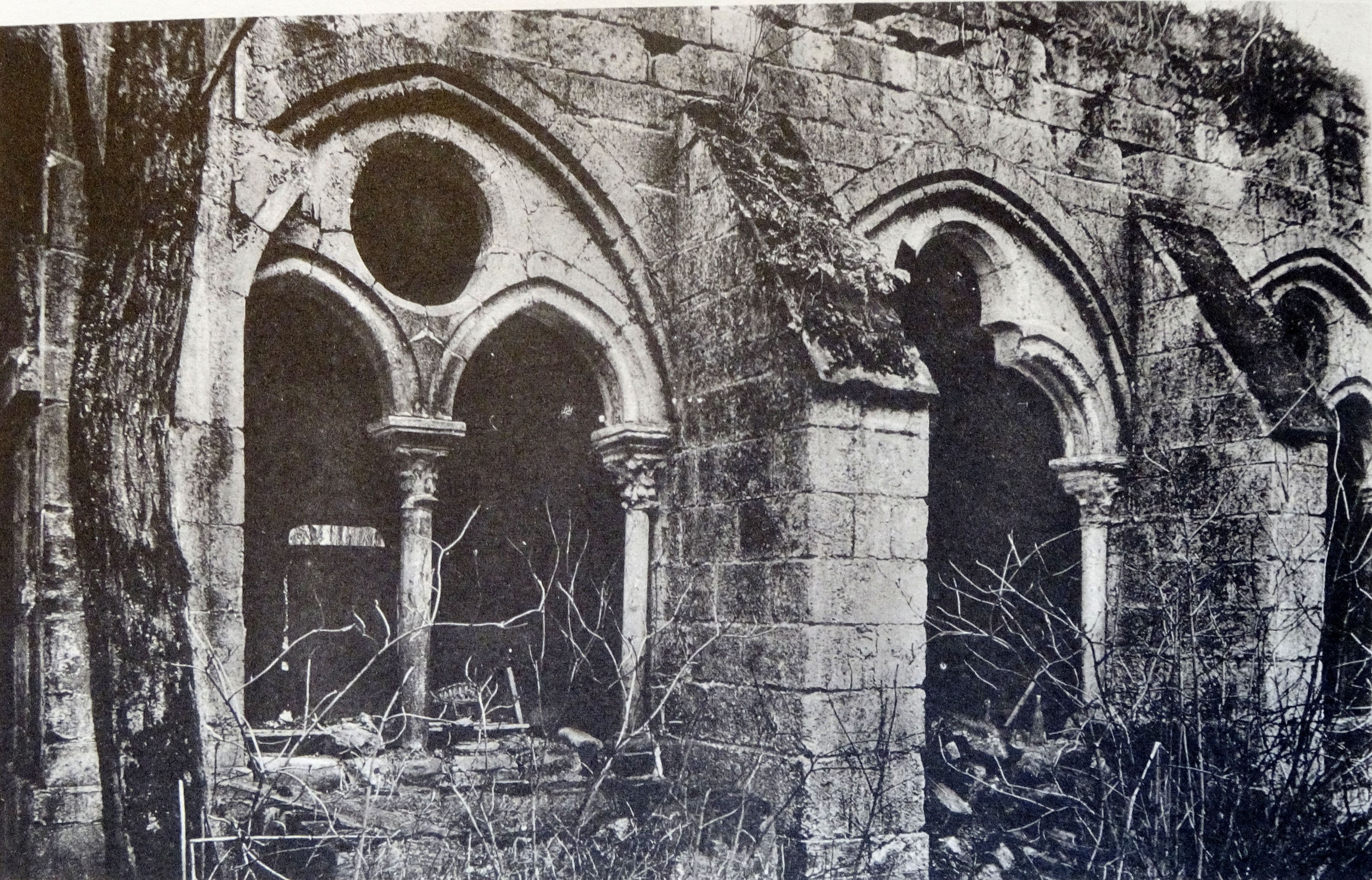
Le cloître en 1910.

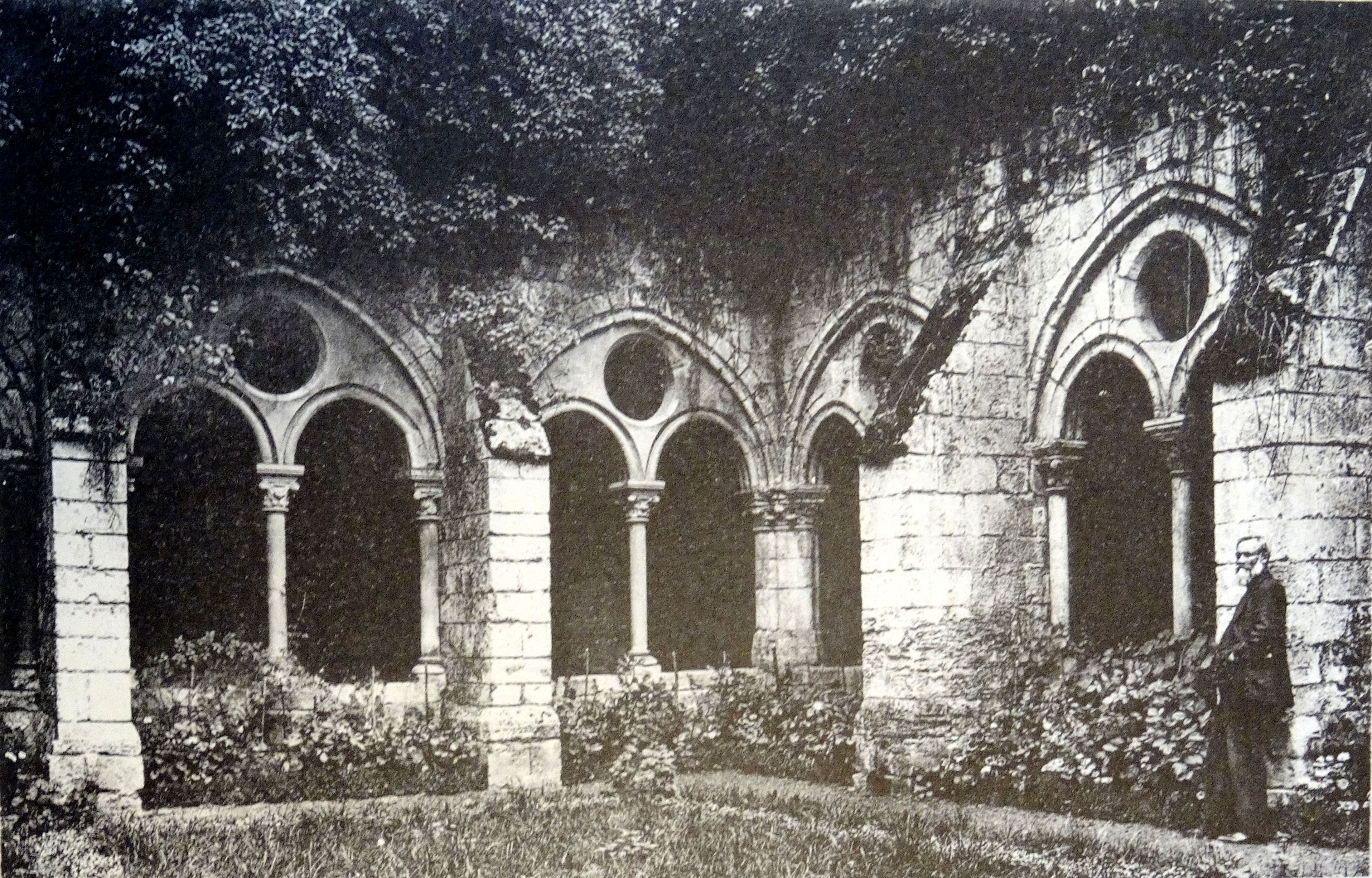
Le cloître restauré, vers 1930.

Au début du XXe siècle, les restes du monastère ont « enfin trouvé un propriétaire dont le goût pur et savant est soucieux à bon droit de sa conservation et de sa beauté » (Eugène Müller). Il s'agit de l'architecte parisien Albert Fossard (1867-1947), qui en fait sa résidence secondaire, et possède à la fois les connaissances et les moyens pour restaurer l'ensemble. On ne sait toutefois pas ce qui est advenu des vestiges non encore traités par les services de l'État : certains n'ont jamais encore été dessinés ou photographiés. Il engage d'importants travaux de restauration, portant sur la partie du mur d'enceinte qui lui appartient, et de déblaiement, ce qui lui permet de redécouvrir une bonne partie des anciens bâtiments prieuraux. Il ne s'agit pas de véritables fouilles archéologiques, mais Fossard met au jour quelques éléments de sculpture et des carreaux de pavement, dont il rend compte dans son livre qu'il fait imprimer en 1934. Au fur et à mesure, Albert Fossard se consacre à la restauration des parties construites conservées en élévation, en commençant par le logis, car en arrivant, il doit se contenter de conditions de vie modestes : « Je m'installe d'abord dans un réduit qui s'agrandira non sans peine et qui s'arrangera par la suite ; m'y voilà enthousiaste et décicé à tous les efforts pour un séjour durable. Puis les vieilles pierres m'attirent, me retiennent : elles ont été témoin de tant de choses ! L'abbé Müller me fait visite, nous essayons ensemble de les interroger ; elles sont pour nous un magnifique sujet d'admiration et d'émulation ». Suivent la remise en état d'une galerie et demie du cloître (tout ce qui en subsiste), du vestibule au nord du cloître, d'une grande salle semi-enterrée à six travées voûtée d'ogives, d'un deuxième niveau de caves issu de la transformation d'une ancienne carrière, de la porte fortifiée décrite par Eugène Viollet-le-Duc, et du logis à mâchicoulis considéré comme ancien château. Le livre d'Albert Fossard, « Le prieuré de Saint-Leu-d'Esserent (abbaye bénédictine de Cluny) », de cent-douze pages, avec cinquante dessins dans le texte, plus trente-neuf planches  de phototypie, demeure la première et unique monographie traitant de l'ensemble des bâtiments monastiques. Ensuite, jusqu'au début du XXIe siècle, plus aucun scientifique n'a plus eu véritablement accès au site. Pierre Durvin loue cependant le bon accueil que Mademoiselle Fossard réserve aux visiteurs de passage non annoncés. « Toutes ces beautés admirables du prieuré sont entretenus avec un dévouement extraordinaire par Mademoiselle Fossard qui y consacre sa vie et sa fortune, et c'est elle-même qui aime vous les présenter ».
Le 5 août 1944, des bombardements alliés visent l'usine troglodyte ou l'Allemagne nazie fait fabriquer les V1, détruisent les voûtes du chœur, et endommagent les tours flanquant le chevet de l'église. À l'extérieur de l'église, au sud, une bombe non explosée s'enfonce de 50 cm dans le sol. L'architectes en chef des monuments historiques Jean-Pierre Paquet est chargé des réparations. Dès 1947, il soumet son projet. Poussé par l'ambition de non seulement remettre en état l'église, mais de résoudre aussi une fois pour toutes les problèmes de stabilité de la nef et de supprimer les tirants en fer d'Aymar Verdier, qu'il juge indignes de l'esthétique et de l'harmonie du bâtiment, il imagine une technique pionnière. Il conçoit une sorte de pinces géantes en béton armé, qui consistent en une série de poutres horizontales reposant sur les murs gouttereaux, passant par-dessus du sommet des voûtes, et reliées à la fois par des éléments verticaux et diagonaux à des dosserets également verticaux, disposés sur la face extérieure des murs. Afin de pouvoir poser ces dosserets, les murs sont entaillés jusqu'au-dessus du triforium. Après la mise en place de l'armature métallique et des coffrages, le béton est coulé. Une fois l'opération terminée, les brèches dans les murs sont dissimulées tant bien que mal avec les pierres d'origine. La charpente elle-même est refaite en bois. Mais la radicalité de la méthode est loin de faire l'unanimité parmi ses confrères et les historiens de l'art. Rapidement, Paquet est sur la défensive, et c'est dans cette optique qu'il rédige son article paru en 1955,. D'autres travaux de restauration s'ensuivent jusqu'en 1961, concernant les fenêtres et une nouvelle fois la charpente, ainsi que le dallage du sol. Pendant ces travaux, avant la réfection du dallage, Jean-Pierre Paquet fait appel à Pierre Durvin pour effectuer des premiers sondages en 1953, puis des fouilles pour trouver l'église primitive en 1955. Témoin de la restauration de l'église et de la Seconde Guerre mondiale dans la région, président de la société archéologique, historique et scientifique de Creil, il passe quasiment sous silence ces aspects de l'église de Saint-Leu-d'Esserent dans sa monographie parue en 1975.
L'église est toujours affectée au culte, bien que l'une des chapelles suffise aujourd'hui pour la célébration des messes dominicales ordinaires. Elle incarne aujourd'hui l'un des rares exemples d'édifices religieux d'envergure issus de la première période gothique et ayant traversé les siècles sans remaniements majeurs, ni reconstruction partielle ou modification de plan. C'est ce qui fait la valeur archéologique exceptionnelle de l'église de Saint-Leu-d'Esserent. Même si les restaurations lui ont fait perdre une partie de son authenticité, notamment dans le massif occidental, l'esprit de l'architecture d'origine a le plus souvent été respecté. La pureté de cette architecture est bien mise en valeur grâce à l'absence d'éléments de mobilier d'envergure, ce qui s'accommode bien avec l'austérité devant régner dans une église monastique : « Toute cette composition est lisible aisément ; l'harmonie préside aux agencements des lignes et au déploiement des charges et des résistances, sans qu'aucun détail ambitieux vienne troubler la quiétude séreine de l'ensemble ; tout aide à réaliser avec cette forme intime de synthèse que possède toute œuvre de génie, la condition du véritable beau » (Eugène Müller). Quant au prieuré, il participe aujourd'hui à la vie culturelle de la ville. Il accueille ponctuellement des spectacles, concerts et expositions, et propose des visites aux groupes et associations manifestant un intérêt pour les sites Clunisiens. Il est également ouvert au public chaque année pour les journées du patrimoine.

## Description

### Aperçu général

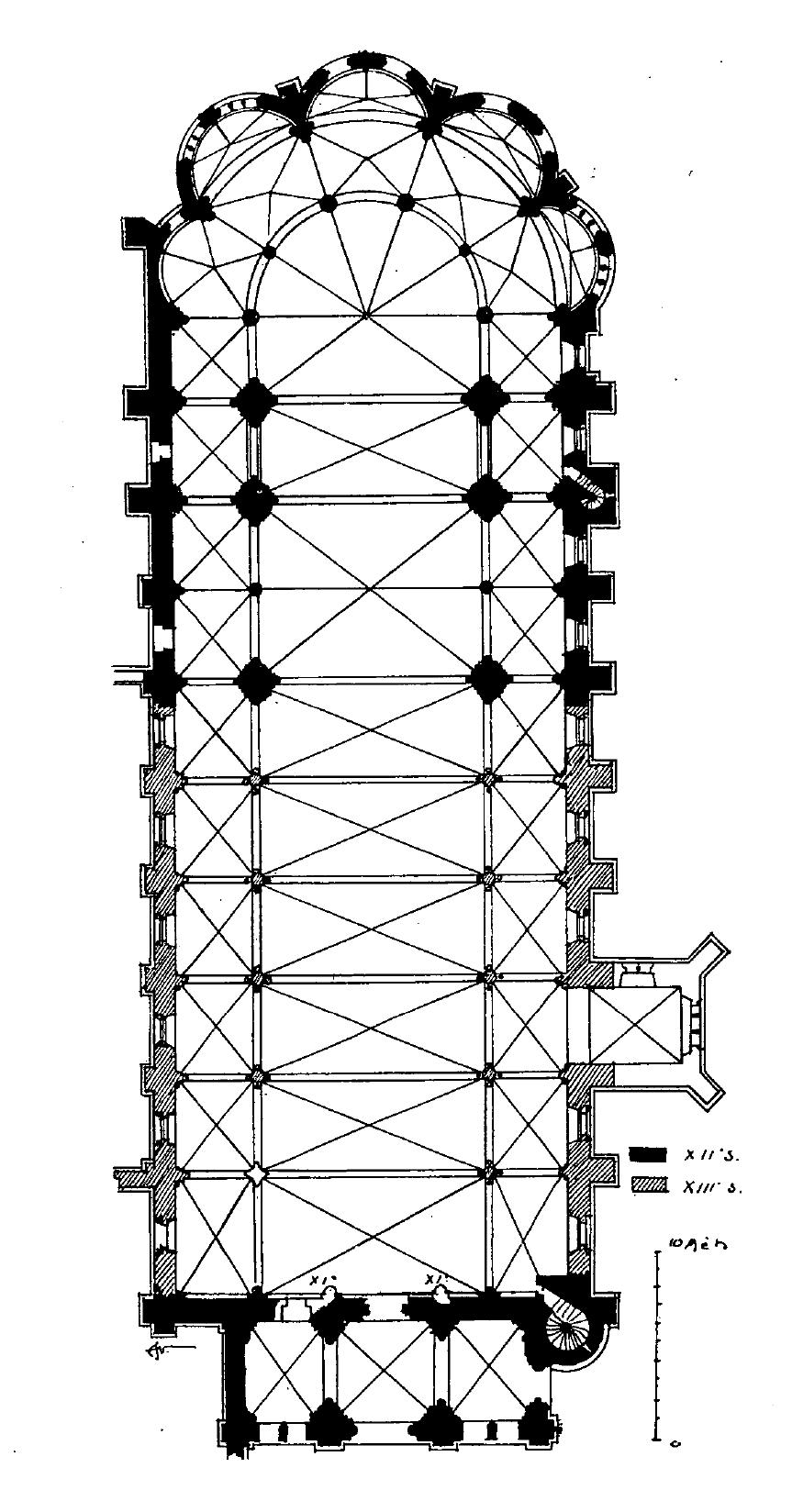
Plan de l'église.

Par ses dimensions, l'église se rapproche d'une petite cathédrale, telle la cathédrale Notre-Dame de Senlis, ou d'une grande collégiale, telle la collégiale Notre-Dame de Mantes-la-Jolie. Cette envergure ne peut s'expliquer que par le fait que le prieuré de Saint-Leu dépendait directement de l'abbaye de Cluny, contrairement aux autres prieurés clunisiens du nord du bassin Parisien qui étaient des filiales du prieuré Saint-Martin-des-Champs. Pourtant le prieuré de Saint-Leu n'est conçu que pour vingt-cinq moines, ce qui est certes beaucoup pour un prieuré, mais très peu par rapport à la taille de l'église. Le plan puise sa principale inspiration de la cathédrale de Senlis encore en construction. Si l'on considère la cathédrale telle qu'elle se présente au milieu du XIIIe siècle, elle est de même taille que l'église de Saint-Leu, toutes les deux sont sans transept, et les plans des absides à déambulatoire sont presque superposables.
Orientée irrégulièrement nord-nord-ouest - sud-sud-est, l'église suit un plan très régulier et conserve la même largeur sur toute sa longueur, exception faite de l'abside et du massif occidental. Ce dernier est non seulement désaxé, mais également moins large, car conçu pour une église romane plus petite finalement non réalisée au profit d'un projet plus ambitieux, un peu plus tard. Le massif occidental s'inscrit dans la tradition des églises clunisiennes bourguignonnes du XIe siècle et du XIIe siècle. Il se compose de trois travées à peu près carrées et sert de narthex au rez-de-chaussée, de tribune au premier étage, puis de support à la tour occidentale sud. Son homologue à gauche de la façade (au nord) n'a jamais été entamé. Le vaisseau central comporte neuf travées barlongues, dont les six premières sont considérées comme la nef, et les trois les plus orientales comme chœur. Ce vaisseau est flanqué de deux bas-côtés assez étroits, qui représentent chacun environ un tiers de la largeur du vaisseau central. Comme déjà évoqué, ce dernier se termine par une abside en hémicycle à déambulatoire, accompagnée de cinq chapelles rayonnantes. Dans l'ensemble de l'édifice, l'élévation porte sur trois étages : l'étage des grandes arcades, l'étage du triforium ou des galeries, et l'étage des fenêtres hautes. Une particularité constitue la chapelle haute à l'étage de la chapelle rayonnante d'axe. Une autre particularité sont les deux clochers du chœur, qui se dressent au-dessus des dernières travées des bas-côtés. Le triforium inclut le premier étage de ces clochers, et leur second étage comporte des locaux voûtés également largement ouvertes sur l'intérieur de l'église.
Le bâtiment mesure 71 m de long, 21 m de large et 21 m de haut sous les voûtes du vaisseau central. La largeur se répartit entre 12,10 m pour la nef, 4,71 m pour le bas-côté sud, et 4,25 m pour le bas-côté nord. Les bas-côtés atteignent 7,40 m de hauteur sous le sommet des voûtes. La largeur de la façade principale est de 18,35 m, la terrasse au-dessus du premier étage se situe à 14,2 m au-dessus du niveau du sol, et le sommet de la tour septentrionale atteint 37 m. Deux petits annexes ont été ajoutés après l'achèvement de l'église : à la fin du XIIIe siècle ; une remarquable petite chapelle d'une travée devant la troisième travée du bas-côté sud, anciennement la chapelle des fonts baptismaux ; et à la fin du XIXe siècle, une sacristie devant le mur septentrional du chœur, sur l'initiative du curé Eugène Müller.

### Intérieur

#### Déambulatoire et chapelles rayonnantes

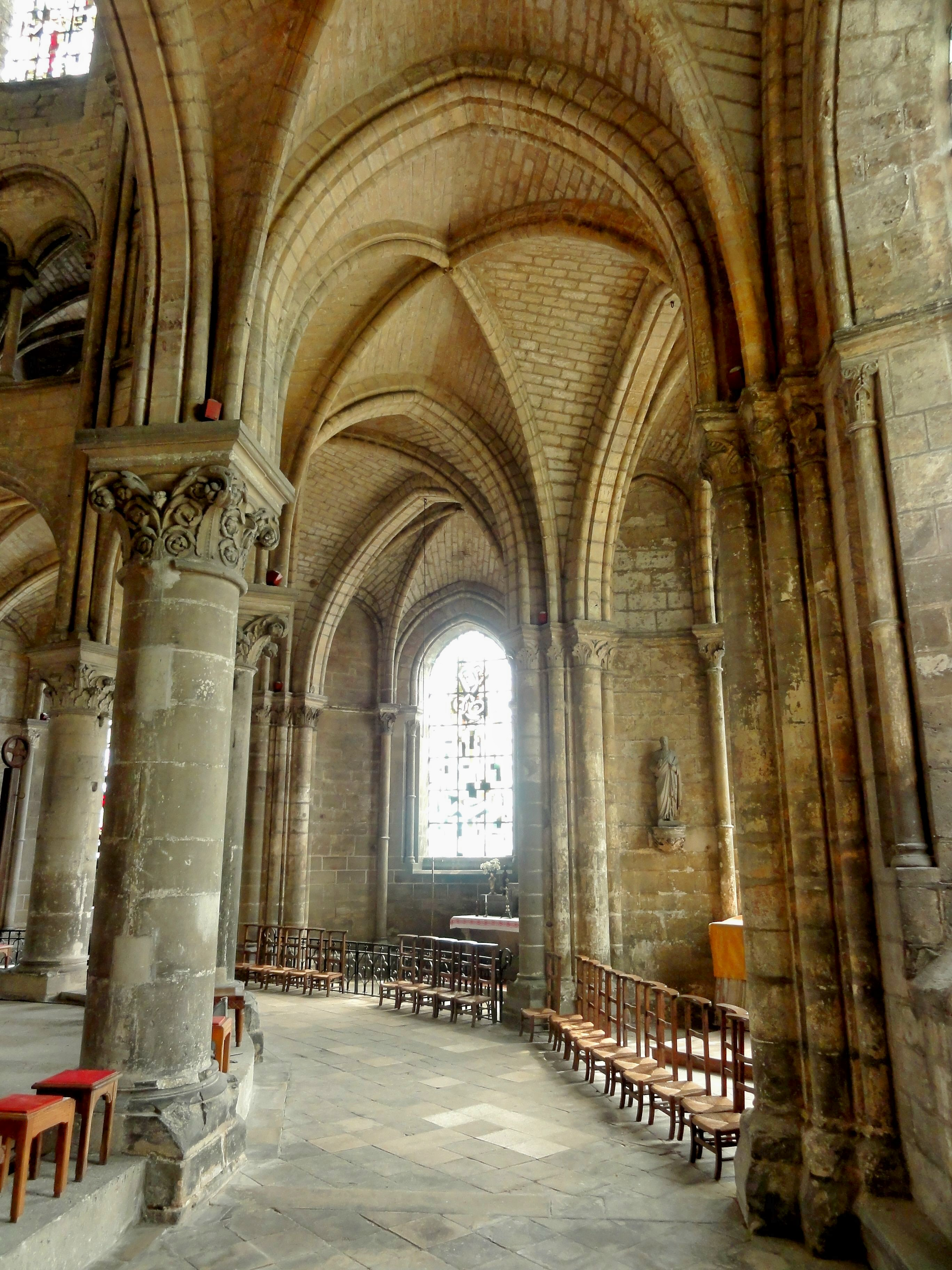
Déambulatoire, travée droite au sud, vue vers le nord-est.

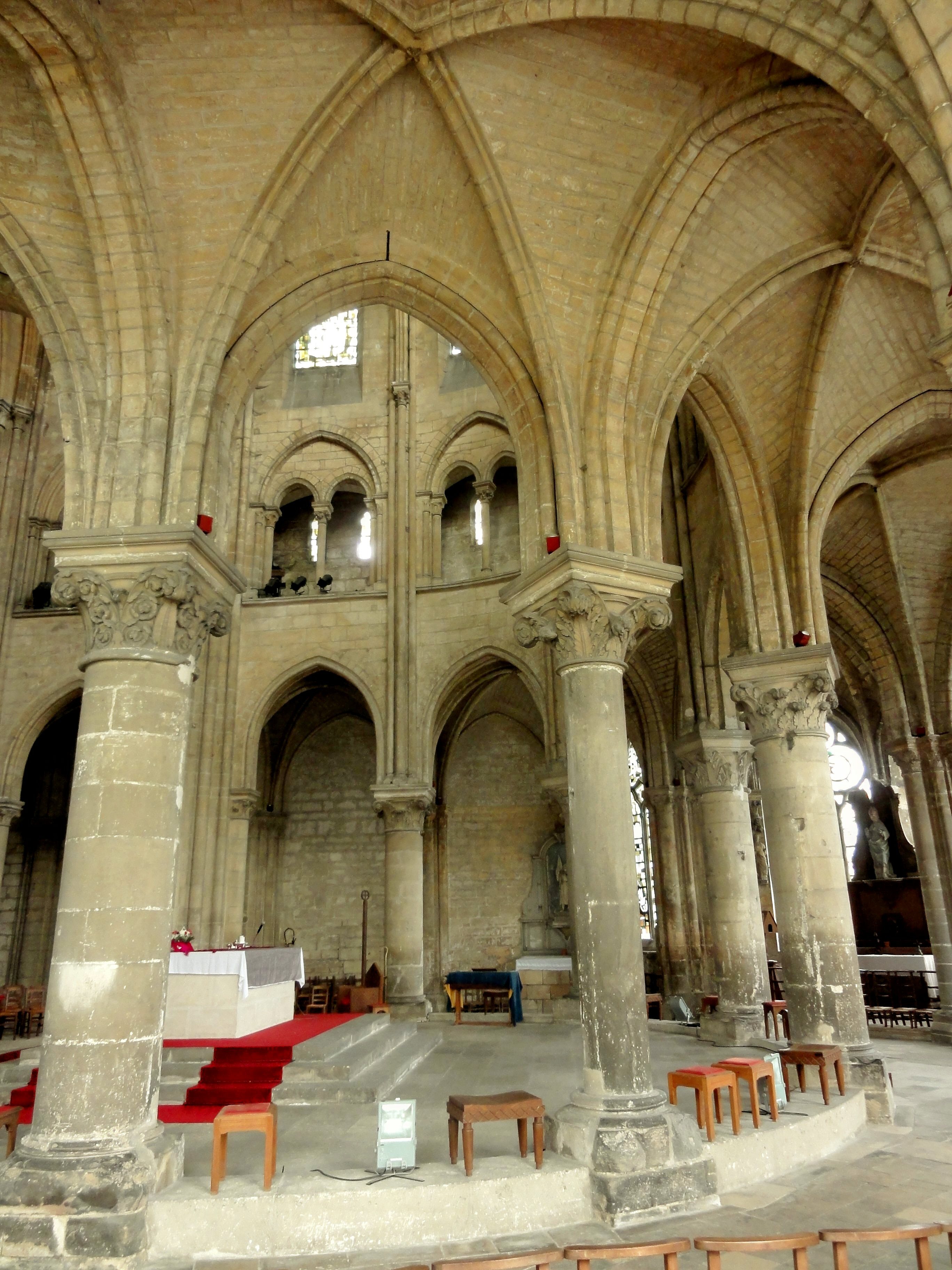
Déambulatoire, côté sud, vue vers le nord dans l'abside.

En tant que partie basse de l'abside, le déambulatoire est la première partie construite de l'église gothique, à partir des années 1150, si l'on considère que le massif occidental constitue la première étape d'un projet plus modeste, abandonné avant 1150. Pour cette raison, il est pertinent de débuter l'étude de l'édifice par le chevet. Les grandes arcades du rond-point du déambulatoire seront écartées dans un premier temps et évoquées dans le chapitre dédié à l'abside. À l'instar de celle-ci, le déambulatoire comporte une travée droite au nord et au sud : il n'y a donc que cinq travées « tournantes », de plan trapézoïdal. Elles seules s'accompagnent de chapelles ; encore, la première travée « tournante » au nord ne comporte-elle qu'une demi-chapelle de très faible profondeur, qui ne possède pas de voûte propre, et donc pas non plus d'arc-doubleau à son entrée. Cette travée particulière est munie d'une voûte à cinq branches d'ogives. Les quatre chapelles proprement dites sont également recouvertes de voûtes à cinq branches d'ogives, mais puisque ces chapelles sont peu profondes, les voûtains sont très resserrés. La faible profondeur des chapelles suffit pour qu'elles remplissent leur fonction, à savoir l'exposition de reliques et la célébration de messes particulières, dont les messes de fondation. Elle est notamment favorable à l'éclairage du premier niveau d'élévation, tout en sachant que la travée droite du nord est aveugle, et que la travée qui lui suit à l'est ne possède qu'une baie unique. Sinon, les chapelles reçoivent le jour par deux fenêtres. Les travées avec fenêtres ont la double largeur des travées sans fenêtres, où les chapelles contigües se touchent. Dans les chapelles du nord, nord-est et sud, les baies ont été agrandies vers 1270 environ et pourvues de remplages de style gothique rayonnant, avec deux ou trois lancettes à têtes trilobées surmontées d'un trèfle inscrit dans un cercle, et des écoinçons ajourés. L'on note la minceur des meneaux, qui se caractérisent par une modénature chanfreinée, mais sont agrémentés de fines colonnettes ou tores, portant des chapiteaux au niveau des impostes. Les lancettes simples de la chapelle d'axe et de la chapelle sud-est ont été refaites au XIXe siècle, dans le but de restituer leur disposition d'origine. Il n'est pas clair de quelle chapelle Maryse Bideault et Claudine Lautier parlent quand elles disent qu'elle conserve ses baies d'origine, car la photo prise par Jean-Eugène Durand montre bien la couleur plus claire de l'encadrement des lancettes des chapelles d'axe et sud-est.
Le traitement des voûtes est consistant dans le déambulatoire et dans les chapelles. Les ogives affectent un tore assez fin en profil d'amande, comme dans le porche (où les voûtes ont été refaites), et les clés de voûte sont décorées d'une petite fleur ou rosette. Au sud, s'y ajoute une petite tête humaine. Les arc-doubleaux entre les travées du déambulatoire, et entre le déambulatoire et ses chapelles, sont tous analogues, et moulurés d'un méplat entre deux tores dégagés. Tant les ogives que les doubleaux et les voûtes elles-mêmes suivent un tracé en tiers-point prononcé, alors que les ogives et aussi les chapiteaux pourraient aussi appartenir à la fin de la période romane, au second quart du XIIe siècle. Les chapiteaux sont sculptés de feuilles d'acanthe finement ciselées et retravaillées au trépan, qui rappellent à un tel point les chapiteaux les plus anciens de la cathédrale de Senlis, qu'on serait amené à croire qu'ils ont tous été confectionnés par un même atelier. Ils sont « traités avec un art suprême et demeurent fidèles aux traditions de l'art roman par le choix de leur flore semi-conventionnelle, échancrée, ocelée ou perlée sur les côtés, comme par leur sculpture souple et nerveuse à la fois » (Eugène Müller). Cumulant à 7,10 m de hauteur, les voûtes des chapelles retombent sur des fines colonnettes en délit uniques entre les travées, et sinon sur des faisceaux de sept colonnettes à l'intersection avec le déambulatoire : trois de ces colonnettes, plus fortes, sont réservées aux arc-doubleaux, tandis que les quatre autres, plus fines, sont destinées aux ogives, et, le cas échéant, aux formerets. Ceux-ci ne possèdent donc pas de supports propres, ce qui évite d'encombrer les chapelles. En revanche, les baies à lancettes simples de la chapelle d'axe et de la chapelle sud-est sont flanquées de colonnettes à chapiteaux analogues à celles des ogives, et surmontées d'archivoltes toriques analogues aux formerets, également toriques. Mais ces colonnettes décoratives ne retombent pas jusqu'au sol ; leurs bases se situent au niveau du seuil des fenêtres. Elles sont par ailleurs baguées à mi-hauteur, et une bague précède également les bases. Par dérogation, les colonnettes de la chapelle du sud sont reçues sur des consoles en forme d'atlantes. Les bases des faisceaux de colonnettes sont munies de griffes végétales aux angles, ce qui n'est pas le cas des colonnettes à l'intérieur des chapelles. Dans leur ensemble, les chapelles appartiennent à un type inauguré à Saint-Denis et Saint-Maclou de Pontoise. Tout en rappelant leurs homologues de Noyon, Saint-Germer-de-Fly et Senlis, elles les dépassent en tout point de vue, selon Eugène Müller,.
Les vocables des chapelles rayonnantes au Moyen Âge ne sont pas connus avec certitude. Ils ont changé quelquefois à l'occasion de la fondation d'une confrérie ou de la canonisation d'un tel saint, d'une telle sainte. Par exemple, une chapelle Saint-Sixte est devenue la chapelle Saint-Nicolas vers le milieu du XVIIe siècle. On connaît certains vocables, par exemple Saint-Benoît (mentionné en 1790), tout en ignorant à quelle chapelle ils correspondent. Il y a aussi des vocables multiples. Ainsi, la chapelle du nord, celle qui n'est pas distincte du déambulatoire et actuellement dédiée à Sainte Jeanne-d'Arc, a reçu le 23 avril 1528 une quadruple dédicace à la Sainte-Trinité, à la Vierge Marie, à Sainte-Opportune et à Sainte Marie-Madeleine. S'y trouvaient en plus les reliques de Saint-Babylas, Saint-Lucien et Saint-Vincent. Quant à la chapelle d'axe, elle devait être consacrée à la Vierge Marie (Notre-Dame) à l'instar de la plupart des cathédrales de France.

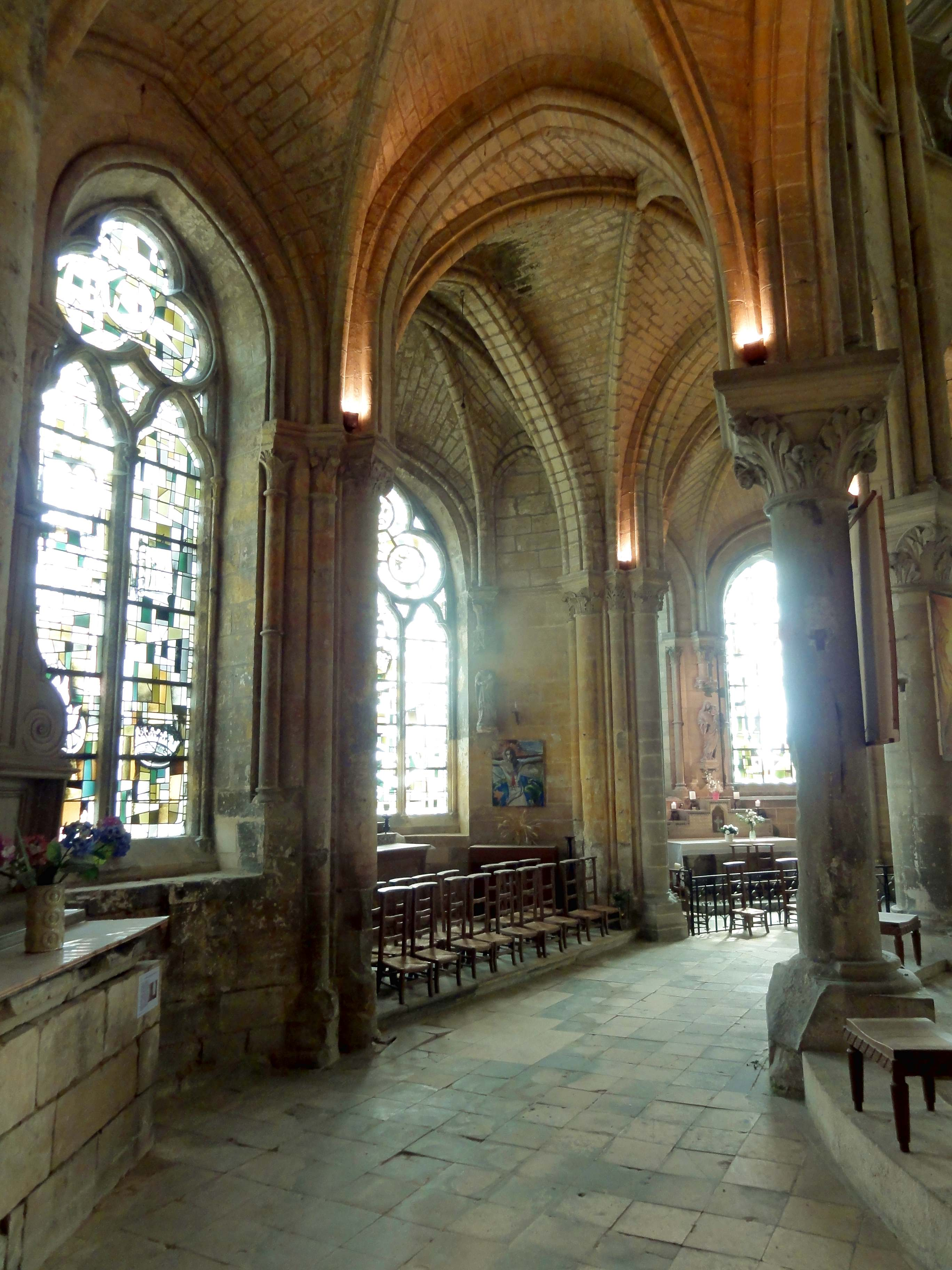
Demi-chapelle nord, vue vers le sud-est.
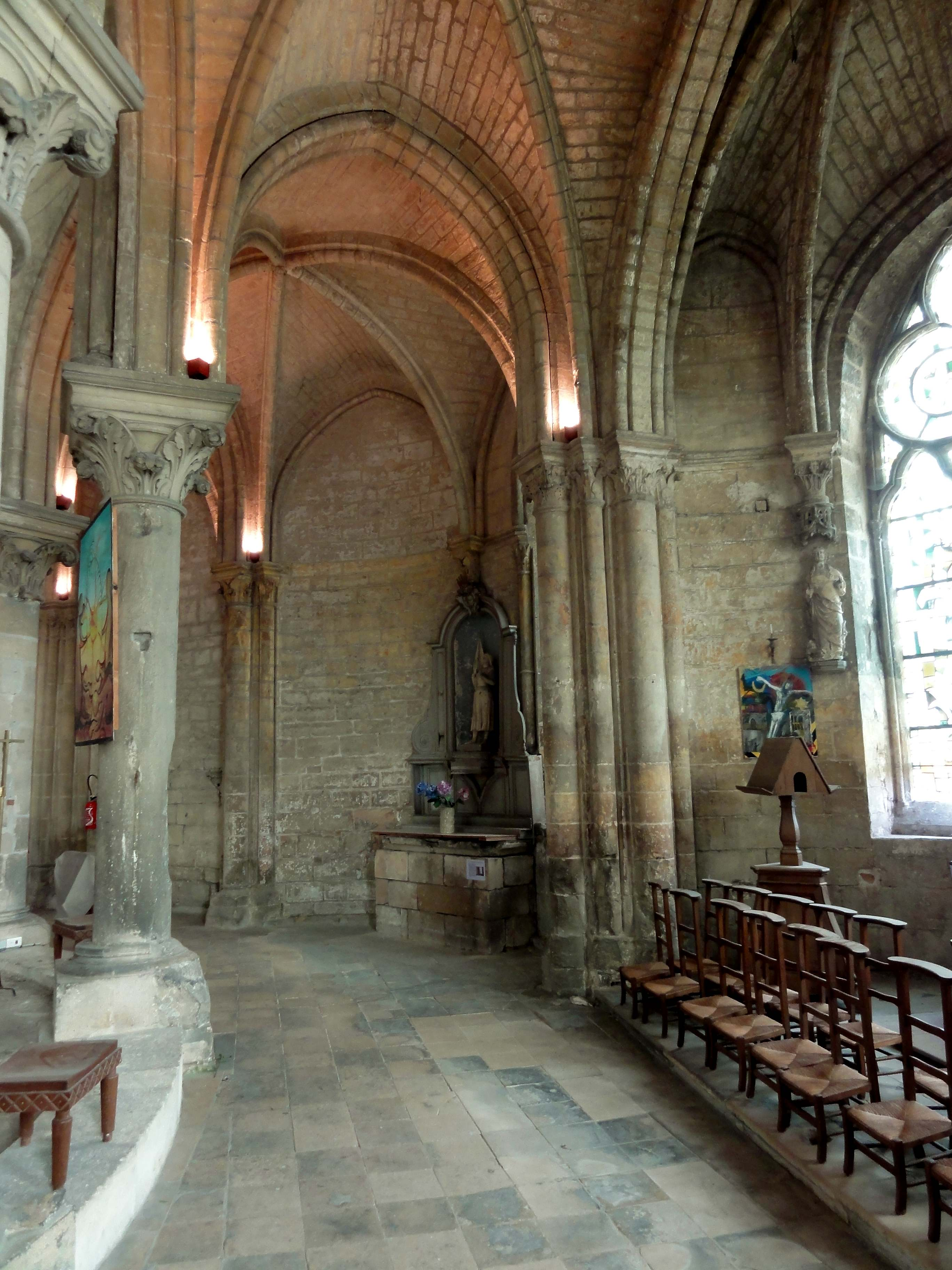
Travée nord-est, vue vers le nord-est.
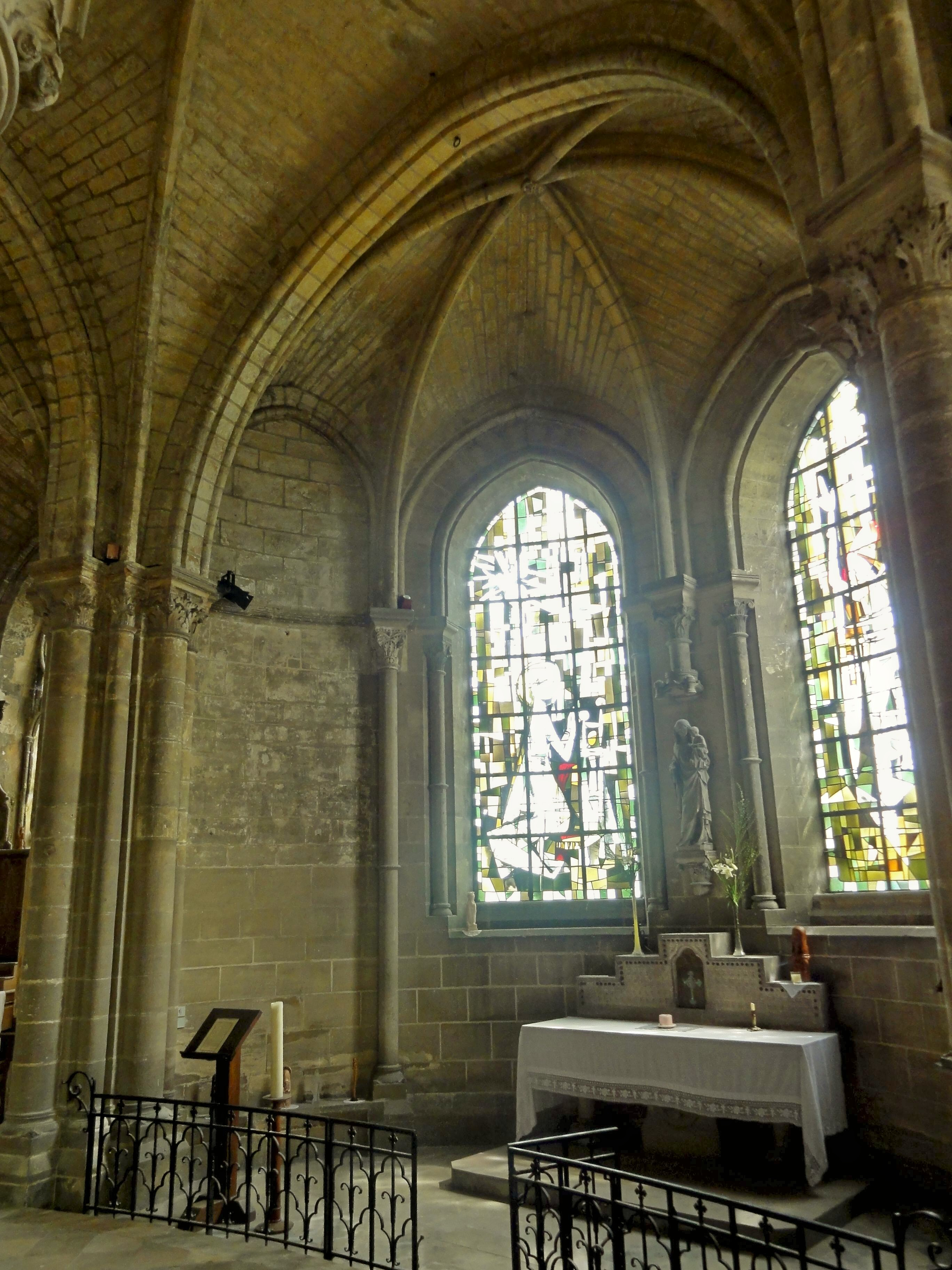
Chapelle rayonnante sud-est.
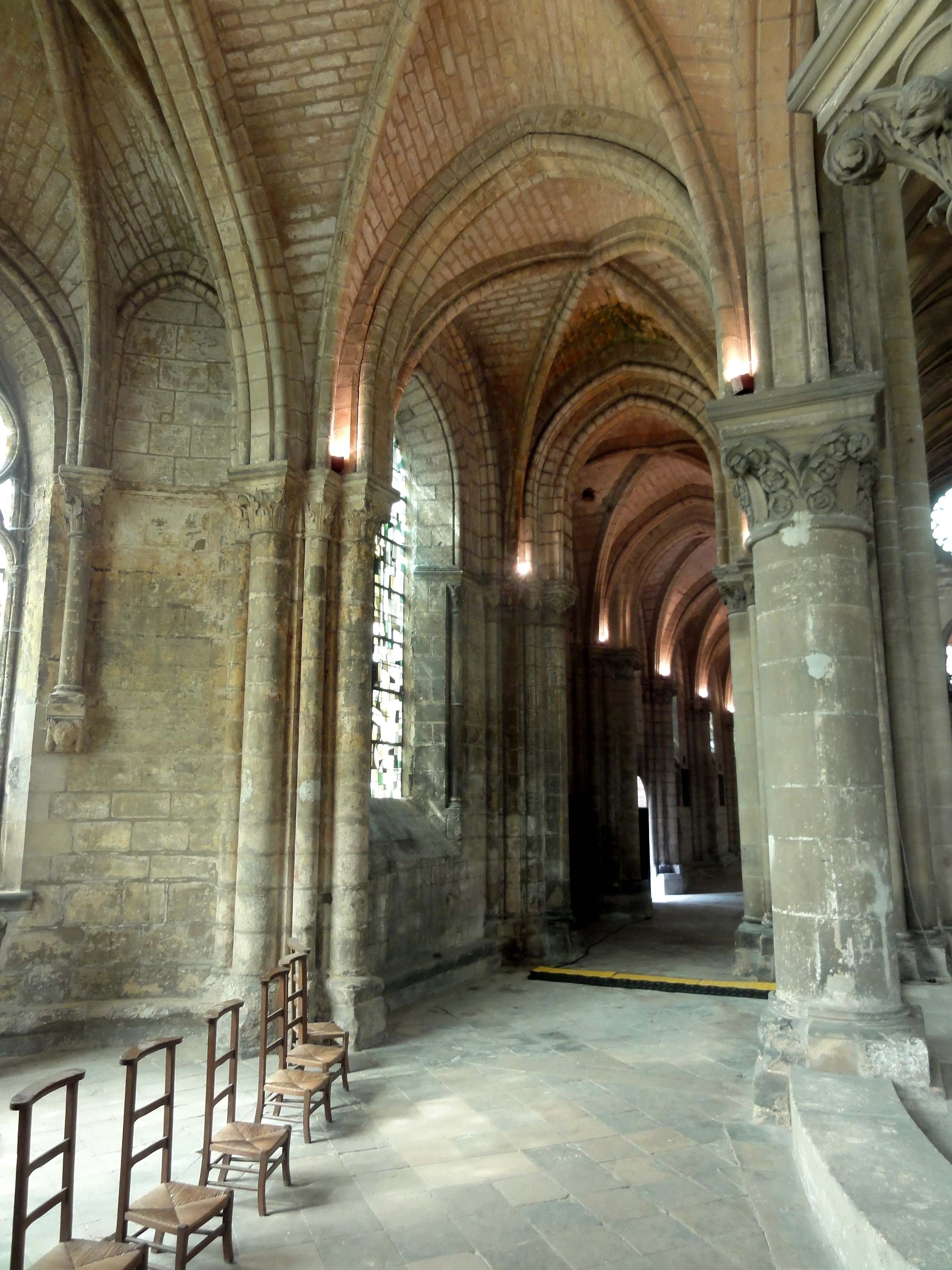
Chapelle rayonnante sud, vue vers l'ouest.
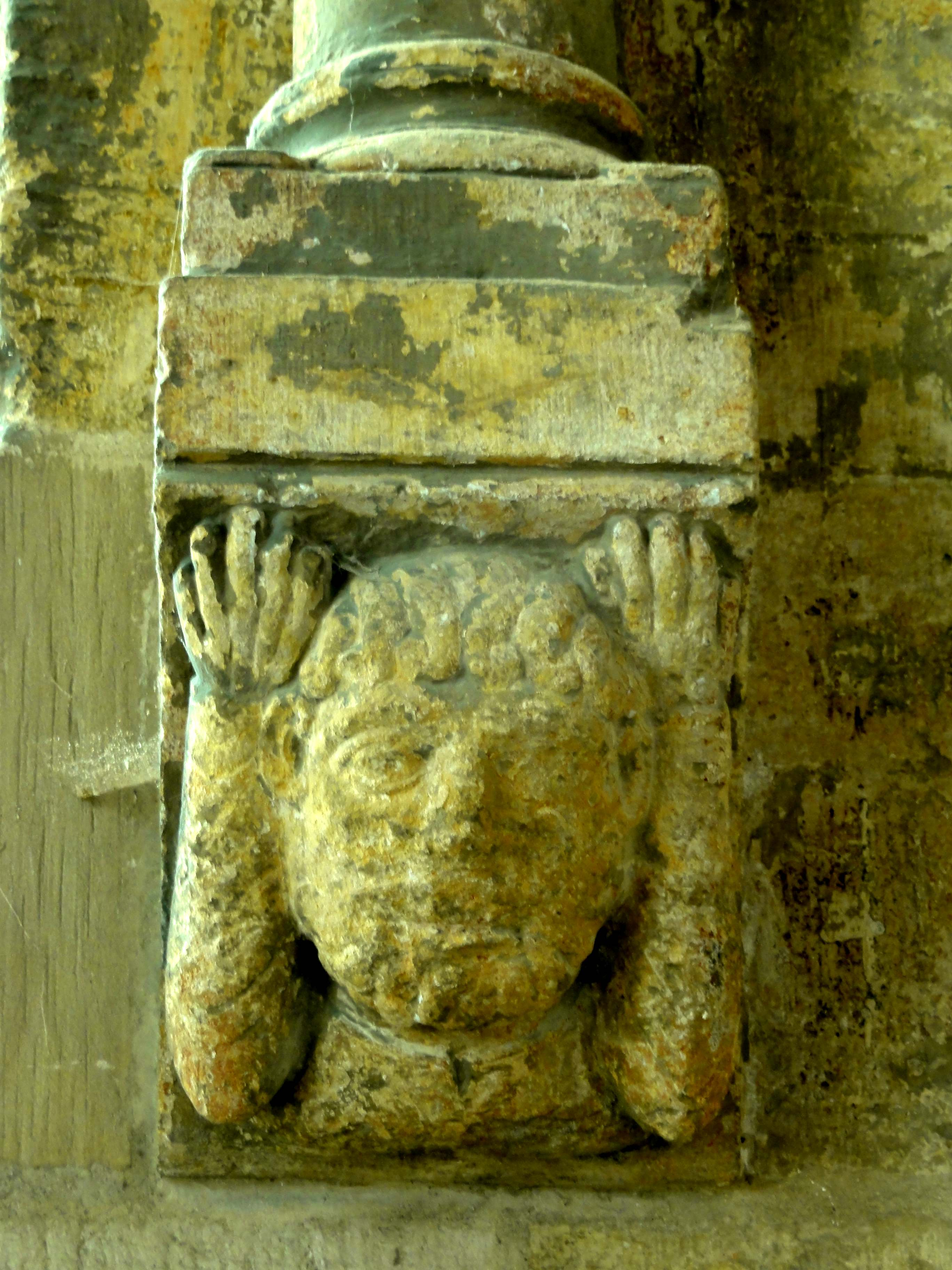
Chapelle rayonnante sud, atlante.
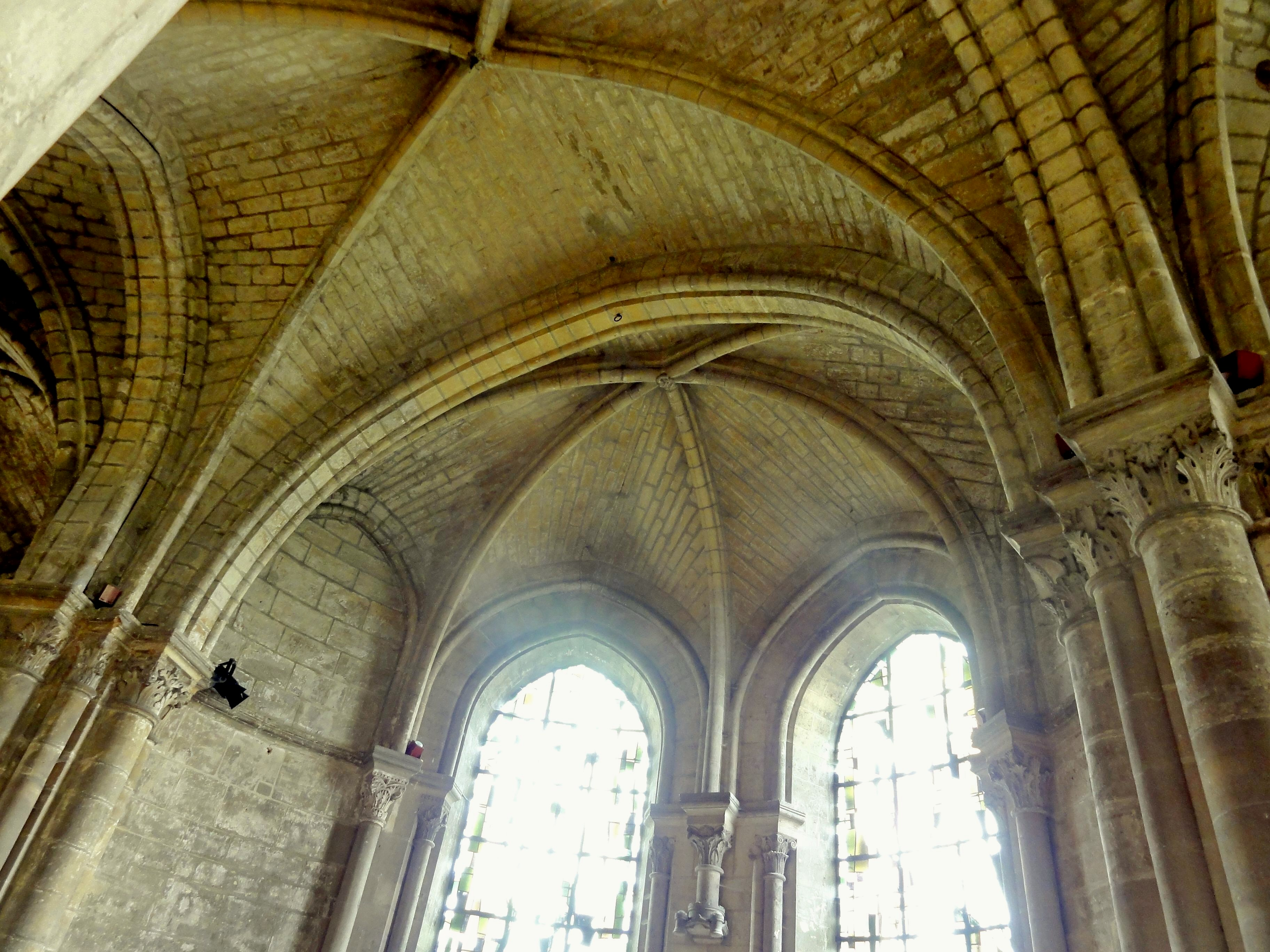
Chapelle rayonnante sud-est, voûtement.

#### Abside et partie droite du chœur

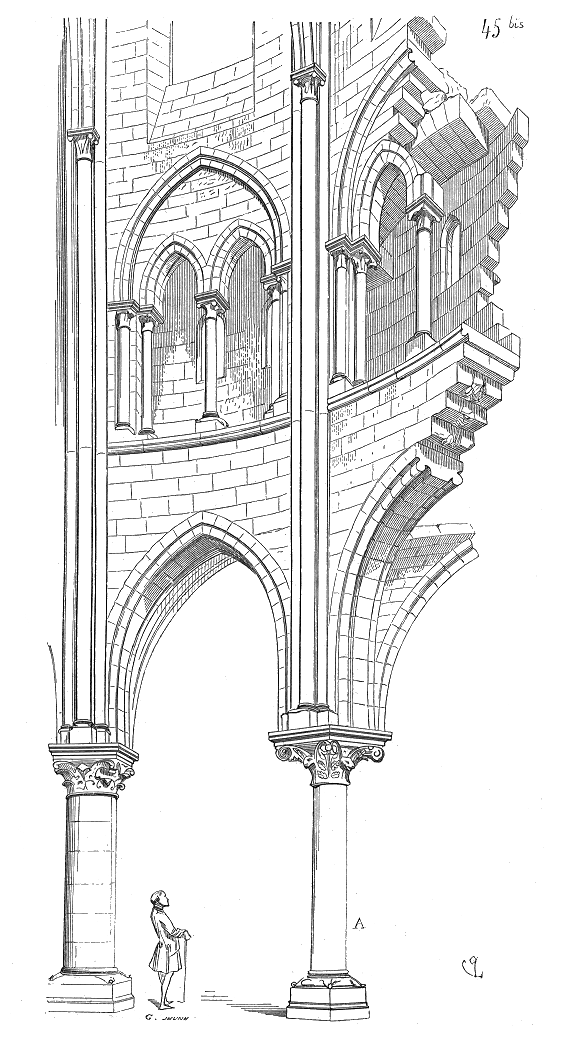
Abside, coupe en perspective, côté nord.

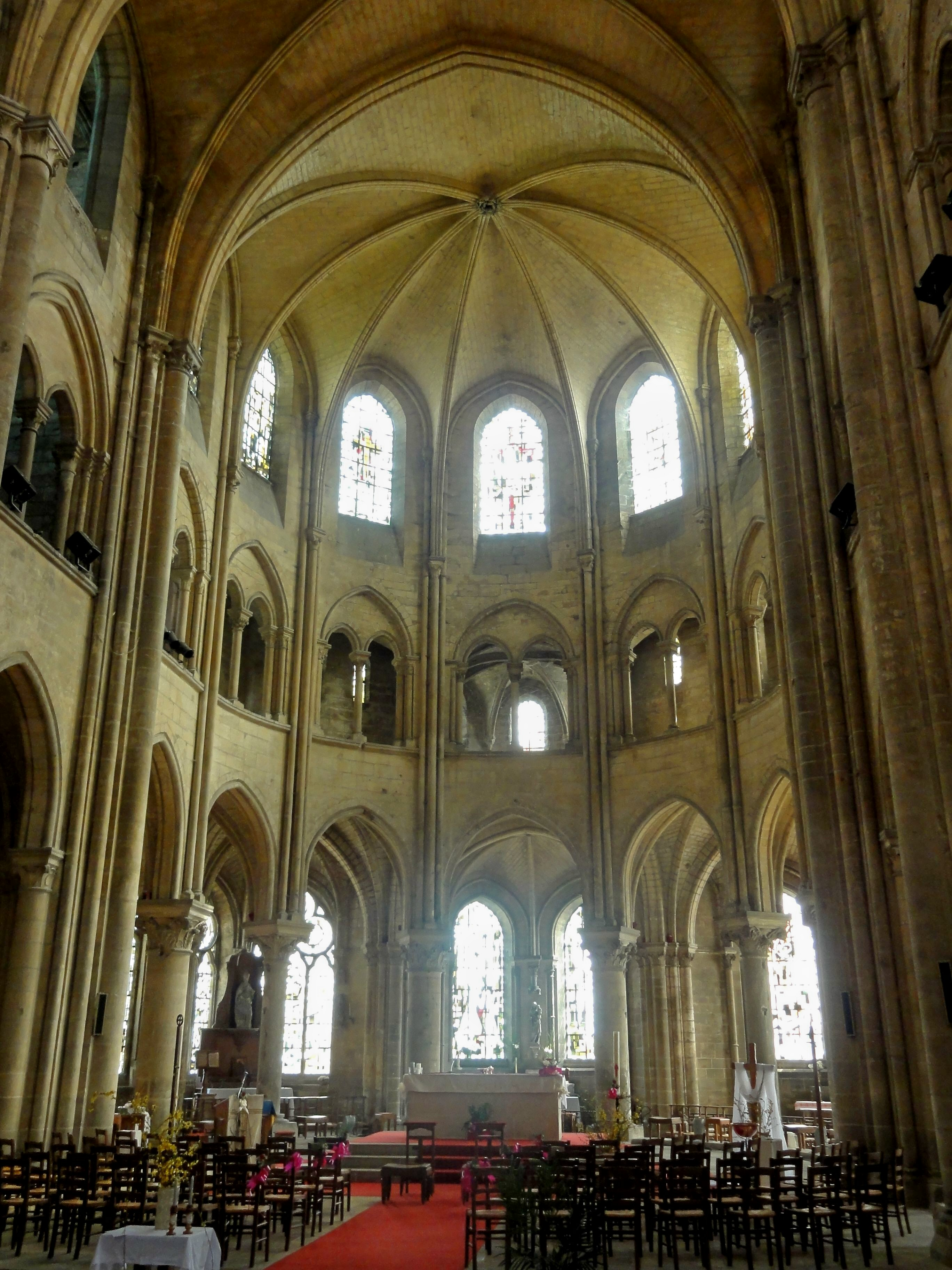
Travée entre les clochers, vue vers l'est dans l'abside.

Le rond-point de l'abside est séparé du déambulatoire par six piliers monocylindriques. Le second et l'avant-dernier sont plus minces et monolithes, les autres sont appareillés en tambour. En évitant ici les piliers composés, le maître d'œuvre anonyme a cherché à encombrer le moins que possible l'espace, et de donner une impression de légèreté au sanctuaire. En effet, les piliers ne mesurent que respectivement 50 cm et 85 cm de diamètre, ce qui paraît assez audacieux, et constitue un exploit technologique dans son temps. Le pari a tenu ; des relevés au télémètre laser ont démontré que les murs du chœur ne se sont pas du tout déformés depuis leur construction. Comme dans les cathédrales de Noyon et Senlis, les joints entre les fûts et les bases, et entre les fûts et les chapiteaux, ont été scellés avec des bourrelets de plomb. Les chapiteaux arborent tous des variations de la feuille d'acanthe et supportent des abaques carrés, qui sont bien entendu tous des mêmes dimensions. Les chapiteaux des colonnes fines présentent de grosses feuilles recourbées en crochets aux angles, alors que les chapiteaux des colonnes fortes montrent deux rangs de feuilles plus petites et plus nombreuses, également recourbées en crochets aux angles. Ces feuilles sont nettement découpées et très saillantes, et témoignent d'un travail fait avec soin. Tous les autres chapiteaux de l'abside reprennent l'un de ces deux modèles. Le long des murs du rond-point, remontent des faisceaux de trois colonnettes, correspondant aux doubleaux et formerets des voûtes. La colonnette centrale possède un chapiteau au seuil des fenêtres hautes, alors que les deux autres colonnettes ont leur chapiteaux à environ deux-tiers de la hauteur de ces fenêtres.
Au-dessus des grandes arcades cependant, suit d'abord l'étage du triforium. Dans l'abside, ses fenêtres en arc brisé sont au nombre de deux par travée, et s'inscrivent dans un arc de décharge également en arc brisé, l'une comme l'autre cantonnée de colonnettes à chapiteaux. Le triforium bénéficie d'un éclairage extérieur par des petites baies en plein cintre. Jusqu'en 1210 environ, il se présentait comme une galerie ouverte sur les combles, comme à Saint-Germain-des-Prés, Sens, ou plus près à Saint-Évremond de Creil (collégiale détruite), Domont, Ennery, Mello, ou Saint-Étienne de Beauvais (où l'actuel triforium ne date que du rétablissement des galeries au XIXe siècle). Maryse Bideault et Claudine Lautier affirment encore en 1987 que les arcades séparant les travées des fausses tribunes assumaient alors la fonction d'arcs-boutants intérieurs, et que les arc-boutants actuels auraient été ajoutés lors de la transformation en triforium. Cette idée est remise en question par Andrew Tallon, qui y voit l'influence d'Eugène Lefèvre-Pontalis, qui avait recusé l'occurrence des arc-boutants dès le milieu du XIIe siècle, sa principale erreur, démontrée par Philippe Plagnieux en 1992. La chapelle d'axe au premier étage n'était apparemment pas prévue à l'origine, mais a été construite alors que l'abside n'était pas encore terminée. C'est surtout un puits de lumière : l'utilisation cultuelle paraît problématique du fait que le seul accès passe par le triforium (étroit et aux arcades plantées au ras du sol, sans garde-corps). Elle ne trouve son pareil que dans l'abbatiale Notre-Dame de Mouzon et dans l'église Notre-Dame-la-Grande de Valenciennes, détruite. En effet, les chapelles en hauteur se trouvent plus habituellement dans le massif occidental, par exemple à Saint-Quentin, ou dans les transepts, comme à Laon et Soissons. Celle de Saint-Leu est de forme semi-circulaire, éclairée par trois baies en tiers-point et voutée sur croisée d'ogives. Les colonnettes de la voûte ont disparu. — Pour revenir aux fenêtres hautes, elles sont en arc brisé et dépourvues de toute décoration. Le seuil prend la forme d'un glacis fortement incliné, favorisant l'entrée de la lumière jusqu'au sol. Elles n'occupent pas tout l'espace mural. Les formerets avec leurs colonnettes suivent à peu de distance. Ils sont pofilés d'un tore dégagé. Quant aux ogives, elles accusent un onglet entre deux tores, comme dans la chapelle haute. L'élévation générale du chœur s'approche du traitement graphique de Notre-Dame de Paris.
En dépit d'une interruption du chantier entre l'achèvement de la partie droite du chœur vers 1180 et la construction de la nef à partir de 1190 environ, et une durée totale des travaux d'une cinquantaine d'années, le vaisseau central et ses bas-côtés sont d'une grande homogénéité : la largeur, la hauteur et les trois niveaux d'élévation sont maintenus sur toute sa longueur. On distingue toutefois aisément entre la partie droite du chœur et la nef grâce à la présence de piliers forts, où les colonnettes des hautes-voûtes descendent jusqu'au sol sans chapiteaux au niveau des grandes arcades, et correspondent au nombre d'éléments à supporter. Ceci donne des groupes d'une colonnette forte correspondant aux ogives, et de deux fois deux colonnettes fines correspondant aux ogives et doubleaux, auxquelles s'ajoutent les supports du niveau des grandes arcades et des bas-côtés. Ce parti est caractéristique de la première période gothique, et bien connu des grands édifices de ce temps, dont Noyon et Senlis. L'alternance entre supports forts et faibles se trouve aussi dans les églises voisines de Gouvieux (troisième à sixième travée de la nef), et Précy-sur-Oise (chœur), où les voûtes sont curieusement quadripartites. En l'occurrence, la partie droite du chœur se compose d'une travée à voûte quadripartite ordinaire et de deux demi-travées recouvertes ensemble d'une voûte sexpartite. La travée quadripartite relie entre eux les deux clochers de chœur. Ainsi, les piliers forts aux quatre angles de cette travée remplissent aussi la vocation de contreforts pour ces clochers. Parmi eux, ceux situés à l'ouest, à l'instar des deux autres situés à la limite entre nef et chœur, correspondent aussi à la logique d'alternance entre supports forts et supports faibles inhérente au concept des voûtes sexpartites. Au milieu de la voûte sexpartite, les deux ogives supplémentaires retombent donc sur des faisceaux de trois fines colonnettes, qui sont reçues sur les tailloirs carrés de piliers isolés appareillés en tambour assez semblables à leurs homologues du rond-point. Néanmoins, les feuilles d'acanthe habillant les corbeilles des chapiteaux cèdent la place ici à des feuilles d'eau plus simples. Dans la nef proprement dite, ce type de pilier ne figure plus. Mais une composante de la nef est préfigurée dans la partie droite du chœur : c'est le triforium proprement dit, conçu d'emblée comme tel, sous la forme d'un couloir de 66 cm de large seulement, rétro-éclairé par des petites baies en plein cintre, et recouvert d'un dallage formant plafond. Cela dit, les baies du triforium et les fenêtres hautes sont toujours analogues à l'abside, avec la particularité que les fenêtres hautes dans la travée comprise entre les clochers donne sur le deuxième étage de ceux-ci, et sont donc dépourvues de vitrages,.

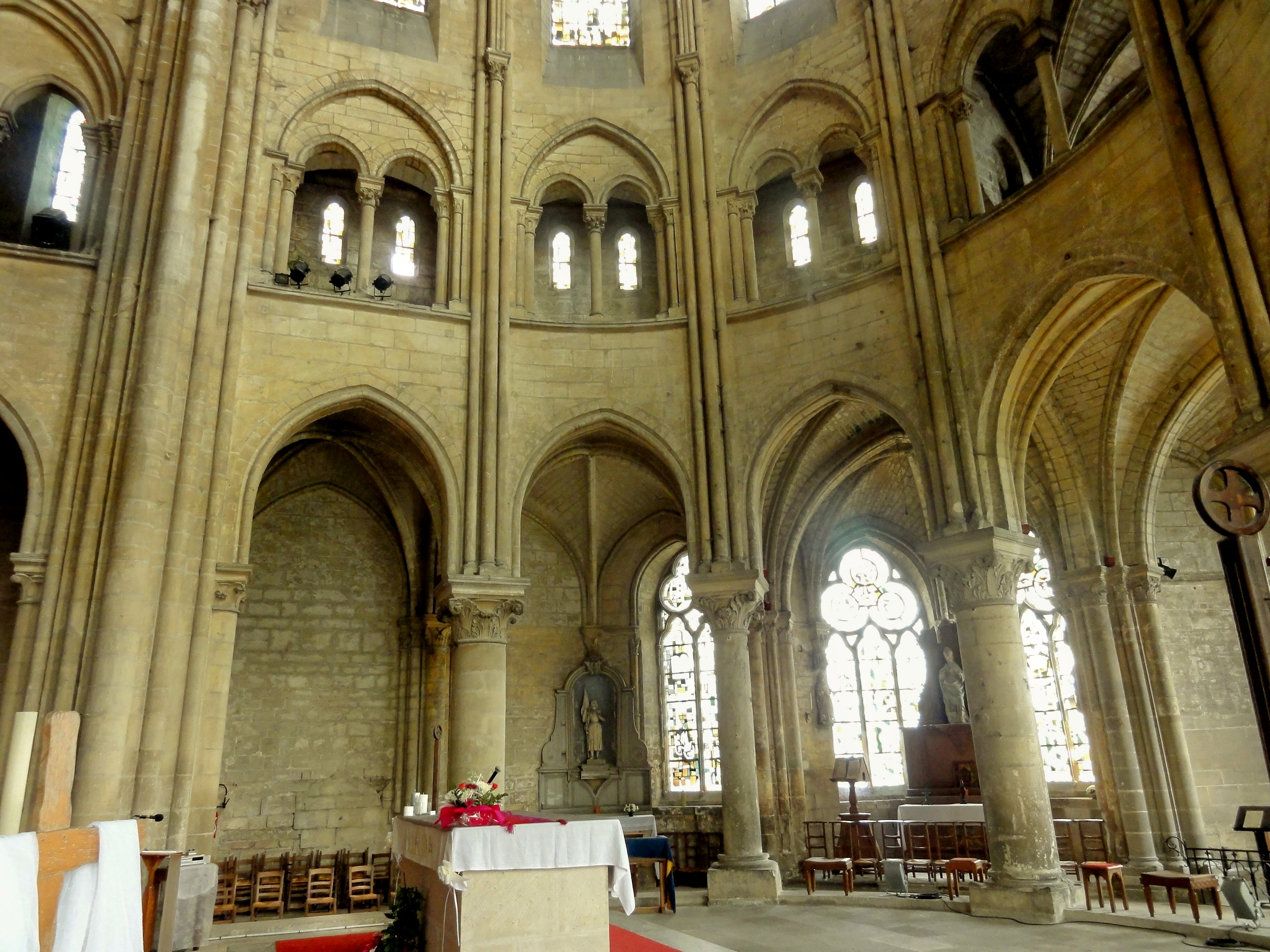
Rond-point de l'abside, vue vers le nord.
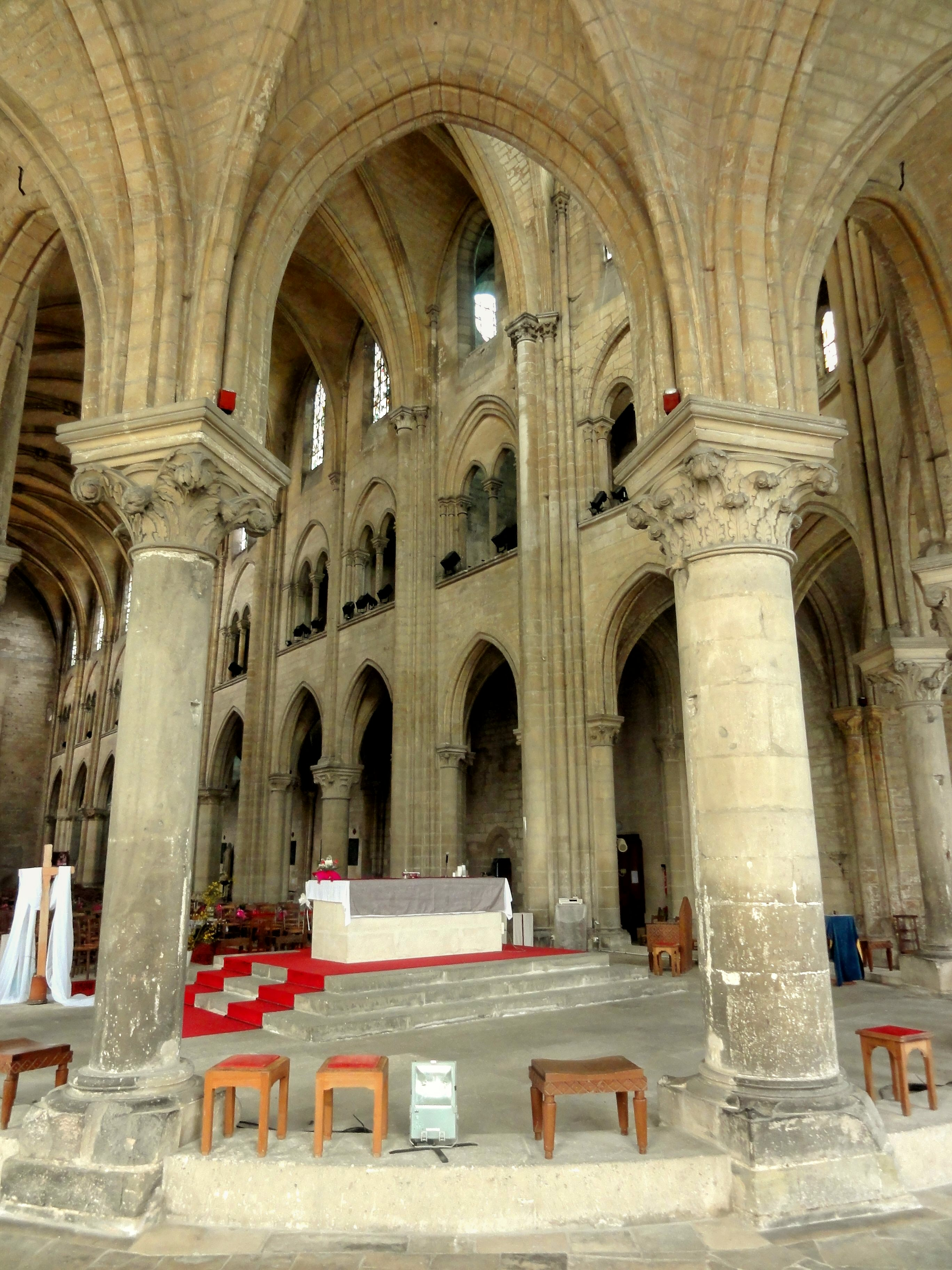
Pilier monolithe et pilier appareillé, au sud-est.
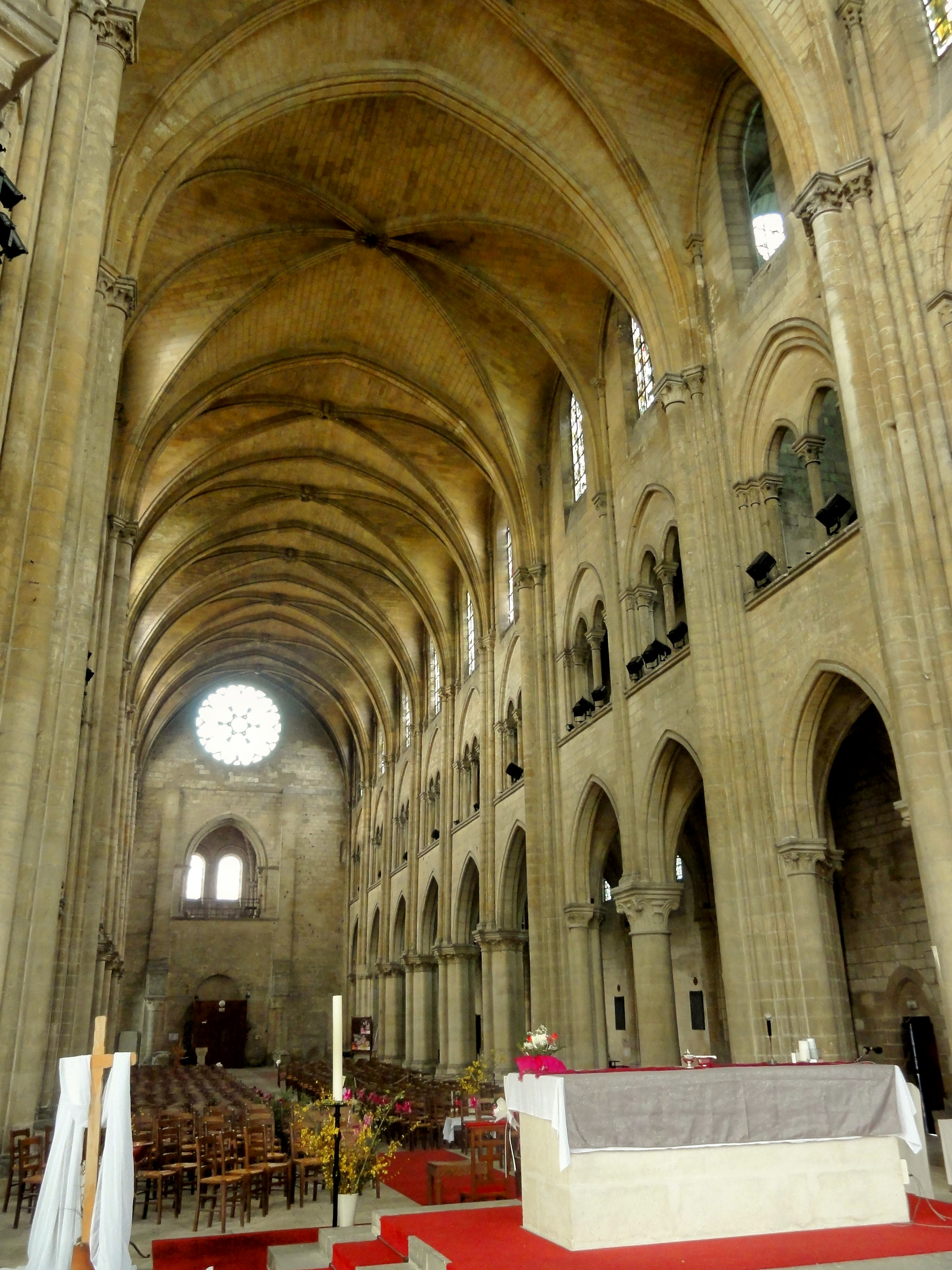
Vaisseau central, vue depuis le déambulatoire.
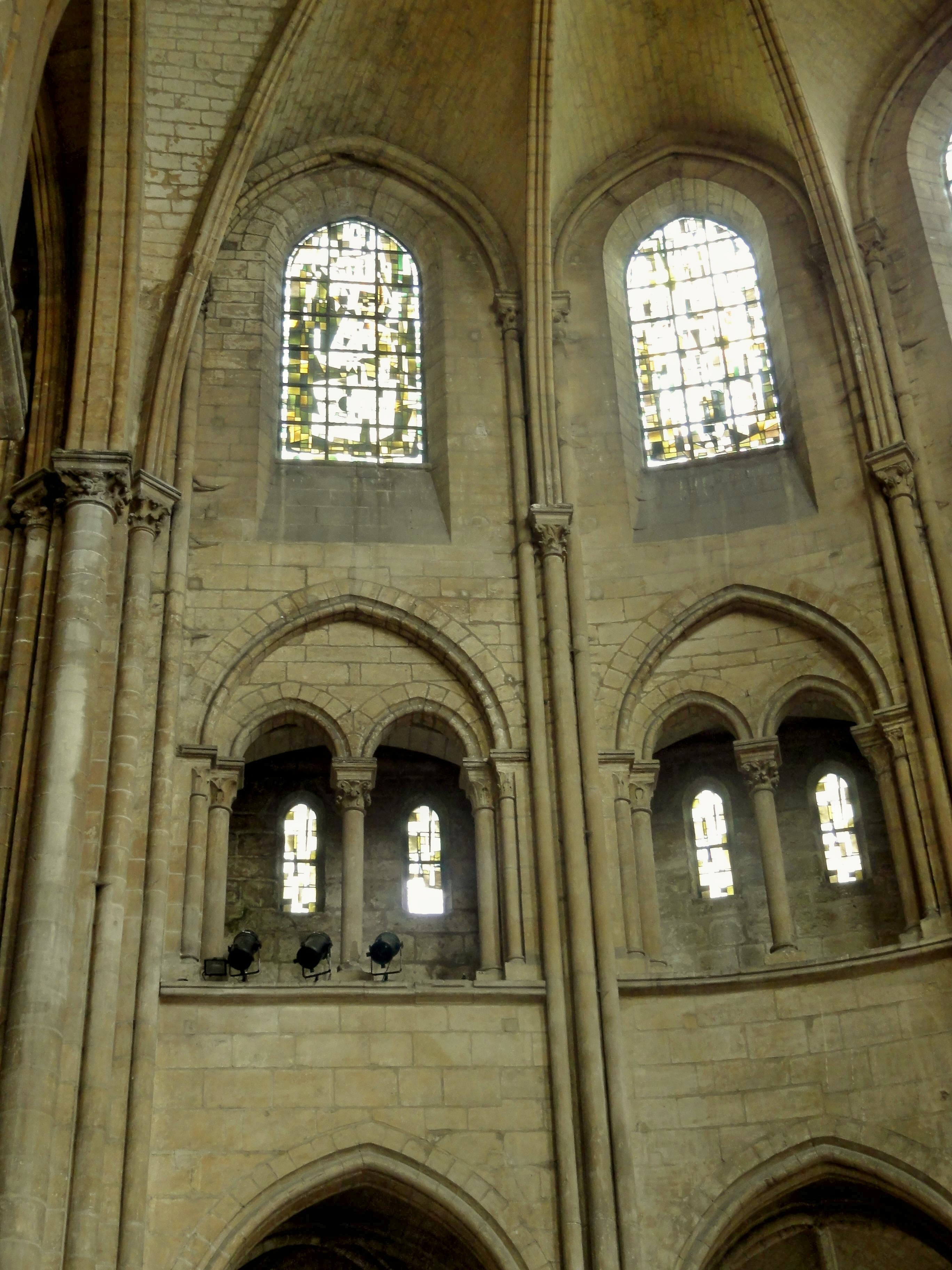
Abside, triforium et fenêtres hautes.
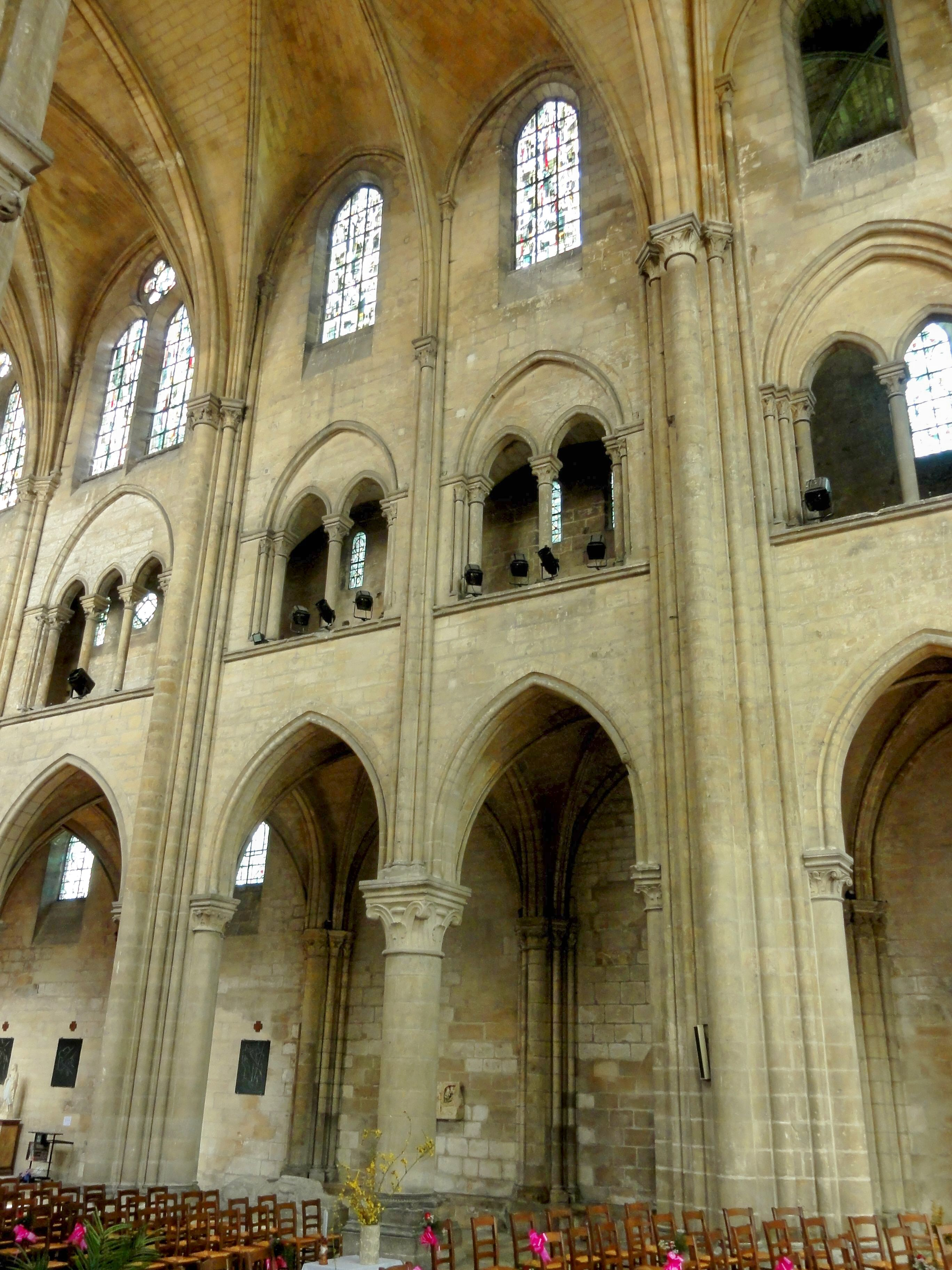
Travée à voûte sexpartite, côté nord.
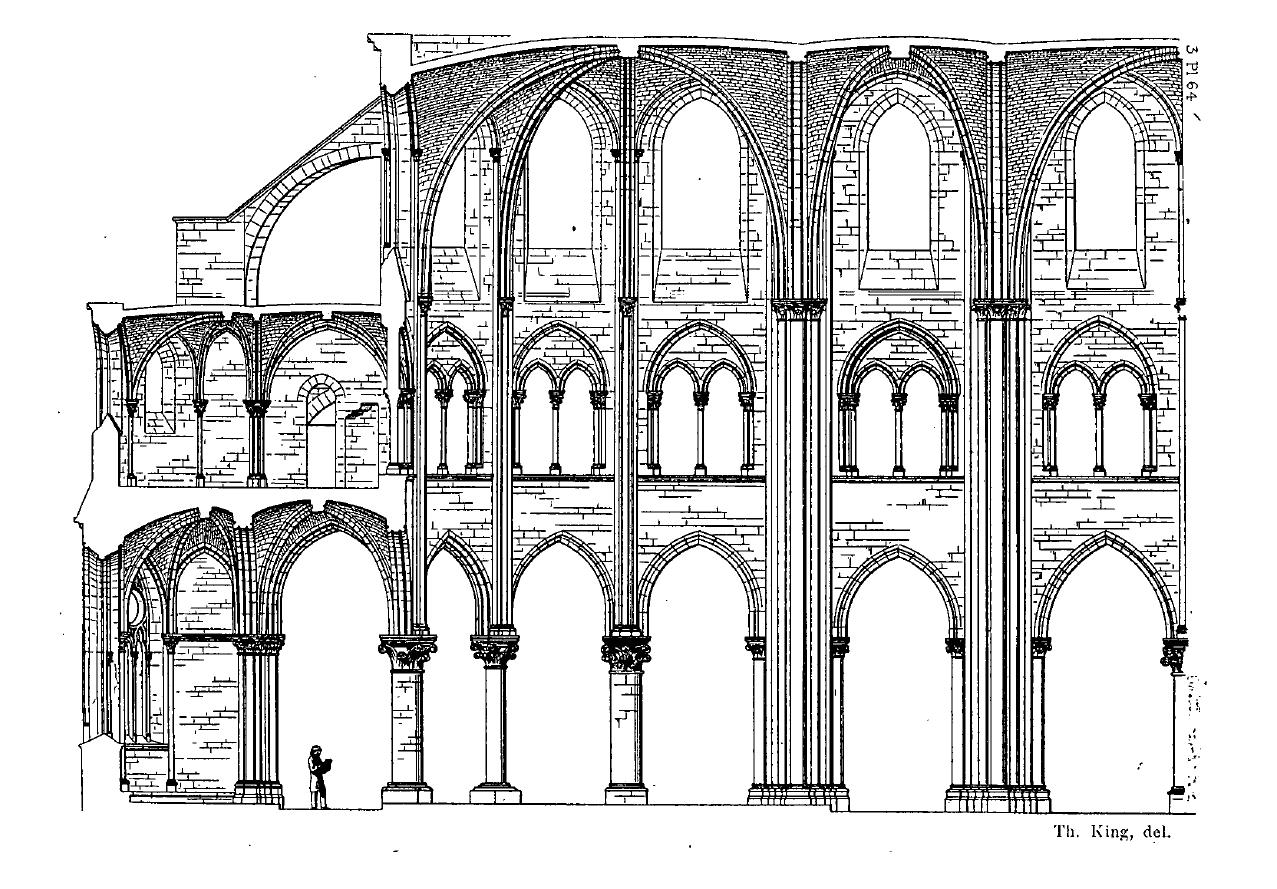
Coupe de l'abside et du chœur.

#### Nef et bas-côtés

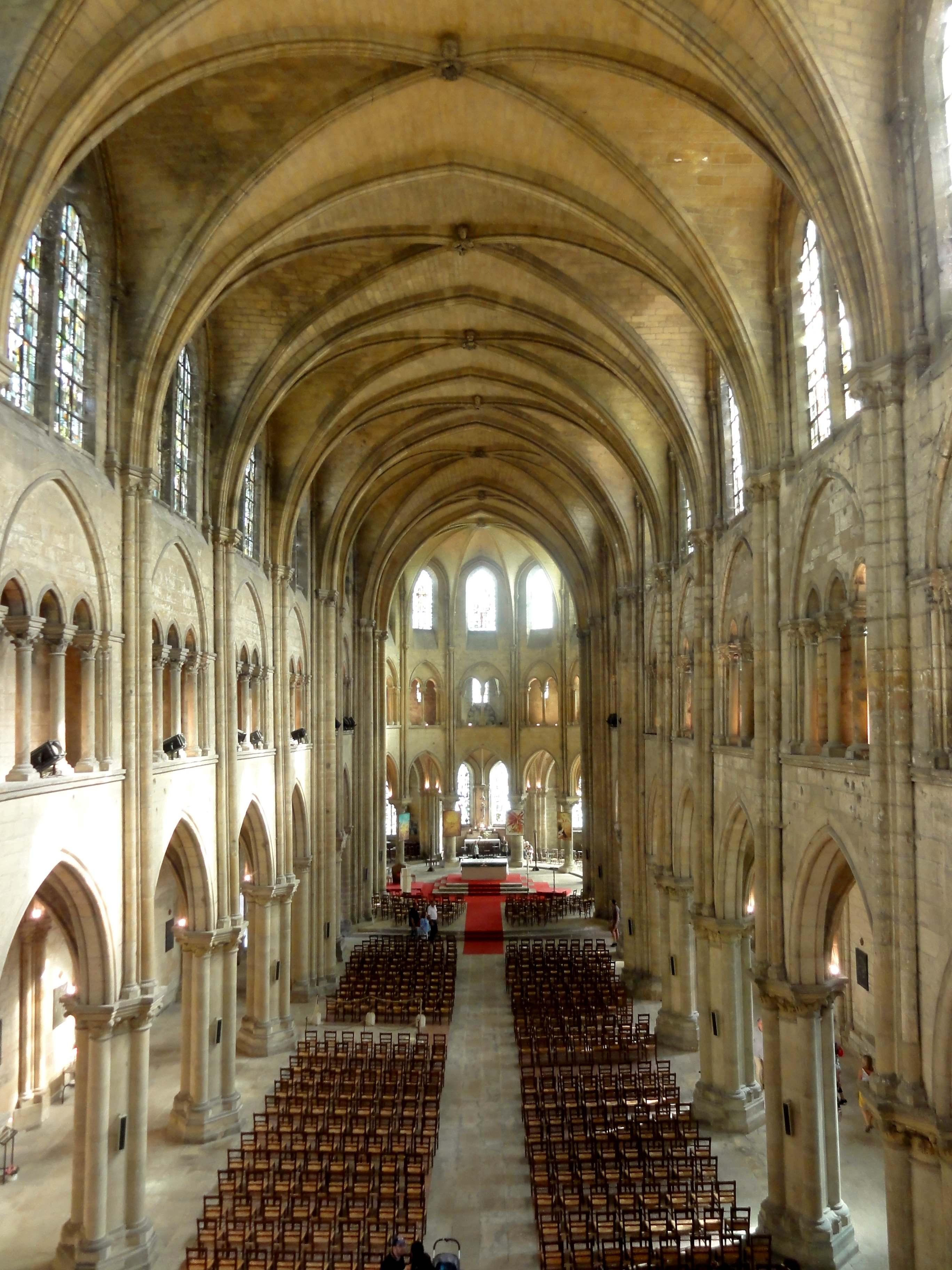
Nef, vue vers l'est.

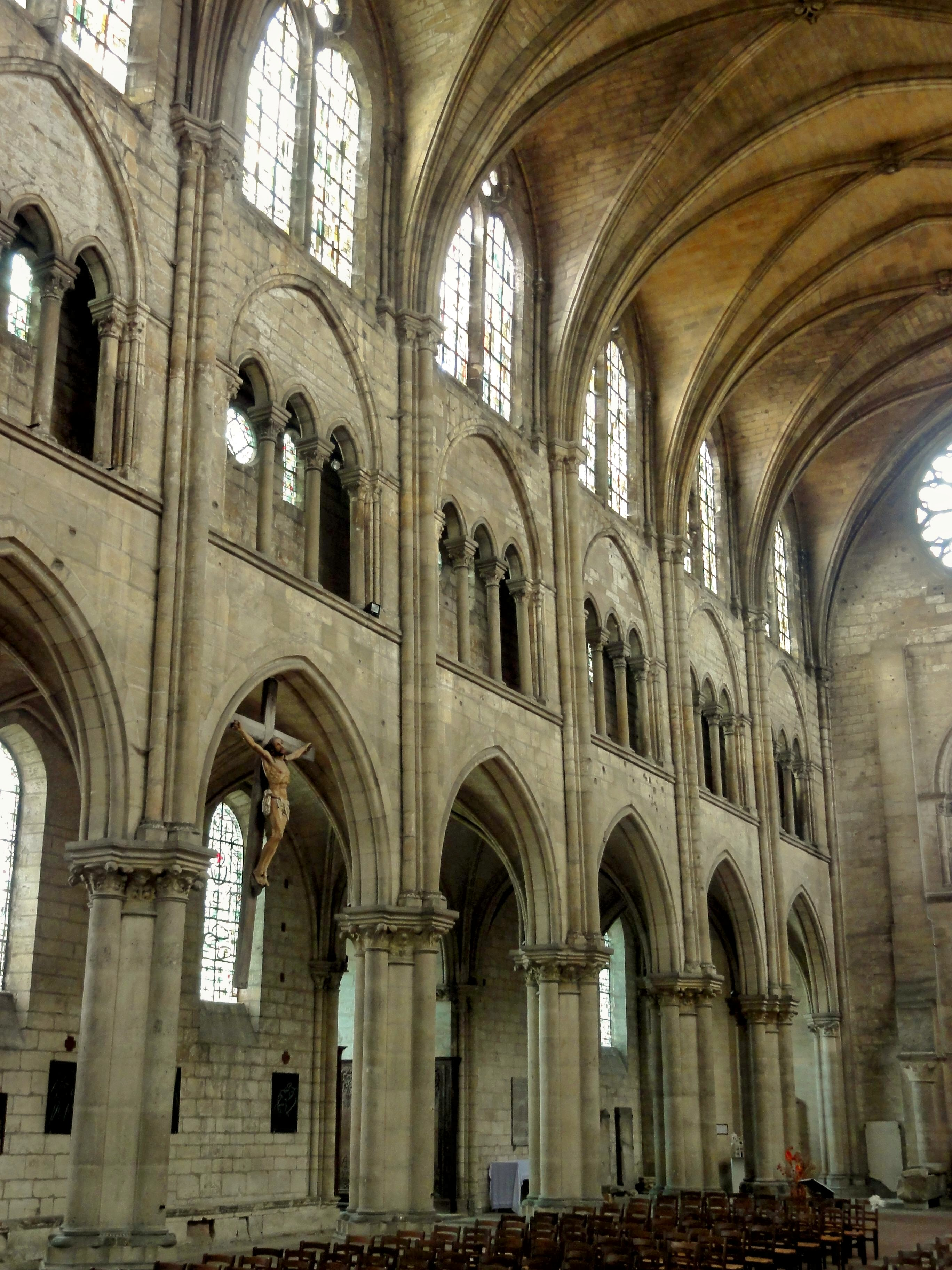
Nef, vue vers le sud-ouest.

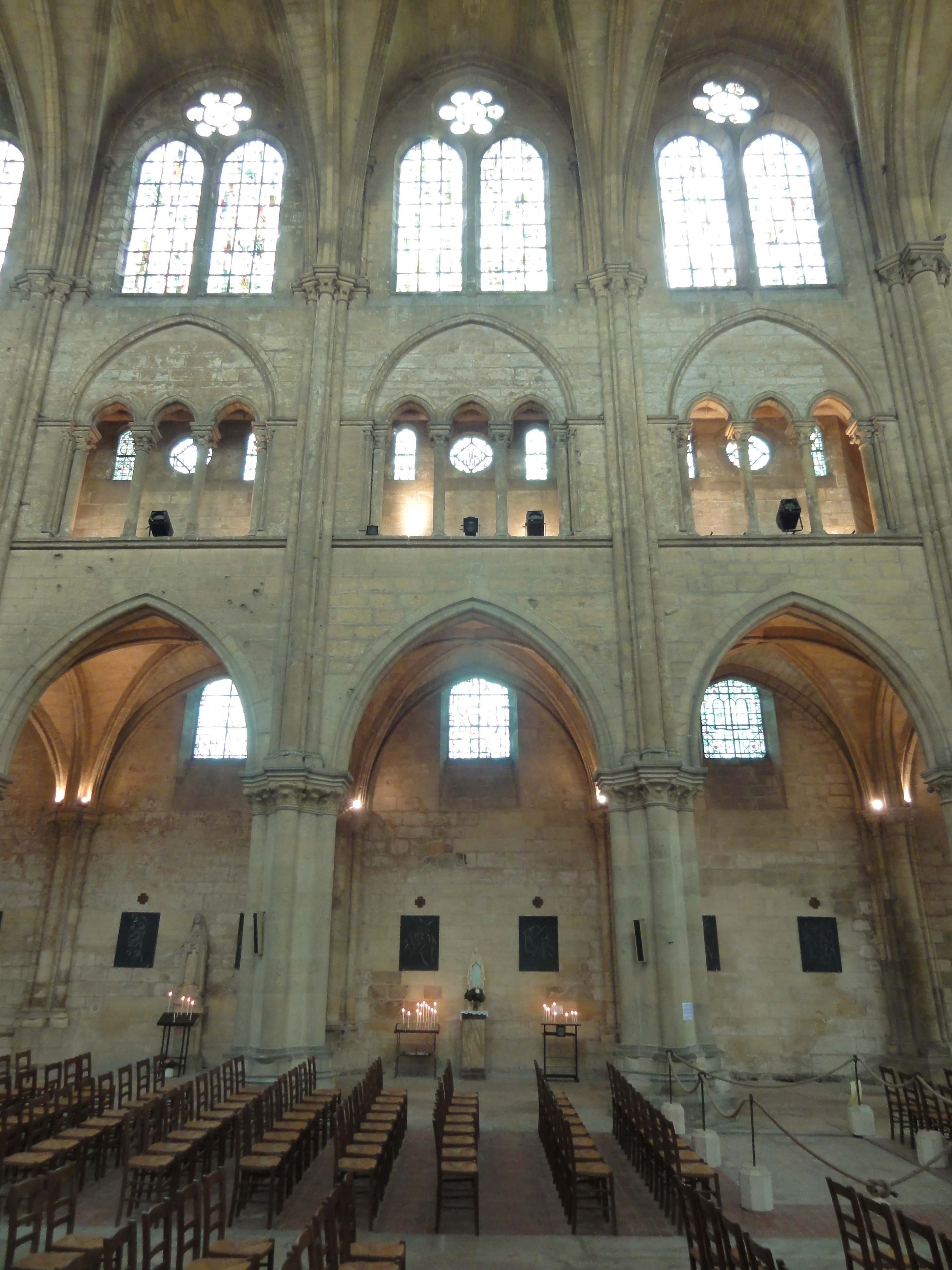
Nef, élévation nord.

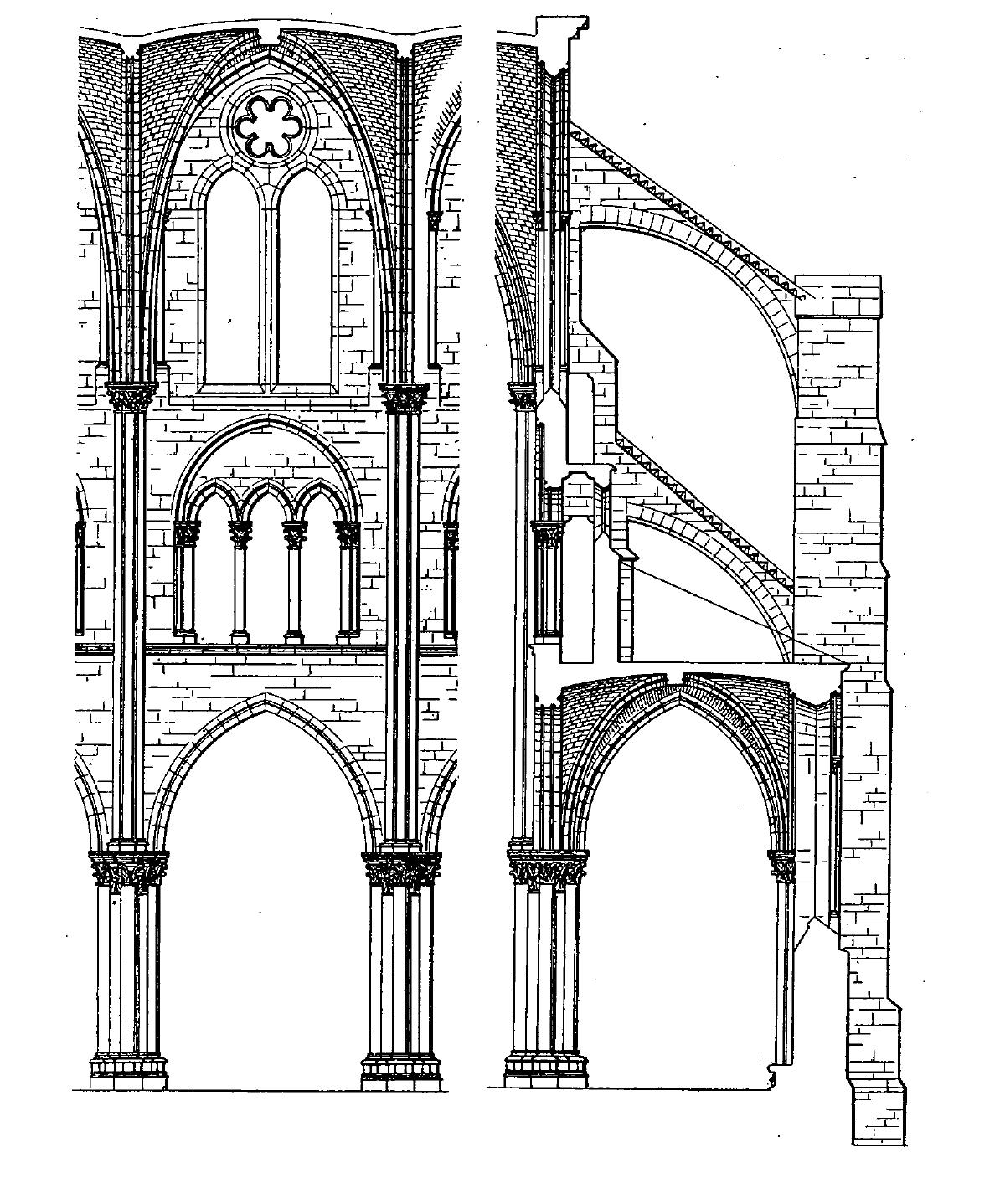
Travée de la nef et coupe du bas-côté sud.

La nef a souvent été passée sous silence par les historiens de l'art, note Delphine Hanquiez, voire est rejetée par Dieter Kimpel et Robert Suckale, qui jugent en 1985 qu'elle dénature le premier art gothique du chevet. Pourtant, elle évite toute rupture de style, comme déjà évoqué, et est plus ambitieuse que la partie droite du chœur. En effet, avec des grandes arcades de la même hauteur, au nord, et même plus hautes, au sud, le triforium commence une assise plus bas, et les fenêtres hautes commencent immédiatement au-dessus des arcs d'inscription des baies du triforium, pour remplir ensuite presque toute la largeur des travées : « D'une manière générale, la nef de Saint-Leu-d'Esserent atteste de grands progrès techniques par rapport au chevet : on observe l'amincissement de la muralité et des supports, à tous les niveaux de l'élévation, couplé à l'extension de la surface vitrée à la fois en hauteur et en largeur, assurant une luminosité accrue ». Ceci n'empêche malheureusement pas qu'elle soit moins bien planifiée et exécutée que les parties orientales, comme l'observe Andrew Tallon : cela vient du fait que les arc-boutants étaient calqués sur ceux du chevet, alors que le fer à cheval de l'abside et les deux clochers du chœur font de cette partie de l'église une structure plus stable, qui a moins besoin de contrebutement. Chacun des niveaux d'élévation est différent du chœur, mais sur le plan du triforium, le seul changement est le passage de deux à trois arcatures par travée. On remarque surtout la conception différente des piliers. Ce sont des piliers cantonnés de type chartrain, qui est utilisée vers 1180-1190 à l'ouest de la nef de Notre-Dame de Paris et au croisillon sud de la cathédrale de Soissons, avant d'être systématiquement employé à Chartres à partir de 1894. Il figure dans la région à Cires-lès-Mello, Montataire, et plus loin, à Rampillon et Villeneuve-le-Comte,. Hormis le premier pilier libre du nord, qui a été refait au XVe siècle sur un plan losangé, après des incendies, les supports des grandes arcades de la nef consistent d'un noyau cylindrique flanqué de quatre colonnes engagées à équidistance. Parmi celles-ci, deux correspondent aux grandes arcades, et deux aux nervures des voûtes. Les tailloirs sont octogonaux, et du côté de la nef, ils reçoivent trois au lieu des cinq colonnettes des piles fortes de la précédente campagne : En effet, les formerets s'arrêtent sur des culots aux extrémités des chapiteaux du second ordre. Ces derniers se situent à hauteur du seuil des fenêtres de la nef.
Au niveau des chapiteaux et bases, les supports ne sont pas conçus de la même manière au nord et au sud, et la comparaison tend à démontrer que le côté nord est plus ancien. En effet, au nord, les chapiteaux prennent la forme d'une frise continue, avec donc un même motif tout autour, tandis qu'au sud, la corbeille du noyeau des piliers est nettement plus haute. Puis, au nord, les bases se composent indifféremment de deux tores encadrant un rang de perles ou denticules logé dans la scotie, alors qu'au sud, seule la base du noyau montre ce caractéristique. Dans tous les cas, la sculpture est assez variée, et déploie des feuillages en un ou deux rangs. Les feuilles du rang supérieur ont les extrémités recourbées en crochets sous les angles des tailloirs, tandis que des petites feuilles lancéolées enveloppent la partie basse des corbeilles. La plupart de ces chapiteaux ont été resculptés en 1873, mais l'examen de cas particuliers, tels que le chapiteau à deux griffons affrontés dans la deuxième travée du nord, avère que des fragments des originaux subsistent au dépôt lapidaire. Ce dernier motif semble avoir été imité un peu plus tard dans la nef de Montataire. À partir du niveau des grandes arcades, il n'y a plus de différences entre les élévations nord et sud. Les arcades sont à simple rouleau, malgré l'ampleur de l'édifice, afin d'éviter toute impression de lourdeur. Elles accusent le même profil que les arcades et doubleaux du chœur.
Le triforium est très haut de proportions. Ses trois baies par travée reposent sur un larmier mouluré sur toute la longueur de la travée, et elles s'ouvrent sous un arc de décharge en arc brisé. Chaque baie s'ouvre entre deux colonnettes en délit munies de chapiteaux, avec une colonnette unique entre deux baies, tandis que l'arc de décharge retombe quant à lui sur des colonnettes appareillées avec le mur, beaucoup plus fines. Leur diamètre correspond exactement au tore qui sert d'archivolte à l'arc de décharge. Les chapiteaux des colonnettes des baies et de l'arc de décharge se partagent un tailloir continu, qui se poursuit latéralement jusqu'aux faisceaux de colonnettes des hautes-voûtes. Avec ses arcatures triples placées sous un tympan, ce triforium est directement inspiré de Notre-Dame de Paris, constat que l'on peut également faire à Beaumont-sur-Oise, Mantes-la-Jolie et Moret-sur-Loing. Le point remarquable à Saint-Leu-d'Esserent est constitué par l'ajourement du triforium, à raison de deux baies en arc brisé de part et d'autre d'un oculus par travée. Il s'agit du plus ancien exemple de ce type de triforium, avec la collégiale de Mello, l'abbatiale Saint-Léger de Soissons (anciennement) et l'abbatiale de Chelles, détruite. Jean Bony avait encore affirmé en 1983 que le triforium ajouré n'aurait été mis au point qu'à partir de 1220,.
Dans le but de rapprocher les fenêtres hautes du triforium, l'on a renoncé dans la nef au glacis fortement incliné à l'appui des baies qui règne dans les parties orientales. Les fenêtres du troisième niveau d'élévation sont des lancettes géminées, séparées d'un mince trumeau, encore sans aucune mouluration, entourées simplement d'un chanfrein, et surmontées d'un oculus sous la forme d'une rose à six festons, comme dans la cathédrale de Soissons, ou avec de légères variations, à Bury (parties orientales), Clermont (nef) et Villers-Saint-Paul (chœur). Ce sont les précurseurs des fenêtres à remplage. C'est au niveau du seuil de ces fenêtres que se situent les chapiteaux du second ordre, et malgré leur envergure, les fenêtres s'inscrivent donc entièrement sous la lunette des voûtes. Les formerets suivent à peu de distance au-dessus des fenêtres, selon un tracé qui correspond à l'arc de décharge visible de l'extérieur seulement. Ainsi, avec leurs colonnettes à chapiteaux dont les bases reposent sur les tailloirs des chapiteaux du second ordre, les formerets tiennent en quelque sorte lieu d'archivoltes décorées des fenêtres hautes, à l'instar des fenêtres des chapelles rayonnantes du déambulatoire. Dans le chœur, les formerets ont leurs chapiteaux « isolés » à mi-hauteur des baies, ce qui est moins heureux, et leurs colonnettes descendent jusqu'aux chapiteaux des grandes arcades, voire jusqu'au sol au niveau des piliers forts. Pour venir aux ogives, leur profil est très proche de celui adopté pour l'abside et les travées droite du chœur, soit deux tores encadrant une large arête, à la place d'une fine arête dans les travées orientales. Les clés de voûte sont ornées de motifs végétaux, et souvent flanquées de deux têtes couronnées regardant vers l'est et vers l'ouest, que l'on n'aperçoit pas en étant placé immédiatement en dessous. Les arc-doubleaux, enfin, prennent la même forme qu'ailleurs dans l'église,.
Par leur architecture et leur conception stylistique, les bas-côtés n'offrent aucune particularité, et sont en tous points conformes à l'usage à la fin du XIIe siècle. Les piliers chartrains n'ayant pas leur équivalent pour les piliers engagés, ceux-ci se présentent sous la forme de faisceaux de trois colonnettes, dont celle du milieu est plus forte, alors que les deux autres, avec leurs tailloirs orientés à 45° face aux ogives, reçoivent aussi les formerets. Par ailleurs, les grandes arcades commencent de la même manière au droit du mur occidental de la nef. Le profil des ogives revient à celui observé dans le chœur, avec une fine arête entre deux tores, et les clés de voûte sont également de petites dimensions, comme dans les parties orientales. Selon Delphine Hanquiez, les supports engagés dans le mur gouttereau nord seraient de plus fort diamètre que leurs homologues du sud, et ceci probablement pour contrebuter la galerie sud du cloître, démolie, qui prenait appui contre l'église. C'est également la présence du cloître qui explique l'implantation très haute des fenêtres dans le bas-côté nord, où la limite inférieure des glacis correspond au niveau des tailloirs des chapiteaux. Ces fenêtres se situaient en effet au-dessus du cloître. Tant au nord qu'au sud, les baies sont des lancettes simples sans aucune décoration, ce qui concorde avec la sobriété du troisième niveau d'élévation de la nef. Quant au banc de pierre qui longe le mur gouttereau sud de la quatrième à la sixième travée, et qui présente bien de traces d'usure, elle devrait susbsister d'origine. Une adjonction postérieure représente en revanche la chapelle devant la troisième travée du sud, qui devait par ailleurs avoir possédé une voisine devant la deuxième travée. Selon Eugène Müller et Bideault / Lautier, la chapelle daterait de la fin du XIIIe siècle, ce qui est souligné par la vaste fenêtre à remplage rayonnant, semblable au modèle mis en œuvre dans deux chapelles du déambulatoire. La voûte annonce déjà le style flamboyant, avec des nervures d'un profil aigu, et une clé de voûte aux feuilles frisées découpées à jour. Eugène Müller estime qu'elle date de la fin du XIVe siècle. Les formerets sont encore toriques, et le doubleau est analogue aux autres présents dans l'église. La retombée s'effectue sur des consoles, dont celles partagé avec le doubleau prennent la forme de frises. Les motifs de la sculpture indiquent la fonction de la chapelle : ce sont les symboles du tétramorphe, qu'on avait coûtume d'associer aux fonts baptismaux,,. La chapelle baptismale était aussi connu comme chapelle du Rosaire.

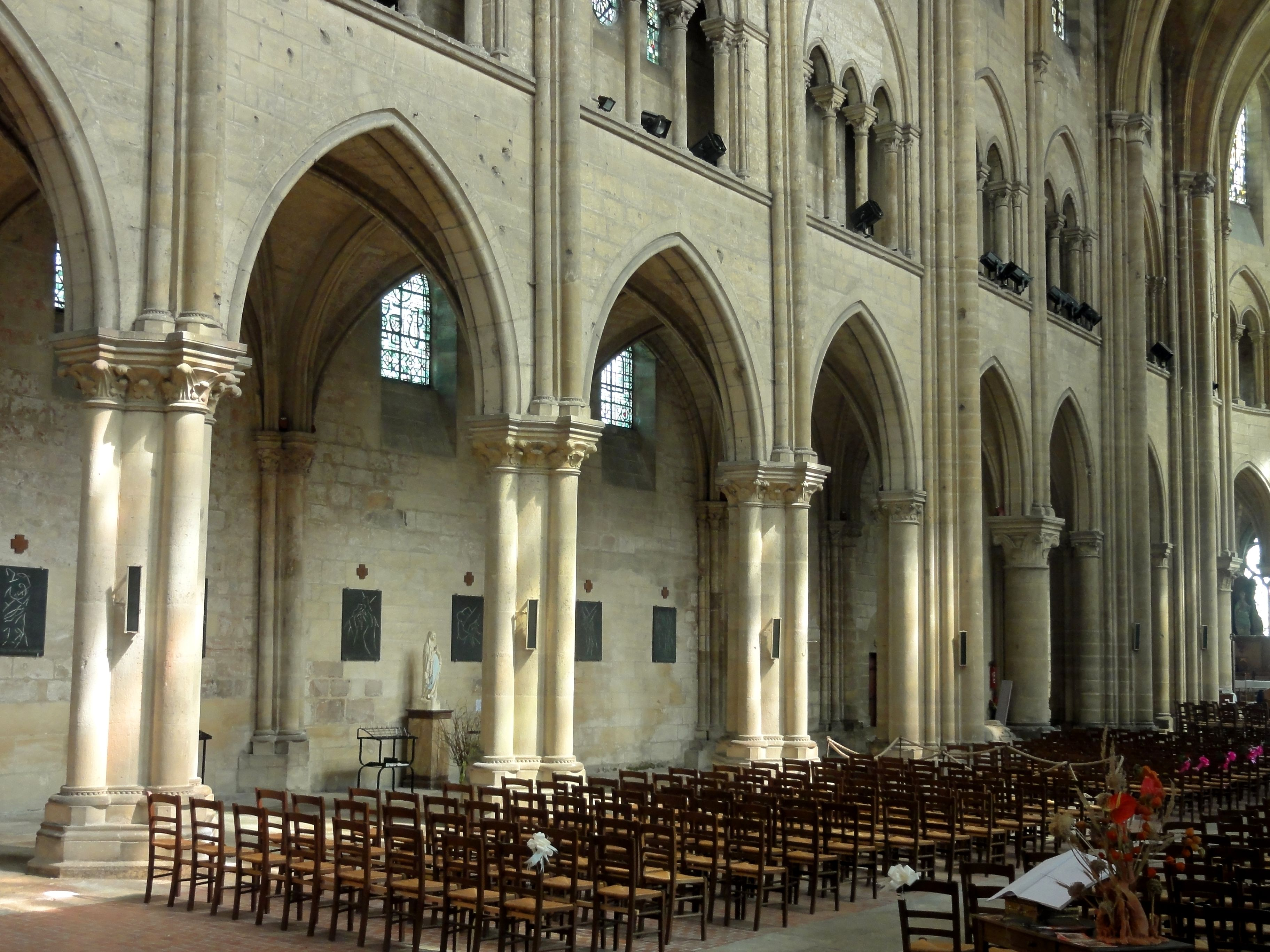
Grandes arcades au nord.
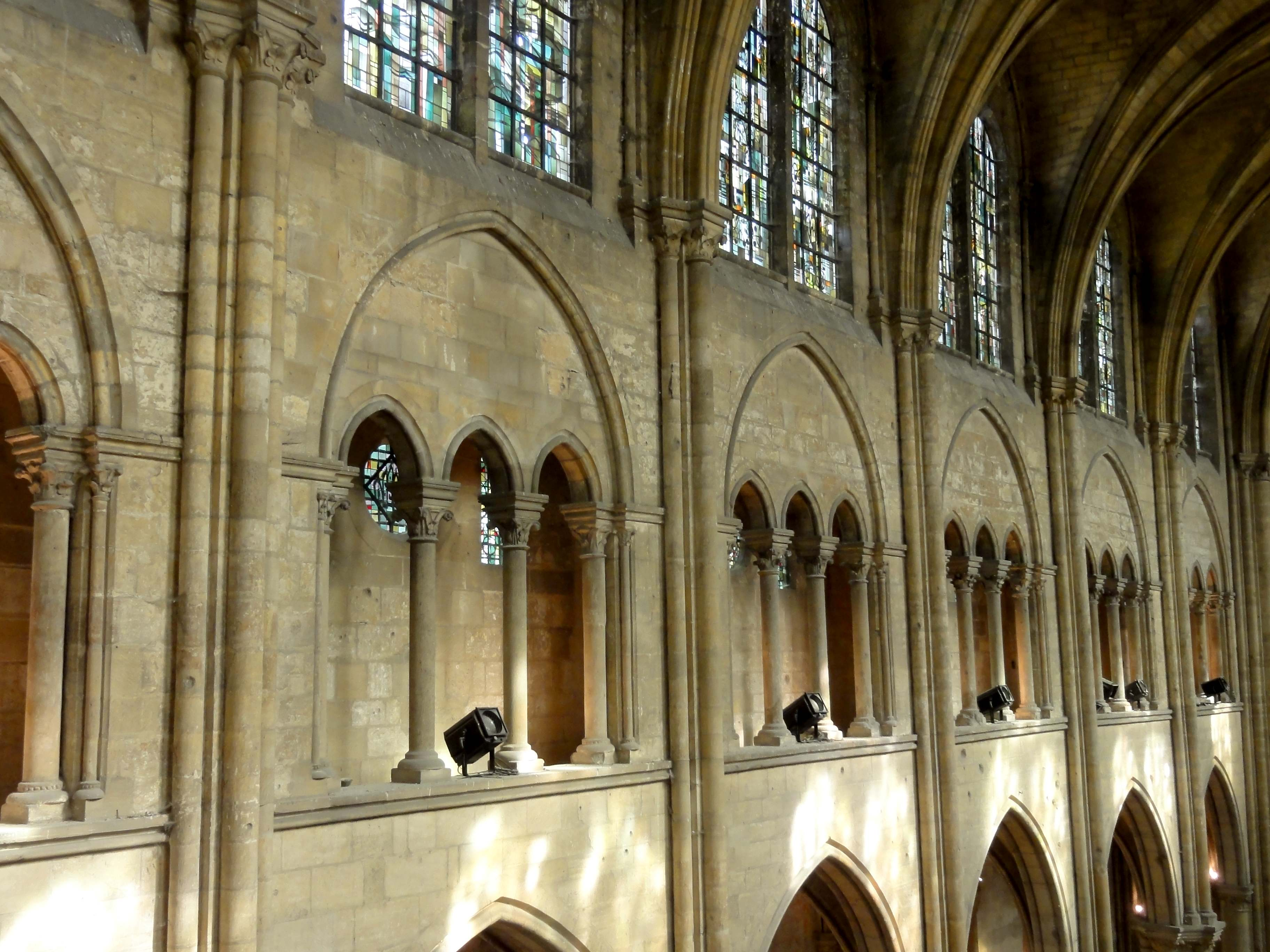
Triforium, côté nord.
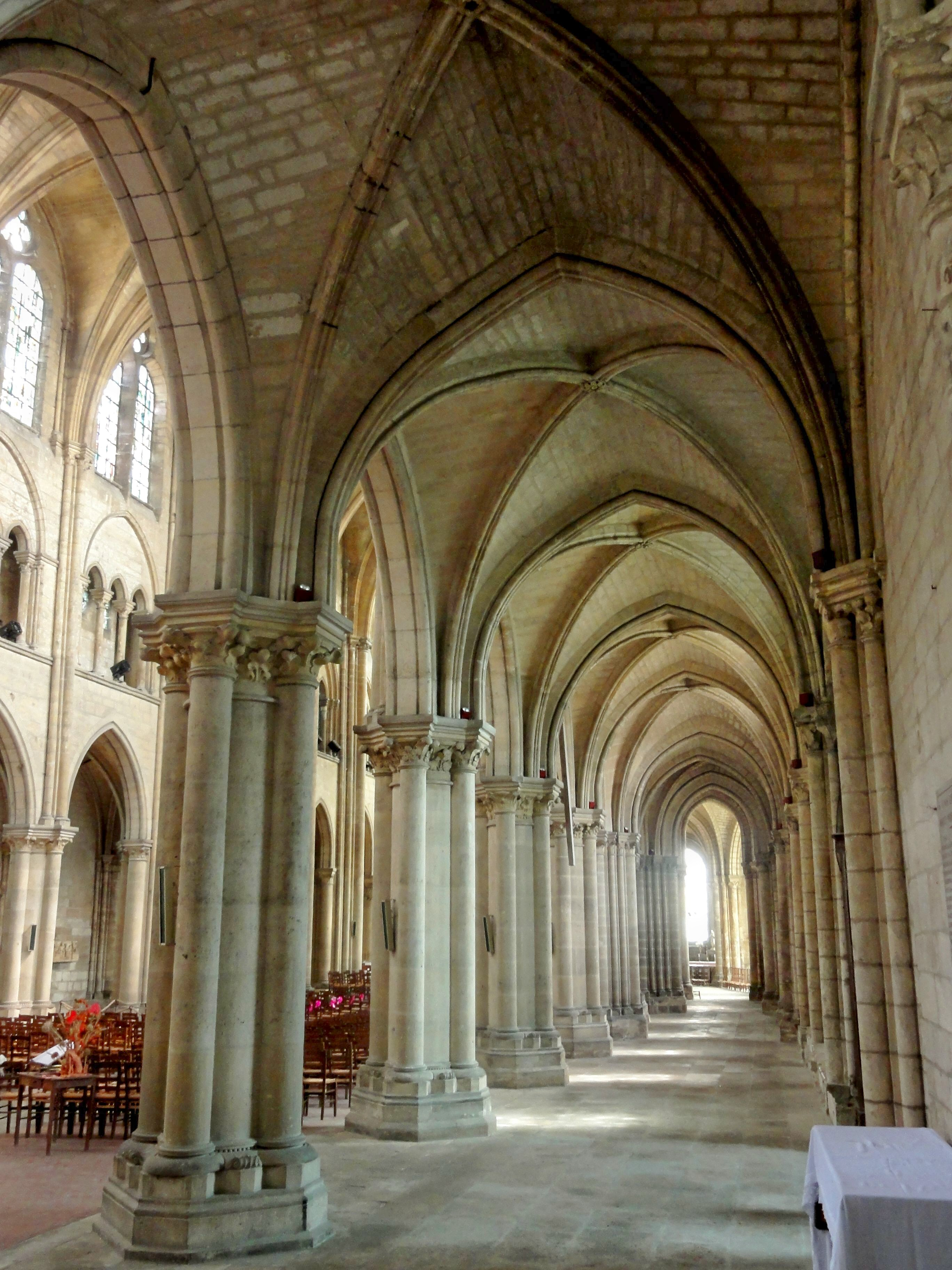
Bas-côté sud, vue vers l'est.
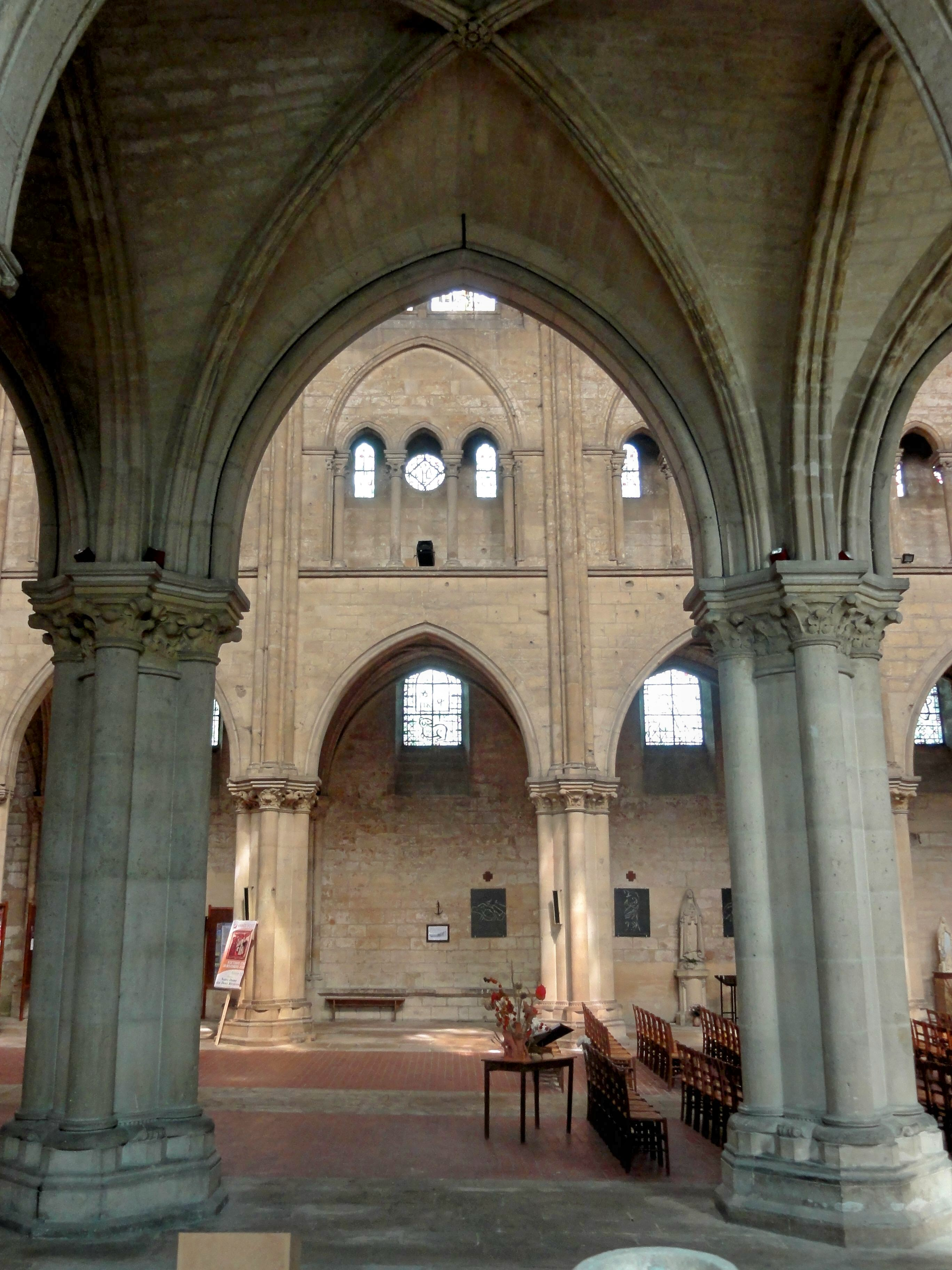
Grande arcade au sud, vue vers le nord.
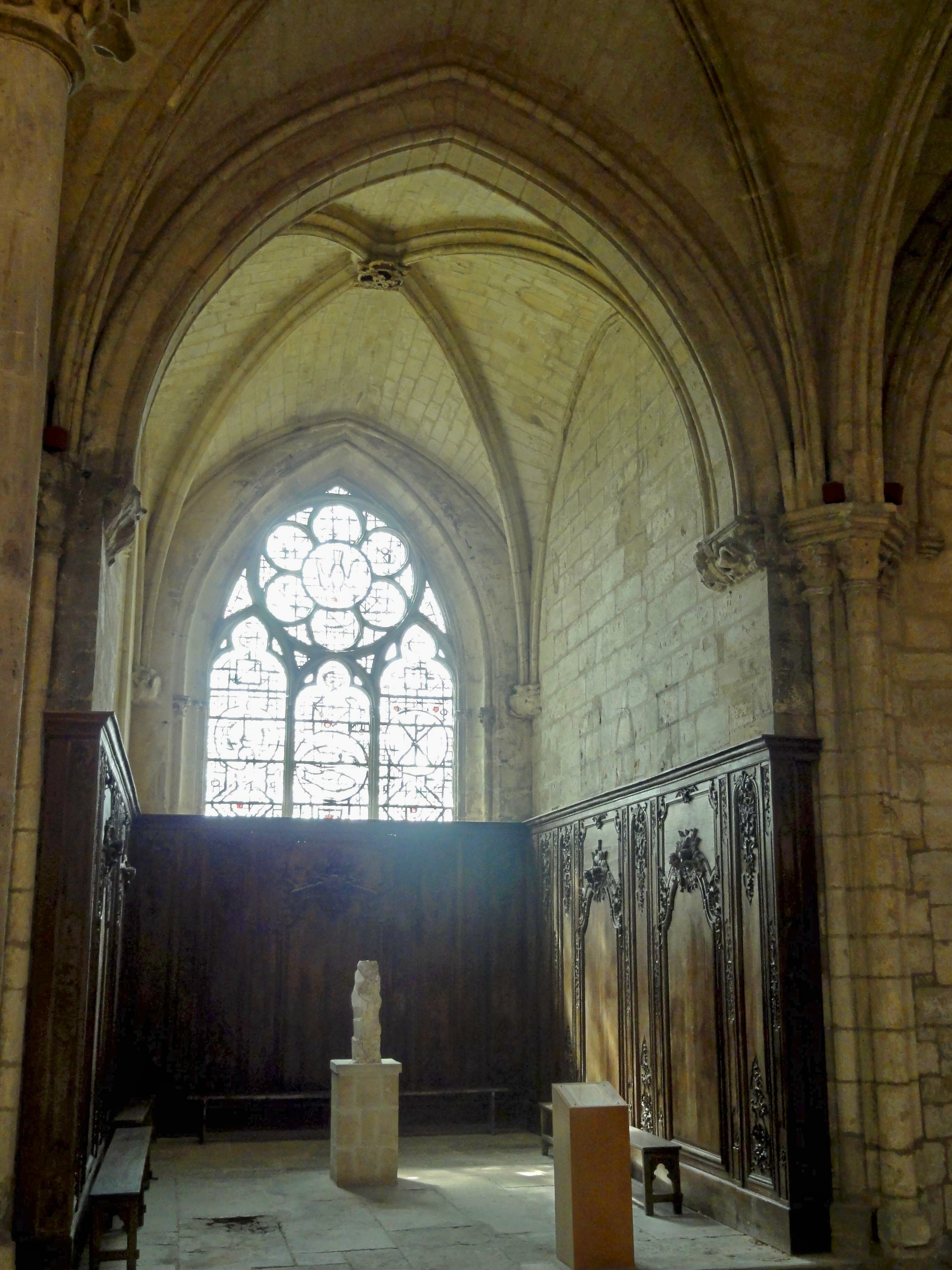
Chapelle du XIIIe siècle du bas-côté sud.
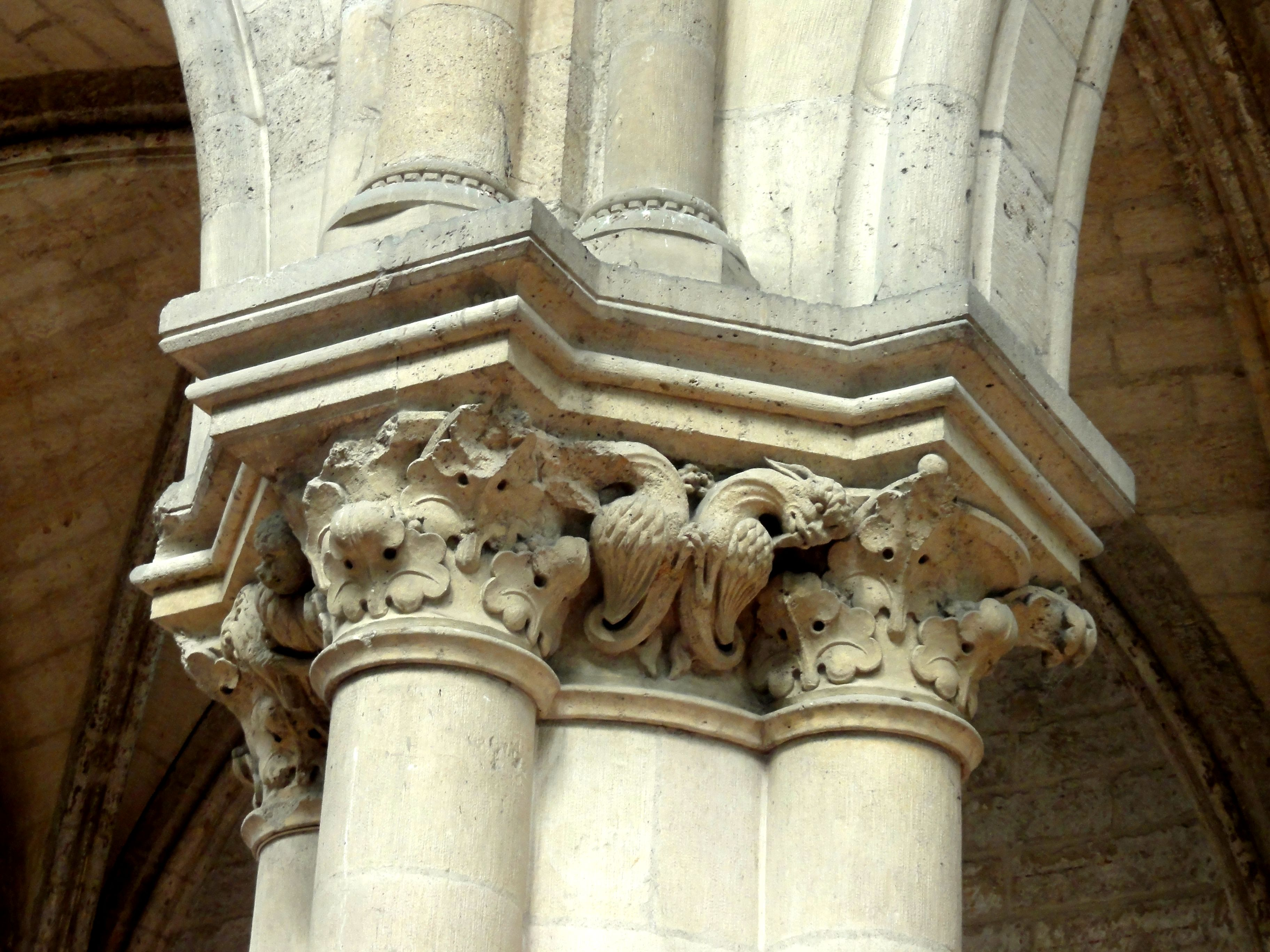
Chapiteau du 2e pilier nord.

#### Mur occidental

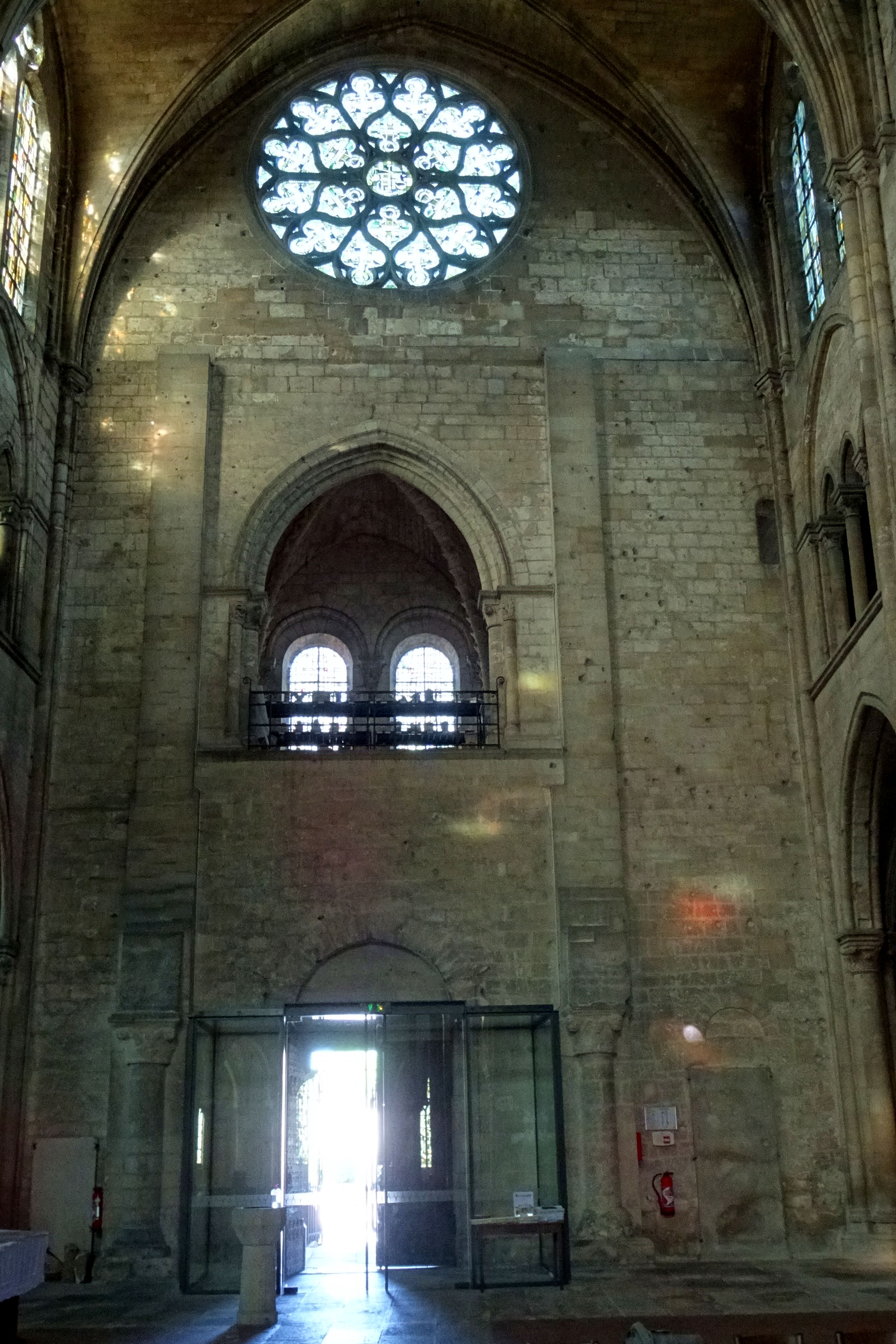
Extrémité occidentale de la nef.

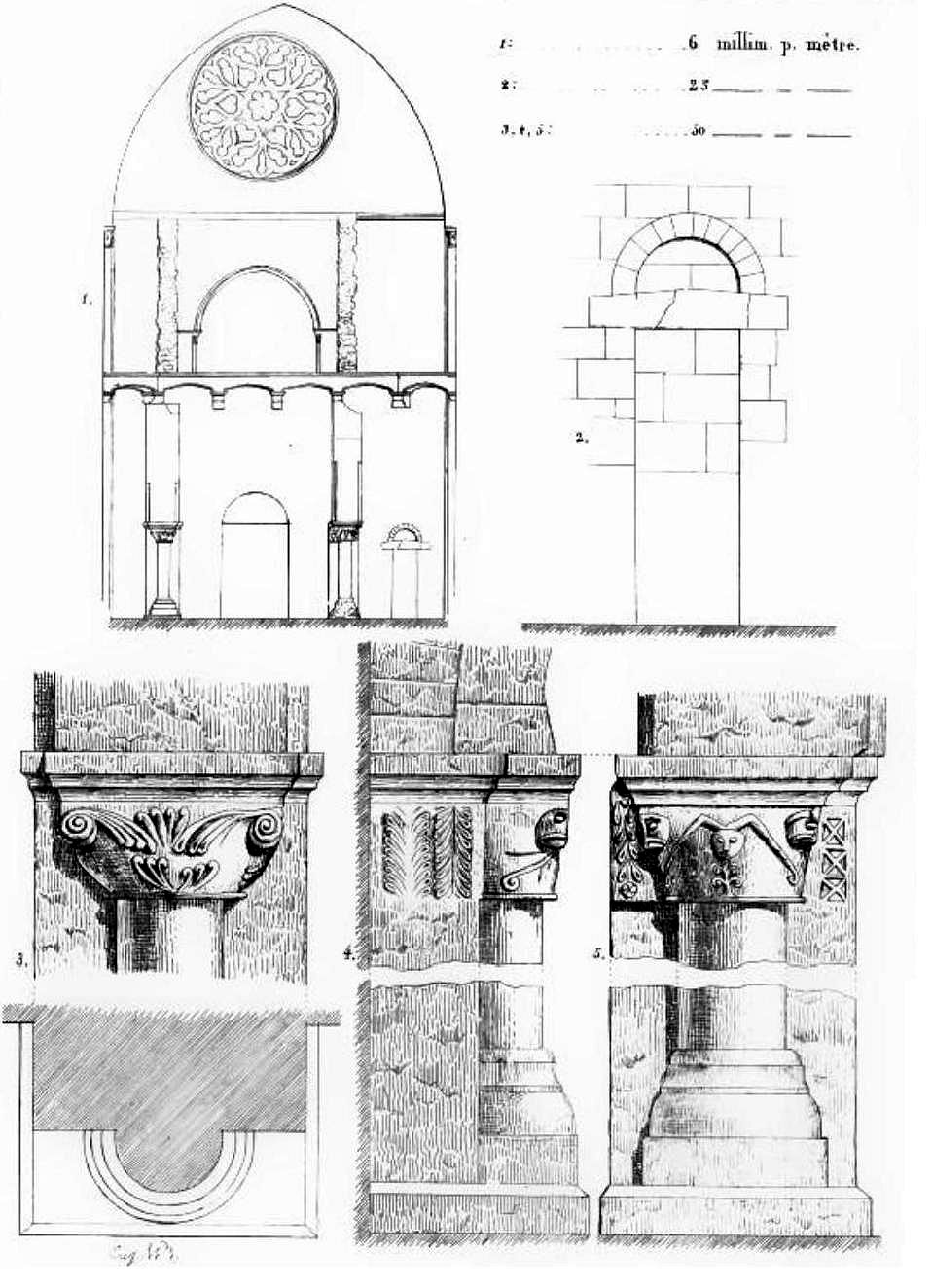
Détails architecturaux relevés par Eugène Woillez.

Le mur occidental de la nef (en fait situé au nord-nord-ouest) ne s'intègre pas dans l'ensemble harmonieux formé par le vaisseau central, ses collatéraux, l'abside et le déambulatoire, et ne paraît pas à sa place ici. S'impose au visiteur l'impression d'être confronté à des vestiges de l'édifice précédent, d'une largeur plus réduite (5,10 m au lieu de 12,10 m pour la nef). Abstraction faite des vestiges, le mur reste nu : en somme, le raccordement du vaisseau central à l'avant-nef semble peu soigné et quelque peu provisoire. Deux demi-colonnes adossées à des dosserets et portant des chapiteaux romans sont engagés dans le mur, et devaient constituer le début des grandes arcades. Au-dessus, on devine l'arrachement des murs hauts de cette nef romane. Plus haut, apparaissent des contreforts plats, qui devaient être dissimulés par ces murs, et correspondent, de l'autre côté, aux deux clochers du massif occidental. Mais si Eugène Lefèvre-Pontalis en 1905 et Eugène Müller vers 1910 pensent encore pouvoir affirmer avec certitude que l'ancienne nef commençait ici, leur démonstration est démentie un demi-siècle plus tard par les fouilles entreprises par Pierre Durvin en 1955. Elles mettent au jour le plan de l'église primitive, qui ne commence qu'avec la quatrième travée de la nef actuelle. Sa proposition de datation de la fin du Xe siècle est vite rejetée par Jean Hubert, qui plaide pour le début de la période romane, et en accord avec lui, Philippe Racinet table en 1989 sur les années qui précèdent la fondation en 1081.
Les vestiges compris dans le mur occidental sont donc en réalité ceux d'un projet de reconstruction inabouti. Or, il paraît paradoxal que le chapiteau du côté sud, qui porte un motif floral stylisé, et le petit portail bouché du côté nord, avec son linteau monolithique en bâtière sous un arc de décharge en plein cintre, correspondent néanmoins stylistiquement à la fin du XIe siècle ou au début du XIIe siècle : l'intervalle entre la construction de l'église primitive et le début du chantier de l'église actuelle serait bien brève. Un deuxième paradoxe est posé par la datation du massif occidental, situé derrière le mur occidental de la nef, et édifié entre 1130 et 1140 environ (voir ci-dessus, La construction de l'édifice actuel et son évolution). Jean-Louis Bernard ne semble pas adhérer à l'explication développée par Philippe Racinet, que les moines auraient volontairement incorporé des éléments archaïques provenant de leur ancienne église. Il ne revient pas non plus sur l'affirmation de Bideault et Lautier, qu'il s'agirait d'un réemploi : ces éléments n'ont jamais assuré aucune fonction. L'auteur fournit néanmoins des éléments favorisant la compréhension. Le rapport de fouilles de Pierre Durvin ne comporte que cinq pages et vingt photos, et le mobilier est dispersé. Une exploitation scientifique de cette entreprise n'est donc plus possible. L'église primitive peut donc bien être un peu plus ancienne. Ensuite, des portes telles que celle à droite du portail auraient encore été construites jusqu'en 1130 environ. Mais les chapiteaux évoquent bien la fin du XIe siècle. En conclusion, les moines ont décidé de la construction d'une nouvelle église quelques années après la fondation du prieuré, et bâti le mur occidental de la nouvelle nef. Le chantier s'est interrompu aussitôt et le massif occidental n'a été édifié que quelques décennies plus tard. Dès la construction de ce dernier, le petit portail est bouché.
Reste à compléter la description de l'extrémité occidentale de la nef. Elle est surtout désaxée par rapport au vaisseau central finalement construit : son axe se situe plus au sud (à gauche en regardant vers le portail). Le mur gouttereau du bas-côté nord de la nef romane non réalisée aurait correspondu à la ligne des grandes arcades du nord, tandis que le mur goutterau sud se serait situé dans l'actuel bas-côté sud. Contrairement à ce qu'imaginait Lefèvre-Pontalis, le mur goutterau sud de l'église primitive se situait en revanche dans l'actuelle nef, ce qui fait que celle-ci et l'église romane projetée à la fin du XIe siècle n'auraient pas pu coexister. Le portail occidental est surmonté d'un arc de décharge en plein cintre, à arêtes vives, analogue à la petite porte déjà signalée. Au deuxième niveau d'élévation, mais cinq assises plus bas que l'appui du triforium, s'ouvre une grande arcade brisée, qui donne sur la salle du premier étage du massif occidental. Elle est à double rouleau. Le rouleau inférieur est mouluré d'un gros tore devant un bandeau, et le rouleau inférieur d'un tore dégagé de chaque côté. Cette double archivolte retombe sur les chapiteaux d'une forte colonnette et de deux colonnettes plus fines de chaque côté. Les chapiteaux datent d'une restauration au XIXe siècle, mais la configuration devrait être ici conforme à la disposition d'origine. L'arc brisé et les piliers composés préfigurent l'architecture gothique, et contrastent avec le caractère archaïque du premier niveau d'élévation. À droite de l'arcade, et en partie cachée derrière la colonnette de la voûte dans l'angle nord-ouest de la nef, on note une petite baie en plein cintre donnant également sur la tribune. Deux assises au-dessus des chapiteaux de ces colonnettes d'angle, le mur se retraite par un fruit. Le formeret occidental de la nef retombe plus ou moins sur ce glacis. Le sommet de cet arc formeret met en exergue le désaxement de la rosace occidentale de le nef, qui est de style gothique flamboyant, et dont le remplage a été refait au XIXe siècle, puis en 1946. Il est composé de six groupes de trois soufflets à têtes trilobées, dont un est tourné vers l'intérieur, et les deux autres vers l'extérieur.  

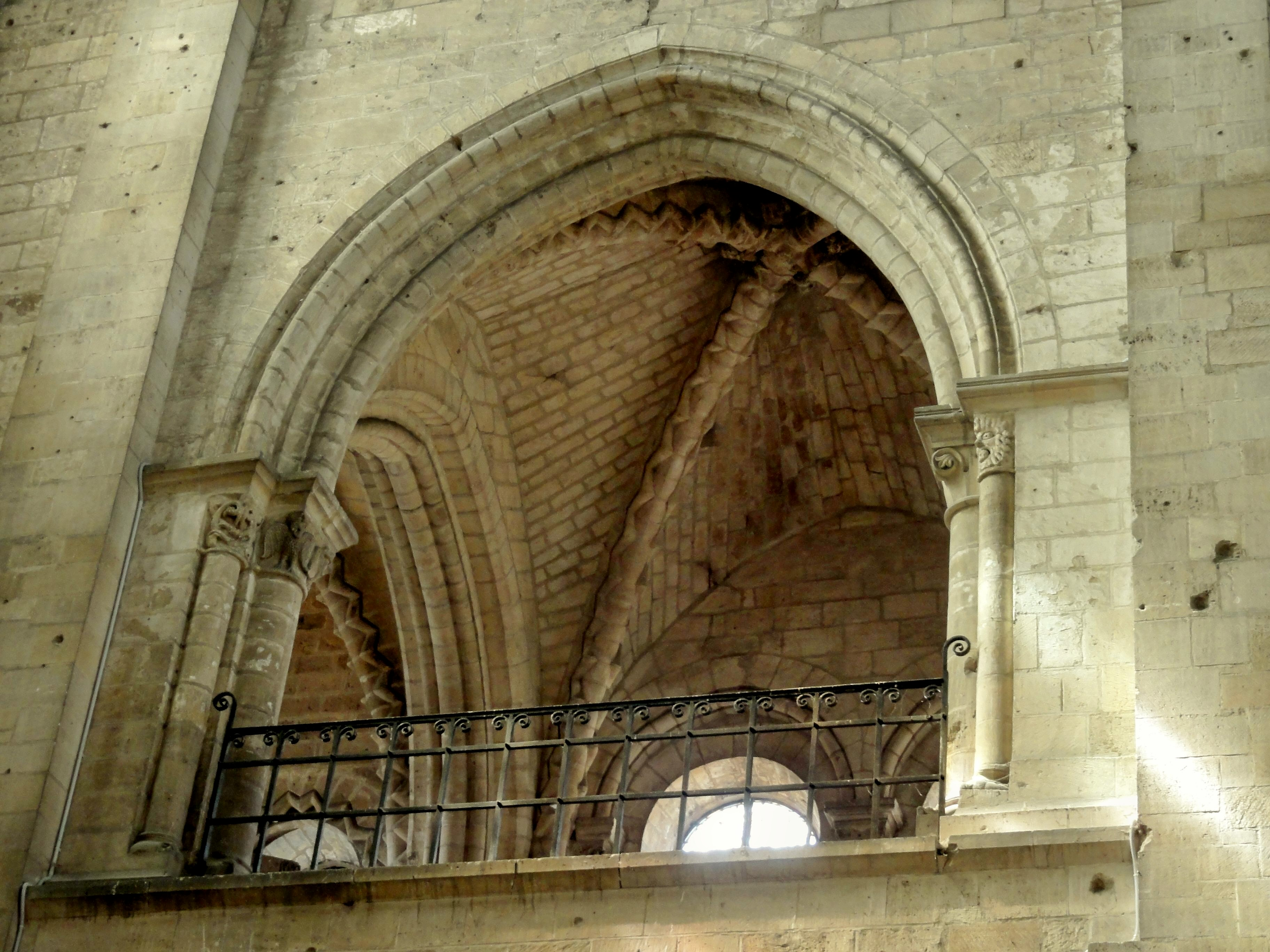
Vue dans la salle à l'étage.
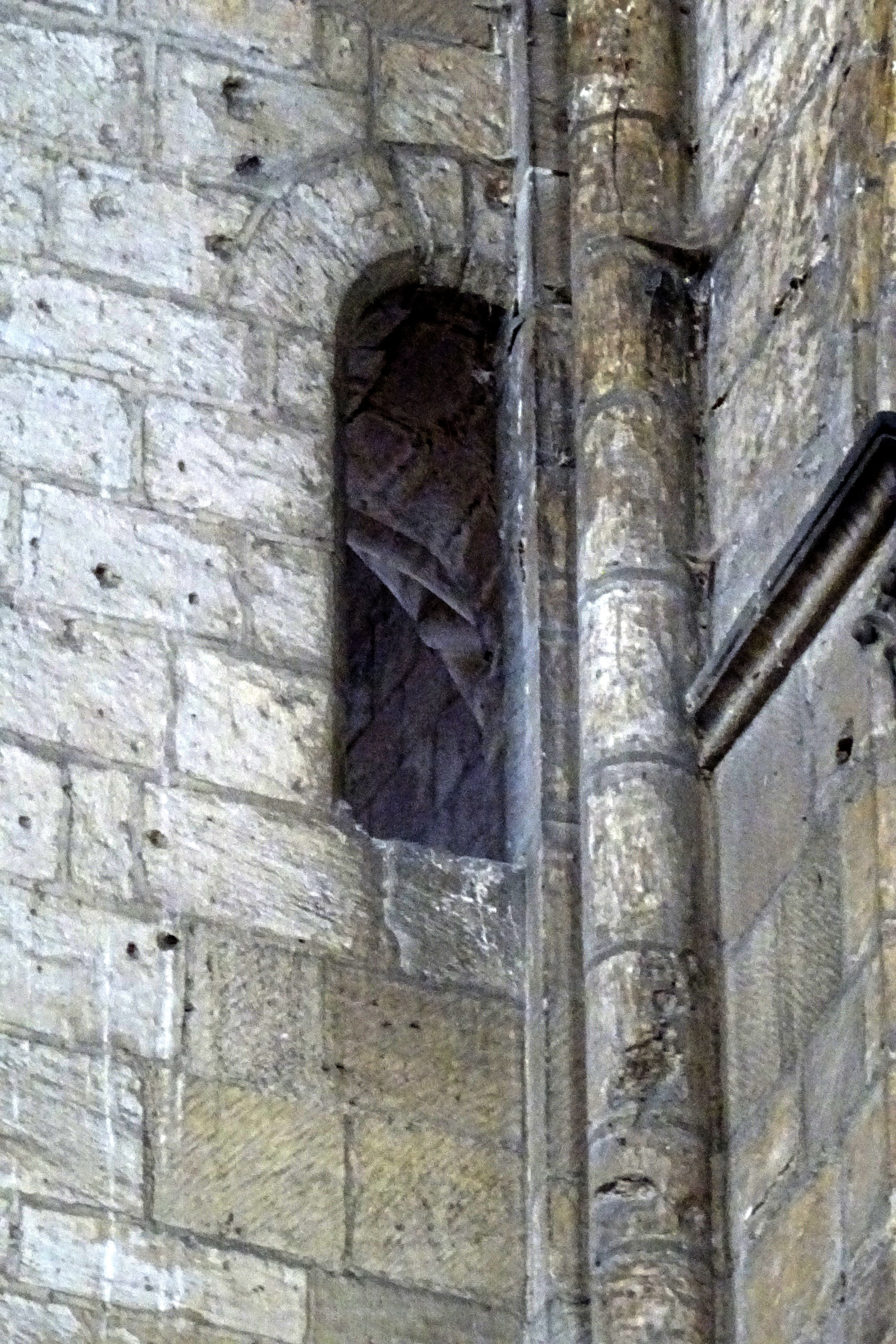
Petite baie ouvrant sur la tribune.
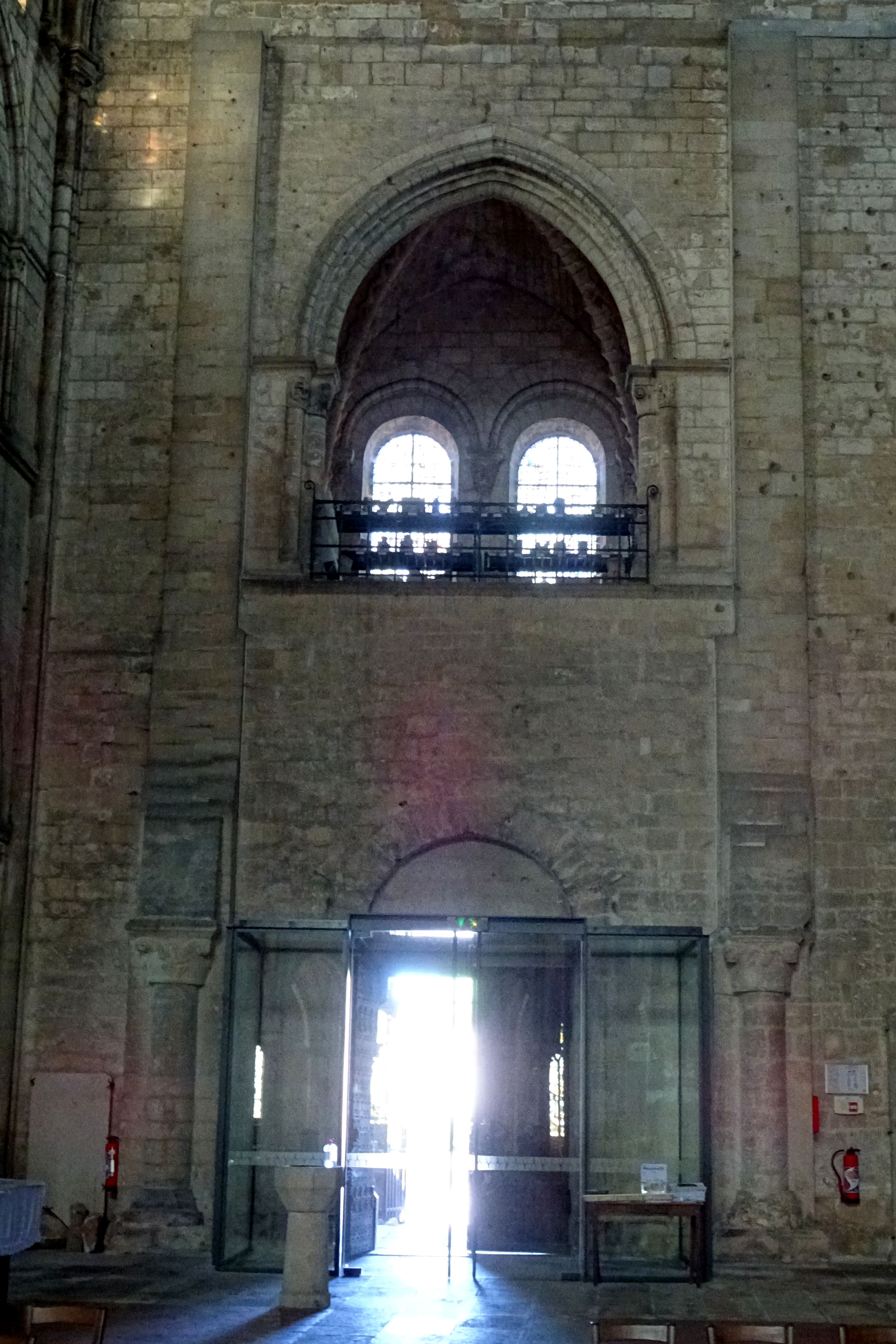
Périmètre de la nef non réalisée de la fin du XIe siècle.
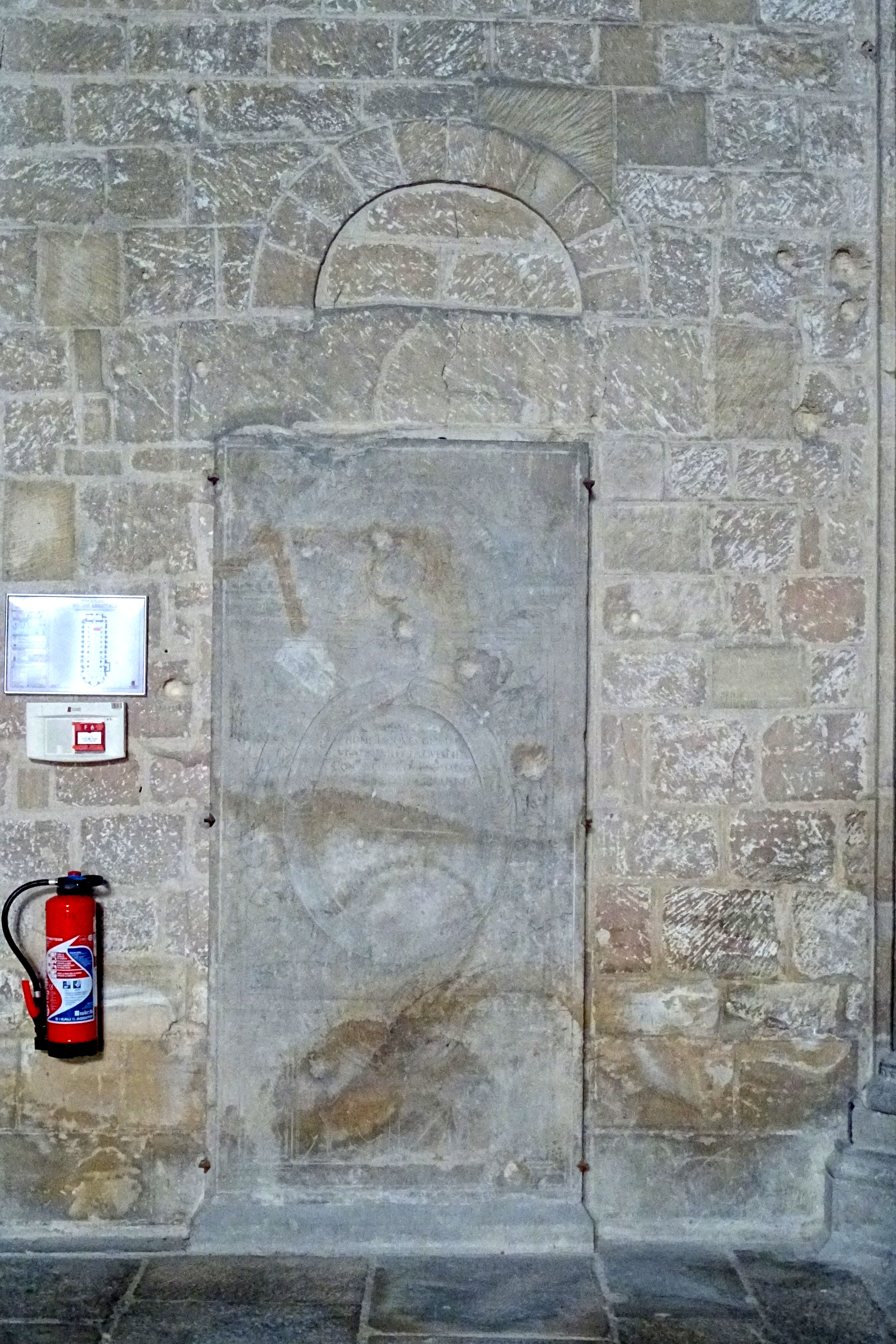
Petite porte bouchée de la fin du XIe siècle.
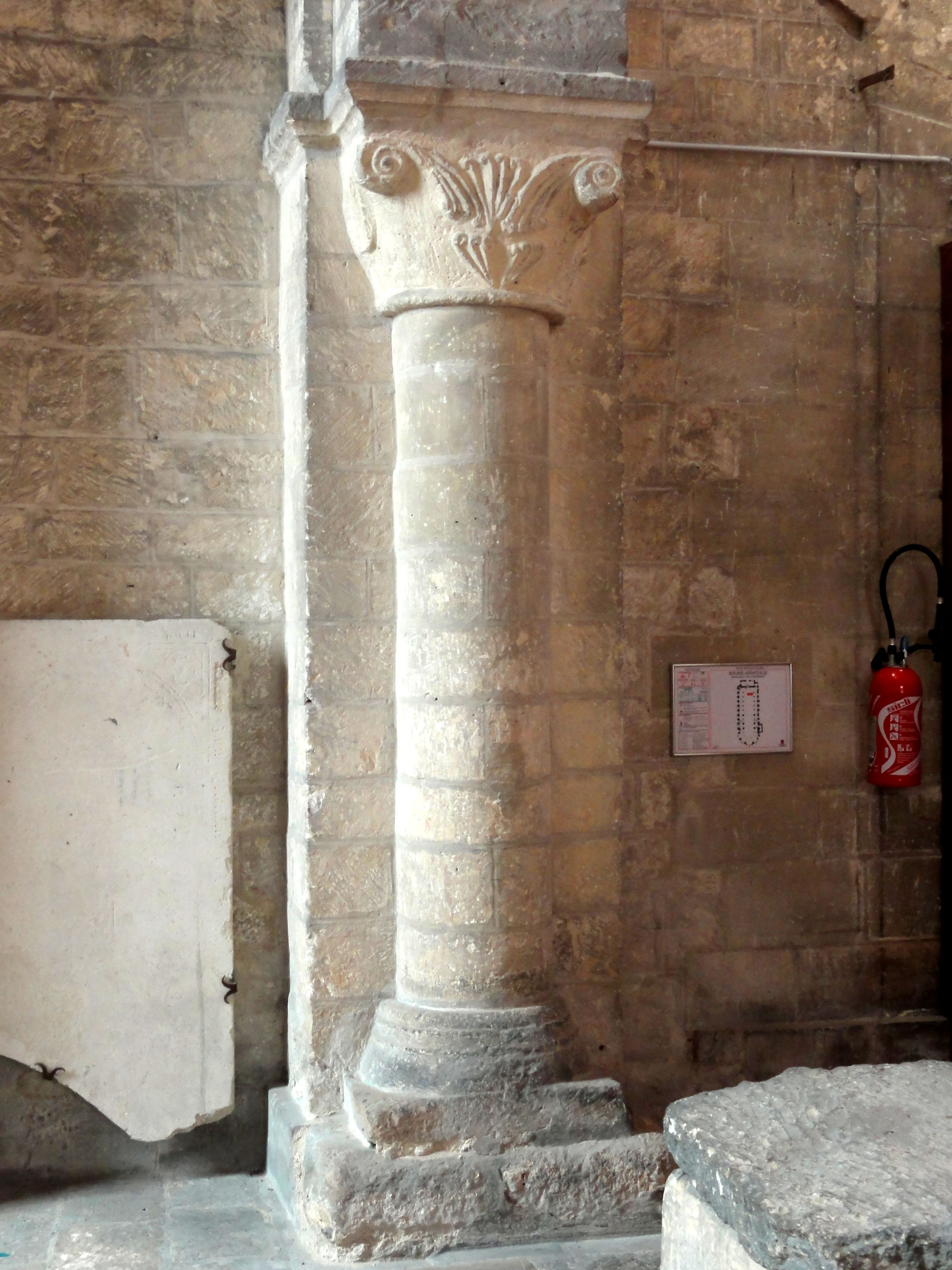
Colonne engagée au sud (à gauche).
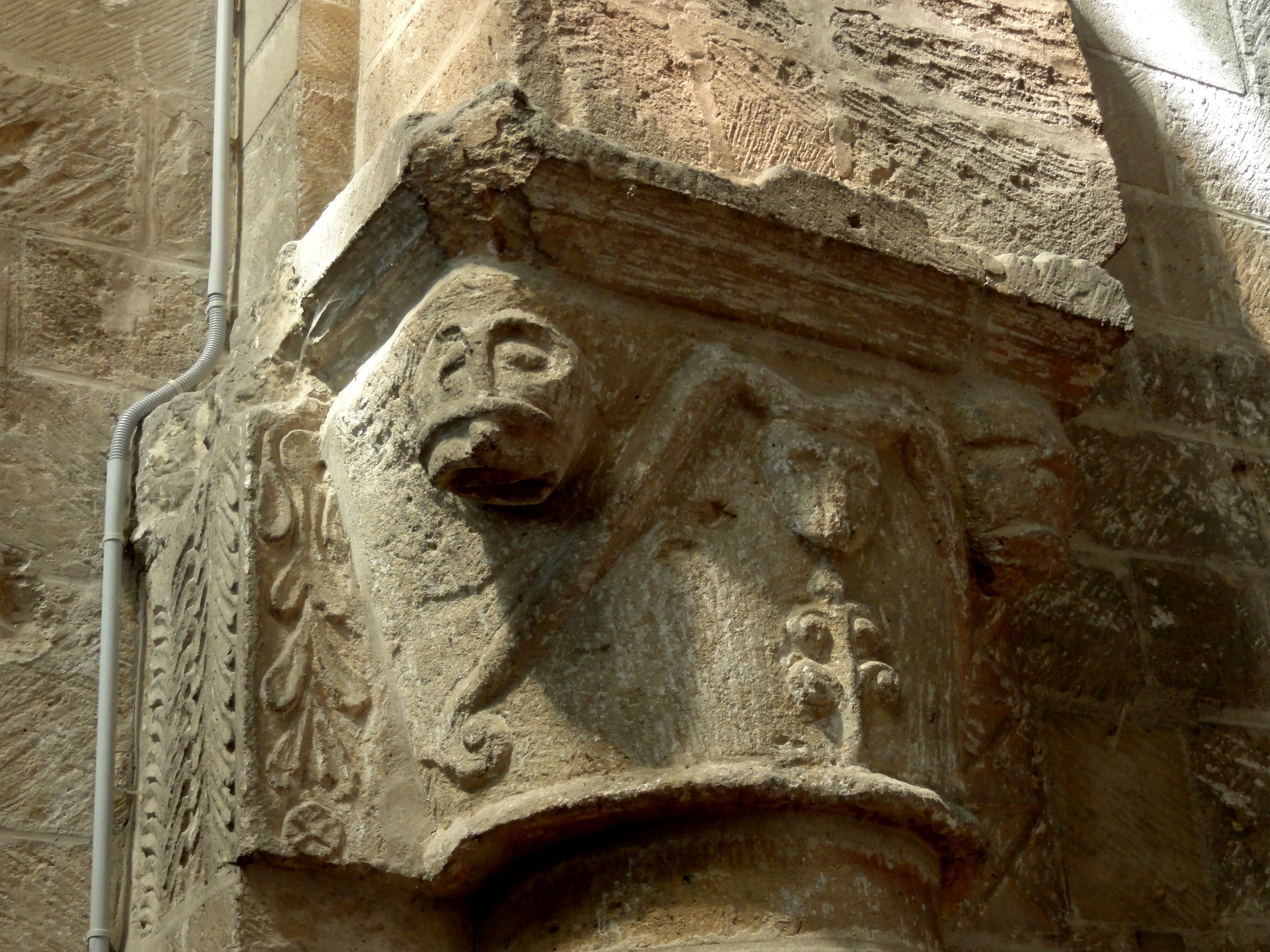
Chapiteau de la colonne engagée au nord.

#### Narthex ou porche

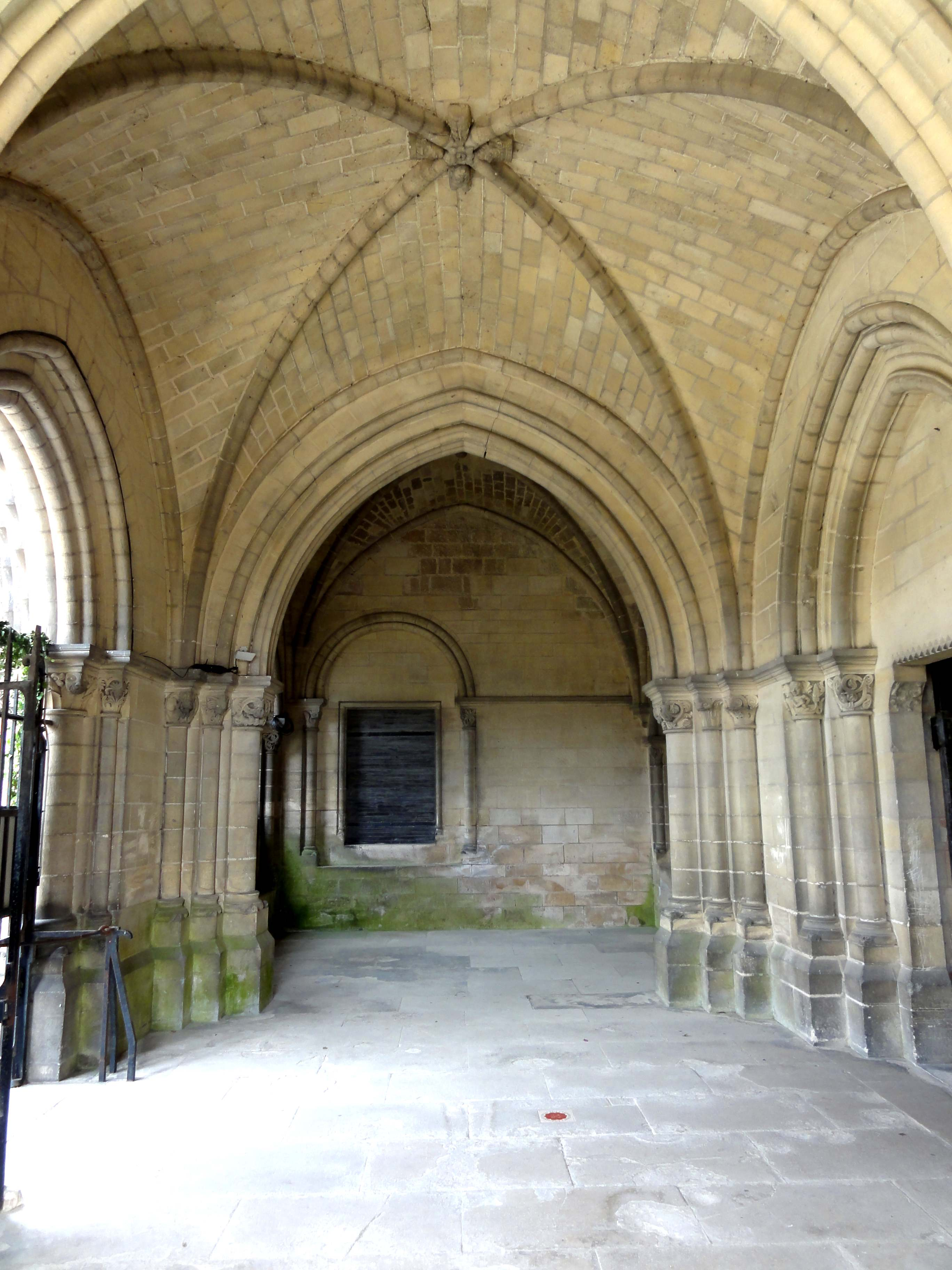
Porche, travée médiane, vue vers le nord.

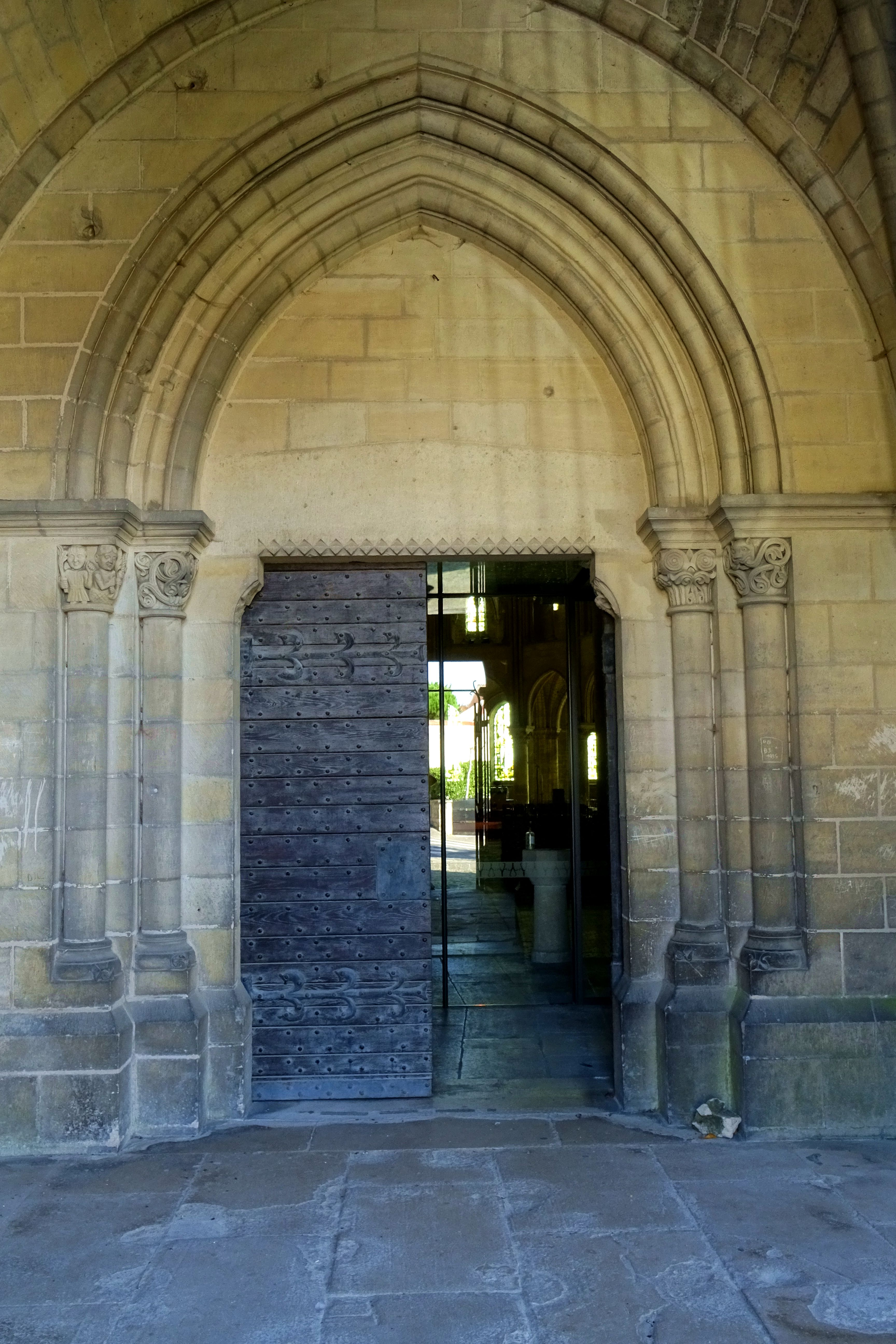
Porche, portail de l'église.

Une église connue pour son massif occidental, vraisemblablement contemporaine pour ses parties les plus anciennes, est la basilique Saint-Denis, mais puisqu'elle est dépourvue d'une salle ouverte sur la nef à l'étage, on ne saura affirmer qu'elle ait exercé des influences sur Saint-Leu-d'Esserent. Outre sa prieurale, on ne peut guère citer dans la région qu'Estrées-Saint-Denis, Lavilletertre, Morienval, Remy ou Trie-Château comme églises munies d'un narthex. Mais si le massif occidental de Saint-Leu-d'Esserent est ancré dans la région pour son élévation et son vocabulaire architectural, son plan et sa structure puisent leurs sources dans les avant-nefs auvergnates ou bourguignonnes, ou plus particulièrement dans l'abbatiale de Cluny et les habitudes clunisiennes,. Puisque le massif occidental comporte deux niveaux en dessous de la tour et de la terrasse au nord de cette dernière, il est conséquent d'examiner le rez-de-chaussée et la salle à l'étage dans le contexte. Concernant le rez-de-chaussée, il est qualifié de narthex ou de porche selon les auteurs, ce qui le rattache davantage à l'espace intérieur ou à l'espace extérieur selon le point de vue. La séparation avec la nef est évidente, étant donné l'arc de décharge en plein cintre du portail de la nef, qui souligne son ancienneté. Cependant, le portail véritable de l'église, en se basant sur le soin apporté à sa décoration, est celui qui s'ouvre depuis le parvis. Le deuxième portail, celui qui s'ouvre depuis le porche, est également décoré côté porche, mais cette ornementation n'est pas mentionnée par Eugène Woillez, qui n'a donc rien trouvé à signaler, et est donc le résultat d'une restitution de la seconde moitié du XIXe siècle. Le porche ou narthex se compose de trois travées, dans un sens transversal, et mesure 6 m de profondeur pour 21,06 m de largeur. Son étude est à peu près vaine, car la quasi-totalité de cette partie de l'église a été recréée sous Émile Boeswillwald et Paul Selmersheim, entre 1875 et 1883 environ.
Ces travaux sont mal documentés. Nommé curé à Saint-Leu-d'Esserent en 1895, Eugène Müller ne peut déjà plus mettre la main sur des dessins ou rapports écrits. Il peut seulement opposer ses constatations sur place avec l'état documenté par Eugène Woillez entre 1839 et 1843. Avant la restauration, seule la voûte de la travée médiane paraissait authentique. Elle ne l'est toutefois plus, car si le profil des ogives était de fort diamètre et composé de trois tores accotés, il se résume désormais à un tore unique. Par ailleurs, Eugène Woillez se croit confronté à une voûte d'arêtes nervurée. Les deux autres voûtes avaient dû être refaites, et les supports étaient refaits, ou étaient détériorés à un degré qui rend la description impossible. Des murs séparaient la travée médiane, qui servait de porche, des travées au nord et au sud,. La travée du sud accueillait la sacristie, car une porte rectangulaire étroite y donnait accès depuis la nef. Depuis la travée du nord, une porte carrée introduisait dans une cour qui bordait le cloître. Cette porte a été maintenue par les restaurateurs, en ajoutant un décor certainement inspiré de celui présent sur l'extérieur. Moyennant une annexe voûtée d'ogives, il y avait aussi un raccordement avec le bas-côté nord, dont les quatre premières travées étaient la nef des fidèles,,. Concernant les autres éléments et détails, on ignore si la disposition actuelle se fonde sur des observations archéologiques. Les deux arc-doubleaux ressemblent à l'arcade ouverte sur la nef depuis la salle à l'étage, et paraissent crédibles, et l'agencement des supports correspond également à l'étage. Plus douteuse est l'existence d'arc formerets au-dessus des doubleaux. C'est la collégiale détruite Saint-Évremond de Creil qui a servi de source pour la sculpture de bon nombre de chapiteaux. D'autres inspirations viennent de Bury, Cambronne-lès-Clermont, Crouy-en-Thelle, Foulangues, ou Thiverny.
L'étude des détails de l'architecture ne fournissant pas de renseignements sur la fonction du narthex, on peut seulement s'appuyer sur sa symbolique d'accueil solennel exprimé par sa large ouverture sur l'extérieur. En effet, il est vraisemblable que des arcades aient existé de part et d'autre de la travée centrale. Delphine Hanquiez songe au rassemblement des fidèles avant le début des offices, puisque l'église qui existait au moment de la construction du massif occidental avait été exclusivement paroissiale jusqu'à la fondation du prieuré, mais aussi à l'accueil de dignitaires, tels que l'abbé, des évêques, le roi, ou même le pape. D'autre part, l'existence de la porte romane richement décorée dans le mur de clôture qui borde le parvis au nord indique que les moines pouvaient passer par ici en se rendant des bâtiments claustraux vers l'église (même si un accès direct depuis le cloître devait exister). Dans les trois cas, le porche est un espace de transition entre le profane et le sacré, et marque le début du cheminement du chrétien, par étapes successives, jusqu'au sanctuaire. S'y ajoute une fonction dans le cadre des processions du dimanche décrit dans les coutumiers clunisiens, où l'avant-nef est dénommée galilée.

#### Salle voûtée à l'étage

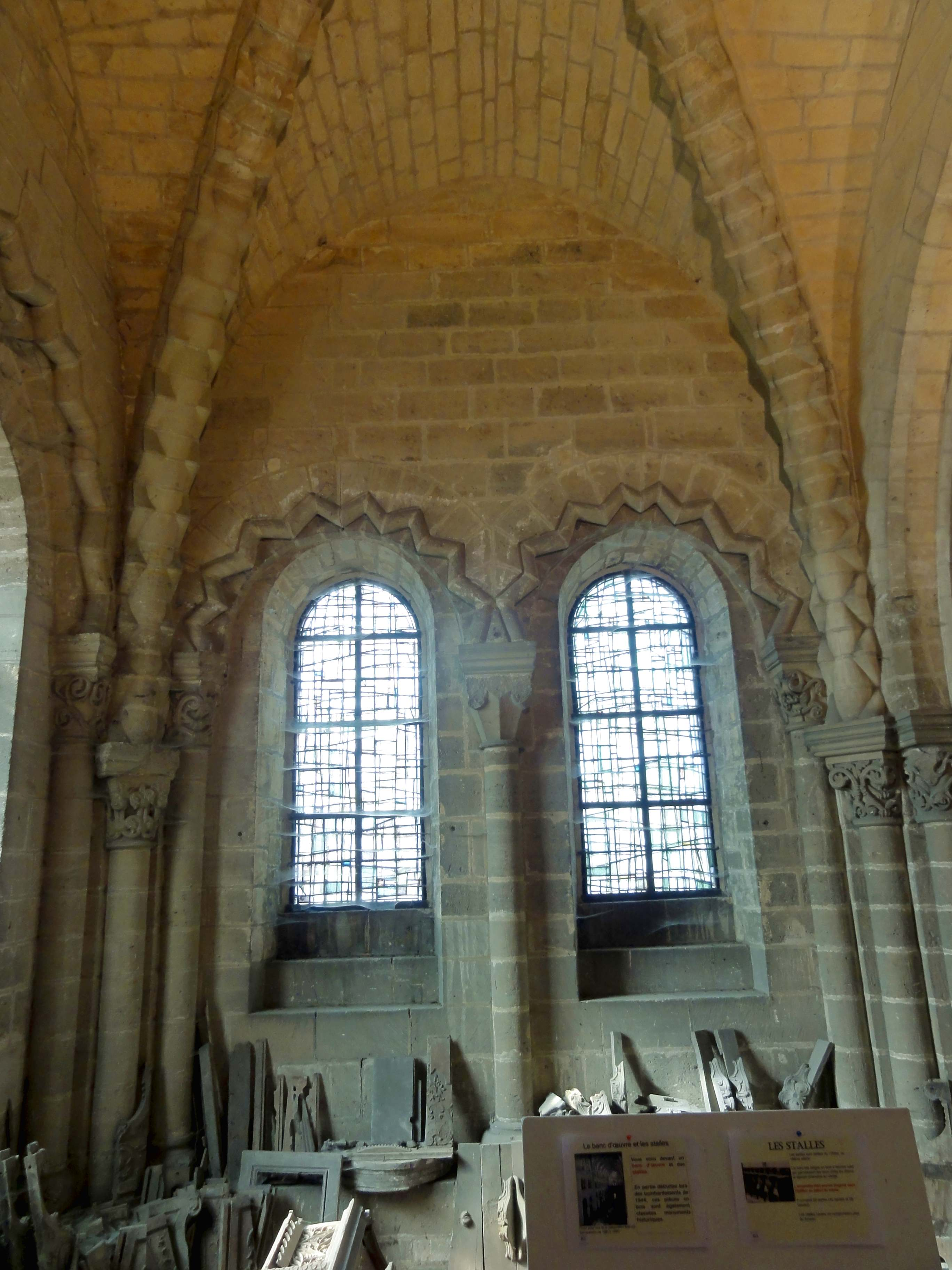
Travée sud, côté ouest.

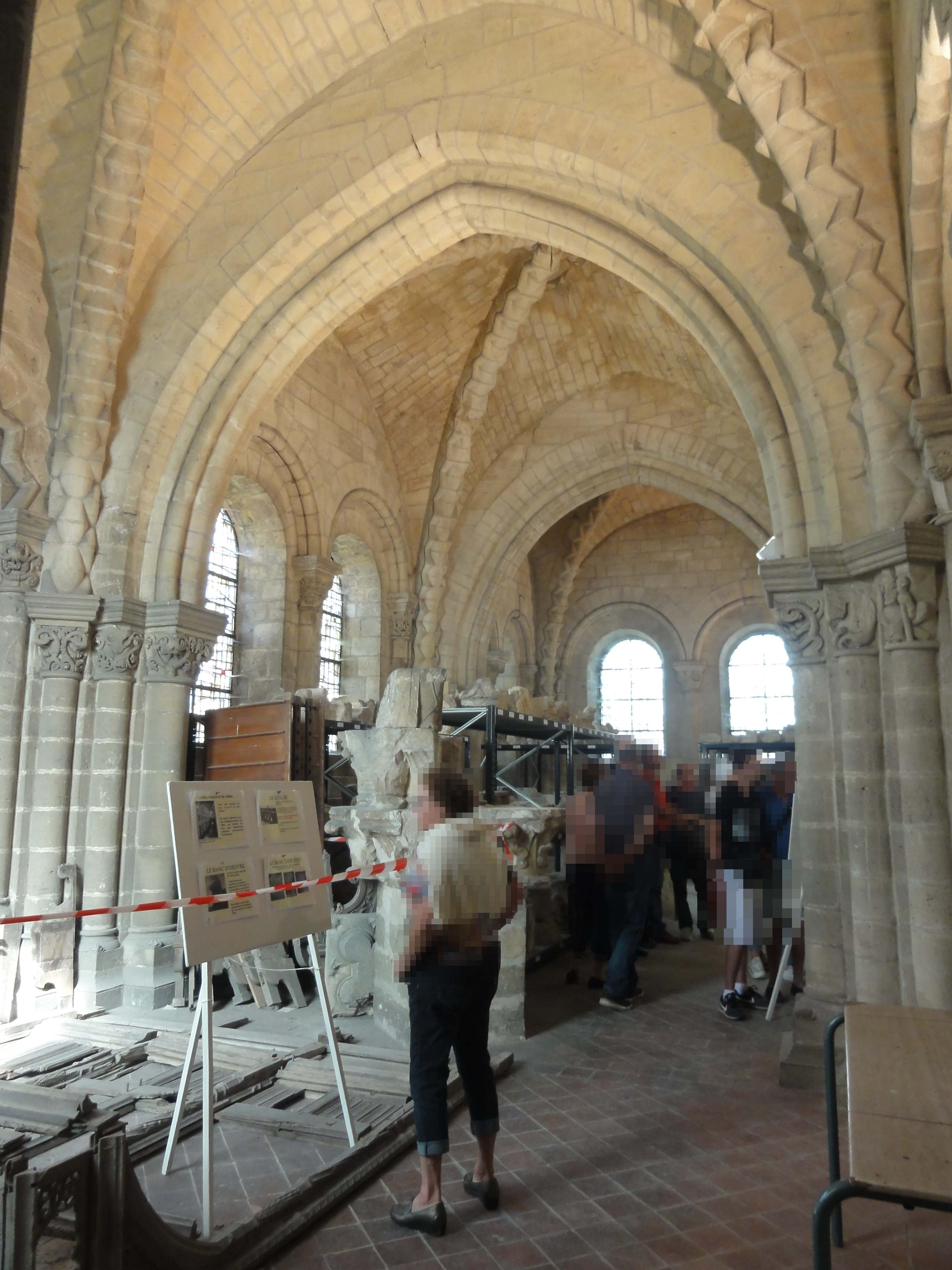
Vue diagonale d'ensemble vers le nord-ouest.

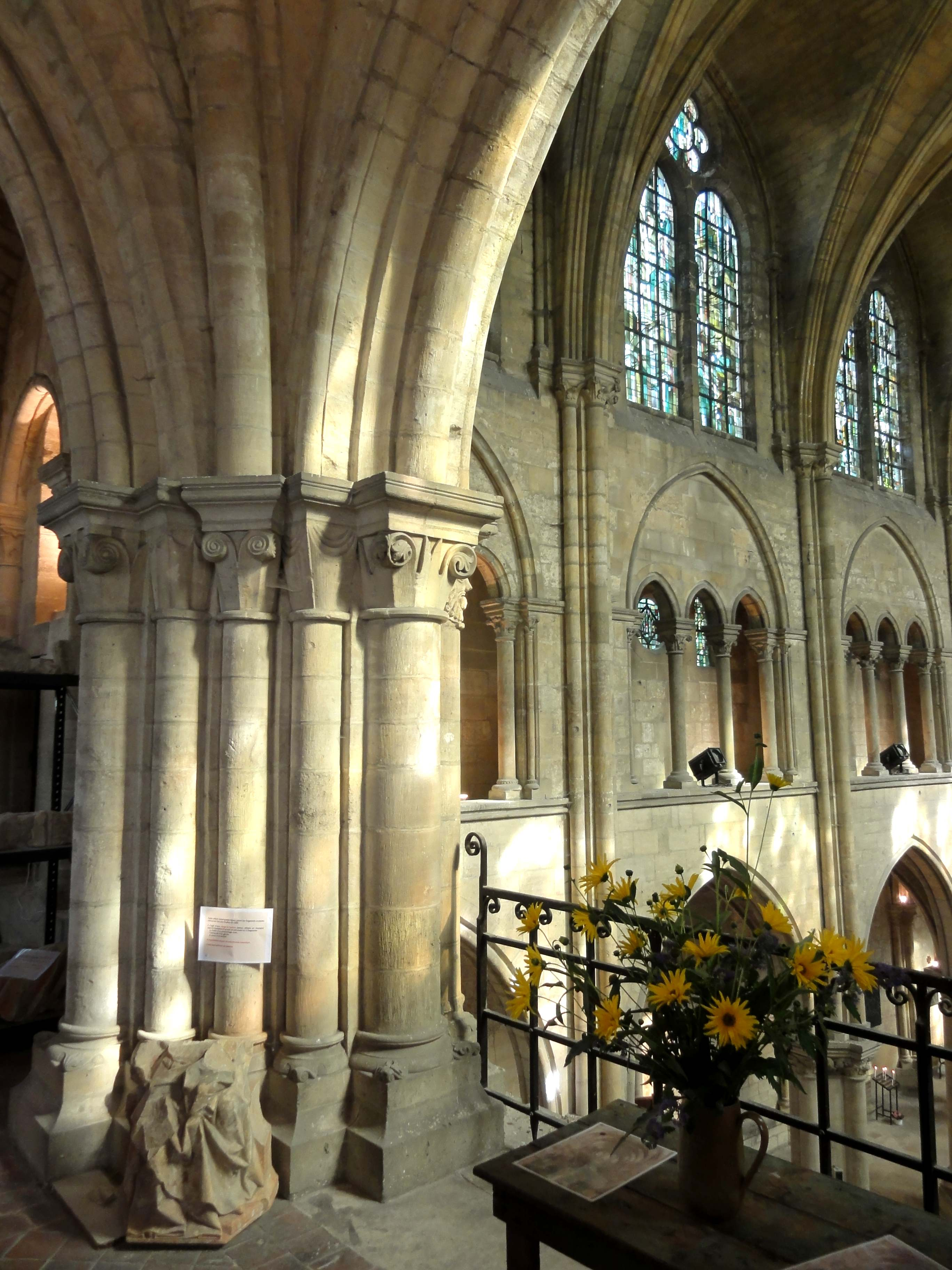
Travée médiane, vue vers le nord-est vers la nef.

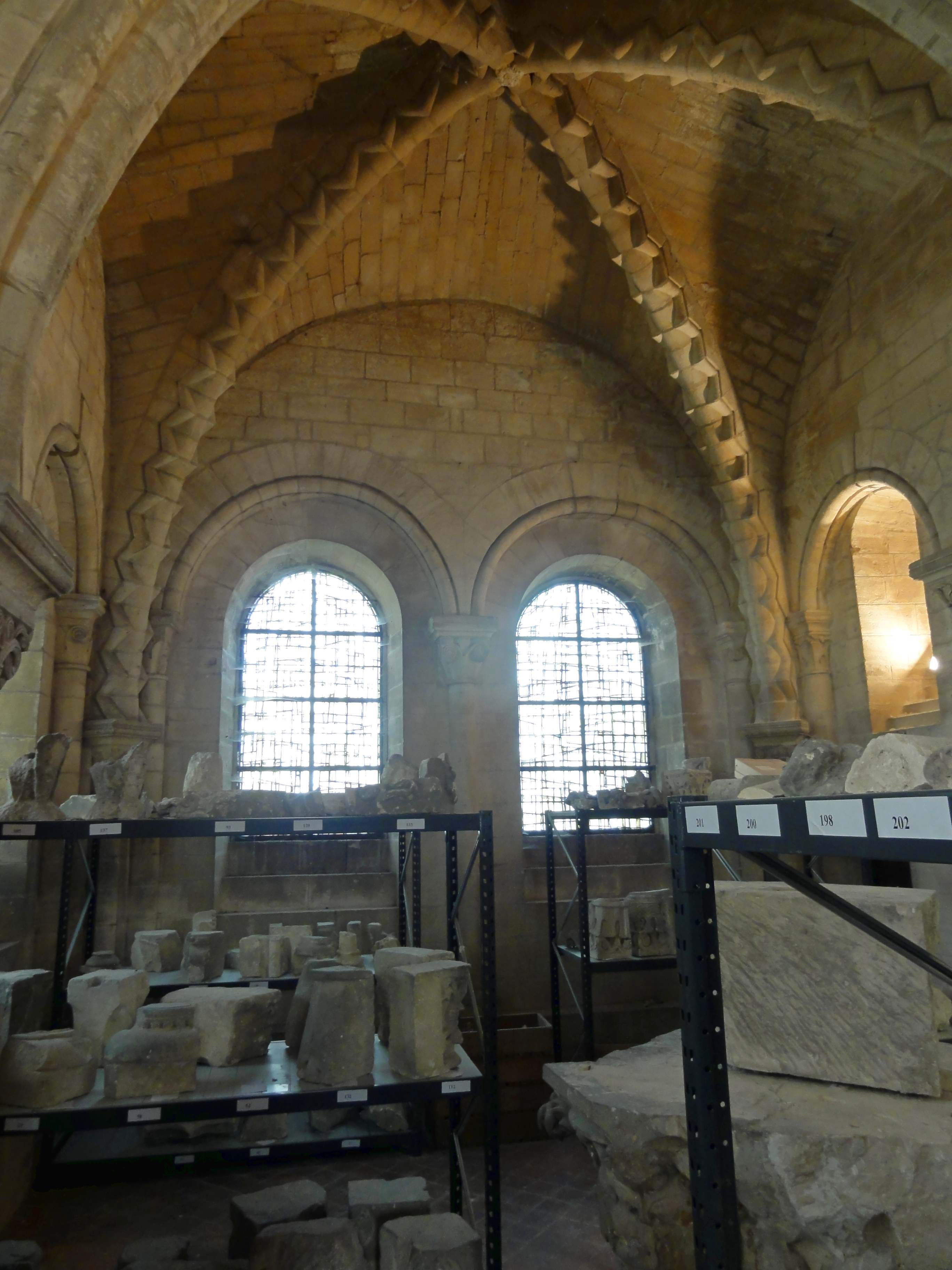
Travée nord, côté nord.

La salle voûtée à l'étage est « à elle seule un monument des plus importants pour l'histoire du XIIe siècle », estime Eugène Woillez, et « l'ornementation de la pièce offre, avec sa disposition générale, quelque chose d'étrange qui étonne au premier abord ». Elle est desservie uniquement par un escalier en colimaçon étroit accessible depuis le bas-côté sud de la nef. C'est par erreur qu'Eugène Woillez considère la tourelle comme une adjonction postérieure : seule la porte d'accès n'est plus la même. Eugène Müller relève les caractéristiques évocateurs du XIIe siècle : « la vis ou berceau rampant de l'escalier voûté en moellons noyés en blocage grossier dans un mortier dur ». On arrive dans la salle par une petite porte dans le mur sud, proche de l'angle sud-est de l'étage ; immédiatement à côté, dans le mur est, une autre porte, située plus haut, dessert le triforium sud de la nef. À l'instar du porche, la salle se compose de trois travées. Cependant, elle mesure seulement 5,90 m de profondeur pour 14,50 m de largeur. Aujourd'hui, on désigne la salle habituellement de tribune, tout en sachant que l'abside possède également une tribune (au-dessus de la chapelle d'axe). Mais avant la restauration, l'arcade qui ouvre sur la nef depuis la travée médiane était bouchée par un mur mince, et s'était installé l'usage de qualifier la salle de bibliothèque. Ce terme est employé par Louis Graves et Eugène Woillez, car il figure dans l'inventaire de mai 1790, mais sans localisation précise. Albert Fossard pense qu'un autel devait s'y trouver « selon de nombreux exemples bénédictins », et que la salle permit d'accueillir des fidèles supplémentaires. Eugène Müller rappelle que déjà Viollet-le-Duc s'était demandé à quel usage devait servir l'étage, et propose une nouvelle hypothèse : de permettre aux hôtes d'assister aux offices du monastère sans passer par la clôture,. Delphine Hanquiez évoque quant à elle le nombre important de messes obituaires, en particulier dans l'ordre de Cluny, qui étaient célébrées de préférence dans la galilée. Depuis la fin du XIXe siècle, la tribune est devenue un dépôt lapidaire, où l'on a déposé les chapiteaux, blocs sculptés et autres vestiges remplacés par des éléments neufs, de même que des moulages de chapiteaux de Saint-Évremond de Creil.
Ce n'est que la travée médiane de l'étage qui fait office de tribune, les deux autres étant invisibles depuis la nef. Depuis la travée du nord toutefois, la petite baie en plein cintre mentionnée dans le contexte de l'extrémité occidentale de la nef permet de jeter un regard dans le vaisseau central. Elle se situe à l'emplacement analogue de la porte vers le triforium dans la travée du sud : c'est la conséquence du désaxement de la nef par rapport au massif occidental. La tribune se caractérise à la fois par les fenêtres, les voûtes, avec la décoration analogue qui y a été apportée ; par les arc-doubleaux ; et par les supports, qui concernent ici à la fois les fenêtres, les voûtes et les arc-doubleaux. En effet, les fenêtres, qui sont au nombre de deux sur chaque mur (avec des exceptions) sont cantonnées de deux colonnettes, la colonnette devant le trumeau étant partagée par les deux baies voisines. Dans la travée du sud donc, il y a la porte de l'escalier à la place de l'une des baies du sud, et à l'est, on trouve la porte vers le passage desservant le triforium et une arcature plaquée. Celle-ci existe aussi à l'emplacement analogue de la travée du nord, où une niche a pu contenir une piscine liturgique ou un tabernacle, permettant à conclure à l'existence d'un autel. Toutes les fenêtres prennent appui sur des glacis à gradins. La travée médiane possède des fenêtres plus grandes, car la travée elle-même est plus grande : l'une des préoccupations de l'architecte était donc de ne pas laisser de surfaces murales nues. Les faisceaux de colonnettes occupent ainsi tout l'espace dans les angles des travées, entre les baies et les doubleaux. Il n'y a pas de formerets. Les doubleaux sont à double rouleau. L'on dénombre ainsi des faisceaux de trois colonnettes dans les quatre extrémités nord-ouest, nord-est, sud-est et sud-ouest ; de sept colonnettes, à l'intersection des travées, côté ouest ; et même de neuf colonnettes en face côté est, avec l'arcade ouverte sur le vaisseau central. Elle est traitée de manière analogue aux arc-doubleaux, et descend jusqu'au sol, de sorte que la travée médiane est ainsi délimitée par trois arc-doubleaux,,. Ceux-ci sont en tiers-point : c'est l'une des deux innovations auxquelles le maître d'œuvre du second quart du XIIe siècle a fait recours, l'autre étant le voûtement d'ogives. Comme le constate Dominique Vermand, il s'agit donc bien de voûtes d'ogives, et non de voûtes d'arêtes, comme le pensait Eugène Woillez. (Eugène Müller esquive le problème en instaurant le terme de diagonaux à la place d’ogives ou nervures). De facture archaïque, leurs ogives décrivent des tracés en plein cintre, et les lunettes de la voûte sont également en partie en plein cintre, notamment au sud. Par ailleurs, les voûtes sont légèrement bombées, avec donc des clés de voûte situées au-dessus du niveau du sommet des lunettes des voûtes, et désaxées par rapport aux arc-doubleaux.
La voûte d'ogives est plus largement diffusée dans l'Oise et le nord de l'Île-de-France au cours des années 1120, peu de temps après la Normandie, ce qui en fait une terre pionnière en la matière. Avec Morienval, Saint-Étienne de Beauvais et Saint-Germer-de-Fly, Saint-Leu-d'Esserent est le seul édifice majeur dans la région qui subsiste du temps du premier voûtement d'ogives. Les voûtes sont ici ornées d'un rang de bâtons brisés de chaque côté, ce qui est tout à fait exceptionnel. Ce motif d'origine normande est plus courant sur les archivoltes. Les ogives de la base du clocher voisin de Monchy-Saint-Éloi l'ont jadis arboré, et des bâtons brisés présentés de face décorent la troisième voûte de la nef d'Acy-en-Multien. Conformément à l'usage à l'époque, les clés de voûte de la première et dernière travée arborent seulement une fleur plus petite que le diamètre des ogives, tandis que dans la travée médiane, quatre têtes humaines se profilent autour du sommet de la voûte, comme à la croisée du transept de Foulangues, dans les tribunes du chœur de la cathédrale de Noyon et dans le collatéral nord du chœur de la collégiale d'Étampes. Cette disposition évoque aussi les clés de voûte très ouvragées des parties orientales de Saint-Germer-de-Fly. — Il serait une erreur de penser que les voûtes d'ogives seraient systématiquement associées à l'arc en tiers-point, comme on le voit bien ici. Sur un plan général, les doubleaux passent à l'arc brisé avant les voûtes. Dans le département, on trouve à peine une poignée d'exemples de doubleaux en plein cintre associés à des voûtes d'ogives. Les plus anciens exemples de l'arc brisé se rencontrent dans l'Oise vers le milieu des années 1120 dans la nef non voûtée de Villers-Saint-Paul, au chœur de Morienval et au transept de Rieux. Le profil des doubleaux ne suit pas une évolution chronologique fixe. Les profils toriques sont attestés dès les années 1120, tandis que les profils chanfreinés persistent encore au milieu du siècle. Ici, le rouleau inférieur des trois doubleaux accuse un tore devant un large bandeau, tandis que le rang de claveaux supérieur est garni d'un tore du côté de la nef seulement, et sinon seulement chanfreiné. Lors d'une restauration, on a commencé à refaire un rouleau supérieur en bâtons brisés (travée sud, proche de la façade). On n'a donc pas repris le motif des bâtons brisés pour les doubleaux, mais on a fait appel à lui pour les archivoltes des baies. Celles-ci affichent partout un rang de bâtons brisés, comme sur les baies extérieures des clochers de Bonneuil-en-Valois, Courcelles-sur-Viosne et Labruyère ; et sinon sur les arcades ou doubleaux du prieuré Saint-Arnoul de Crépy-en-Valois, de la nef de Bury, du rond-point de l'abside de Chars et de Saint-Germer-de-Fly, de l'entrée de la chapelle d'axe du prieuré Saint-Martin-des-Champs, de la croisée du transept de Foulangues et de la base du clocher septentrional de Saint-Denis.
Les ogives, doubleaux et archivoltes des baies retombent sur des hauts tailloirs de plan carré, dont ceux destinés aux ogives sont orientés à 45° pour faire face à celles-ci. Les tailloirs des archivoltes des baies sont situés plus haut que les autres, car les colonnettes des voûtes sont très basses, avec seulement six assises entre les chapiteaux et les bases, de sorte que la moitié supérieure des baies s'inscrive sous la lunette des voûtes. En dépit de ces particularités, tous les tailloirs accusent un même profil semblable, à savoir, du haut vers le bas, une tablette, un listel, un tore, un large cavet et parfois une baguette. Ils ont tous été refaits, avec les chapiteaux, au début de la Troisième République. Puisqu'il s'agit néanmoins d'une restauration et non d'une restitution comme au rez-de-chaussée, il est intéressant d'observer la sculpture des chapiteaux, qui sont au nombre de cinquante. La majorité sont bien sûr à feuilles d'eau ou à godrons, souvent associées à des volutes d'angle, ou bien à rinceaux végétaux et palmettes, parfois avec des têtes d'angle. Ceux-ci ne peuvent pas cacher leur date récente par leur sécheresse ou leur état de conservation trop parfait, tandis que les motifs plus rares ont forcé les artisans à abandonner leur routine et dégagent davantage d'authenticité. Eugène Müller donne ainsi un aperçu des motifs originaux : « des monstres ailés, sirènes ou harpies, à la figure humaine coiffée de deux têtes de serpents ; des néréides dont les mains tiennent une tige d'arum, tandis que leur buste se termine en écailles et queue de poisson ; des animaux d'imagination mordillant rageusement des entrelacs ; des masques d'homme d'un style oriental, encadrés de rayonnement de mèches de cheveux et de barbe en spirale et munis, par un procédé naïf et sauvage, de cailloux noirs en guise de prunelles ; un évêque qui, assis rigidement sur un pliant sculpté en corps d'animal, bénit des deux doigts ». Le masque d'homme barbu avec sa crinière de lion est récurrent dans la région, et se trouve aussi à Bury, Cambronne et Foulangues. En résumé, « les compositions paraissent quelquefois purement décoratives : pour les tailloirs, par exemple, les personnages ne semblent pas faire référence à une thématique précise. Certaines corbeilles proposent des personnages dont les attributs font défaut pour les identifier et définer les scènes, si tant est qu'elles fussent narratives ou allégoriques » (Delphine Hanquiez). — Quant aux bases, elles se composent d'un petit tore, d'une scotie et d'un gros tore aplati, et leurs angles sont flanqués de griffes végétales. Elles reposent sur des socles carrés qui se retraitent grâce à un cavet, analogue aux tailloirs, à mi-hauteur.

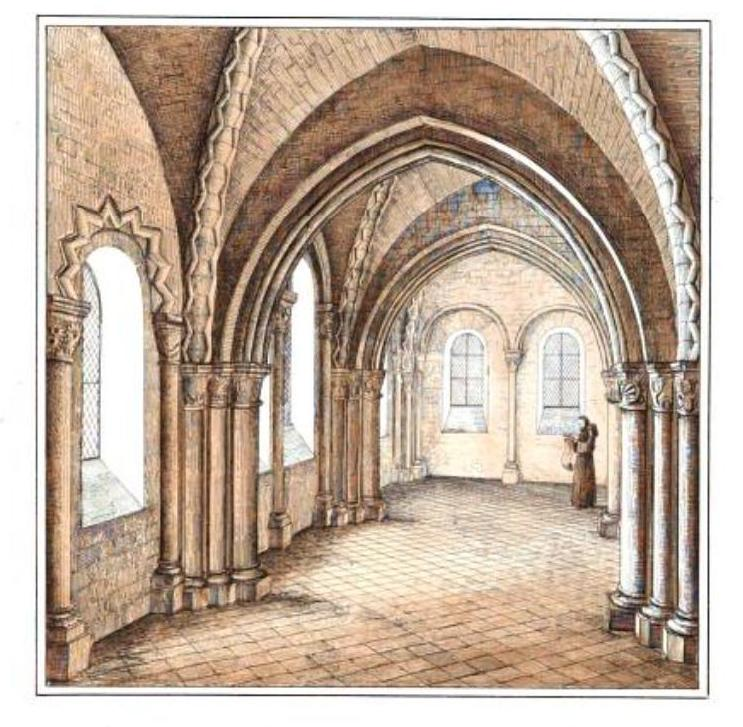
Vue diagonale vers le nord-ouest, vers 1840.
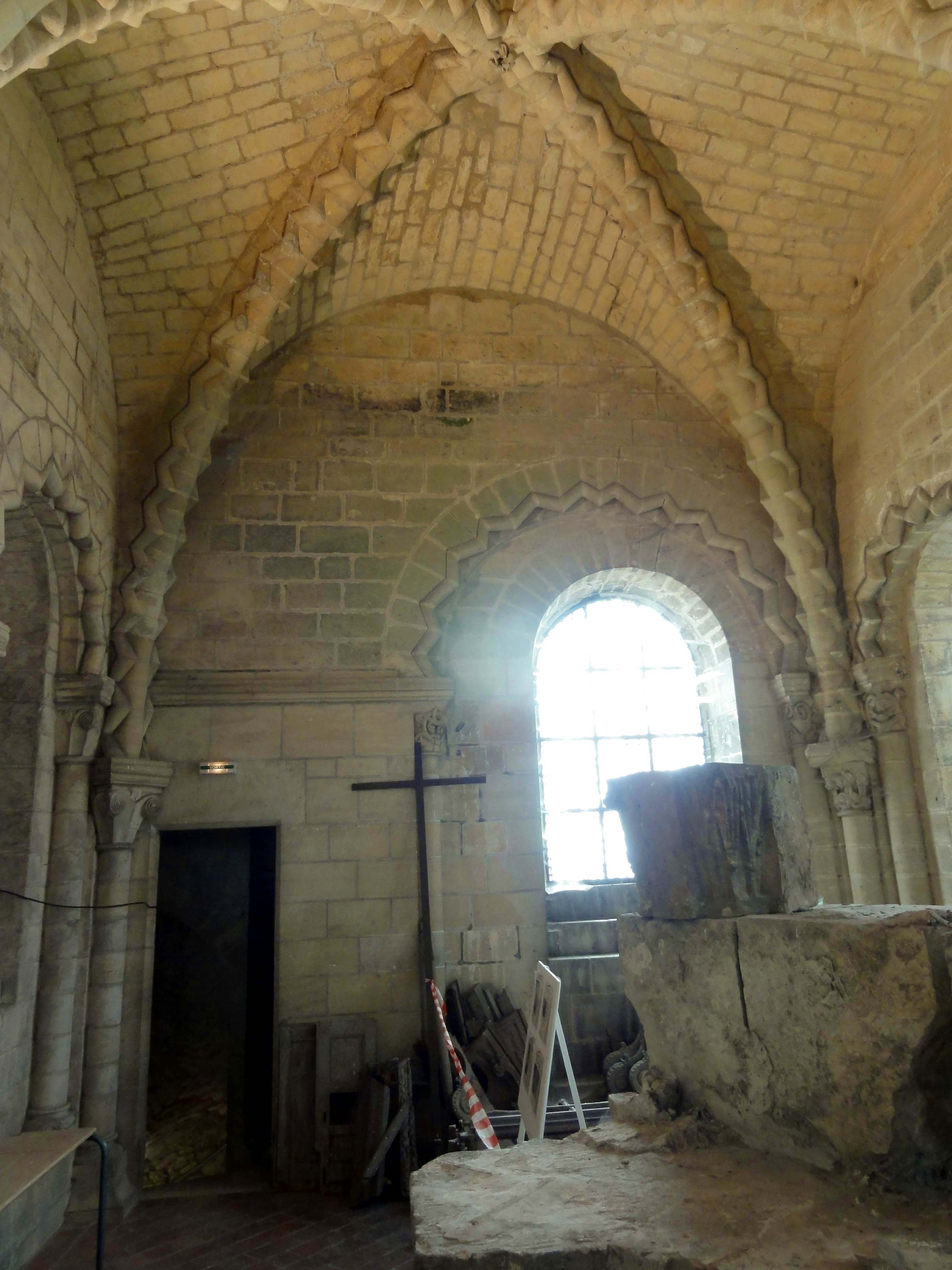
Travée sud, côté sud - porte d'entrée.
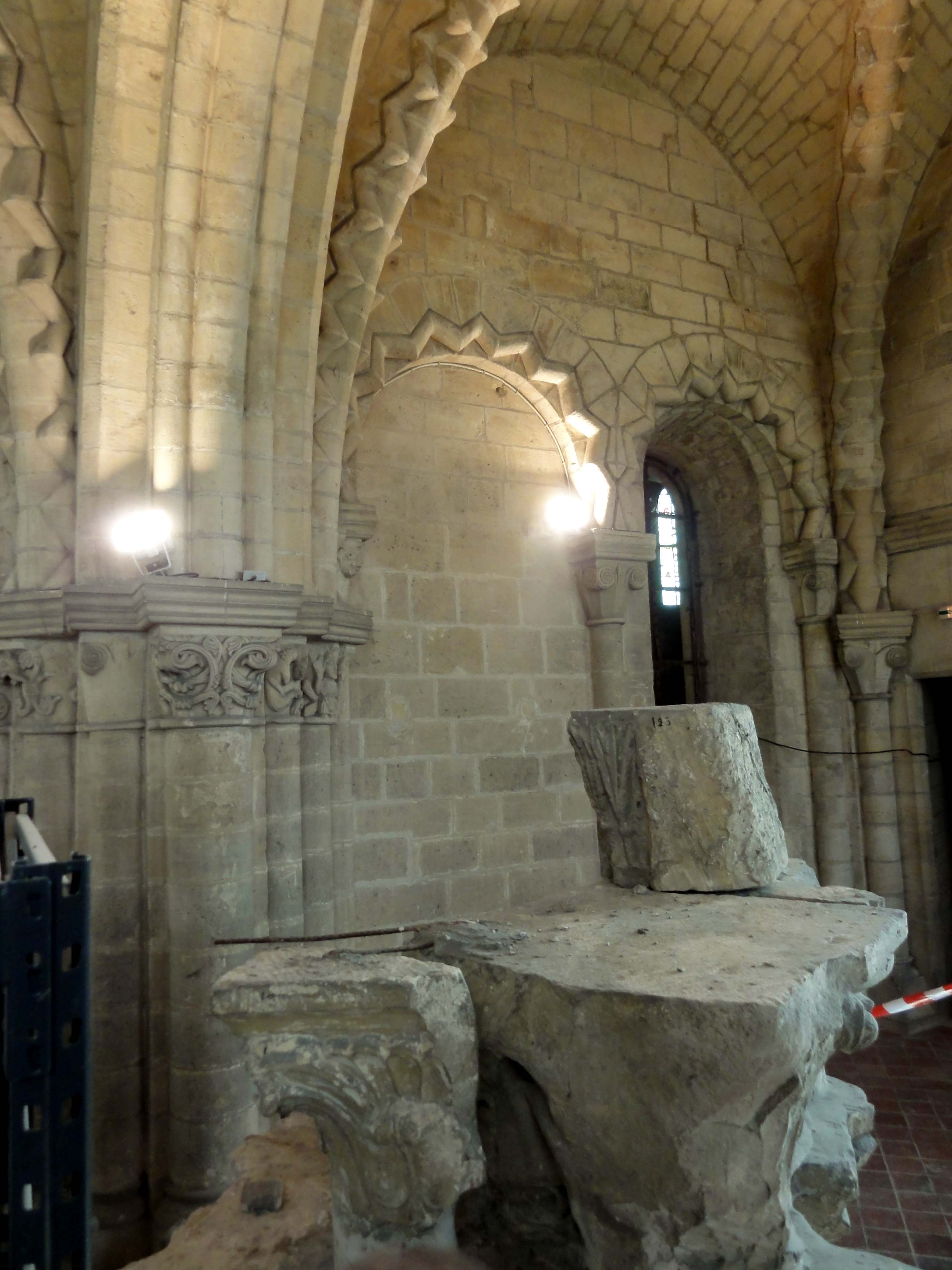
Travée sud, côté est.
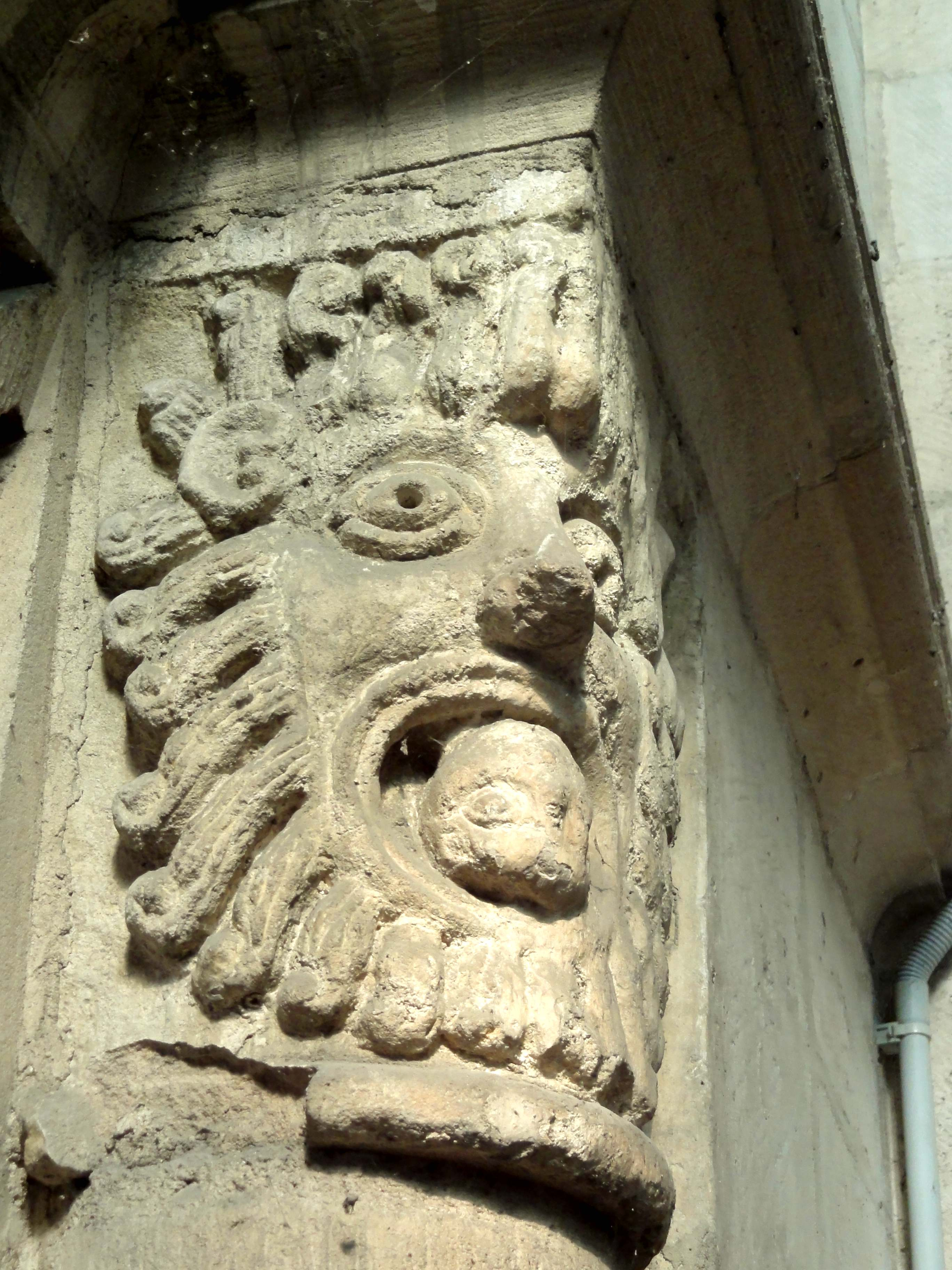
Chapiteau - masque à crinière de lion.
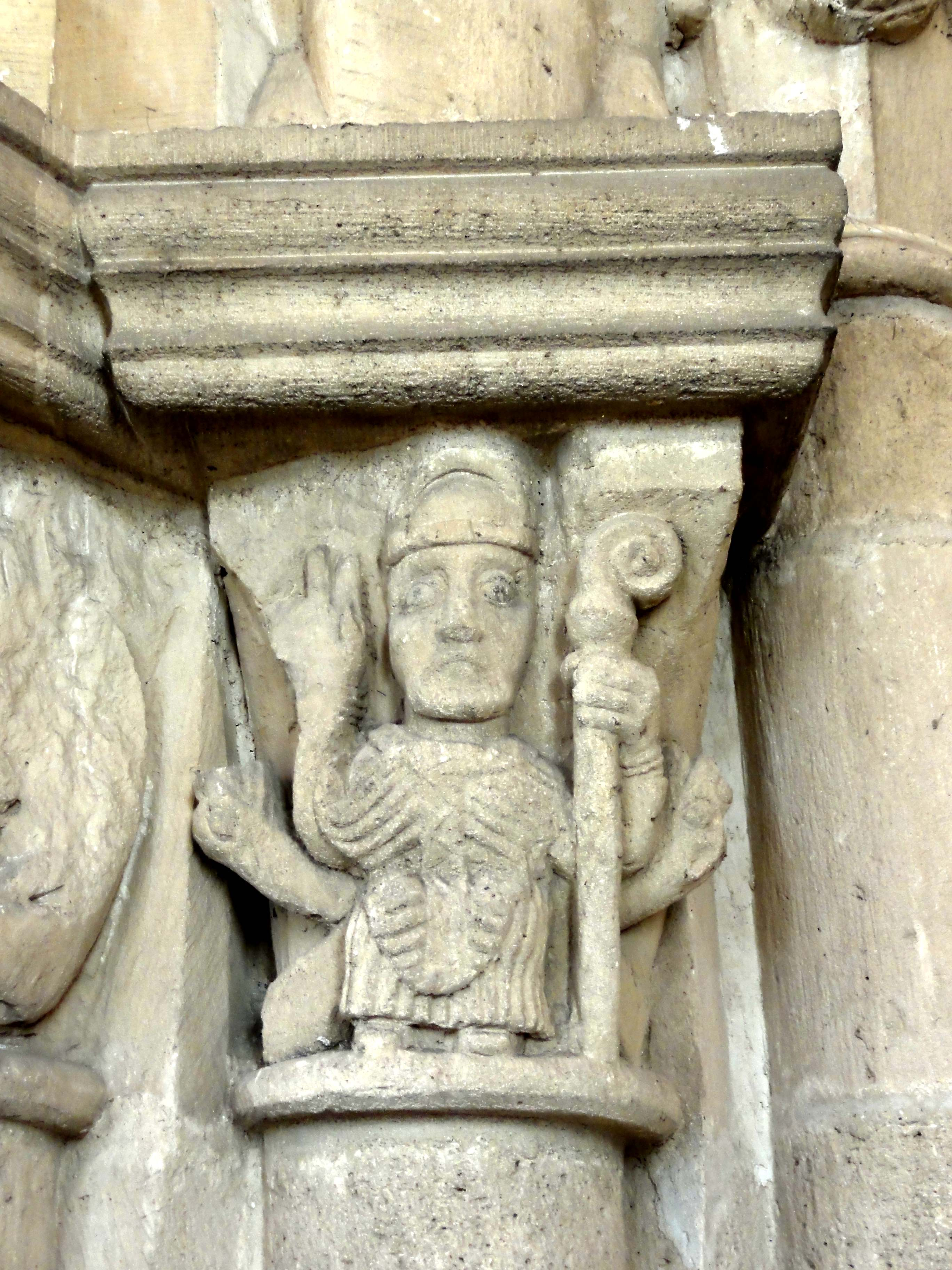
Chapiteau - évêque bénissant.
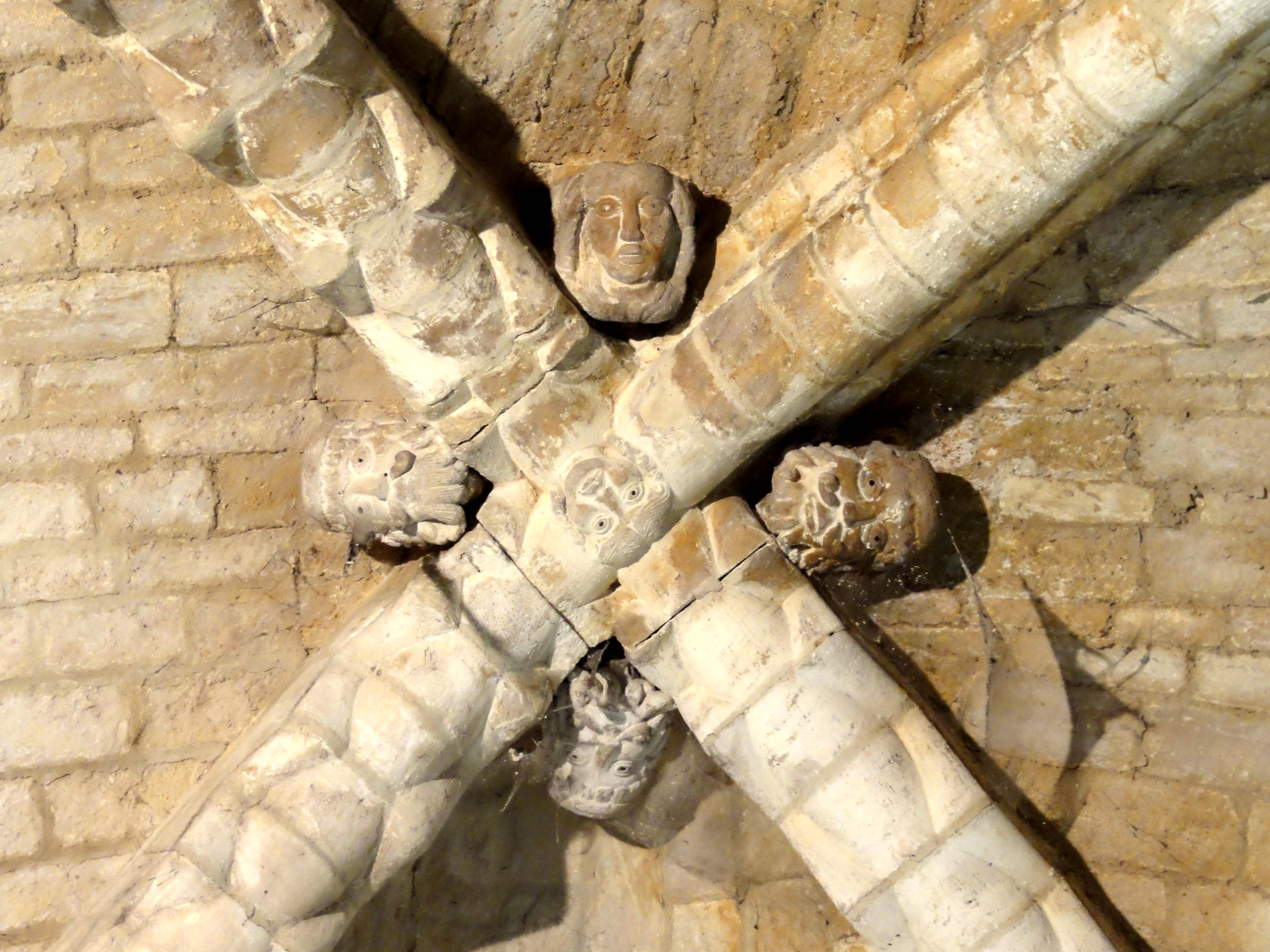
Travée médiane, clé de voûte.

### Extérieur

#### Massif occidental

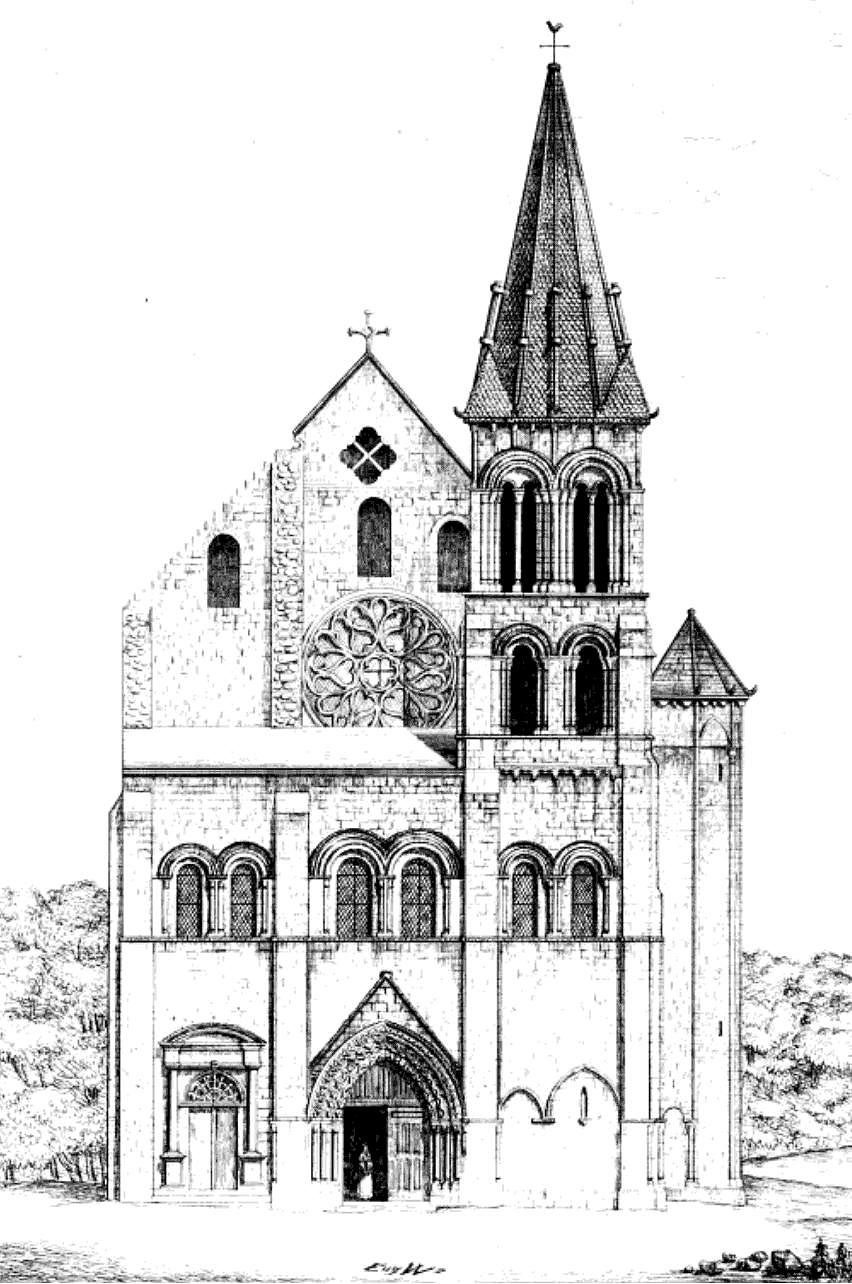
La façade au XVIIIe siècle.

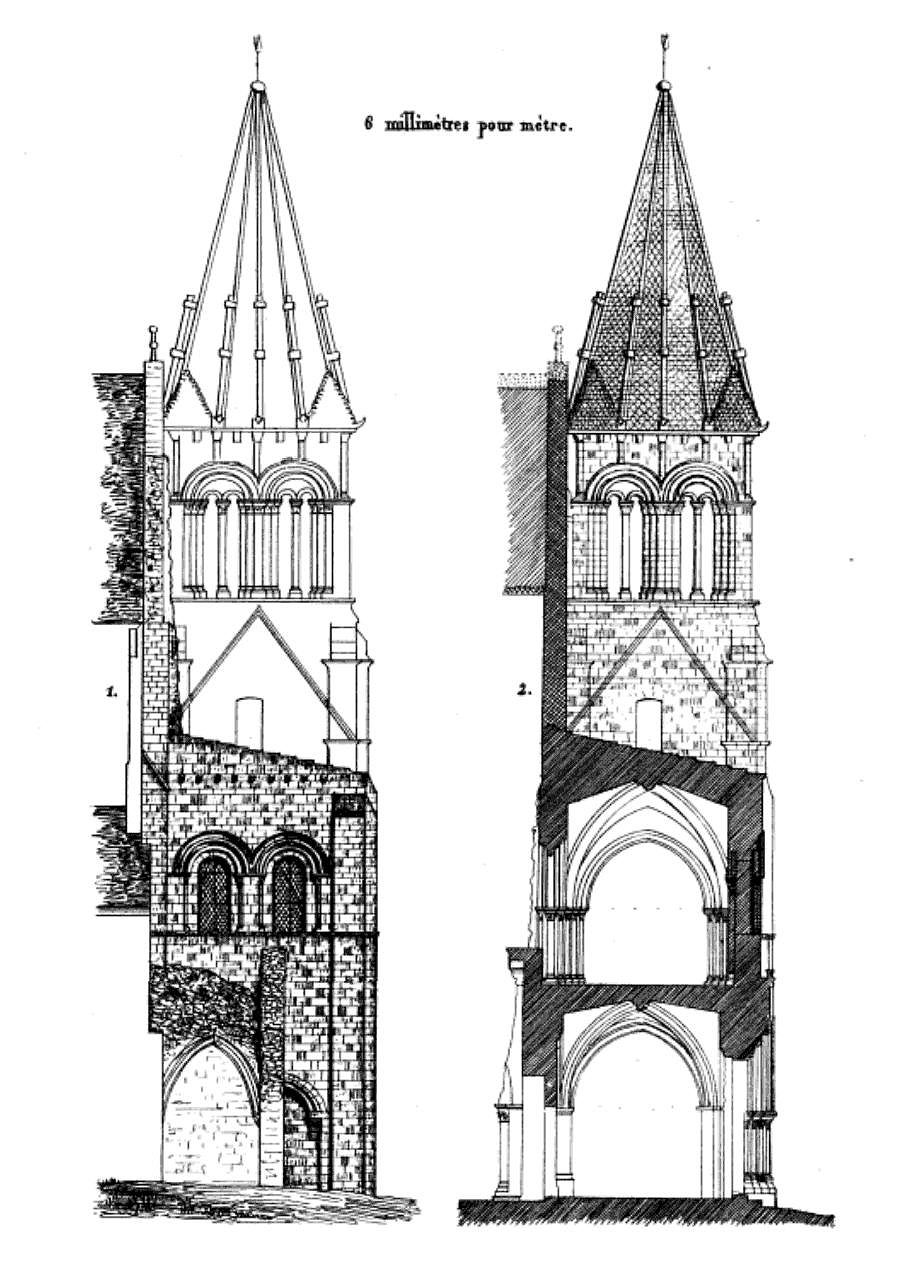
Élévation latérale (à g.) et coupe de l'avant-nef avec clocher.

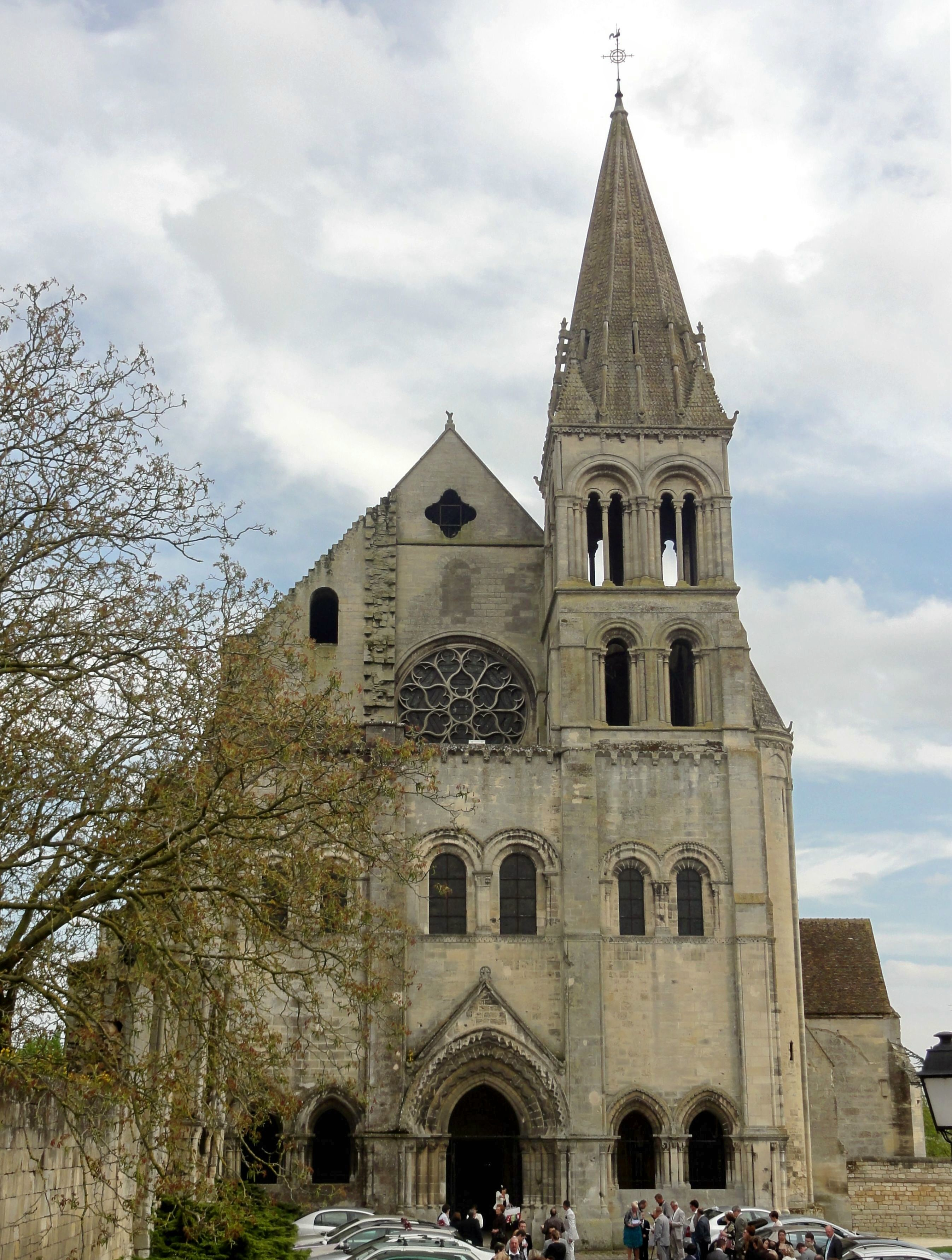
Massif occidental.

Le massif occidental, en fait plus orienté vers le nord que vers l'ouest, s'organise sur quatre étages, dont deux pour l'avant-nef et deux pour le clocher à droite de la façade. Des pierres de réserve témoignent toujours de l'intention d'élever un second clocher, jamais entamé. Les deux clochers devaient être reliés entre eux par une toiture perpendiculaire à l'axe de l'édifice, dont le pignon se dessine sur la face nord du seul clocher réalisé. L'avant-nef est épaulée par quatre contreforts plats, qui se retraitent une fois au niveau du seuil des baies de l'étage. Leurs angles sont agrémentés de colonnettes à chapiteaux en deux niveaux. Le premier niveau est le reflet des colonnettes du portail, tandis que le deuxième fait appel à des colonnettes plus fines, qui se poursuivent jusqu'au cordon sculpté à l'appui des fenêtres du premier étage. Cette disposition est habituelle sur les étages supérieurs des clochers romans, mais existait jadis aussi sur la cathédrale de Chartres, et la collégiale Saint-Évremond de Creil,.
La travée centrale est entièrement occupée par le portail en arc brisé, s'ouvrant sous un gâble plein dont les rampants sont reçus sur des têtes grimaçantes, et sous une triple archivolte. La voussure supérieure est décorée de losanges ; la voussure du milieu, d'un double rang de bâtons brisés, l'un en négatif, l'autre en positif ; et la voussure inférieure, d'un simple rang de bâtons brisés. Deux groupes de trois colonnettes à chapiteaux flanquent le portail, auxquelles s'ajoutent aux extrémités des tores avec des chapiteaux très minces correspondant au cordon d'entrelacs qui surmonte les archivoltes. Les travées à gauche et à droite de la travée centrale sont ajourées chacune par deux baies géminées en tiers-point, richement décorées ; or, comme le montrent les relevés d'Eugène Woillez pendant les années 1840, ces baies sont une création de toutes pièces des restaurateurs de la seconde moitié du XIXe siècle. À gauche, leur emplacement était occupé par un portail de style classique, par où entraient les fidèles accueillis dans le bas-côté nord, et à droite, par deux arcatures aveugles en tiers-point, de taille différente. À gauche du portail moderne, Woillez identifie clairement l'extrémité de la voussure d'un portail en plein cintre disparu, mais il ne mentionne aucun vestige de fenêtres au niveau du rez-de-chaussée, qui ne correspondent donc apparemment à aucune vérité historique. Un portail secondaire existe dans le mur latéral à droite, sur l'élévation sud, en bas du clocher. Sa double archivolte est surmontée d'un cordon de fleurs de violette à six pétales, et sculptée d'un double rang de bâtons brisés, ainsi que de deux tores accolés. Woillez n'en fait aucune mention, mais Louis Graves le signale bien en 1828 : « Sur le côté méridional de cette tour on remarque une grande ogive romane exactement semblable à celle du portail, mais bouchée ». L'hypothèse de Bideault et Lautier qu'un portail semblable aurait existé du côté opposé demeure sans fondement : l'on pouvait par contre y observer les vestiges d'une porte rectangulaire, restituée par les restaurateurs, mais avec une archivolte à colonnettes créée de toutes pièces, ainsi que d'un raccordement avec le collatéral nord de l'église, réalisé postérieurement et qui ne servait déjà plus au milieu du XIXe siècle,,.
Le début du premier étage n'est pas signalé sur la façade, mais ses fenêtres reposent sur un cordon sculpté de palmettes de feuille d'acanthe, qui se continue sur les contreforts, entrecoupé seulement par les chapiteaux des fines colonnettes d'angle. Le motif est connu des miniatures de l'évangéliaire de Morienval, de la fin du IXe siècle, et a fait son entrée dans la sculpture monumentale après 1125, par exemple au-dessus des portails de Catenoy et Nointel, et au-dessus du portail du bas-côté nord de Saint-Étienne de Beauvais,. Contrairement aux ouvertures du rez-de-chaussée, les baies éclairant la salle voûtée à l'étage du massif occidental sont en plein cintre. L'on en trouve une baie double au nord ; trois baies doubles du côté de la façade ; et une baie simple au-dessus du portail latéral, du fait de la présence d'une tourelle d'escalier à l'intersection entre le clocher et le mur gouttereau de la nef. Négligée par Woillez, elle est « un des morceaux les plus typiques de l'édifice. Son ornementation est aussi curieuse que délicate : ce sont de menues colonnettes engagées qui se haussent jusqu'au larmier ; ce larmier lui-même est décoré de modillons très originaux et de cornes d'un caractère robuste » (Eugène Müller). Les baies situées au-dessus du portail central sont légèrement plus grandes que les autres. Le décor est toutefois identique pour l'ensemble des neuf baies : une archivolte torique reposant sur deux colonnettes à chapiteaux, observant une certaine distance par rapport à l'ouverture afin de la faire paraître plus grande. L'archivolte est surmontée d'un cordon de motif divers, dont Eugène Müller a tenté de dresser l'inventaire : rinceaux adossés, festons ou pentes suspendus, suites de fruits d'arum émergeant de leurs spathes, feuilles de vigne encadrées par des entrelacs de brindilles. En y ajoutant la sculpture des chapiteaux, et même des tailloirs, dont certains montrent des hommes couchées, « je dirais que cette époque de la sculpture de nos églises est amusante de verve et d'étrangeté ».
Ensuite, une corniche de petites arcatures géminées reposant sur des corbeaux sculptés en masques marque le début du premier étage du clocher, dont chaque face présente des contreforts plats à chaque extrémité. Les deux étroites ouvertures plein cintre par face libre (une seule du côté de la nef, aucune vers la terrasse) sont séparées d'un étroit trumeau, et s'inscrivent dans de doubles archivoltes toriques reposant sur des colonnettes à chapiteaux. Plus haut, le début de l'étage de beffroi est simplement souligné par un larmier, qui sert également d'appui aux colonnettes des hautes fenêtres en plein cintre. Deux baies gémellées par face s'inscrivent dans de doubles archivoltes, qui se partagent au centre la même colonnette. Les baies sont en outre subdivisées en deux arcatures plein cintre, se partageant également la même colonnette au centre. L'on trouve ainsi treize colonnettes pour deux baies géminées. Depuis les angles, les trumeaux et les sommets des baies, six colonnettes engagées montent vers la corniche d'un modèle curieuse. Reposant sur les chapiteaux des colonnettes ainsi que sur des consoles de différents motifs, elle consiste en l'alignement de cercles évidés, dont un sur deux est ouvert vers le bas, et d'un gros boudin au-dessus. La flèche octogonale en pierre est cantonnée de quatre pyramidons sur plan carré. Des boudins séparent les faces de la pyramide principale et d'autres les divisent en deux parties. Les faces elles-mêmes sont ornées d'écailles en zigzag, pas d'arcatures comme le dit Eugène Woillez. Le décor le plus exceptionnel est constitué par des colonnettes isolées le long de chacun des boudins, ne touchant donc pas directement à la flèche, mais reliées à elle par trois supports s'apparentant à des chapiteaux, ou deux seulement pour les colonnettes au-dessus des pyramidons. Elles retombent inférieurement sur des consoles, dont certaines sont des têtes grimaçantes. Cette disposition n'a pas son équivalent ailleurs, affirme Eugène Müller. Également exceptionnelles sont les pyramidons, amorties par des fleurons, qui ont les arêtes garnies de crochets, obtenus par des hémicycles inversés dont les extrémités se recoupent,,. Ce décor se termine inférieurement par une demie-volute évoquant la proue d'un navire.

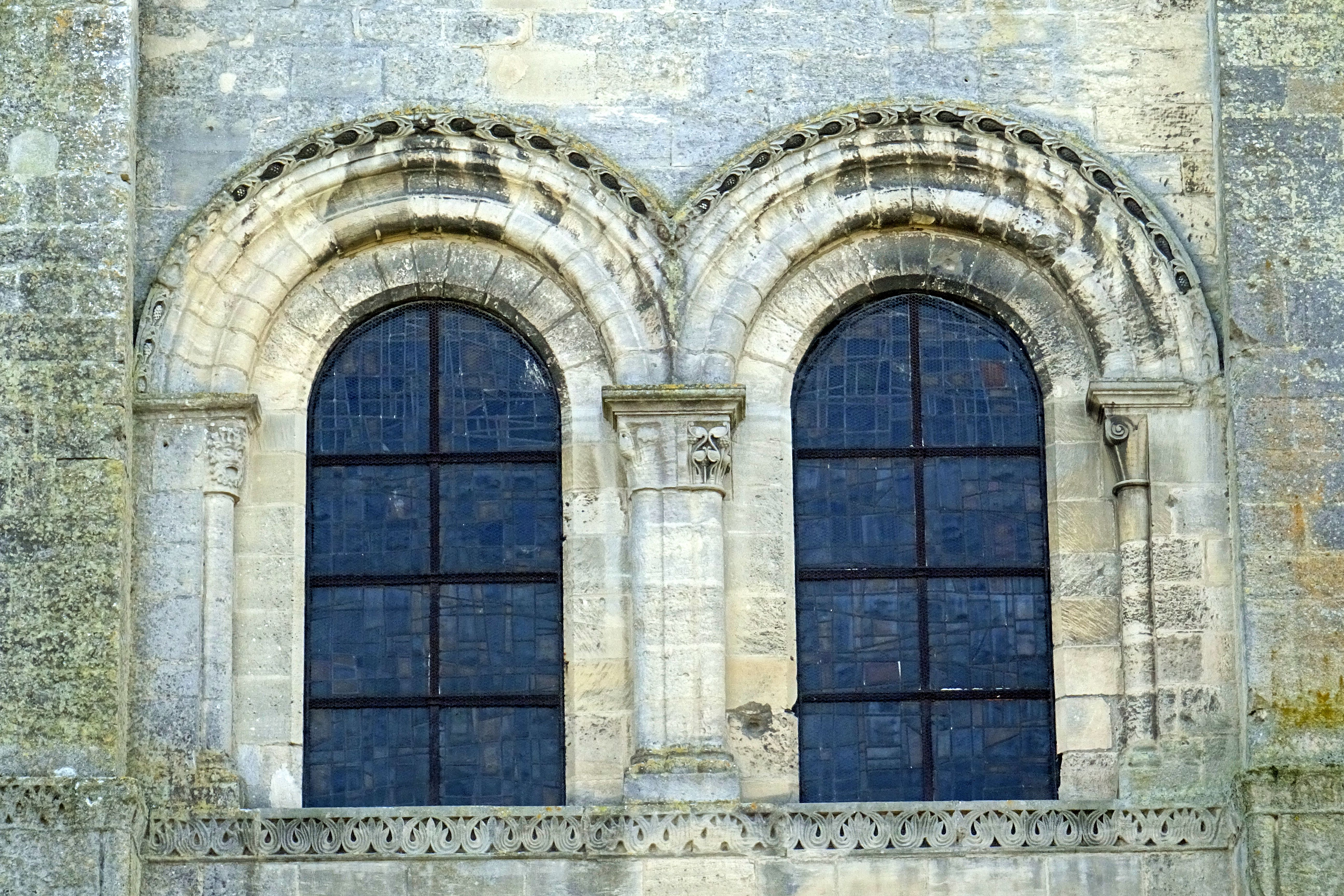
Tribune, baies de la travée médiane.
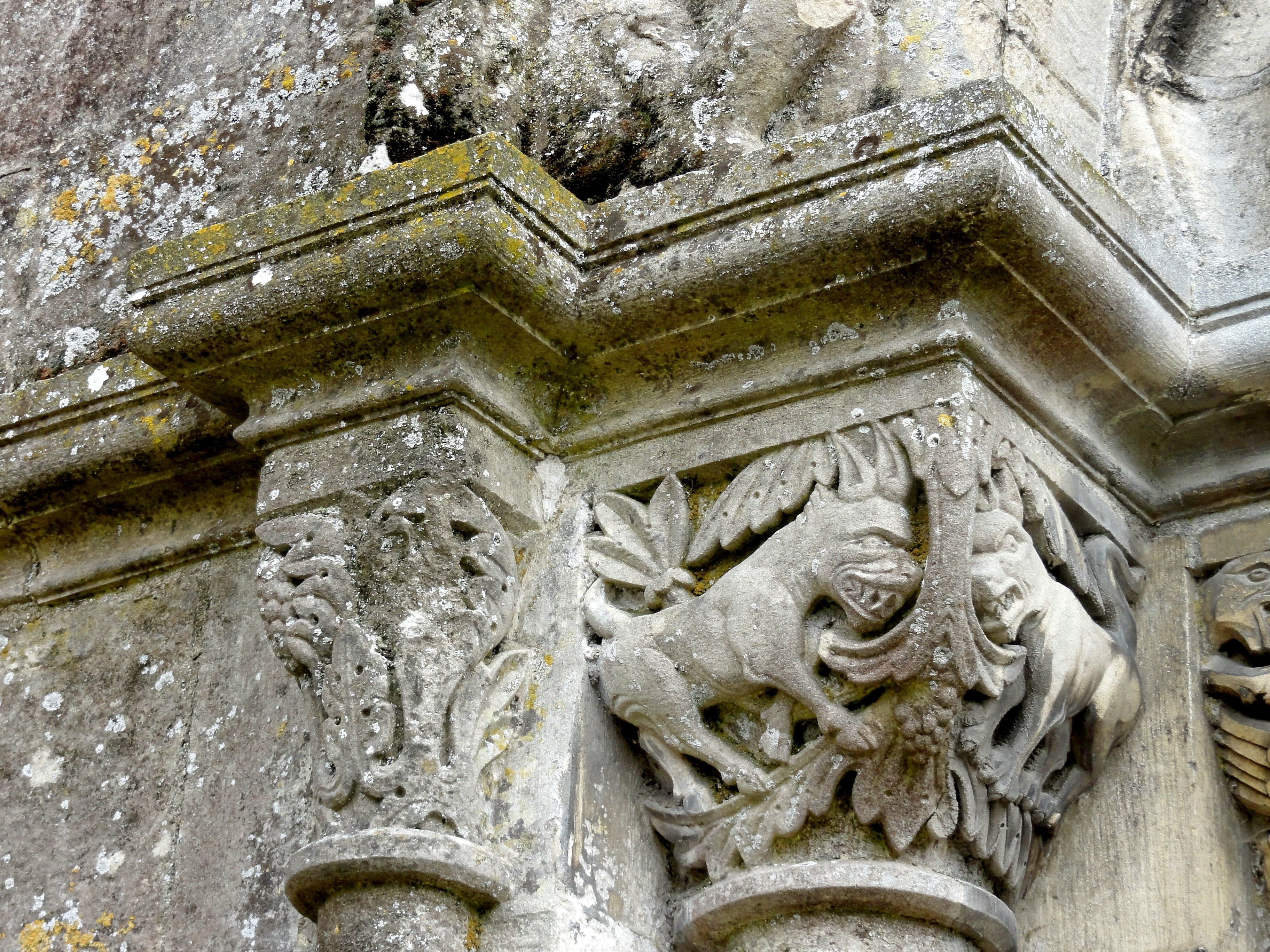
Portail occidental, chapiteaux.
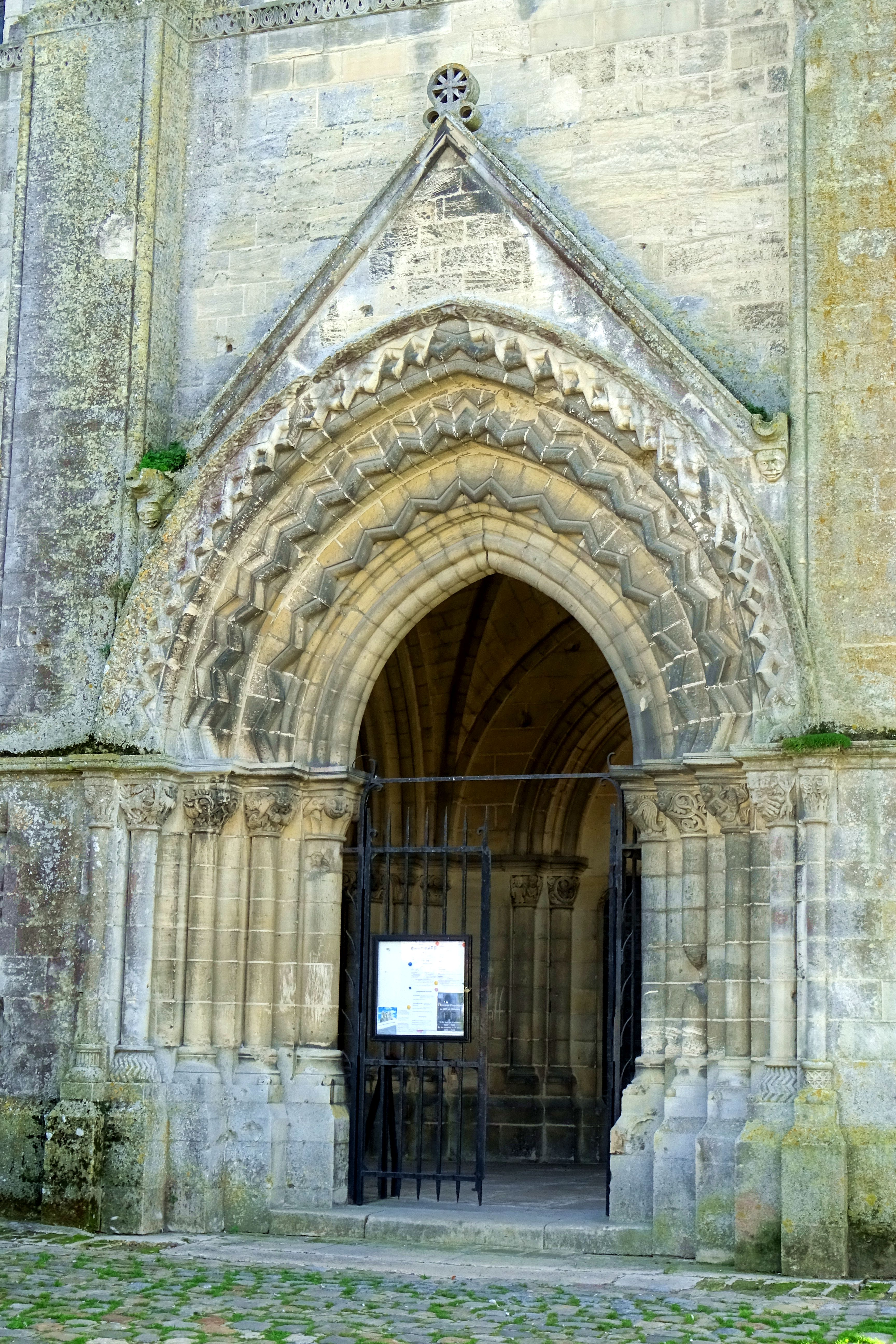
Portail occidental.
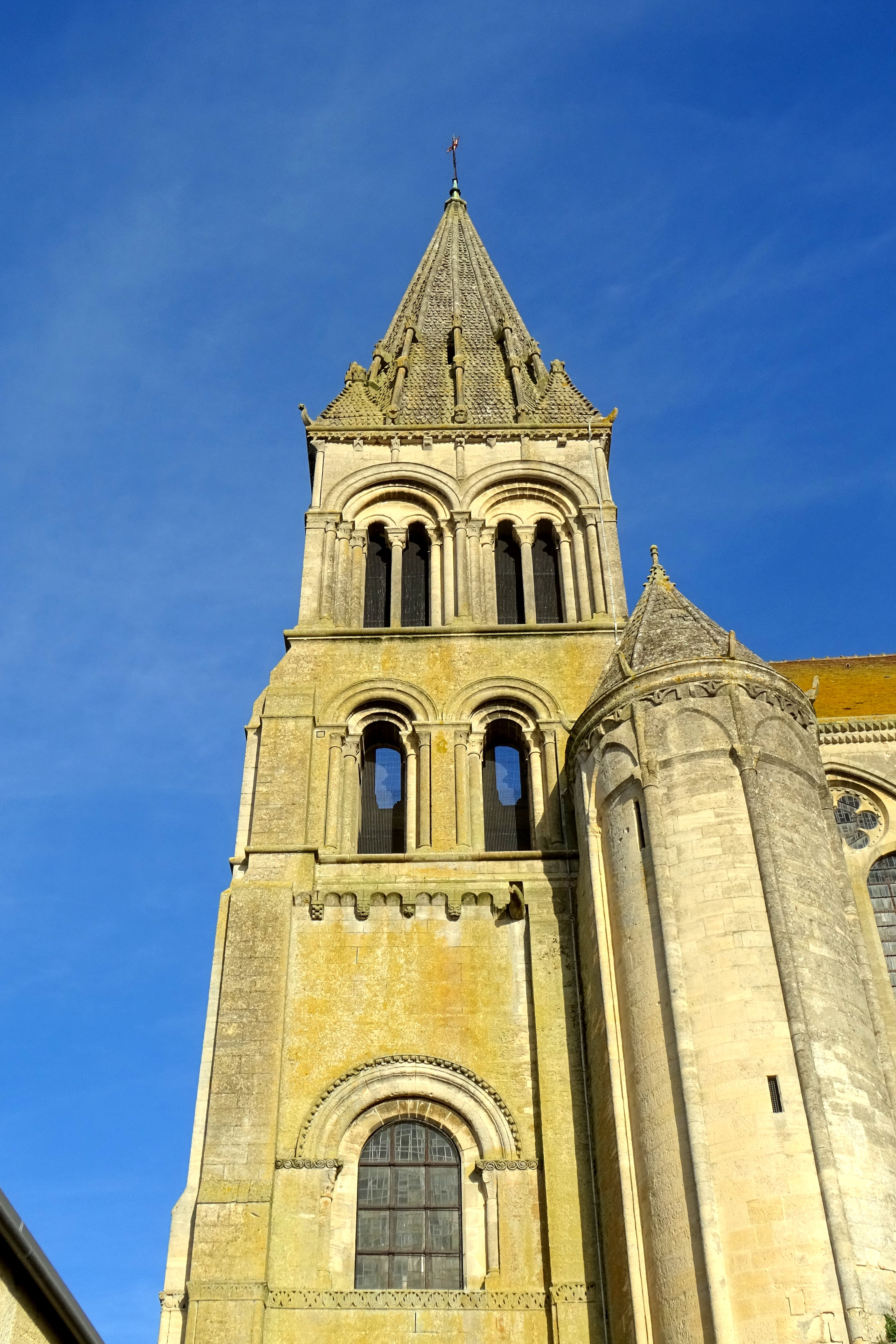
Tour occidentale, côté sud à partir du 1er étage.
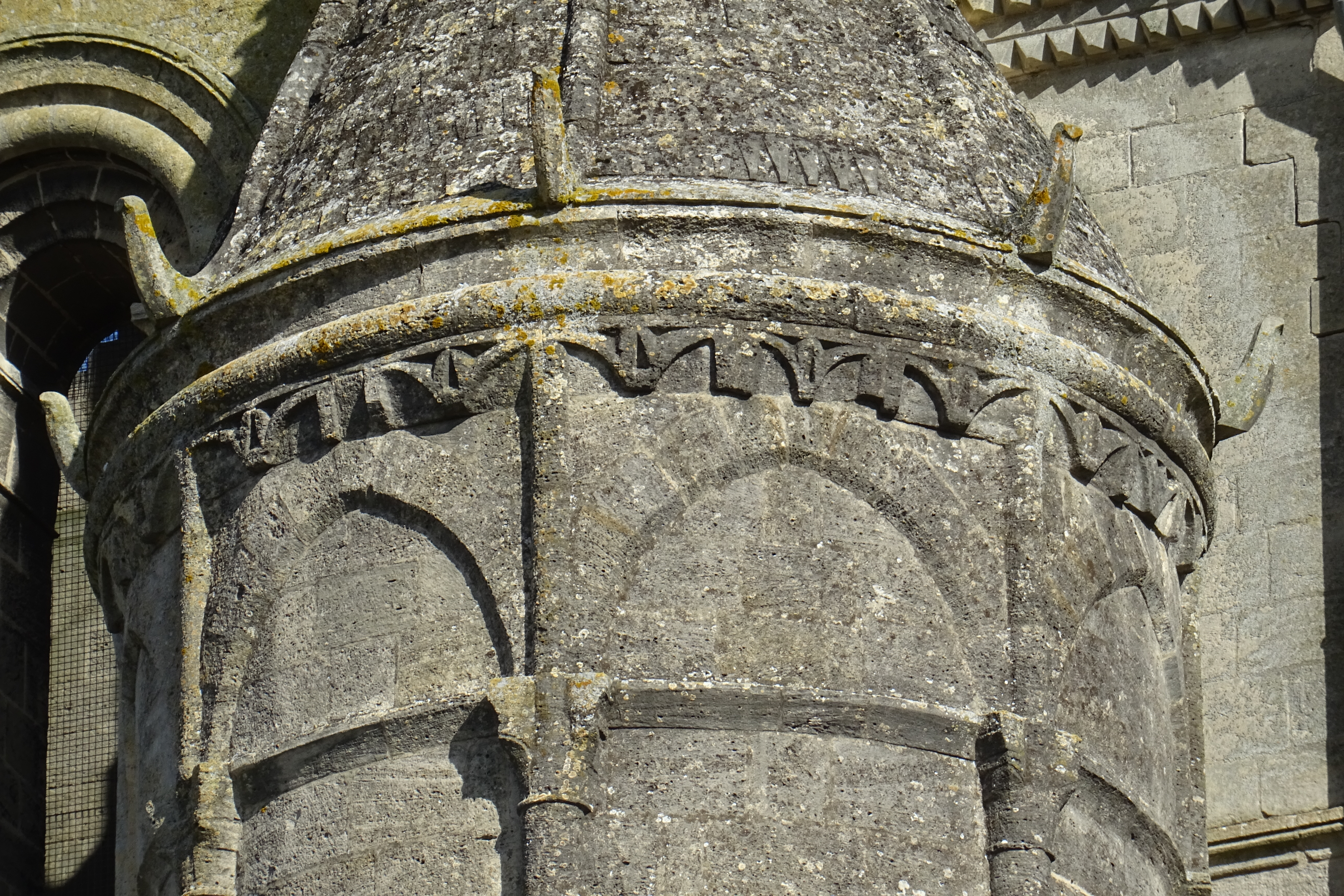
Tourelle d'escalier, couronnement, détail.
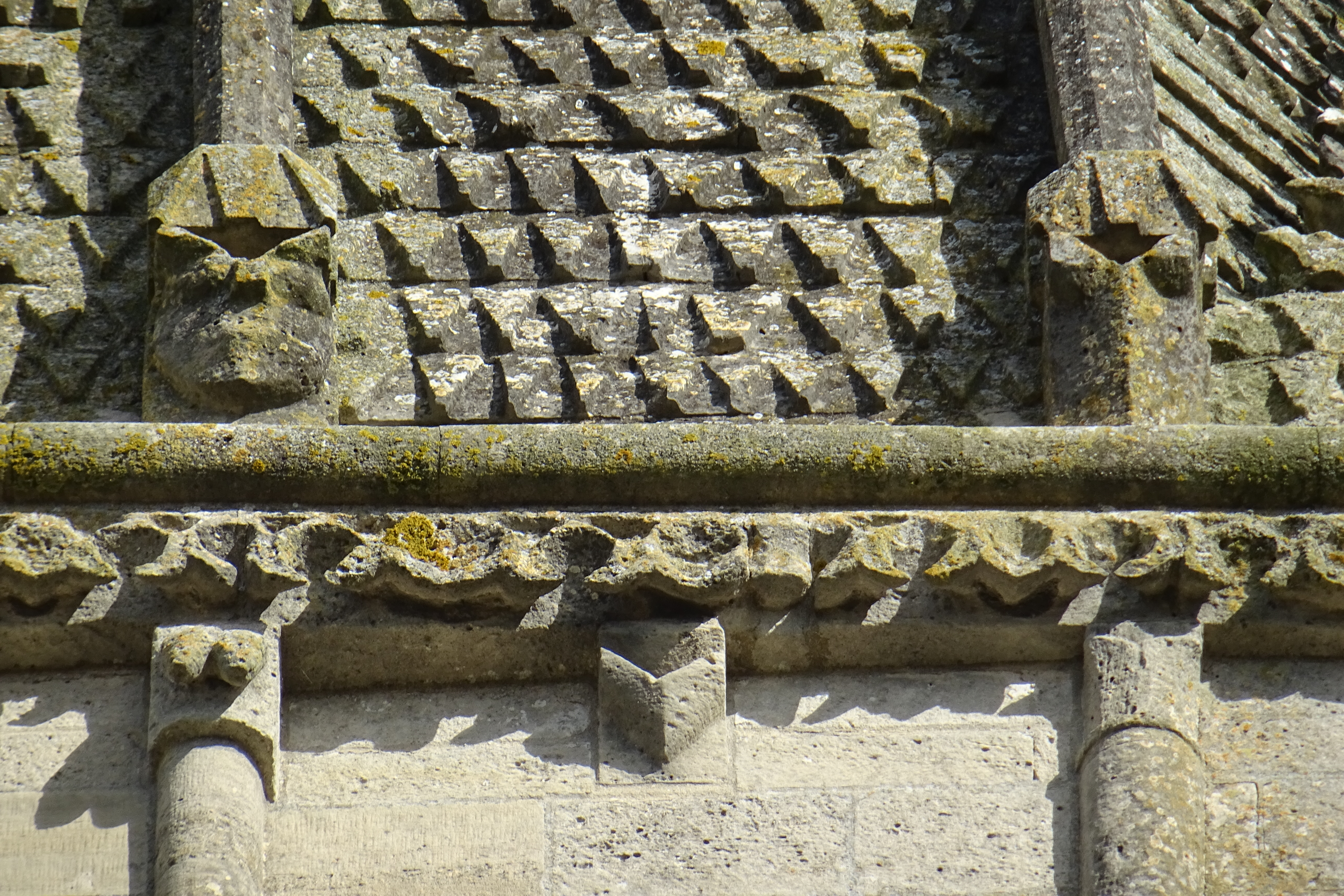
Flèche, corniche et détails.

#### Élévations latérales

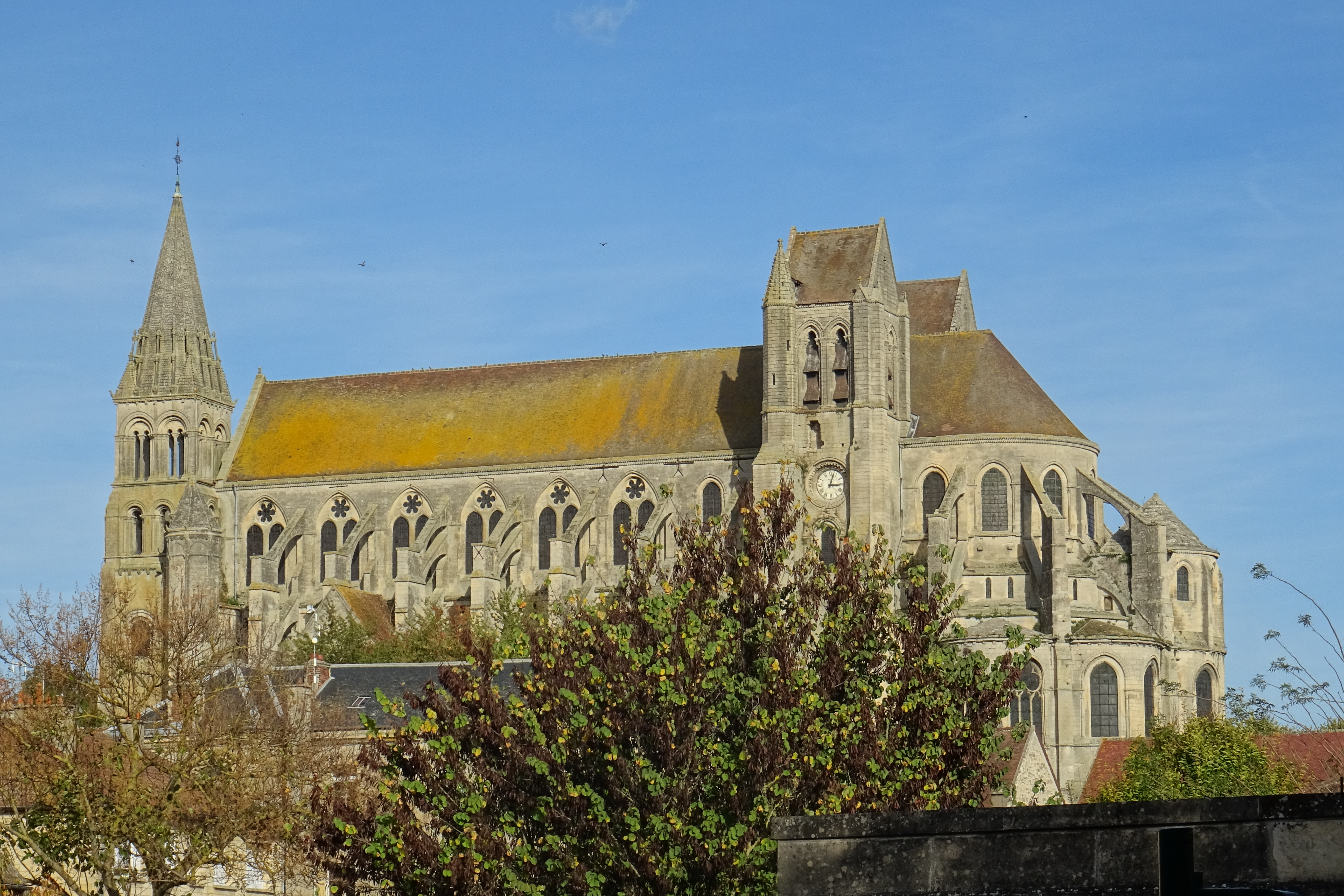
Élévation latérale sud.

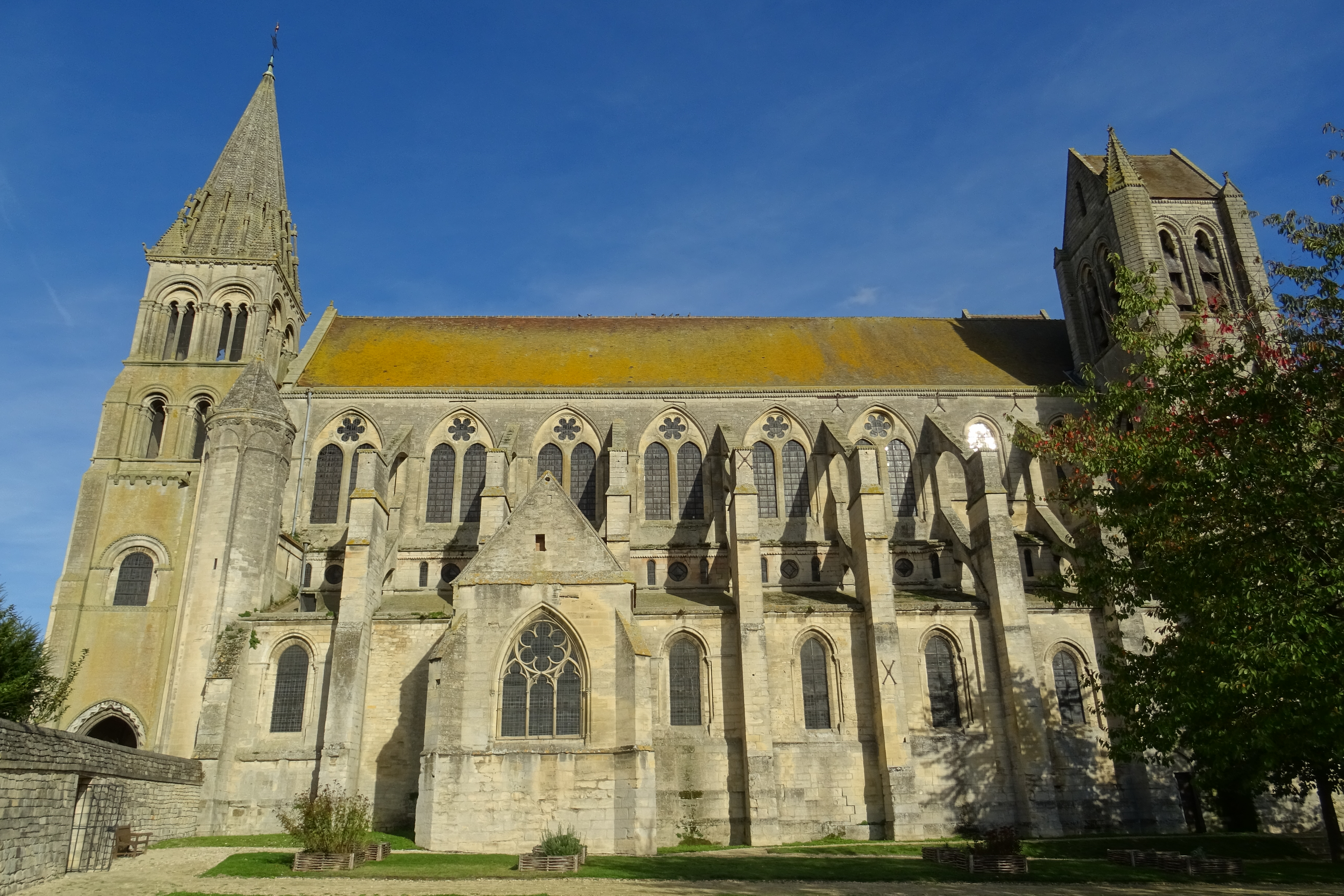
Nef, vue générale depuis le sud.

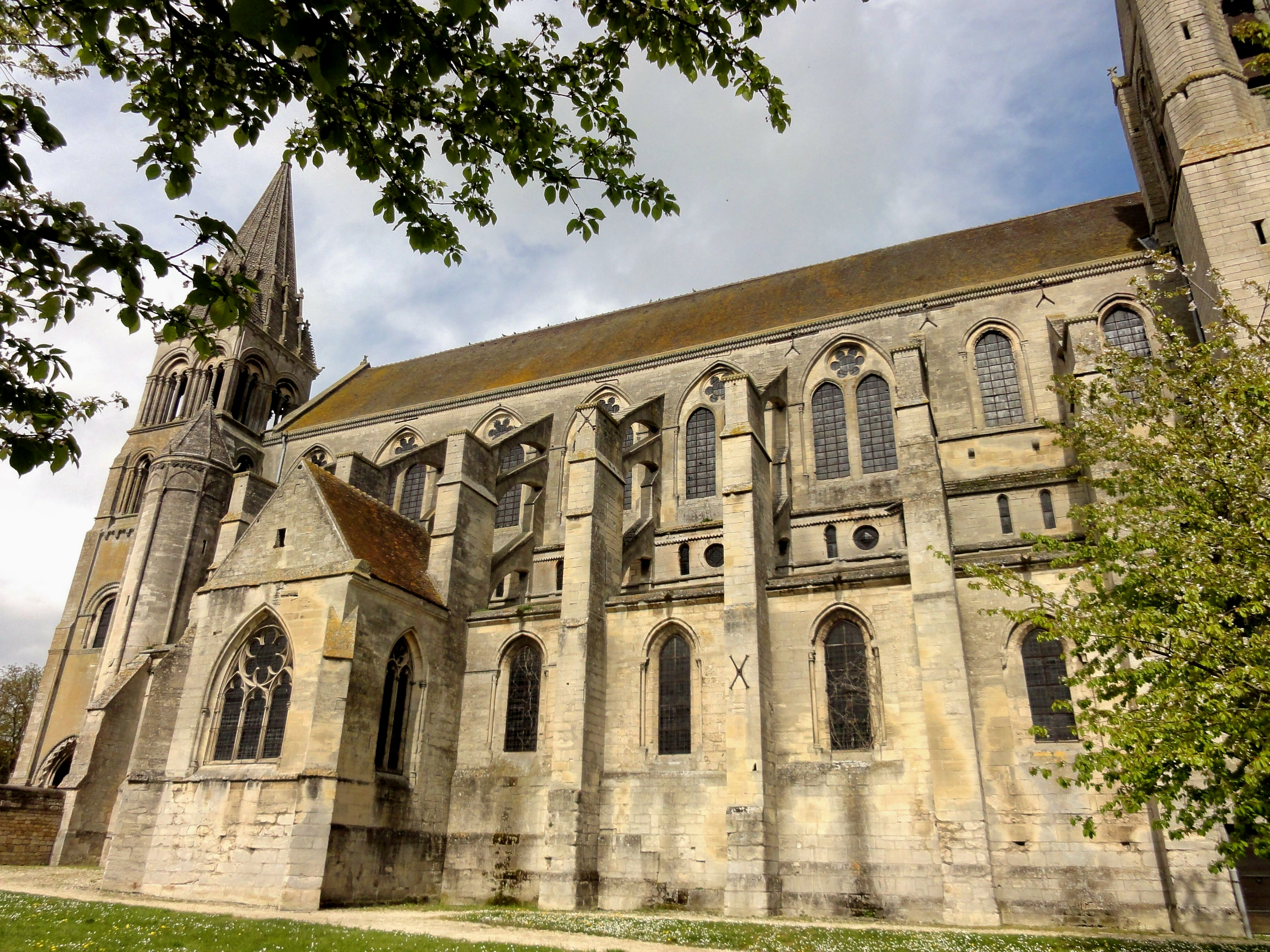
Nef, vue depuis le sud-est.

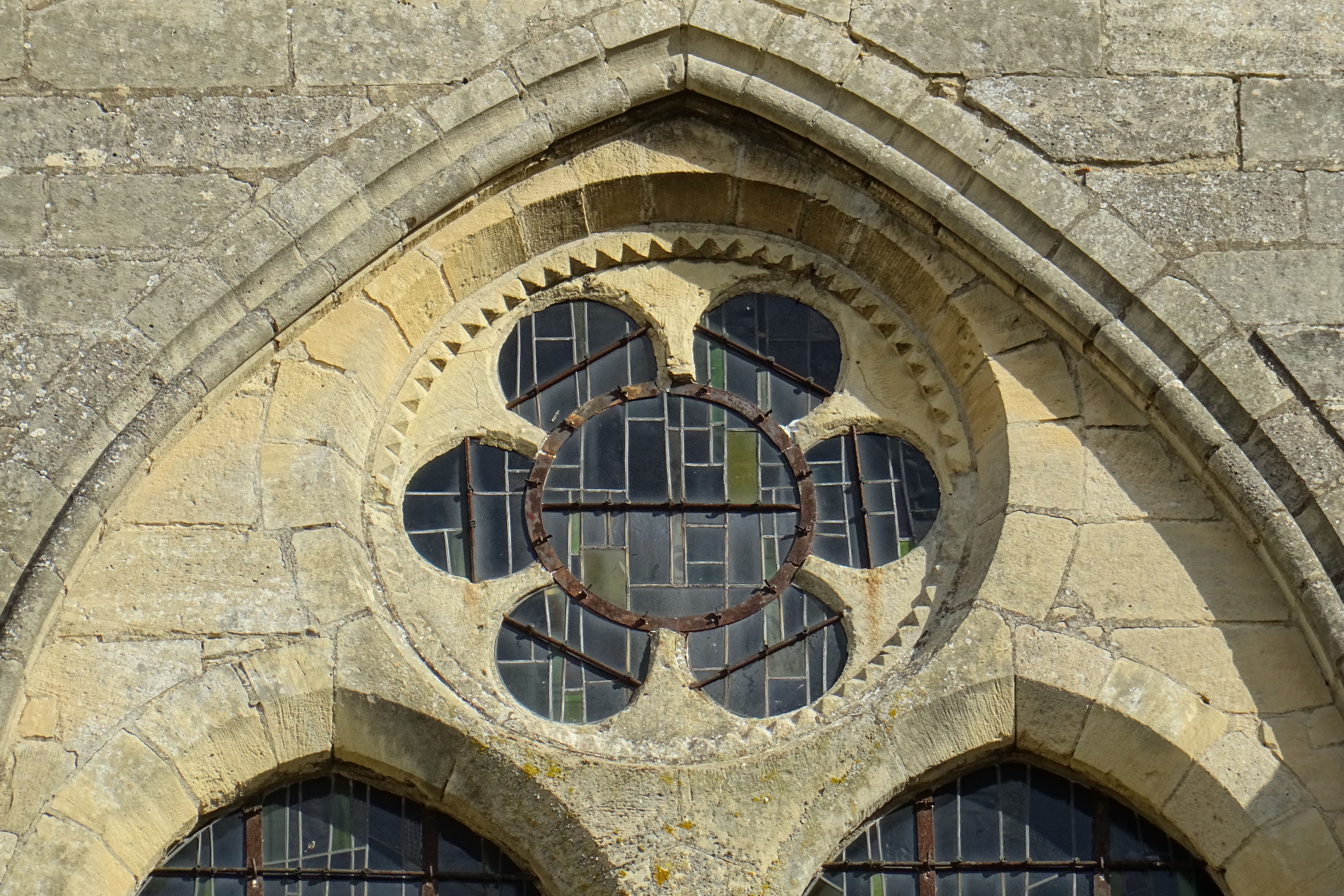
Nef, côté sud, fenêtre haute de la 5e travée, oculus et modénature.

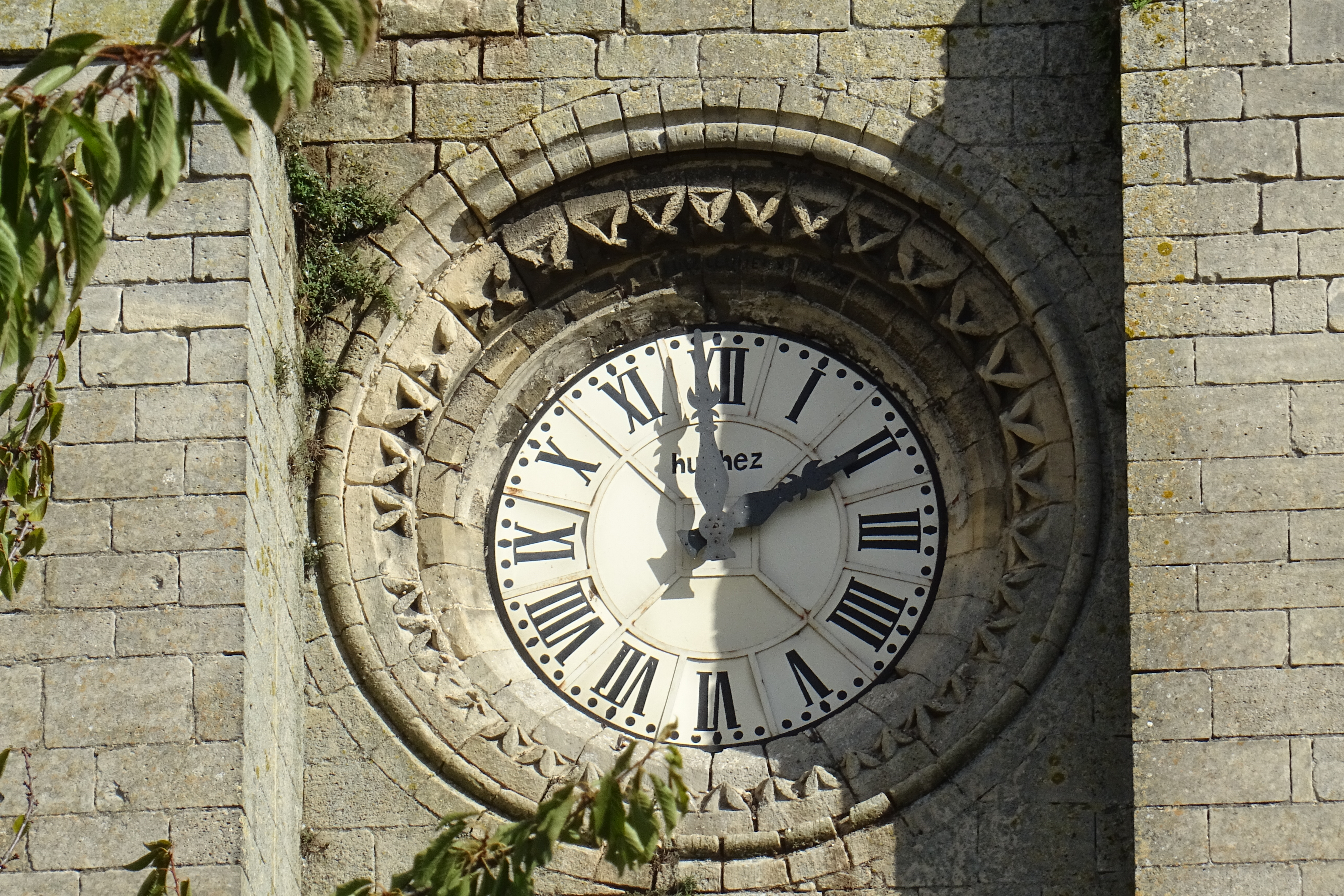
Tour de chœur sud, oculus côté sud.

Les élévations latérales, visibles de loin, et dominées par les trois tours, sont imposantes du fait de la répétition de la même disposition pour les bas-côtés et la nef sur six travées, ou huit travées si l'on fait abstractions des légères différences que présentent les deux premières demi-travées du chœur. L'ornemention est caractéristique de la première période gothique : la toiture retombe sur une corniche formée par un double rang de têtes de clous ou pointes-de-diamant, et ce même motif est également utilisé en haut des arc-boutants ; en haut de l'étage du triforium ; et encore à l'intérieur des cercles qui entourent les oculi hexalobes des fenêtres hautes de la cinquième et sixième travée au sud seulement (sur les quatre premières travées, on trouve des billettes). Les fenêtres hautes de la nef sont inspirées de la cathédrale de Soissons, et se présentent comme des paires de lancettes simples surmontées de l'oculus hexalobe déjà mentionné, inscrites dans un arc de décharge commun. Non décorées à l'intérieur de l'église (hormis les arc-formerets avec leurs colonnettes à chapiteaux qui appartiennent au voûtement), elles sont cantonnées de fines colonnettes monolithiques couronnées de chapiteaux à crochets, dont les tailloirs forment un bandeau mouluré continu sur toute la longueur de la nef (mais pas du chœur), et surmontées d'une archivolte torique. Cela vaut aussi pour les fenêtres hautes du chœur, et par ailleurs, pour celles des bas-côtés. Au niveau du chœur seulement, les fenêtres hautes retombent sur un larmier, et deux assises plus bas, des corbeaux, deux par travée, font saillie devant le mur : ce sont des traces de l'ancienne toiture des bas-côtés, jusqu'au début du XIIIe siècle quand le triforium du chœur était encore une succession de galeries ouvertes sur les combles. Ensuite les toitures des bas-côtés avaient été ramenées à la forte pente qu'elles accusaient initialement autour du chœur, avant que Paul Selmersheim ne restitue l'état du XIIIe siècle au cours des années 1890 grâce à une couverture par des dalles de béton. Grâce à cette intervention, l'arrière du triforium est de nouveau visible, éclairé par de toutes petites fenêtres étroites : deux lancettes en arc brisé encadrant un oculus pour la nef des années 1190-1200, et deux lancettes sans l'oculus au milieu pour le chœur, où la disposition date des alentours de 1210. Au niveau de la sixième travée, on remarque le raccordement des triforiums des deux camapagnes de construction : celui de la nef est moins saillant.
Les arc-boutants, assez minces et pentus, sont calqués sur ceux de l'abside, comme l'a démontré Andrew Tallon. Ils sont encore dépourvus de cheneaux et de gargouilles, et ont l'extrados plat, comme à Champeaux. La volée supérieure possède un point d'attaque situé trop haut par rapport aux forces exercées par les voûtes, comme si elle était destinée à résister au poids de la charpente. La volée inférieure devrait dater d'origine selon Delphine Hanquiez et Andrew Tallon, contrairement à ce que pensent Maryse Bideault et Claudine Lautier. Ce n'est que pendant les premiers travaux de restauration de 1843 que certains arcs-boutants au sud ont été dotés d'une troisième volée, intermédiaire, et c'est à la fin du XIXe siècle que les bâtières qui chargeaient les culées ont été supprimées par erreur. Six assises en dessous de leur sommet, les culées se retraitent sur tous les côtés par un larmier. Plus bas, elles se retraitent plusieurs fois grâce à un fruit en ce qui concerne le chœur, alors qu'elles sont scandées par un deuxième larmier au sud de la nef. Au nord de la nef, elles sont le produit de la restauration par Selmersheim à la fin du XIXe siècle. Mal dimensionnés pour la nef, qui par nature est moins stable que l'abside en hémicycle flanquée de tours, les arc-boutants d'origine sont responsables des désordres de structure que des générations d'architectes ont tenté à contrer (voir le chapitre ci-dessus, La préservation de l'édifice au XIXe siècle). Quant aux contreforts, ils sont à considérer en correlation avec les arc-boutants. Au niveau du vaisseau central, ils se retractent par un glacis formant larmier à mi-hauteur des piédroits des baies hautes (sauf pour le chœur), soit au-dessus de la retombée des voûtes, et ne dépassent pas l'intrados de la volée supérieure. Immédiatement en dessous des glacis, une coursière passait en haut des allèges des baies hautes en traversant les contreforts. Au niveau des bas-côtés, les contreforts servent d'appui aux culées, et se retraient trois fois par un fruit. Les glacis formant larmier, qui marquent notamment l'élévation du bas-côté nord, ne sont pas authentiques. Ici, on n'a pas eu de concept clairement défini pour l'état visé après la démolition depuis la galerie attenante du cloître, jugée inéluctable pour les travaux de restauration. On trouve donc une corniche qui n'a pas son homologue au sud, des gargouilles purement fonctionnelles, et des corbeilles de chapiteaux restant épannelées de part et d'autre des baies. Sur les allèges du bas-côté nord, on note encore une diminution d'épaisseur après la troisième et la sixième assise depuis le sol, puis un peu en dessous des baies.
Les tours du chœur, peu étudiés, et beaucoup moins singuliers que leur voisin du massif occidental, sont « une œuvre très remarquable pour leur solidité qui ne s'est démentie en rien et leur grand air ». Sans penser à l'abbatiale de Morienval, à rayonnement plutôt régional, il y en a à la collégiale Notre-Dame de Melun (qui ne possède toutefois pas de tour en façade), à la cathédrale de Noyon et à l'abbatiale de Saint-Germain-des-Prés, et jadis à la collégiale Saint-Corneille de Compiègne (détruite). Le choix d'un parti architectural faisant référence à Saint-Germain-des-Près (et à l'abside de Saint-Denis), accueillant des dépouilles de membres de la famille royale, se motive par la volonté de créer à Saint-Leu-d'Esserent un écrin funéraire pour la famille de Clermont. Aussi, ces modèles sont-ils des symboles explicites de la monarchie capétienne. Les tours du chevet possèdent quatre niveaux d'élévation, dont seulement le dernier, dédié au beffroi, dépasse en hauteur le vaisseau central. Ces deux clochers ne font pas saillie devant les bas-côtés, si ce n'est que leurs contreforts sont un peu plus massifs que ceux de la nef, et que la tour du sud est flanquée d'une tourelle d'escalier à son angle sud-ouest. D'abord de plan carré, elle transite vers un plan octogonal à partir de l'étage de beffroi, tout en diminuant en épaisseur. Le second niveau d'élévation des tours est pourvu d'une grande fenêtre en arc brisé latéralement (respectivement au sud et au nord) et du côté du chevet. Ces fenêtres sont traitées de manière analogue aux fenêtres hautes des travées droites du chœur, et aux baies des bas-côtés. En l'occurrence, elles éclairent la salle voûtée ouverte sur le vaisseau central, que l'on trouve à l'intérieur de l'église en lieu et place des fenêtres hautes. Puisque les murs diminuent en épaisseur à partir des arcs des baies, leur archivolte fait légèrement saillie devant la surface murale, de même que les pierres situées à proximité immédiate, ce qui donne des gâbles à peine perceptibles. Suit un troisième niveau d'élévation, à faible distance du précédent, dont il n'est séparé d'aucun moyen de scansion horizontale, et de faible hauteur. Il est percé d'un oculus de deux côtés, à l'ouest et respectivement au nord et au sud, qui est profondément ébrasé, et entouré d'un cordon de fleurs de violette à quatre pétales de grandes dimensions, ainsi que d'un tore. Ces oculi éclairent elles aussi les salles voûtées visibles depuis l'intérieur, sauf celui du sud, qui accueille un cadran d'horloge. Au-dessus de cet horloge, à gauche, de manière inattendue, le mur est percé d'une ouverture de porte sous un linteau retenu par deux corbeaux, et derrière, se trouve un renfoncement de faible profondeur.
Plus haut, aucun moyen de scansion ne marque encore le début du quatrième niveau d'élévation. Ses baies cependant prennent appui sur un cordon de têtes de clous établi en continu, motif déjà signalé pour plusieurs endroits des élévations latérales, et en ce qui concerne la tour du sud, leurs archivoltes sont surmontées d'un rang de têtes de clous, de même qu'une corniche de têtes de clous vient termier l'étage de beffroi. Au nord, la décoration est différente : c'est un rang de billettes qui surmonte les archivoltes, tandis que deux tores soulignent la limite supérieure de l'étage. Chaque face de l'étage de beffroi est ajourée de deux baies géminées à double archivolte, dont chaque rang de claveaux est mouluré d'un tore dégagé. Si l'archivolte inférieure retombe sur deux fortes colonnettes, l'archivolte supérieure est reçue sur deux fines colonnettes, dont celles du milieu ne sont séparées que d'un très mince trumeau. Toutes ces colonnettes sont appareillées avec le mur. Les tours sont coiffées d'un toit en bâtière, avec des pignons regardant l'est et l'ouest, percés d'une étroite ouverture rectangulaire. À l'instar des toitures, les contreforts sont eux aussi amortis en bâtière, et sommés d'un fleuron. C'est aussi le cas de la pyramide en pierre qui recouvre la tourelle d'escalier. Ses arêtes sont garnies de redents, de crochets gothiques, ainsi que d'une tête grimaçante immédiatement au-dessus de la corniche. Par leur agencement général, les étages de beffroi entrent tout à fait dans la tradition des clochers gothiques de la région, mais leur architecture est ici plus sobre que sur certaines églises rurales. On peut utilement faire le rapprochement avec les clochers d'Angicourt, Breuil-le-Vert, Borest, Saint-Lazare de Beauvais, Saint-Vaast-lès-Mello et Uny-Saint-Georges.

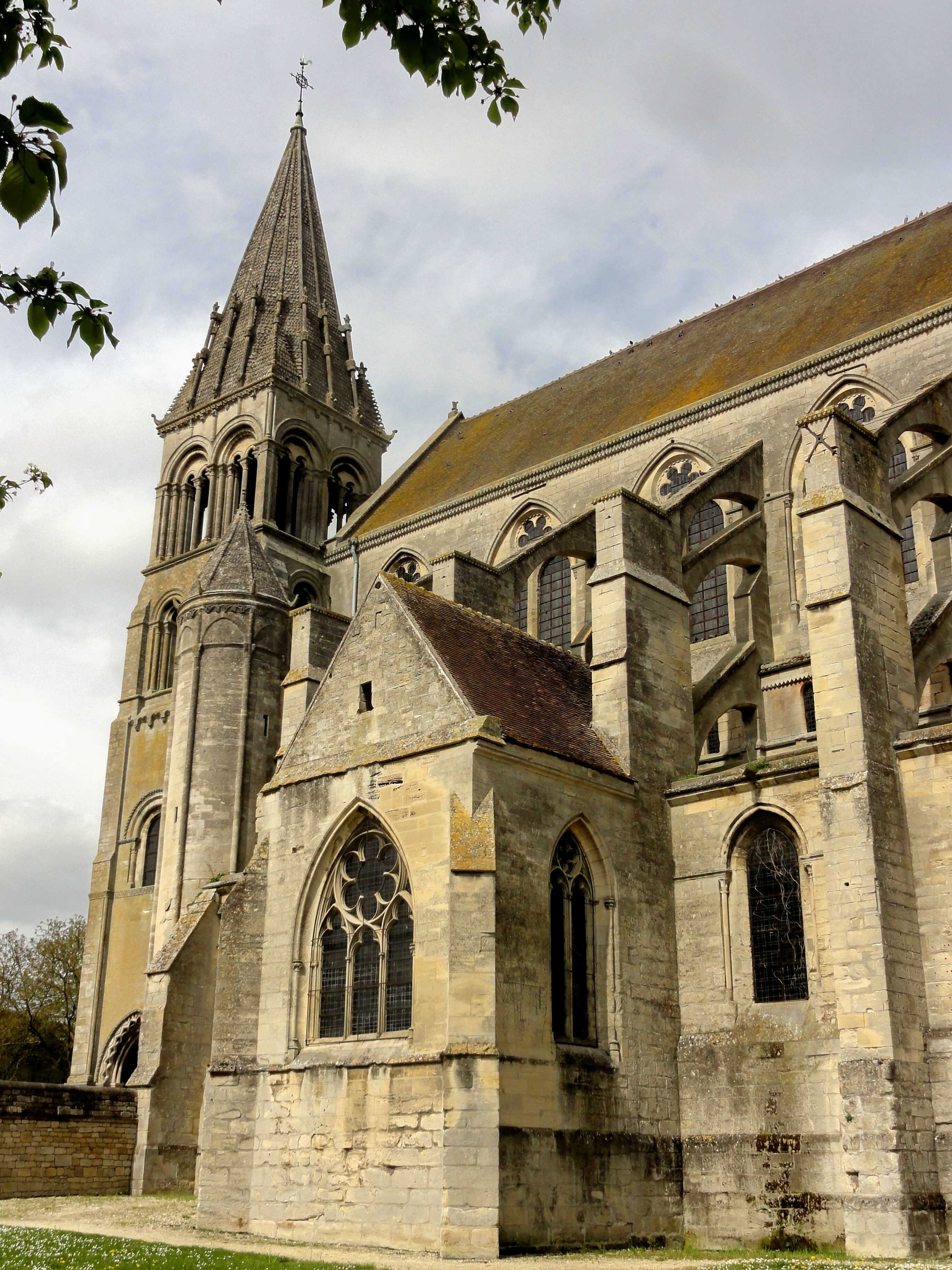
Premières travées de la nef et du bas-côté sud.
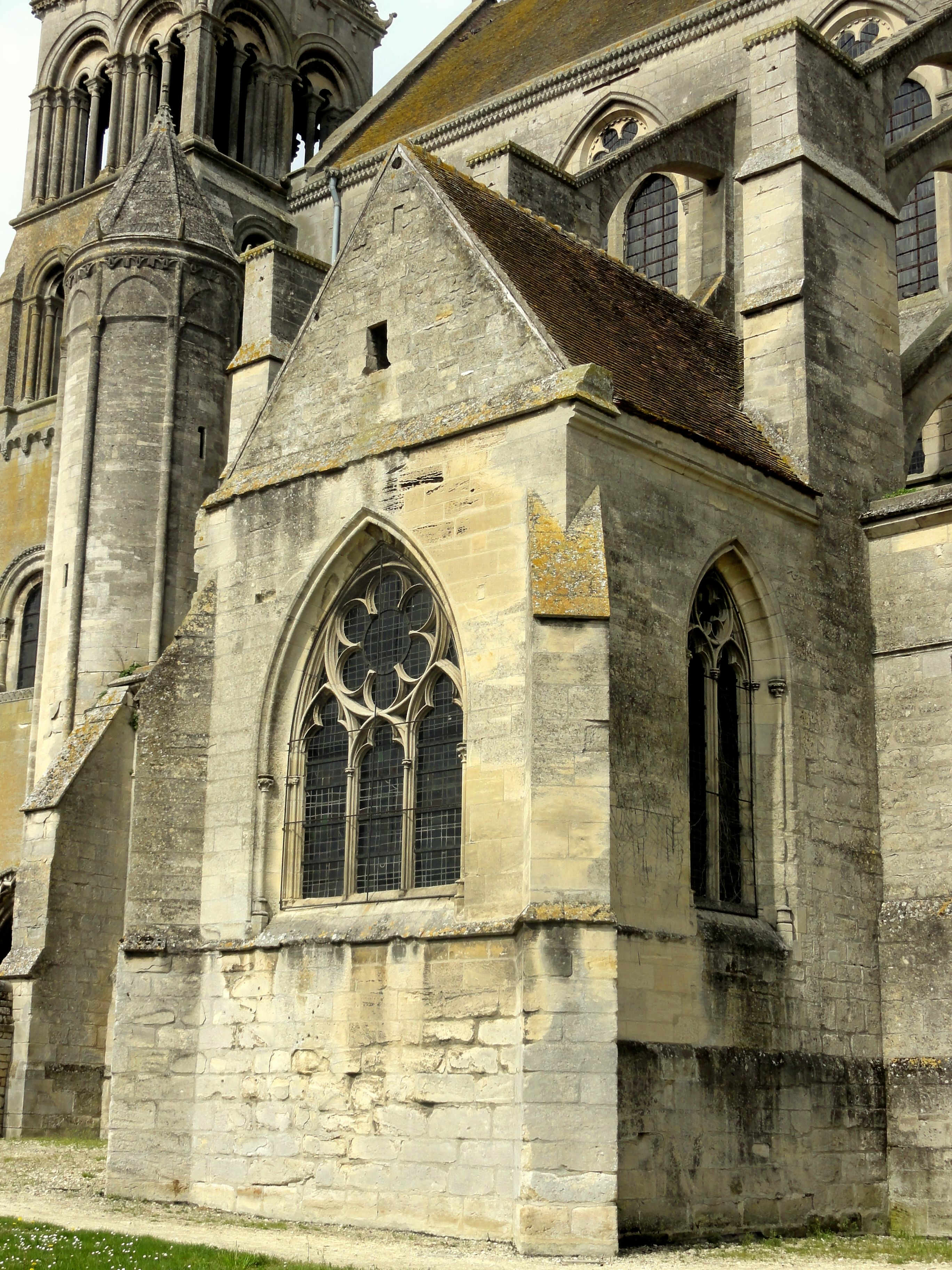
Chapelle de la fin du XIIIe siècle, au sud.
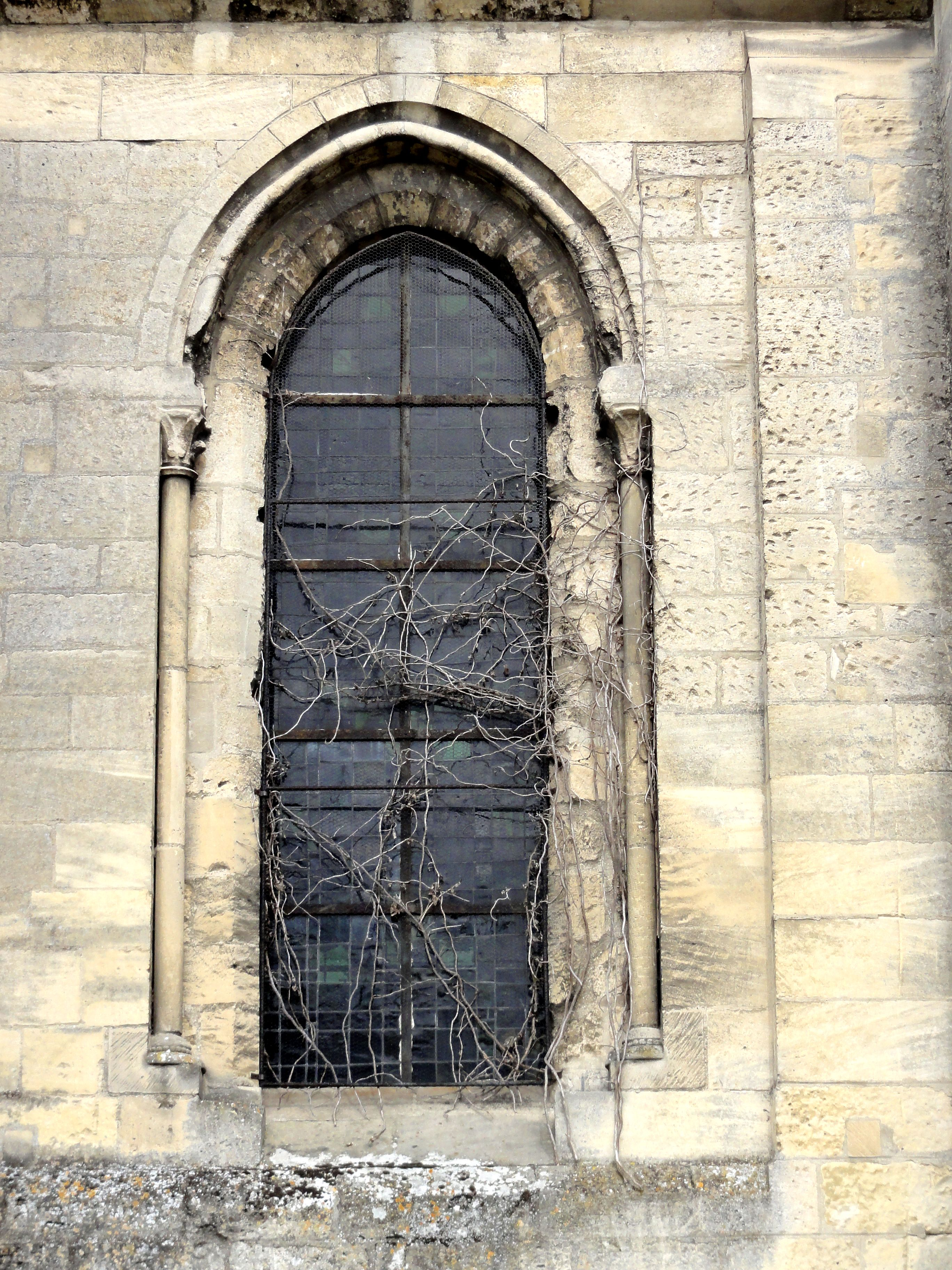
Fenêtre du bas-côté sud de la nef.
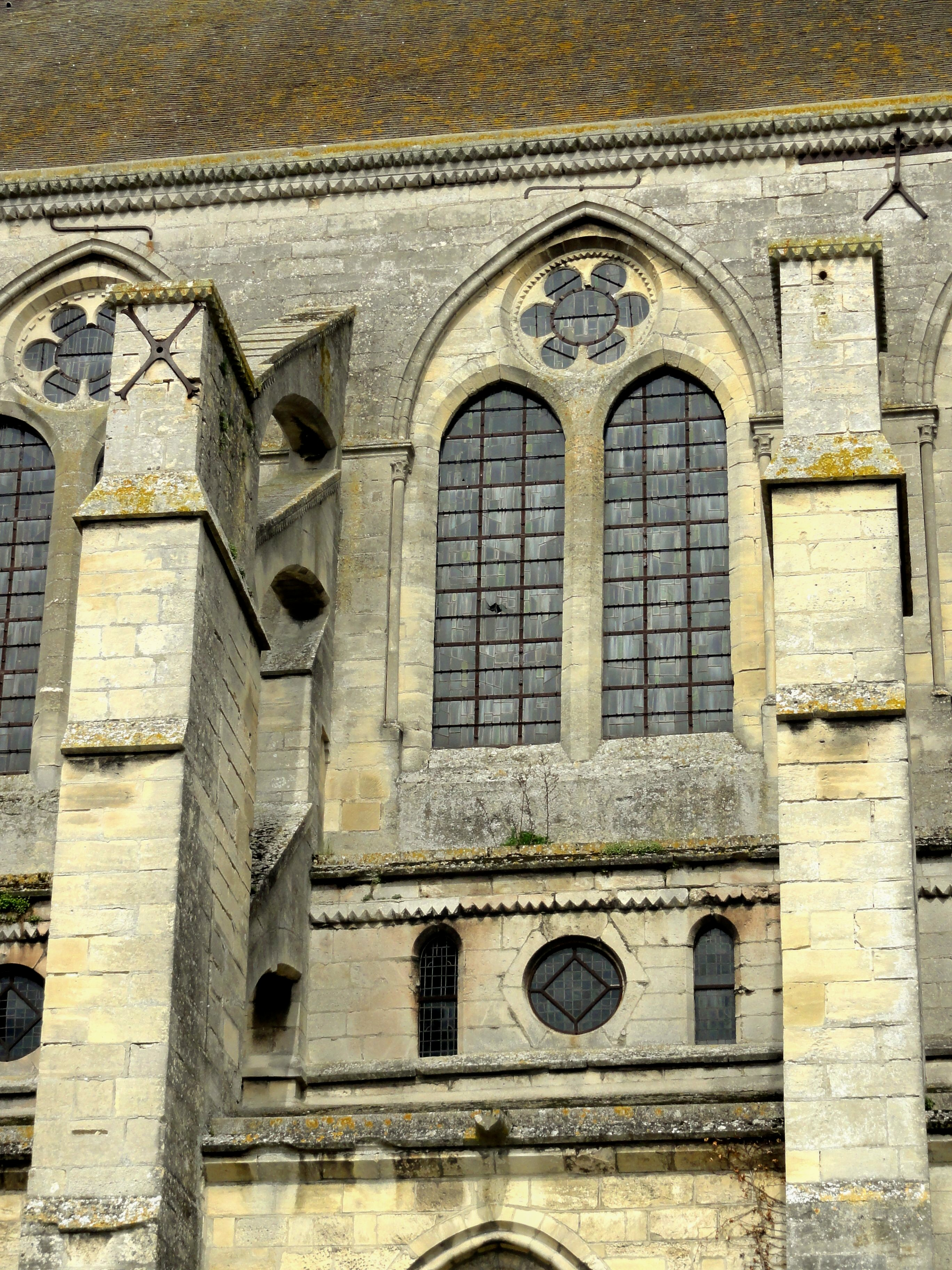
Fenêtre haute de la nef et triforium, côté sud.
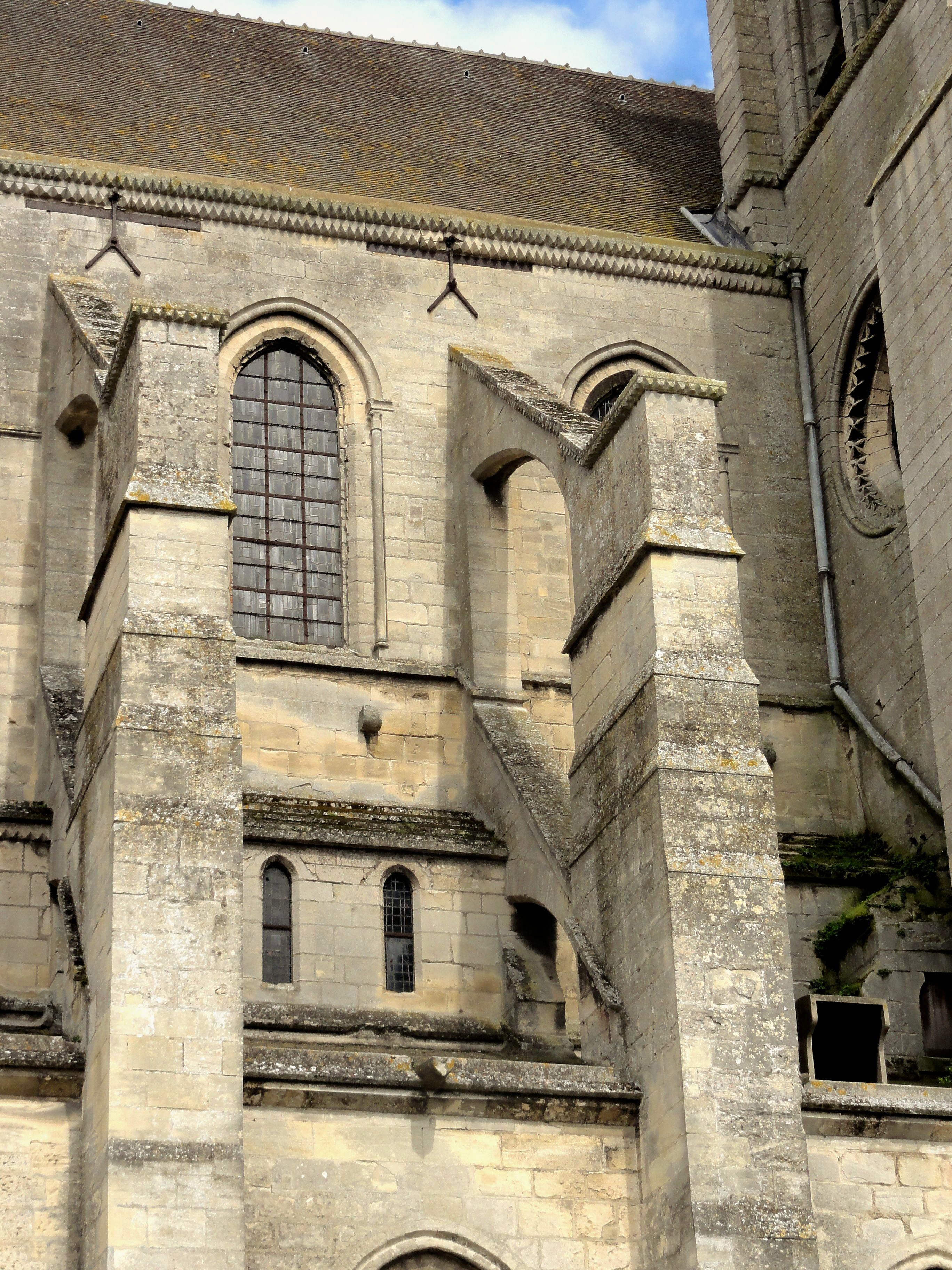
Parties hautes du chœur, côté sud.
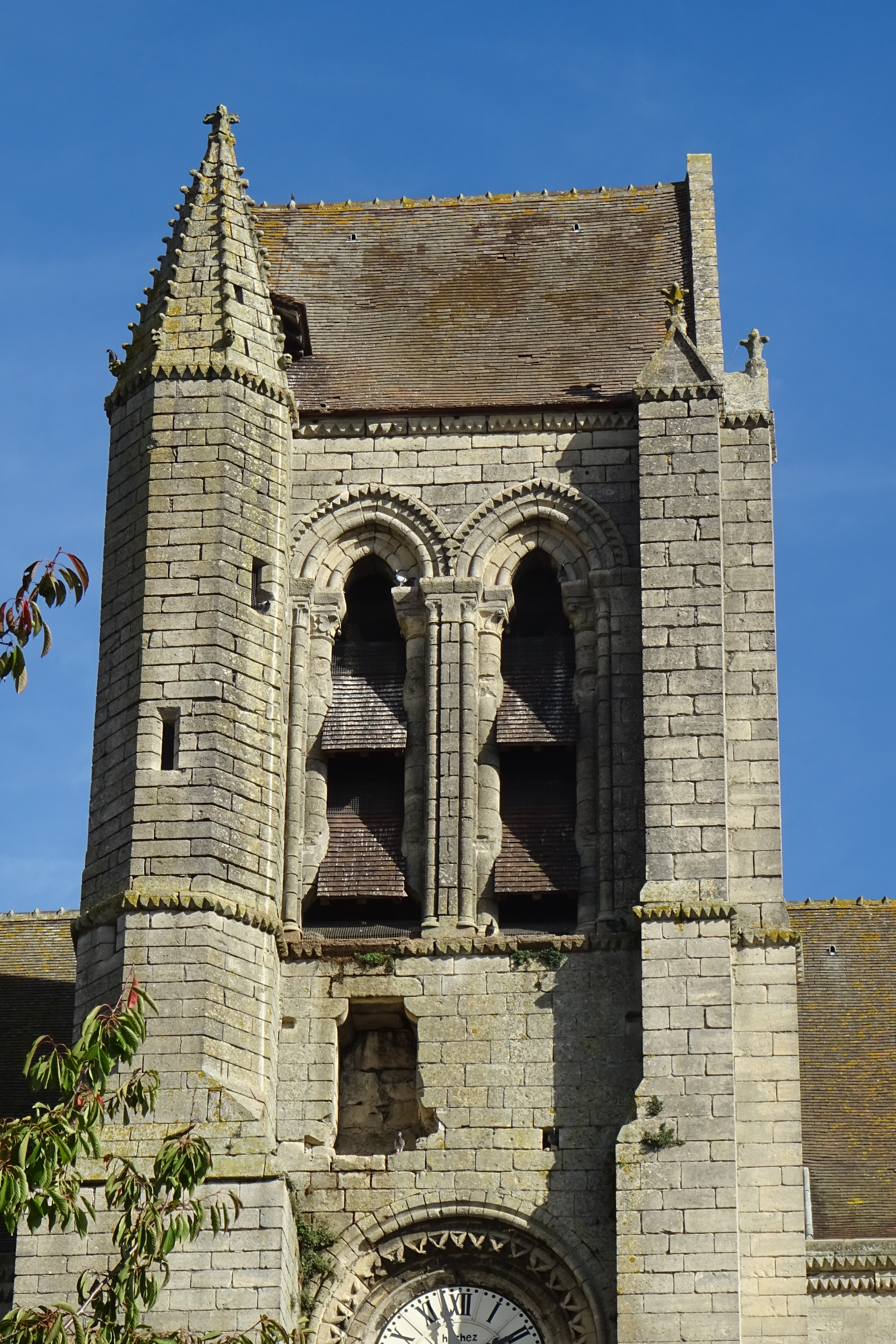
Tour de chœur sud, étage de beffroi, côté sud.

#### Élévation du chevet

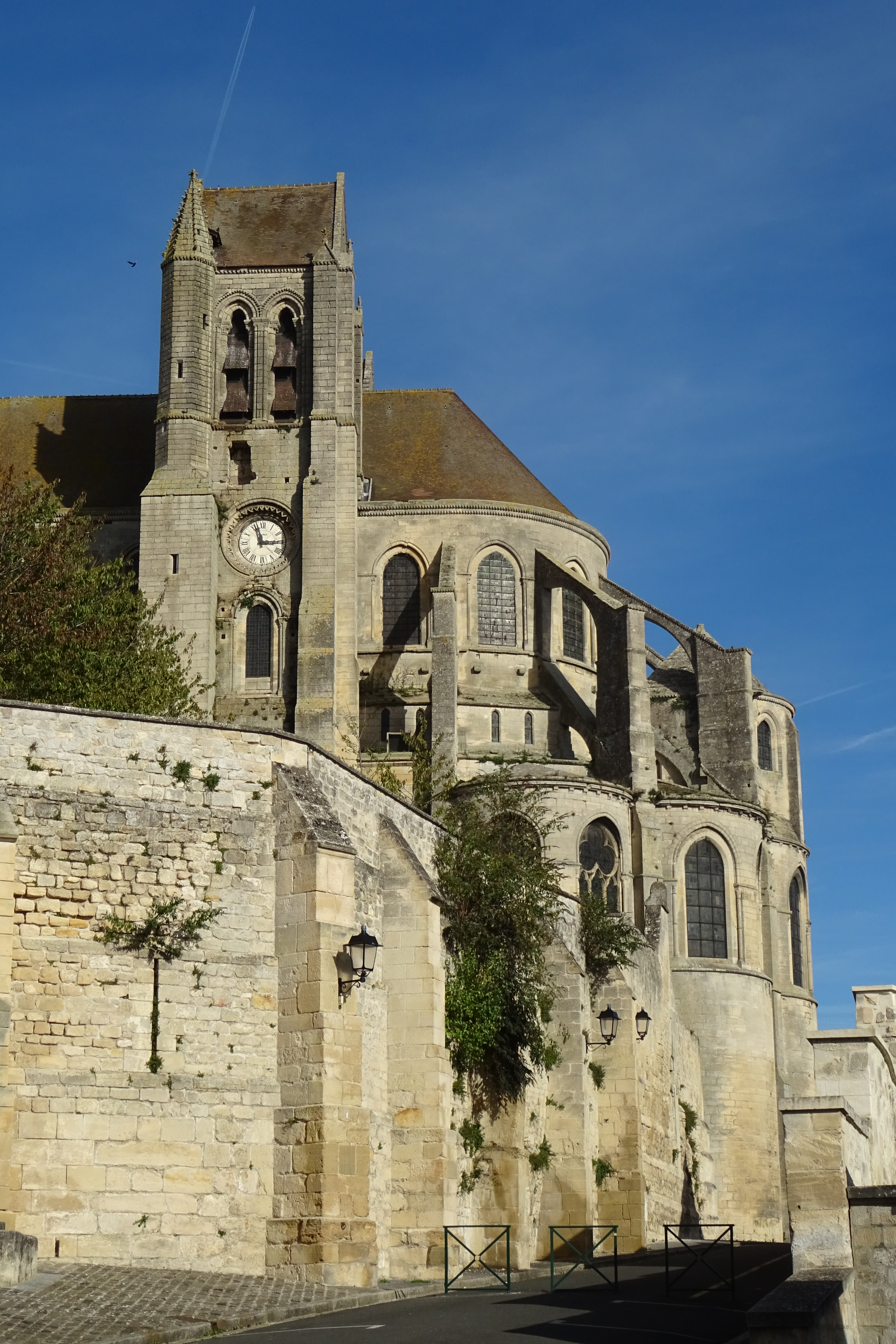
Vue depuis le sud.

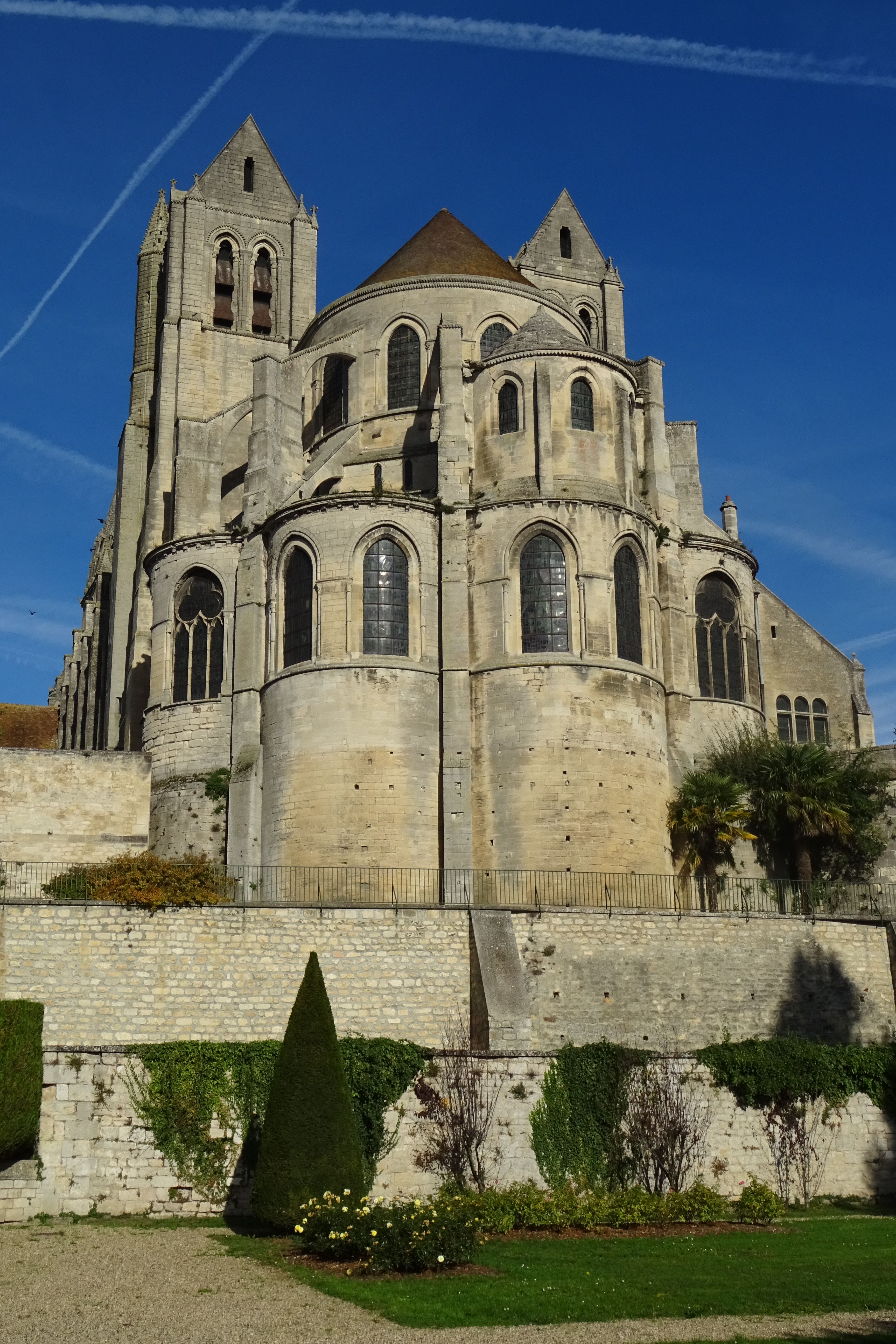
Vue depuis l'est.

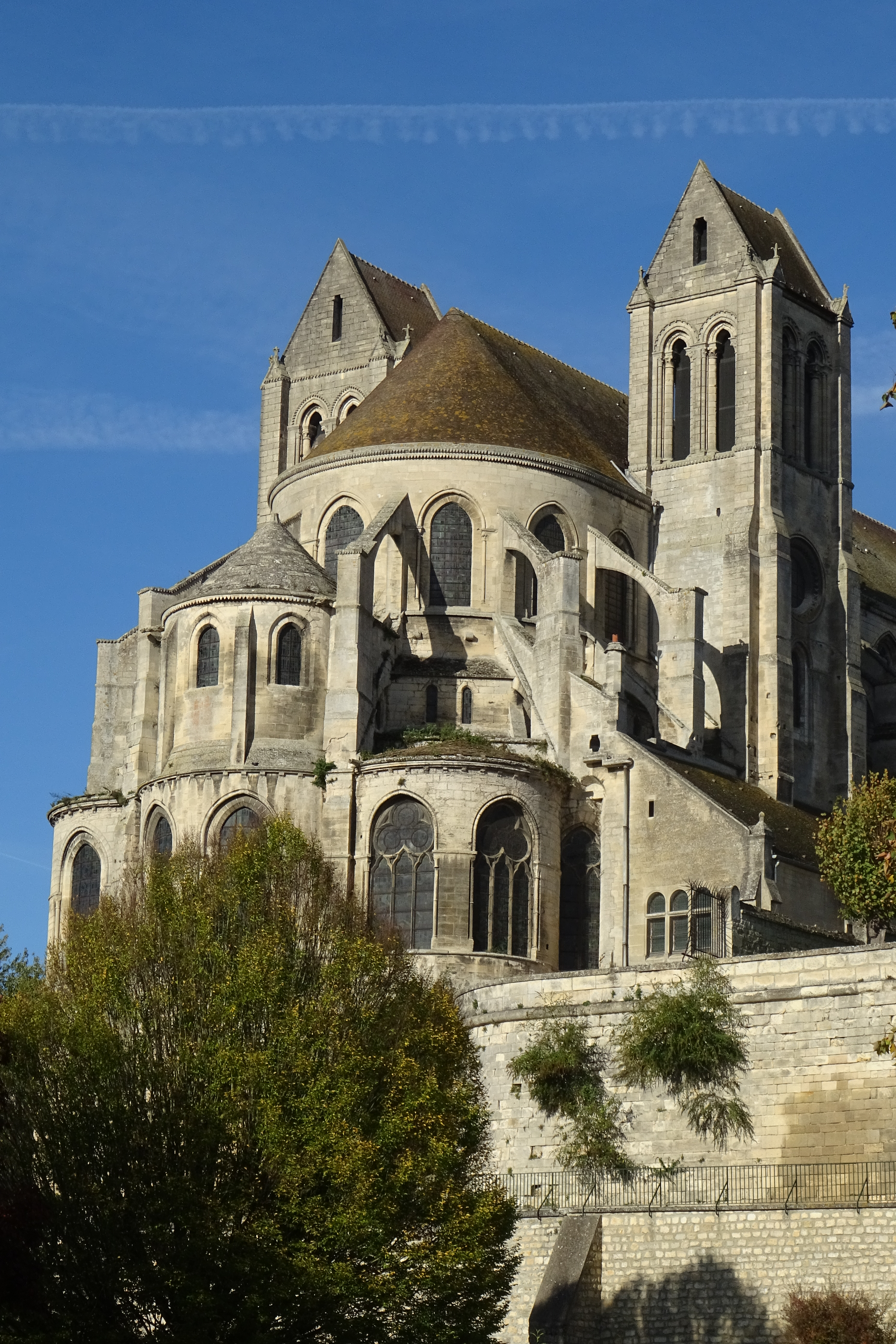
Vue depuis le nord-est.

L'église semble particulièrement majestueuse du côté du chevet : dominé par les deux clochers du chœur, presque symétrique, il est édifié à la bordure extrême du plateau, et le soubassement ainsi requis épouse exactement la forme des chapelles rayonnantes et présente le même appareillage, ce qui fait paraître l'édifice plus haut qu'il ne l'est en réalité. « Témoin de la puissance spirituelle autant que seigneuriale du prieuré à cette époque », l'architecture du chœur « mettait également en valeur la protection et l'appui des comtes de Clermont dont certains membres choisirent l'église prieurale comme lieu de leur dernière demeure » : c'est en ces termes que Delphine Hanquiez débute sa conclusion de ses recherches sur le dessin architectural de l'abside. Selon Andrew Tallon, « les commanditaires de ce prieuré clunisien étaient intéressés par la création d’un bâtiment qui pourrait rivaliser, tant par son style que par sa structure avec les dernières constructions à la mode, en particulier celles de Paris ». Si l'allure des parties orientales puise peut-être son inspiration à Saint-Germain-des-Près, et l'agencement intérieur aussi à Notre-Dame-de-Paris et Saint-Denis, la morphologie du chevet avec son haut soubassement rappelle encore l'autre lien de parenté déjà souligné dans le contexte des chapelles rayonnantes et du déambulatoire, celui avec l'église Saint-Maclou de Pontoise. — Sur un plan plus technique, il apparaît que les arc-boutants supérieurs sont quasiment calqués sur ceux du chevet de Notre-Dame de Paris, érigés pendant les années 1170, mais modifiés depuis. « L’exemple de cette technologie hautement visible, déployée sur la cathédrale métropolitaine au regard de tous, a dû séduire les bâtisseurs clunisiens, qui l’ont rapidement adoptée », analyse Andrew Tallon.
La construction est réalisée en moellons retaillés et repartis sur les différentes assises en fonction de leur hauteur. Sur le soubassement en particulier, on remarque les nombreux trous de boulin qui renseignent toujours sur la progression du chantier. Les chapelles rayonnantes sont dépourvues de contreforts, et leur contour en hémicycle trouve son écho sur la chapelle d'axe haute au niveau du deuxième niveau d'élévation, puis au niveau de l'étage des fenêtres hautes qui suit un plan en fer à cheval. La chapelle haute est quant à elle flanquée de contreforts, différence qui permet de penser qu'elle n'était pas prévue initialement : elle a dû être ajoutée au début du XIIIe siècle. L'espace entre les chapelles rayonnantes est occupé par les culées des arc-boutants, sauf entre les chapelles nord-est et nord, où la culée se situe au-dessus de l'arc-doubleau, tandis qu'une culée supplémentaire placée en avant enjambe par un arceau l'unique fenêtre de la chapelle du nord. De façon moins visibles, à partir du deuxième niveau d'élévation, les culées changent légèrement d'axe et sont de plus fort diamètre. Le maître d'œuvre avait donc conçu le niveau inférieur des culées comme contreforts. Depuis les travaux de Philippe Plagnieux sur Saint-Germain-des-Prés, il faut bien admettre la diffusion du procédé dès les années 1150. En même temps, cela n'implique pas qu'une fois découvert, il ait été unanimement et uniformément adopté, et au départ, il s'agissait d'une technologie relativement inconnue. Quoi qu'il en soit, on peut aujourd'hui affirmer que les deux volées des arc-boutants ont été réalisées dès la construction du troisième niveau d'élévation (et pas seulement au moment de la transformation des fausses tribunes en triforium au début du XIIIe siècle, comme le pensaient encore Maryse Bideault et Claudine Lautier en 1987). En dépit de l'irrégularité signalée au nord-est, et du changement de parti évident après l'achèvement du premier niveau d'élévation, on observe que le tore qui marque la limite des allèges des chapelles rayonnantes se continue sur les culées, de même que le bandeau mouluré qui sert de tailloir aux chapiteaux à feuilles d'eau des colonnettes qui flanquent les baies, et d'appui à leurs archivoltes toriques. Par ailleurs, le tore décoratif met en exergue une irrégularité de la chapelle du sud : ses fenêtres commencent une assise plus bas, et le tore s'infléchit pour éviter toute interruption.
Pour venir aux baies, celles des chapelles sud-est et d'axe, refaites lors d'une restauration, elles présentent la disposition répétée plus tard sur les fenêtres des bas-côtés et les fenêtres hautes du chœur, sauf que les délicates colonnettes en délit sont baguées à mi-hauteur, tout comme à l'intérieur de l'église. Ce sont donc des lancettes simples entourées d'un ébrasement, moins larges et moins hautes que l'aurait permis la distance entre les colonnettes et les archivoltes. Les baies des trois autres chapelles, refaites avec un remplage rayonnant dans les années 1270, utilisent tout l'espace disponible, mais leur arc est plus aigu, et leurs piédroits sont donc plus courts, de sorte qu'il y a un léger intervalle entre l'extrados des baies et l'intrados des archivoltes. On note la modénature aiguë des réseaux des fenêtres, qui ne concorde pas avec l'aspect à l'intérieur de l'église. À très peu de distance au-dessus des baies, les chapelles se terminent par une corniche profilée d'un listel et d'un tore dégagé, reposant sur des corbeaux. Au-dessus de la chapelle d'axe, un fort glacis permet aux murs de la chapelle haute une diminution en épaisseur. Pas plus haut que ce glacis s'élèvent les toitures en dalles de pierre des chapelles nord-est, sud-est et sud, qui, avec leur forme conique et leur faible déclivité, contribuent fortement à l'identité de ce chevet. Également réalisées en dalles de pierre sont les toitures tout au contraire très fortement inclinées de la chapelle latérale nord de Foulangues, des bas-côtés de Montataire, et des parties orientales de Rousseloy et Saint-Vaast-lès-Mello. Si la disposition actuelle date des restaurations de la fin du XIXe siècle (voir ci-dessus, La préservation de l'édifice au XIXe siècle), elle paraît crédible, puisque la chapelle haute et le triforium sont également recouverts de dalles de pierre.
De concert avec les contours circulaires des murs, les tours du chœur, situées un peu en retrait, et les arcs-boutants, la chapelle haute marque le visage du chevet. Éclairée par trois baies doublement ébrasées et non décorées, la chapelle est épaulée par deux contreforts assez fins et peu saillants, qui naissent du glacis sur la partie basse des allèges : en dessous, se situent les flancs des arcs des baies de la chapelle d'axe les plus proches du trumeau central. Une corniche en dents-de-scie termine les murs de la chapelle, qui dissimule apparemment une gouttière, car des petites gargouilles jaillissent à gauche et à droite, proche des culées des arc-boutants qui encadrent la chapelle et masquent ses élévations latérales. Les culées ne sont pas toutes identiques : celles au sud et au nord sont plus fines. Le nombre de retraites moyennant des fruits est variable en fonction de l'envergure : au nord et au sud, de même que sur certains niveaux intermédiaires, elles ne concernent que la face antérieure. Les larmiers et gargouilles font complètement défaut à l'époque de construction concernée (dernier quart du XIIe siècle). Les arc-boutants sont à double volée. La volée inférieure prend appui contre les allèges des fenêtres hautes et devait être dissimulée par les toitures du déambulatoire, tant que les fausses tribunes ouvertes sur combles n'étaient pas encore transformées en triforium, vers 1200. À l'instar des travées droites du chœur, deux corbeaux par travée, toujours en place, servaient d'appui à la charpente, et le bandeau à la naissance des fenêtres hautes coïncide avec le sommet des toitures. La culée de la deuxième volée à les arêtes entaillées d'un cavet à partir de la dernière retraite, et ce niveau est scandé horizontalement par un bandeau moluré. La deuxième volée est moins large que la culée, et très fine, comme à Notre-Dame de Paris. Elle s'amortit par des dalles légèrement débordantes, plates, dont la tranche est taillée en dents-de-scie. Son point d'attaque contre les murs hauts se situe au revers de la retombée des arc formerets. En dessous, les murs hauts de l'abside accusent un contrefort plat. Au-dessus, ils sont très lisses, et se terminent par un double rang de pointes-de-diamant ou têtes de clous, analogue aux élévations latérales. Abstraction faite de ces détails à vocation esthétique, Andrew Tallon atteste que « le chevet de Saint-Leu-d’Esserent montre une expérience de contrebutement réussie, comme en fait preuve un relevé laser réalisé en juin 2011. Le relevé est précis à cinq millimètres près – ce qui est visible dans ces images est ce qui est. Nous ne pouvons observer qu’un fléchissement minime et inconséquent en comparant l’aplomb des murs gouttereaux avec une ligne parfaitement verticale ». 

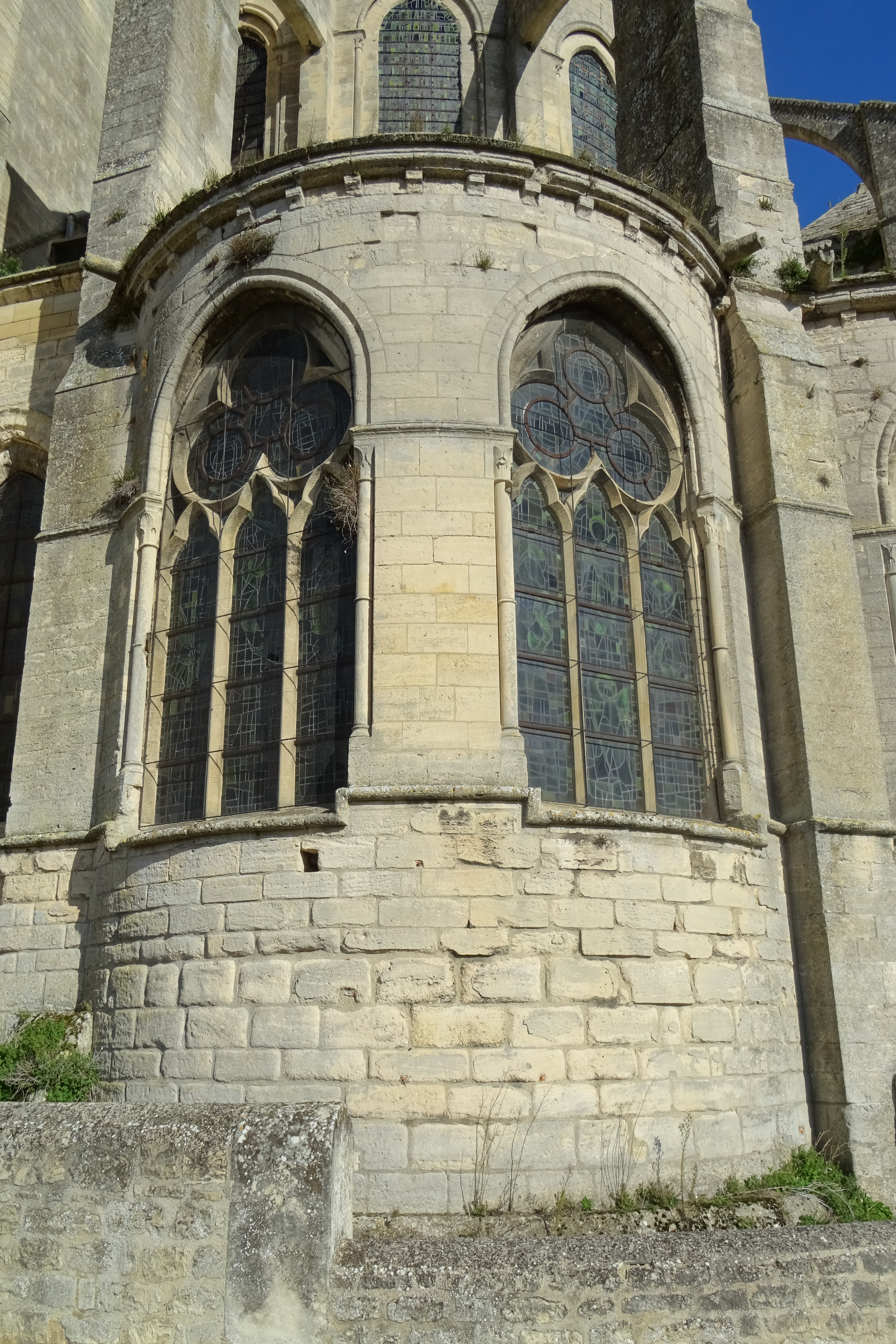
Chapelle rayonnante sud.
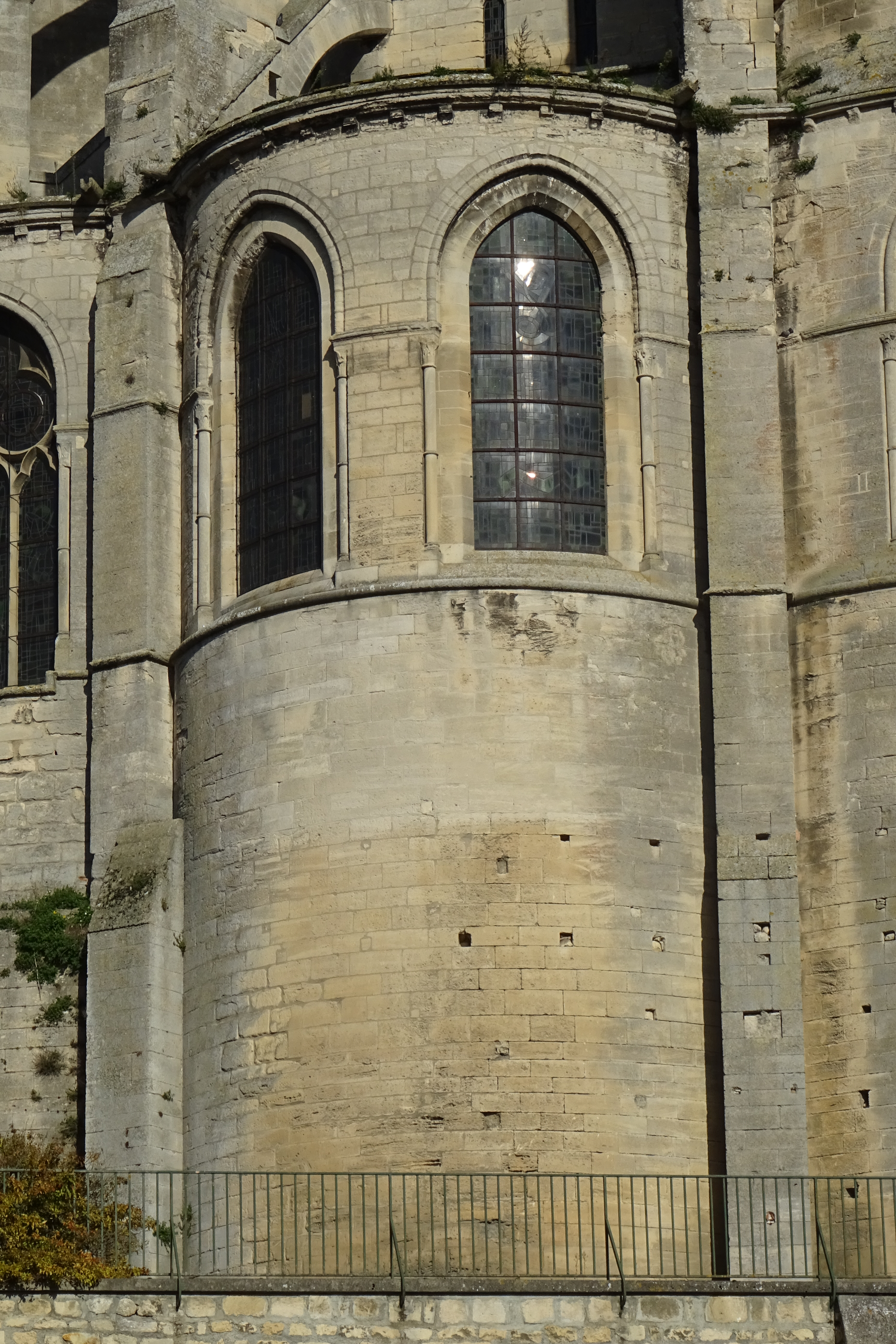
Chapelle rayonnante sud-est.
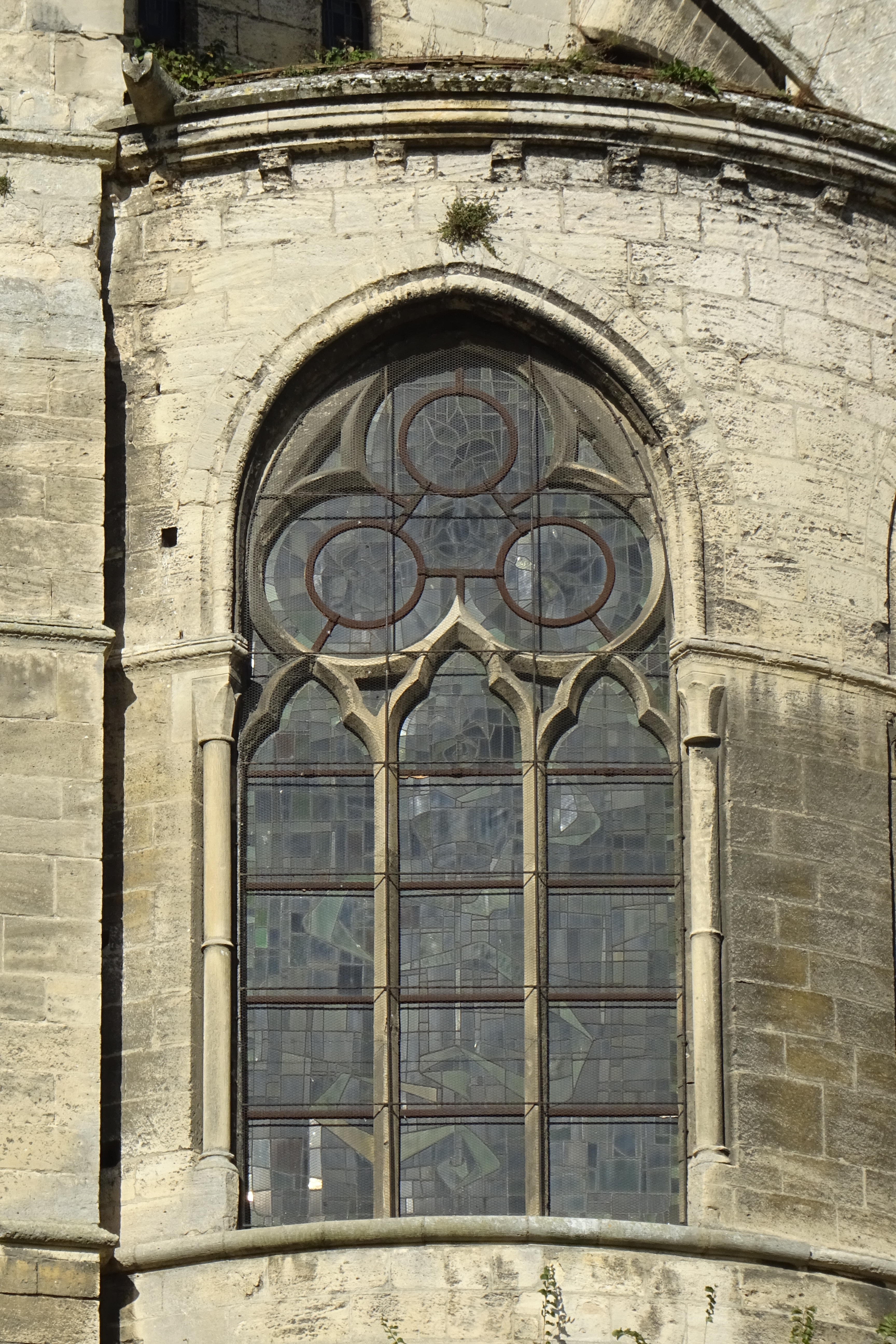
Réseau rayonnant d'une baie de la chapelle nord-est.
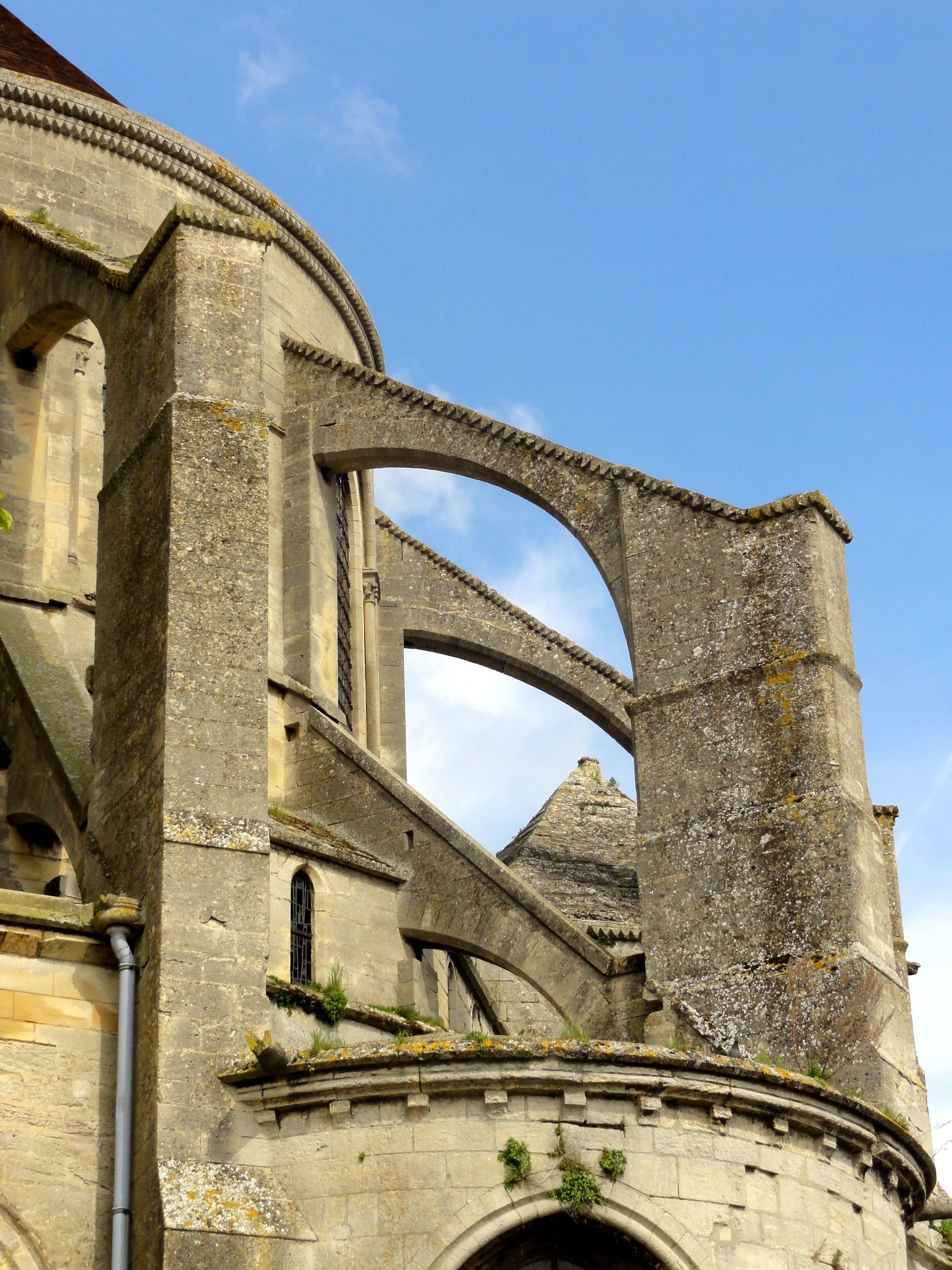
Arc-boutants au sud-est de l'abside.
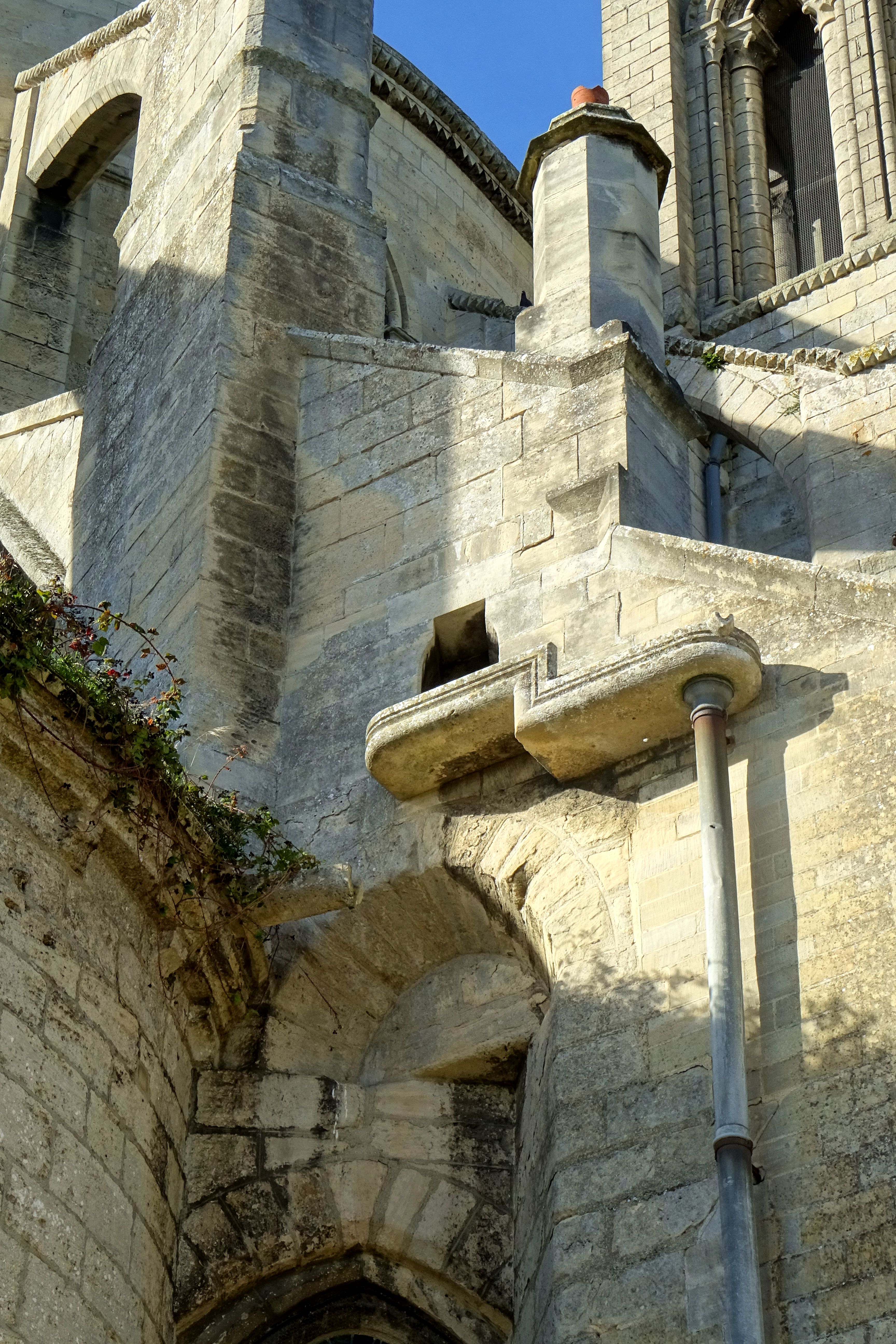
Culée de l'arc-boutant au nord-est.
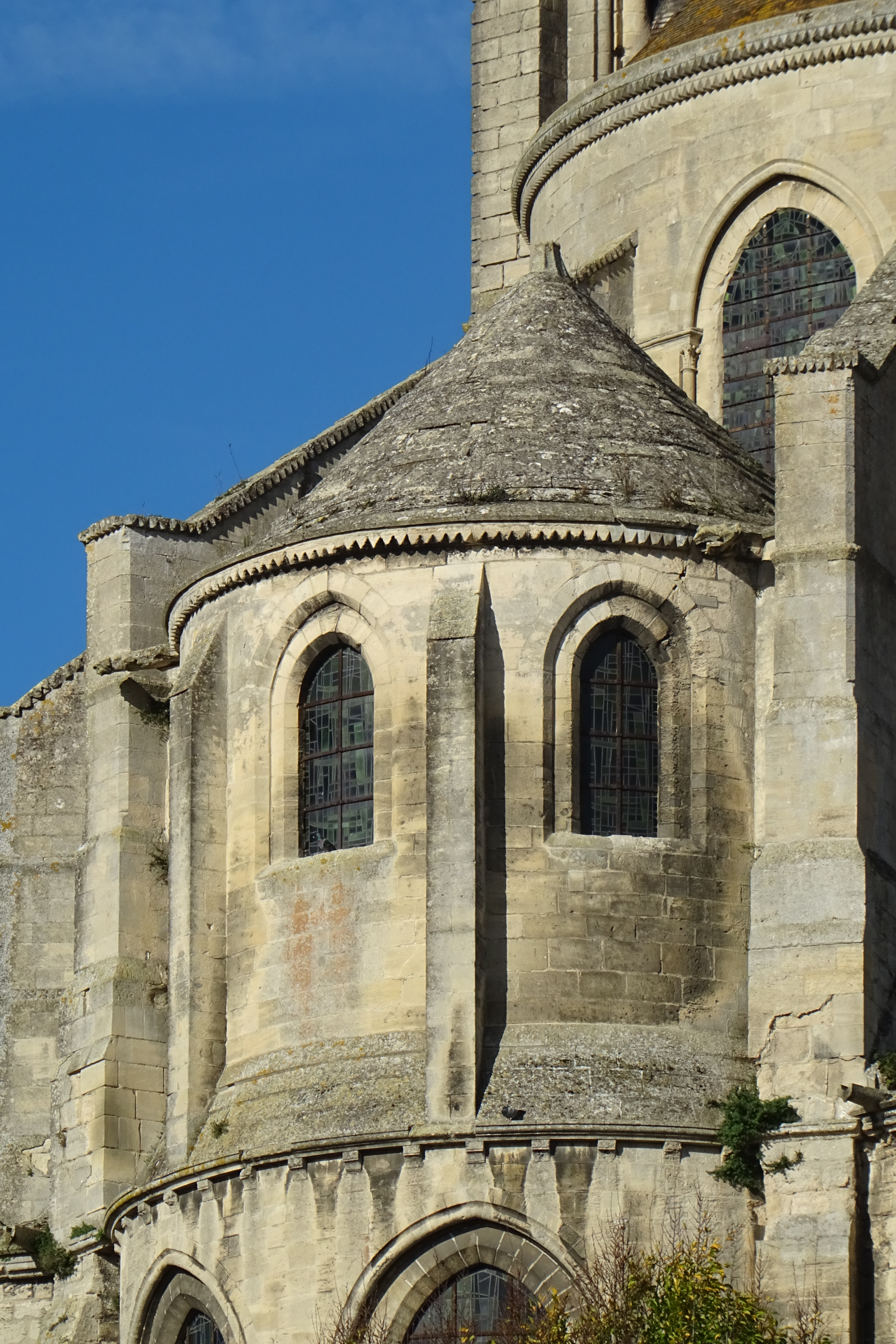
Chapelle haute, vue depuis le nord-est.

### Bâtiments annexes de l'église et vestiges du prieuré

#### Mur d'enceinte

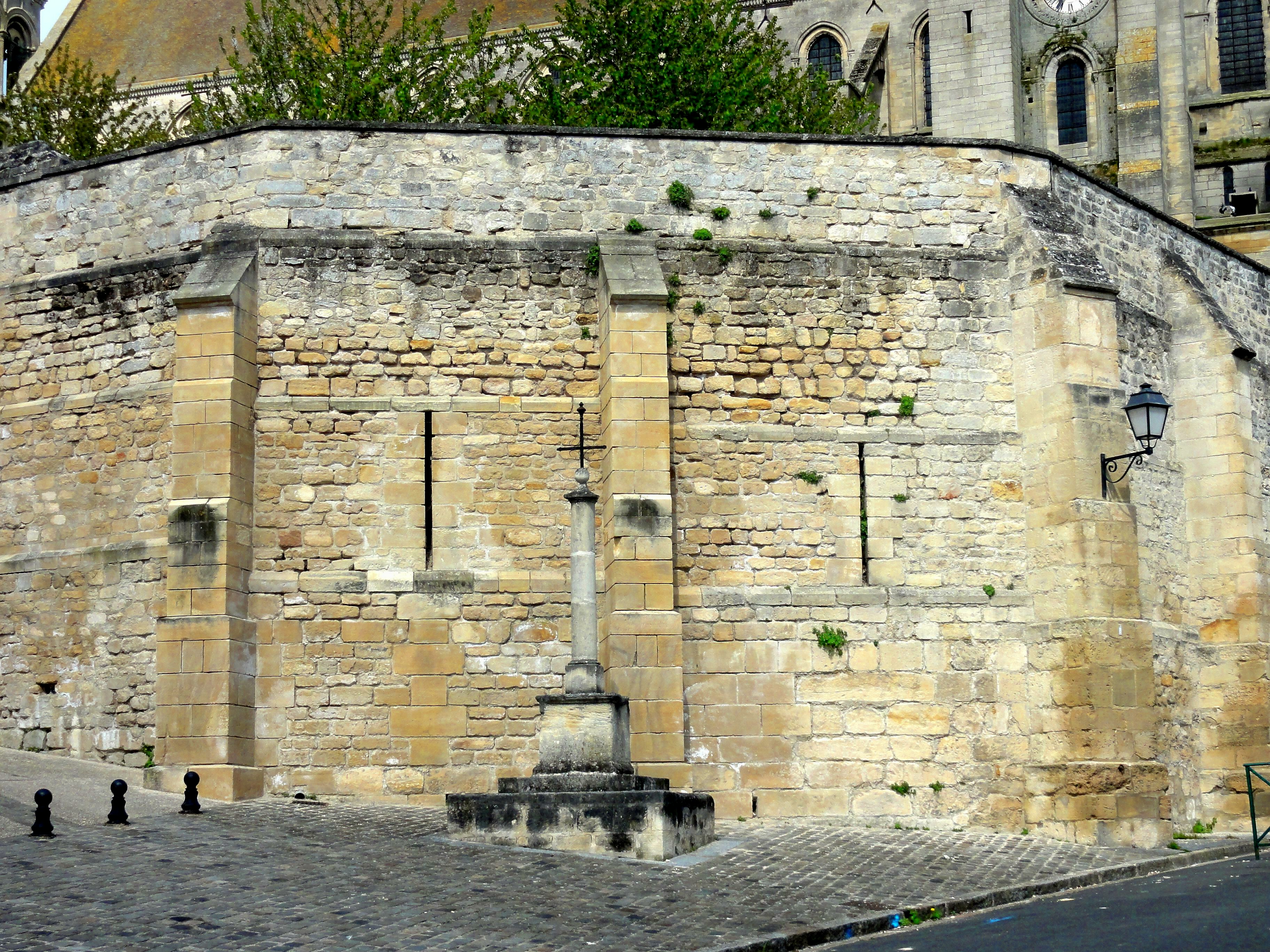
Extrémité sud-est, place du Perron.

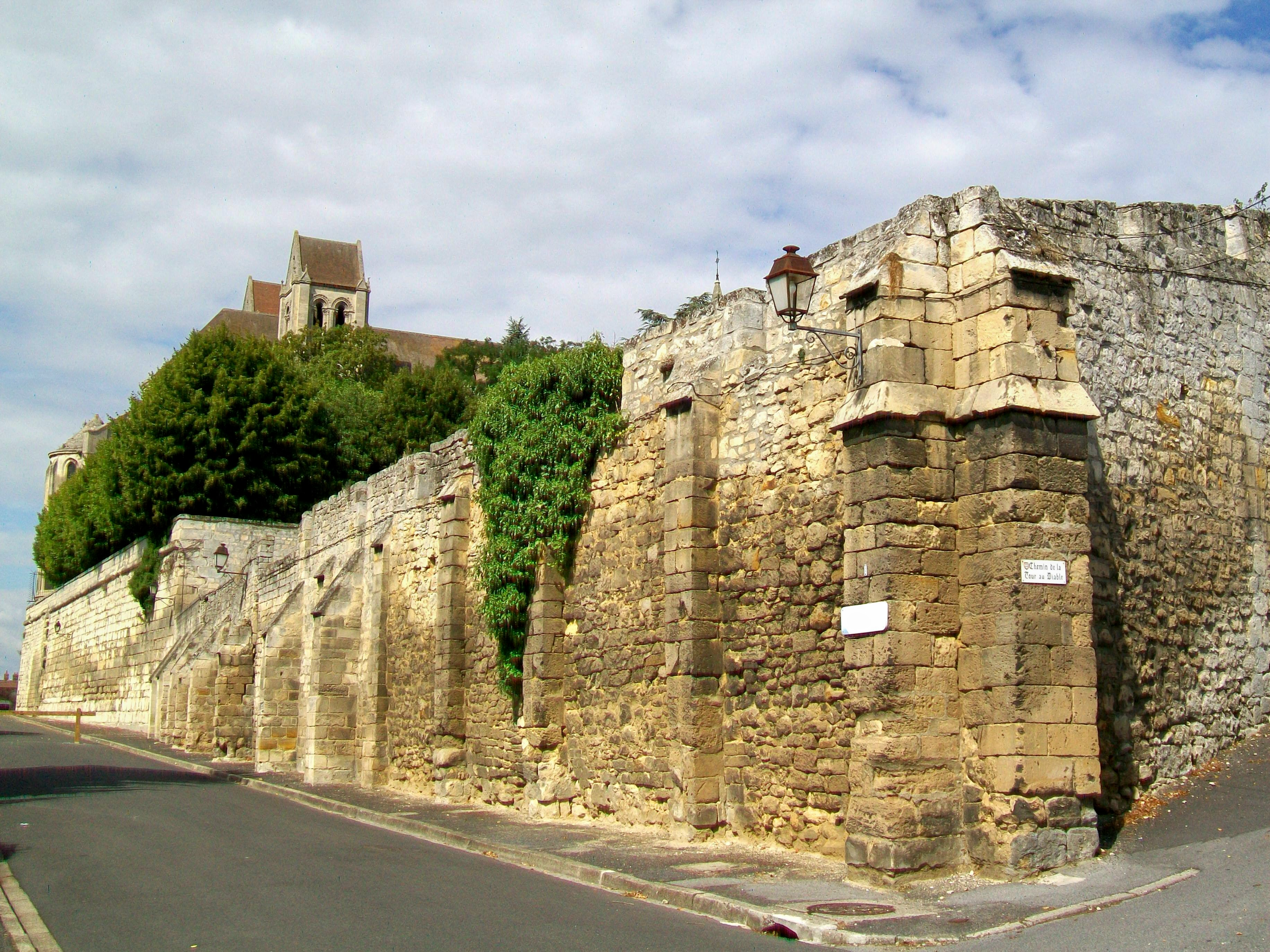
Angle nord-est, rue Jean-Jaurès / chemin de la Tour au Diable.

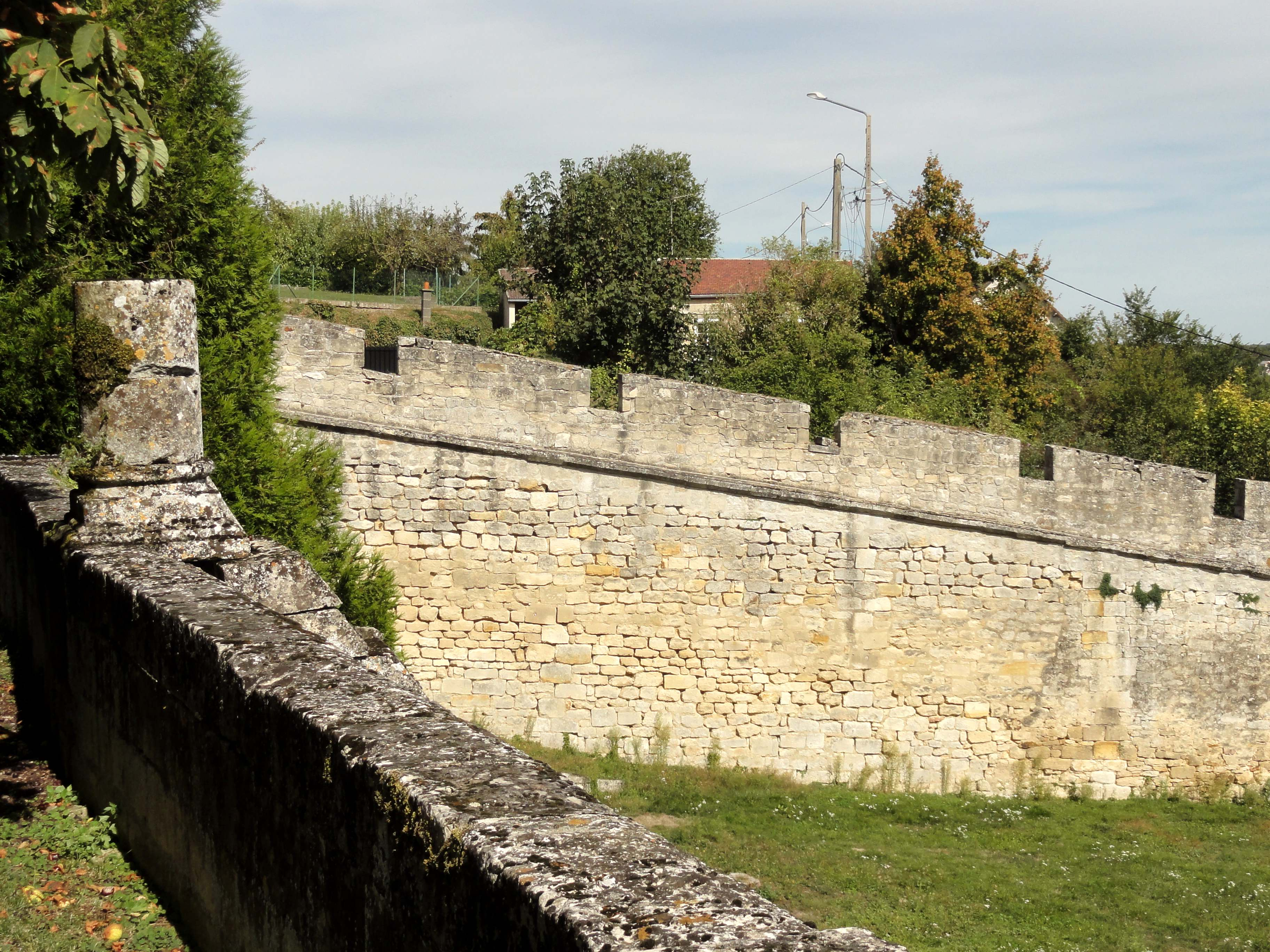
Vue depuis le mur décrit par E. Müller, sur le côté intérieur de l'enceinte chemin de la Tour au Diable.

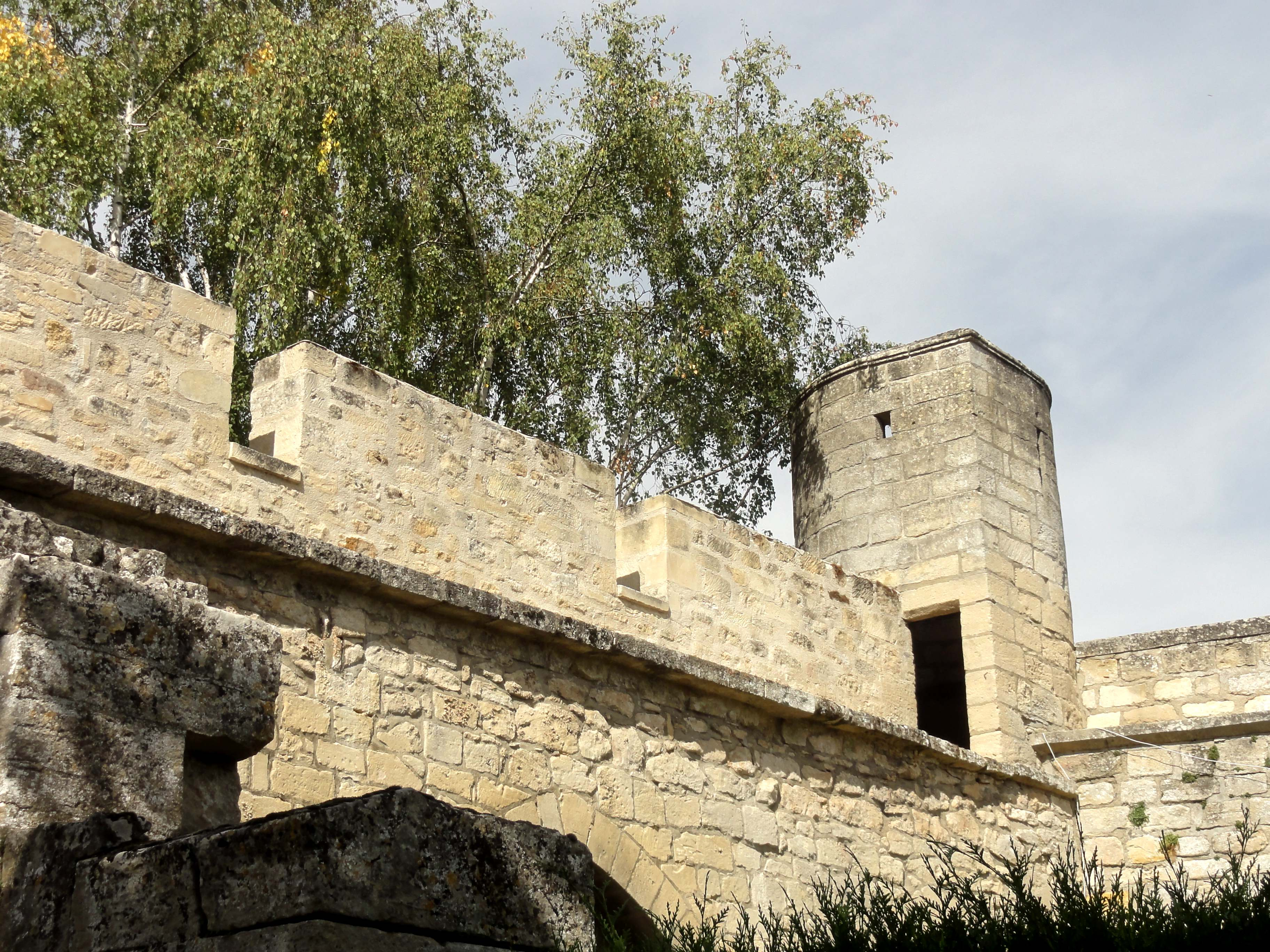
Chemin de ronde et échauguette d'angle près de la rue du Bourg.

Le vaste enclos délimitant le territoire monastique est toujours en grande partie visible. D'une superficie de 3 ha environ, il est délimité par la ruelle du Mouton, au sud ; un terrain privé et la cave Banvin, au sud-ouest ; la rue de l'Église puis la rue du Bourg, au nord-ouest ; une courte partie de la rue du Dernier Bourguignon et le chemin de la Tour au Diable, au nord-est ; et la rue Henri-Barbusse, ancienne route de Creil, au sud-est. Elle rejoint la ruelle du Mouton à la place du Perron. Ces différentes voies, en partie étroites et pentues et réservées aux piétons, sont marquées par le mur d'enceinte, presque entièrement conservé, dont les parties situées en contrebas de remblais sont soutenues par des contreforts fortement saillants. Le caractère imposant de la muraille a parfois appelé le terme de rempart, mais on ne décèle pas d'éléments à caractère défensif : tous les monastères sont entourés d'un mur comme expression de la clôture monastique, qui confère, bien entendu, aussi une protection contre les intrus ou brigands. Du côté sud, du côté nord-est et du côté sud-est, il s'agit avant et surtout d'un mur de soutènement. En général, la hauteur du mur est comprise entre 6,20 m et 8,40 m.
L'enclos se divise en trois parties. La partie méridionale est séparée du reste par l'église, dont le soubassement du chevet touche à la rue Henri-Barbusse, et le parvis au nord-ouest de l'église, devant la façade occidentale (qui est tournée vers le nord-nord-ouest). Cette partie méridionale est un jardin public, et avait déjà vocation de jardin au XVIIIe siècle, mais accueillait, au moins en partie, le cimetière des religieux, comme l'ont révélé des fouilles. La partie septentrionale de l'enclos se compose de l'ancienne zone claustrale, attenante au parvis et au couloir de dégagement qui longe l'église au nord, et du secteur de l'ancienne exploitation agricole du prieuré. Cette dernière partie de l'enclos est celle qui a gardé le moins de ses caractéristiques d'origine, y compris pour la muraille, mais y subsiste le colombier, au milieu d'un lotissement, sans sa toiture et charpente, abritant un transformateur EDF. Le plan dessiné par Albert Fossard montre un grand édifice, qui devait être la grange, mais il ne l'évoque pas dans son texte, ce qui donne à penser qu'elle avait déjà disparu dès le début du XXe siècle. Jusqu'en 1874, le parvis était plus étroit : la travée du massif occidental qui supporte la tour était incorporée dans le jardin du curé. Jusqu'en 1888 environ, quand débutèrent les travaux de restauration sur l'élévation nord de l'église, l'arcade romane au nord du parvis n'était pas franchissable par le public : c'était l'une des deux portes qui donnaient accès à l'enceinte claustrale, avec une porte dite fortifiée du XIVe siècle donnant sur la rue du Bourg.
Avant de venir à la description des portes, il convient de faire la synthèse des rares éléments connus sur le mur d'enceinte. Du fait du manque d'entretien et des dégradations par les intempéries, il a souvent été réparé par les propriétaires successifs ou par les Monuments historiques, en ce qui concerne la partie qui est propriété publique, au sud et aux abords immédiats de l'église. Les différentes réparations et restaurations ont mal été documentées, et la muraille n'a pas fait d'étude approfondie à ce jour. La seule description, assez brève, antérieure à l'acquisition de la zone claustrale par Albert Fossard au début du XXe siècle, est celle d'Eugène Müller. Mais il vise un mur de soutènement à l'intérieur de l'enclos, qui domine l'angle nord-est de la propriété : « …il est aisé d'y noter encore un détail qui me semble très rare. C'est l'existence de six contreforts engagés dans la masse de construction en quadrilatère et formant en dehors une saillie semi-circulaire ; le tout gardant comme un souvenir du XIIe siècle et même des tours gallo-romaines ». Les contreforts sont en réalité sommés d'une base de colonne et d'un ou deux tambours, ce qui s'explique mal. D'autres caractéristiques surprenants sont présents sur la muraille qui descend le long du chemin de la Tour du Diable, à savoir des créneaux, assez espacés, et l'esquisse d'un chemin de ronde. Jean-Louis Bernard doute fortement de l'authenticité de ces éléments et les attribue à une restauration par Albert Fossard. En effet, rien de tel n'existe sur les sections du mur qui sont propriété publique : or, par coïncidence, ces sections ne concernent que la partie non habitée de l'enclos, tourné vers le bourg qui plus est, arguments qui n'ont pas été pris en compte. L'archéologue regrette que Fossard n'ait pas décrit ou documenté l'état de l'enceinte avant les travaux. Il surligne que les supposées meurtrières sont des ouïes pour l'évacuation des eaux. En ce qui concerne les sections du mur qui n'ont pas été refaites, le rédacteur du dossier de classement, Paul Mercier (inédit, 13 avril 1985) propose une datation très haute, du XIIe siècle, voire du XIe siècle ; Philippe Racinet quant à lui ne voit aucun élément antérieur au XIIe siècle mais voit des meurtrières. Les fouilles conduites par Jean-Louis Bernard en été 1998 n'ont, de l'avis de l'archéologue même, rien apporté à la datation de l'enceinte,,. Mais le mur de soutènement qui longe la rue Jean-Jaurès au nord du chevet de l'église, donnant appui à une terrasse plantée de tilleuls, est bien plus récent : Albert Fossard la place au XVIIe siècle, époque de plusieurs réparations et remaniements au couvent : « Des remblais successifs ont amené le niveau des terres à celui du chemin de ronde de la muraille crénelée longeant la route, à la suite du mur de soutènement ».
Quant à la Tour au Diable elle-même, elle a disparu. Albert Fossard assure qu’elle se trouvait « vers l'est, sur l'angle du chemin qui en a conservé le nom : on voit encore la trace du parement circulaire sur le pan coupé et celle de la porte qui y donnait accès de la basse-cour. Elle pouvait mesurer environ 4 m de diamètre intérieur au sol. Une petite porte de 1,10 m de largeur, encore visible, était le seul accès à la base par la cour du petit couvent ». La Tour au Diable n'était pas le seul dispositif de ce type. À la suite de la description de la porte fortifiée, qui regroupe quatre échauguettes de deux types dans son voisinage, Albert Fossard indique des tours de guet placés sur trois contreforts, au nord-ouest de l'enceinte. Il s'agit là aussi d'échauguettes. Elles prenaient appui sur le mur, et sur un contrefort, ainsi que sur des encorbellements dans les deux angles rentrants. Coiffées d'un cône de pierre creux, elles étaient desservies par un escalier. Ces tours de guet auraient existé en divers autres points du mur d'enceinte ; l'une serait assez bien conservée. Il n'est pas précisé où elle se situe.

#### Portes dans l'enceinte claustrale

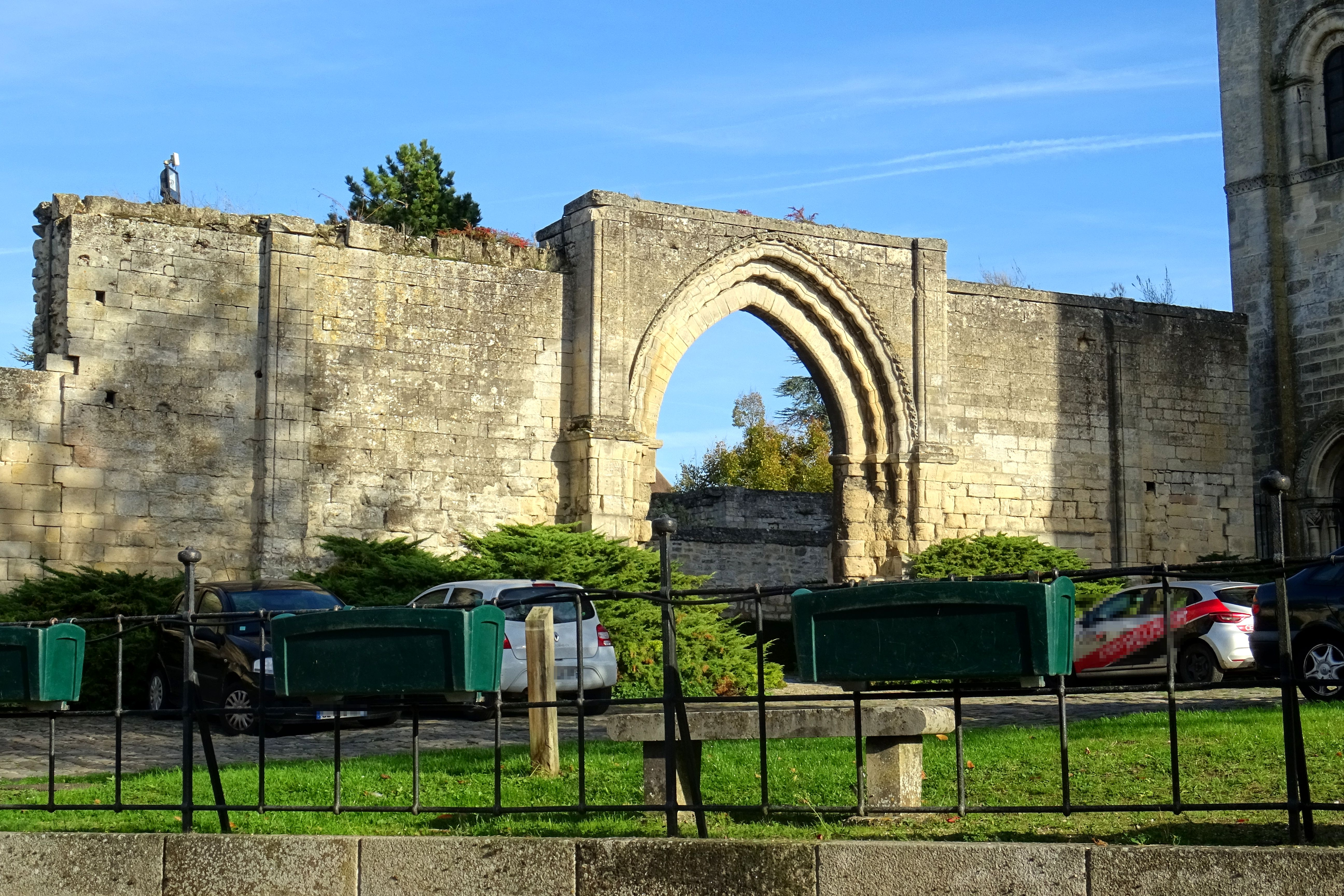
Porte et mur romans au nord du parvis de l'église.

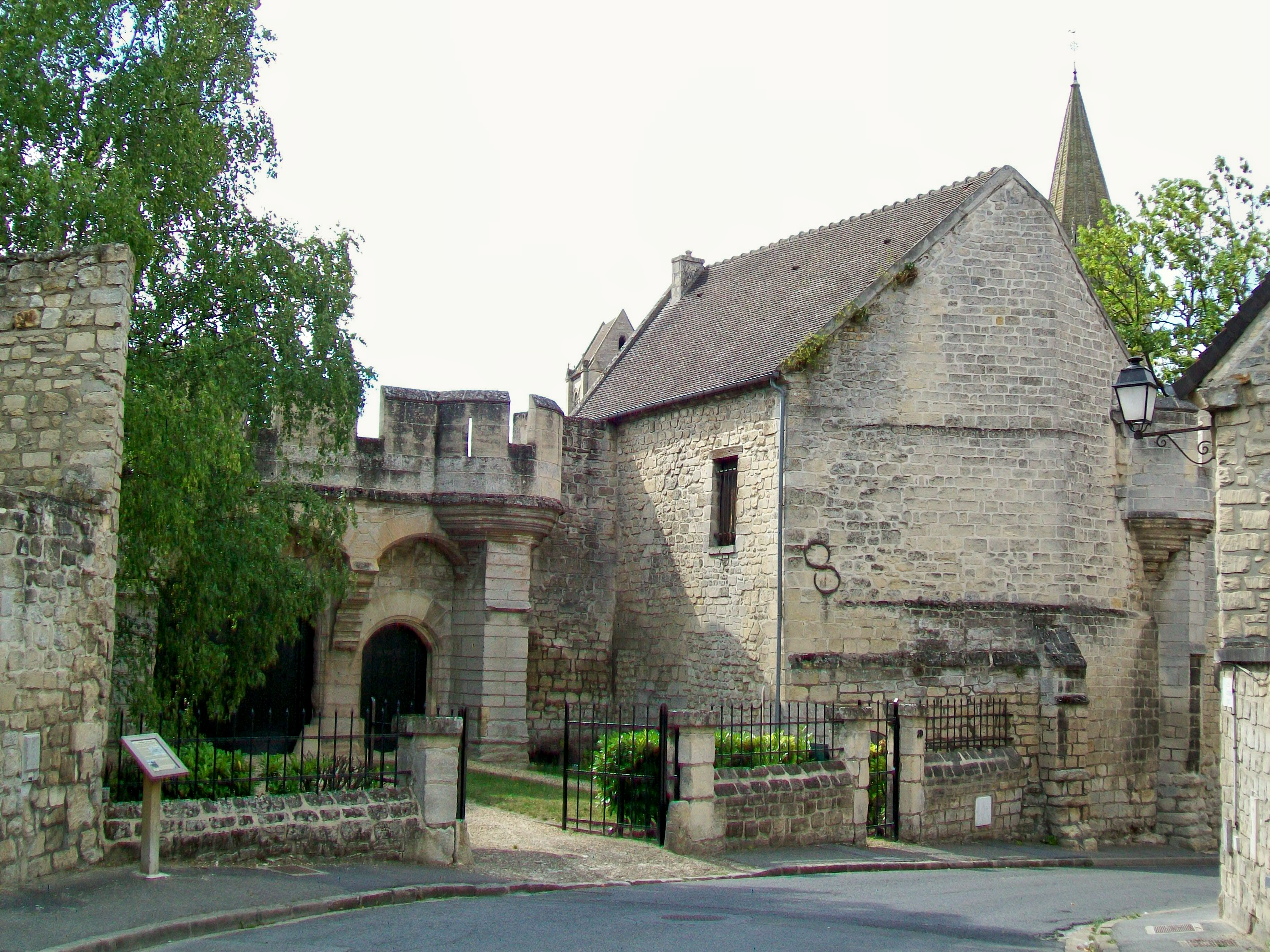
Porte fortifiée et maison gothique à échauguette, rue du Bourg.

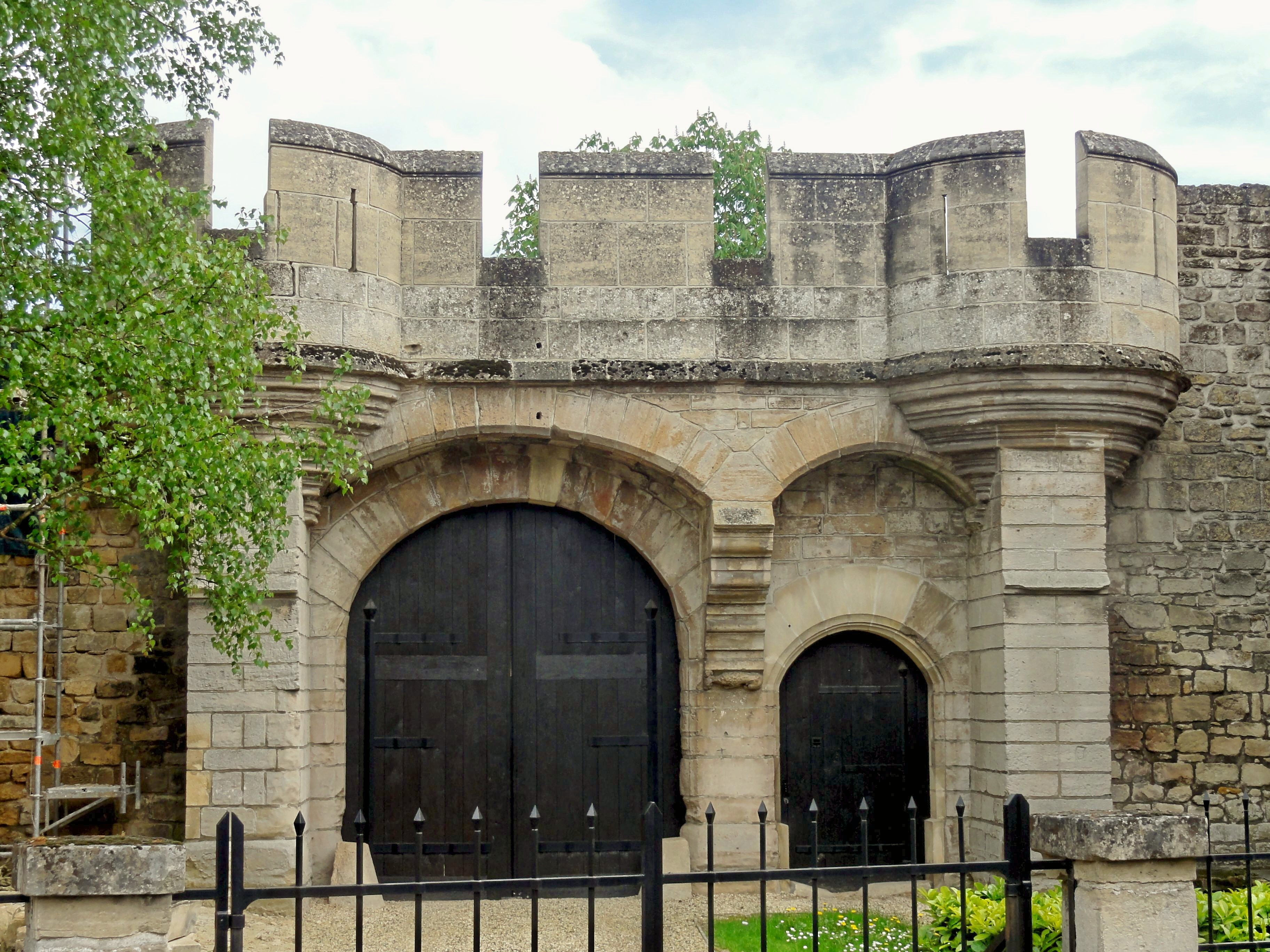
Porte fortifiée, vue rapprochée.

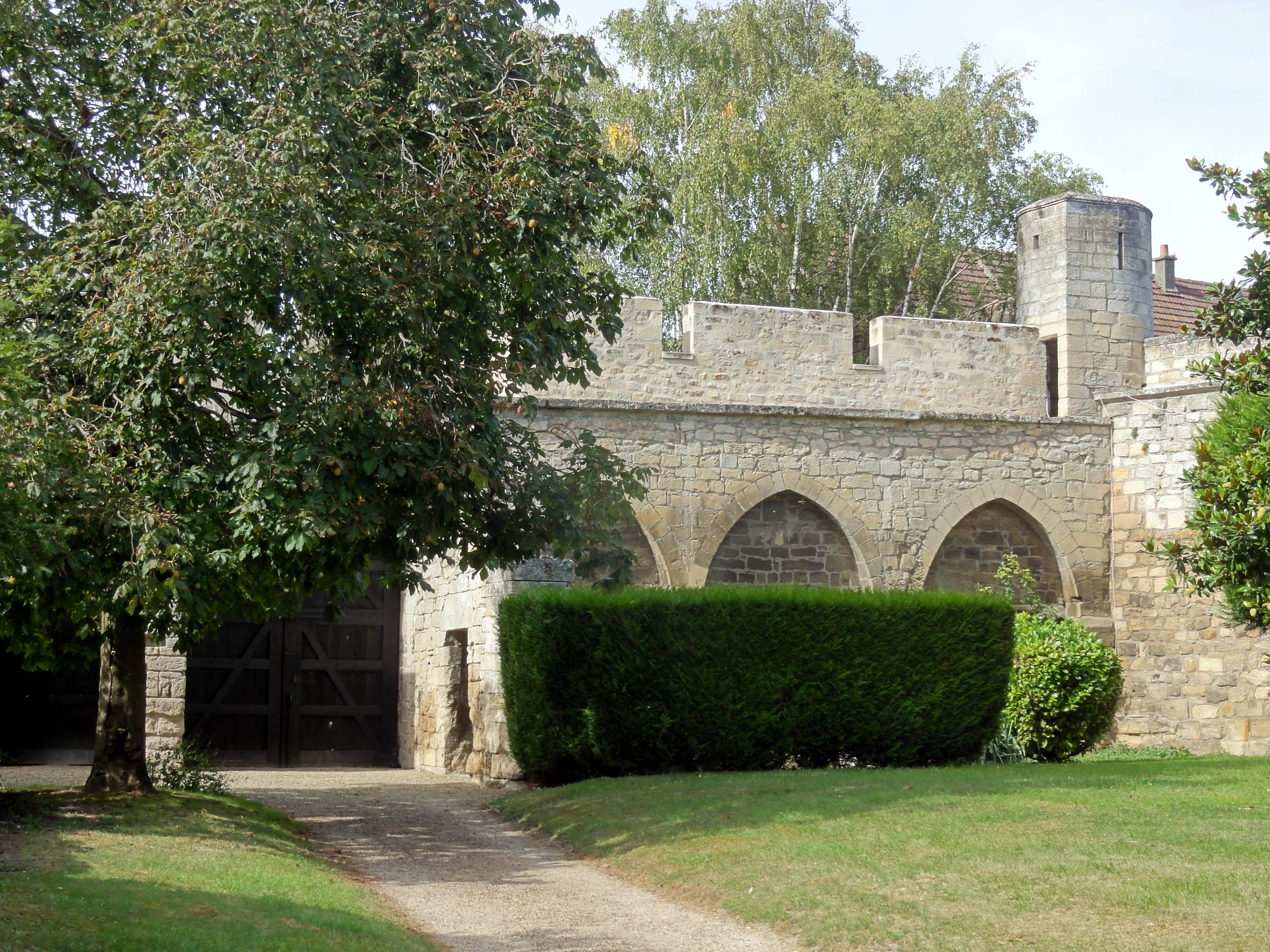
Mur d'enceinte et échauguette au nord de la porte fortifiée.

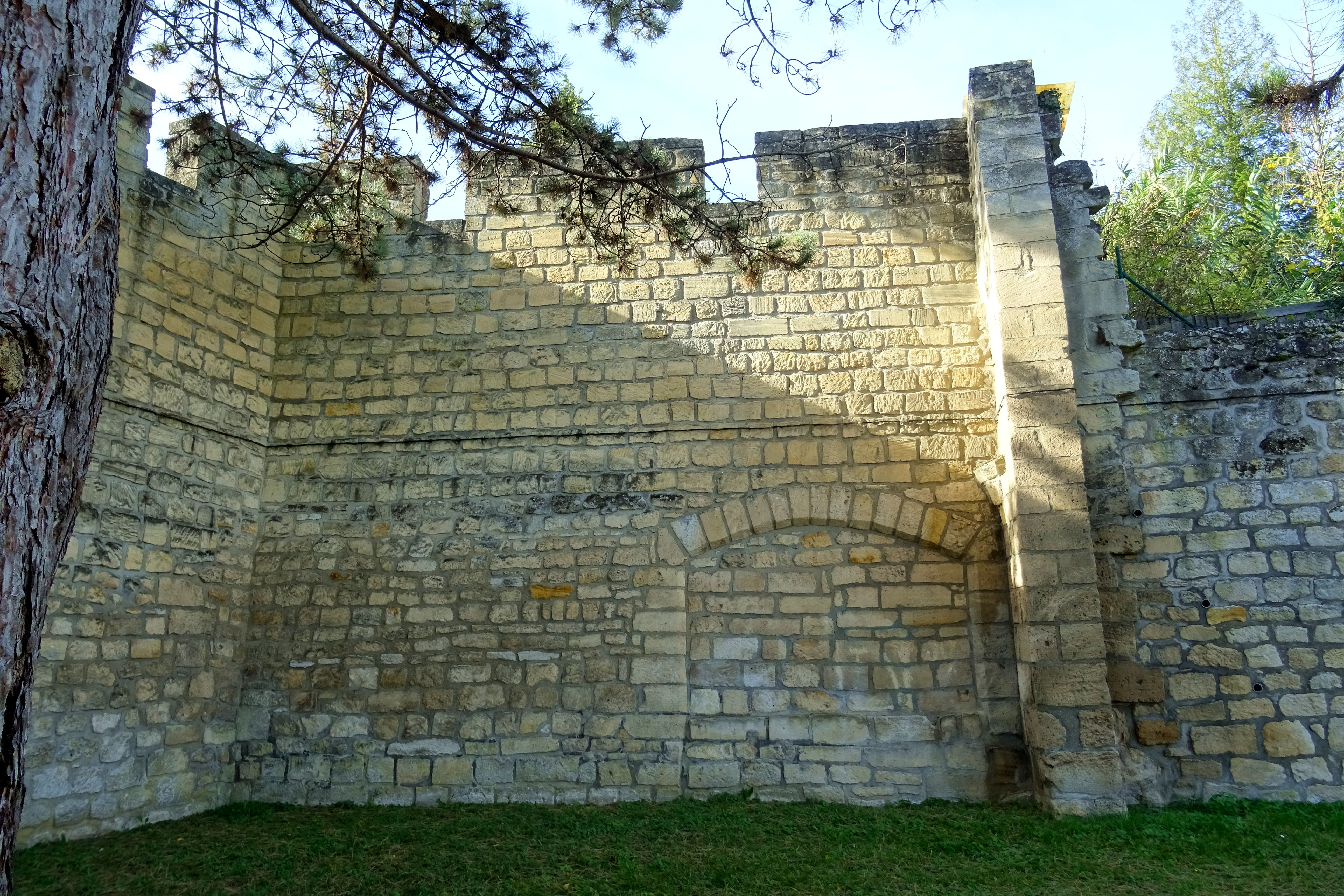
Porte bouchée, en haut du chemin de la Tour au Diable.

L'ancienne porte du prieuré, située à gauche en regardant la façade occidentale de l'église, est de loin l'élément le plus étroitement associé à la prieurale, par son architecture. Elle donne accès à une cour que l'on nommait la « Cour rouge », selon Albert Fossard, qui y situe toute une série de bâtiments annexes qu'il ne représente pourtant pas dans son plan, pas plus que la cour. Il semble s'agir d'extrapolations d'après ses lectures sur d'autres sites monastiques. « Comme en d'autres endroits, le feu a détruit une partie du socle et des piédroits de la porte ». Intégrée dans un mur, devant lequel la porte fait légèrement saillie, elle est délimitée par deux contreforts reposant sur des colonnettes à chapiteaux (Albert Fossard les qualifie de pilastres). Au-dessus, les angles de ces contreforts sont également agrémentés de colonnettes à chapiteaux, jusqu'à la couronne du mur, et il en va de même des deux contreforts qui épaulent les sections de mur à gauche et à droite du portail, en leur milieu. Ces contreforts sont traités de manière analogue à ceux des deux premiers niveaux d'élévation du massif occidental.
La porte elle-même est en tiers-point, et possède une triple archivolte. Le rang de claveaux inférieur n'est pas mouluré. À l'instar de ses piédroits, il a les arêtes taillées en biseau. Les deux rangs de claveaux supérieurs rappellent l'ornementation du portail de l'église. L'une est sculpté de deux rangs de bâtons brisés, l'un en positif, l'autre en négatif ; l'autre présente deux rangs de bâtons brisés affrontés, l'un de face, l'autre dans l'intrados. S'y ajoute un cordon supérieur sculpté de fleurs de violette à six pétales, motif rare signalé pour le portail méridional du massif occidental. Les deux voussures supérieures de l'archivolte retombent sur une colonnette à chapiteau de chaque côté, qui ont pour tailloir une tablette continue partagée avec les piédroits du rang de claveaux inférieur et les chapiteaux des contreforts. Ainsi, la porte est flanquée de quatre colonnettes à chapiteaux de chaque côté, dont l'une regarde vers le côté opposé à l'ouverture. Quatre chapiteaux sont sculptés de volutes d'angle assez massifs, associées à des feuilles simples. Certaines corbeilles sont godronnées. Sinon, le décor est davantage gravé que sculpté, et constitué en partie d'un semis de petits trous. Ces chapiteaux sont d'une facture archaïque. Eugène Müller décrit le portail et propose une datation du début du XIIe siècle,. Si le tracé en arc brisé s'y oppose, on ne voit pas pourquoi Jean-Louis Bernard dit que « Ce portail est aujourd'hui en si mauvais état que ces décors ont totalement disparu, mais aussi bien la description de l'abbé que les éléments subsistant montrent qu'il n'est probablement pas antérieur à la seconde moitié du XIIe siècle » : l'affirmation sur l'état de conservation est fausse, et pour la datation, il est plus sage de suivre Delphine Hanquiez, qui a étudié en détail l'architecture du massif occidental, et propose les années 1130 - 1140.
La porte fortifiée du XIVe siècle bénéficie d'une certaine notoriété pour figurer dans le « Dictionnaire raisonné de l’architecture française du XIe siècle au XVIe siècle » d'Eugène Viollet-le-Duc, dans le chapitre consacré aux portes d'abbayes et de monastères. L'architecte la présente de la façon suivante : « Ces portes de monastères ne sont pas précédées d’ouvrages avancés, de barbacanes, de boulevards ; elles s’ouvrent directement sur la campagne, quelquefois même sans fossés ni pont-levis, et leurs défenses sont plutôt un signe féodal qu’un obstacle sérieux. La porte de l’abbaye de Saint-Leu d’Esserent, qui date XIVe siècle, est construite d’après ces données mixtes : c’est autant une porte de ferme qu’une porte fortifiée. Nous en présentons la face du dehors. Cet ouvrage consiste en deux contre-forts extérieurs, portant chacun une échauguette cylindrique. Entre les contre-forts qui masquent la courtine, s’ouvrent une porte charretière et une poterne. Trois mâchicoulis sont percés au-dessus de la grande issue et deux au-dessus de la poterne (voy. le plan en a) ; un crénelage couronnait le tout. En B, est tracé le profil des encorbellements des échauguettes, avec leur larmier. La figure 49 donne la coupe de cette porte faite sur ab. On reconnaît aisément qu’une entrée pareille ne pouvait présenter un obstacle bien sérieux à des assaillants déterminés ; quoi qu’il en soit, cette composition ne laisse pas d’être habilement conçue et d’une très-heureuse proportion ». Jean-Louis Bernard connaît cette description ; autant n'est-il pas évident de le suivre quand il écrit qu’« on ne connaît pas l'état de la porte fortifiée avant l'achat de l'ensemble claustral par Albert Fossard, et il n'est pas exclu qu'il ait fortement recomposé le vestige à l'occasion de sa restauration ». Il est indéniable qu'Albert Fossard a l'imagination vive, et que le contexte historique dans lequel il situe les éléments dont il s'est vu en charge paraît parfois romancé : « Les assauts multiples donnés à cette entrée décidèrent les moines à construire la porte fortifiée du XIVe siècle, qui comportait une défense mieux appropriée aux besoins de l'époque, et dut remplacer la précédente » (à savoir la porte romane ci-dessus). Mais existent au moins les dessins de Viollet-le-Duc des années 1860, et une gravure insérée dans le livre du chanoine Pihan Esquisse descriptive des monuments historiques dans l'Oise. Fossard lui-même a fait reproduire dans son livre une photo montrant l'état de la porte avant la restauration, en 1925. On peut ainsi déduire que l'existence ancien des créneaux a été suggéré par Viollet-le-Duc, et que Fossard les a fait restituer, sans modifier le reste.
Ce n'est pas sans raison qu'Albert Fossard évoque la protection conférée par l'enceinte. L'auteur a connu une situation qui l'a replongé loin dans le passé, quand les habitants du faubourg cherchaient refuge, lors des assauts, à l'intérieur des remparts: pendant la Première Guerre mondiale, en effet, plusieurs familles se sont réfugiées dans les souterrains du prieuré et y ont vécu un certain temps. En lisant attentivement, on décèle les renseignements factuels. Une niche pour le portier est ménagée dans le contrefort à l'arrière du trumeau, côté poterne, avec un guichet côté porte charretière. Les claveaux de l'arcade en anse de panier de la porte charretière ont été retaillés afin d'augmenter la hauteur du passage. La plate-forme au-dessus des portes est dallée en pierre dure, et couvre une assez grande surface, d'environ trois mètres de profondeur. On ignore si une charpente la recouvrait. Au nord de la porte, un chemin de ronde de 1,10 m de largeur est aménagé grâce à trois arcs de décharge en tiers-point, qui augmentent l'épaisseur du mur. Les créneaux ont été refaits sous Albert Fossard (il le dit, et une photo de 1925 reproduite sur sa planche XIII montre encore la porte sans créneaux). On peut ainsi circuler sur la couronne du mur sur une distance de 9 m, pour aboutir ensuite vers une échauguette d'angle, sans caractère particulier. Par la suite, le chemin de ronde se continue vers l'est ; cette section n'est pas visible depuis la rue. — Au sud de la porte fortifiée, en retour d'équerre, une maison flanque l'accès au prieuré. Du côté de la rue, elle est intégrée dans le mur d'enceinte. À son angle sud-ouest, le mur pignon côté rue est cantonné d'une échauguette ouverte, qui repose sur une succession d'encorbellements, comme les échauguettes flanquant la porte. Entre l'échauguette et le parvis de l'église, le chemin de ronde se poursuit. Des corbeaux devaient servir d'appui à des poteaux permettant l'élargissement du chemin grâce à la pose de hourds de bois sur le parapet, qui est ici dénué de créneaux. Les profils de base, côté rue, et ceux des encorbellements ainsi que de la forte console au-dessus du trumeau entre les deux portes sont décrits comme bien conservés. De part et d'autre de la porte charretière, subsistent aussi les entailles pour recevoir la barre de bois pour barricader le portail en cas de besoin.
Une troisième porte a existé, en haut du chemin de la Tour du Diable, à l'endroit ou l'enceinte décrit un angle droit, à 65 m de la Tour au Diable (dont ne subsiste aucucne trace visible depuis le domaine public). Ce fut, selon Albert Fossard, l'entrée de la cour du manoir. De l'extérieur de l'enceinte, on n'aperçoit qu'une porte en anse de panier bouchée, qui mesure 2,80 cm de largeur et un peu plus de hauteur. De l'intérieur de l'enceinte, on verrait aussi une porte pieton, qui mesurerait 1,55 cm de largeur pour 2,50 m de hauteur. Ces deux portes seraient surmontées, intérieurement, d'un arc de décharge en tiers-point. Il y aurait également une plate-forme au-dessus, comme pour la porte fortifiée, mais on ne peut l'atteindre que moyennant une échelle, depuis le chemin de ronde. Au début du XXe siècle, cette double porte était presque entièrement enfouie.

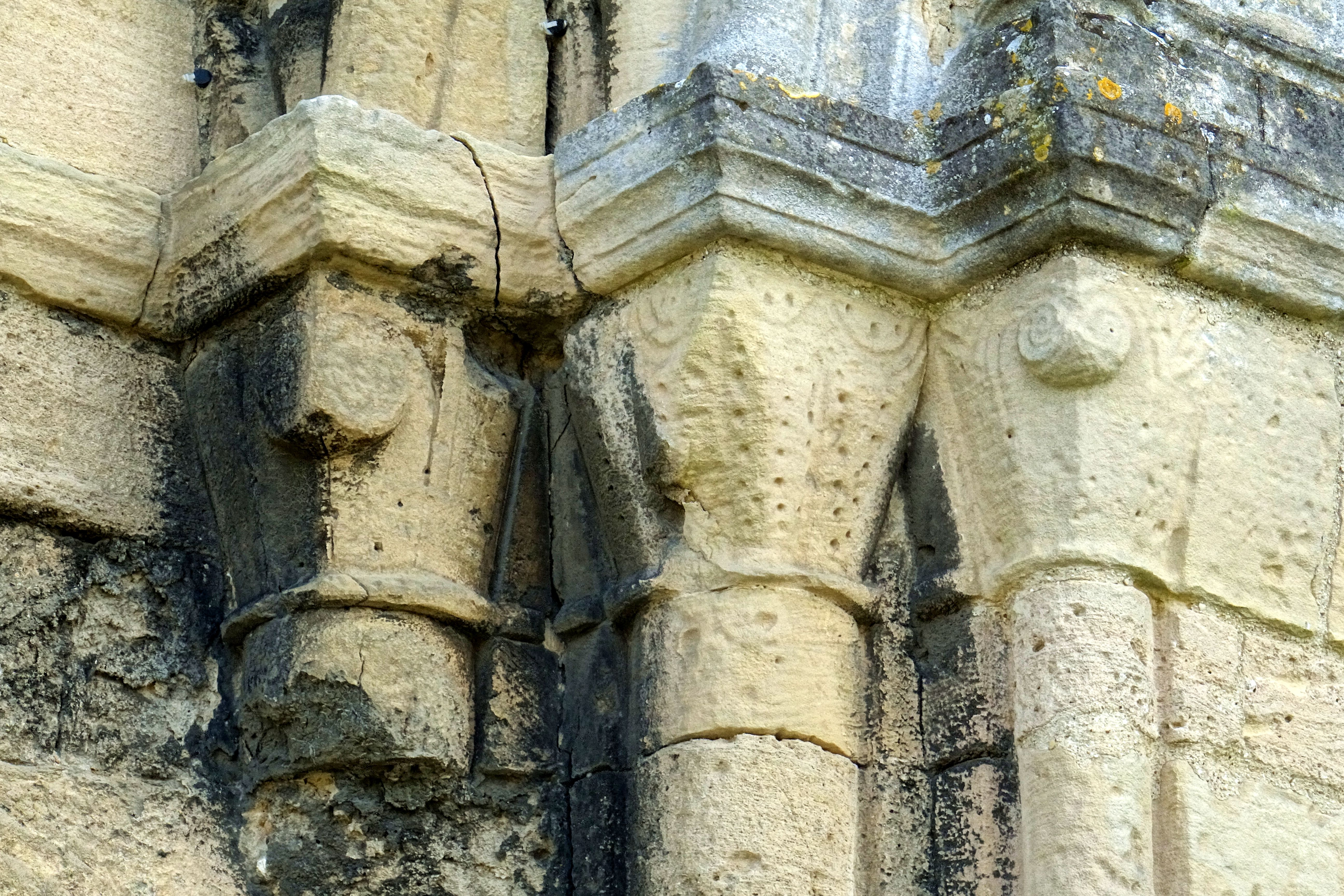
Chapiteaux de la porte romane.
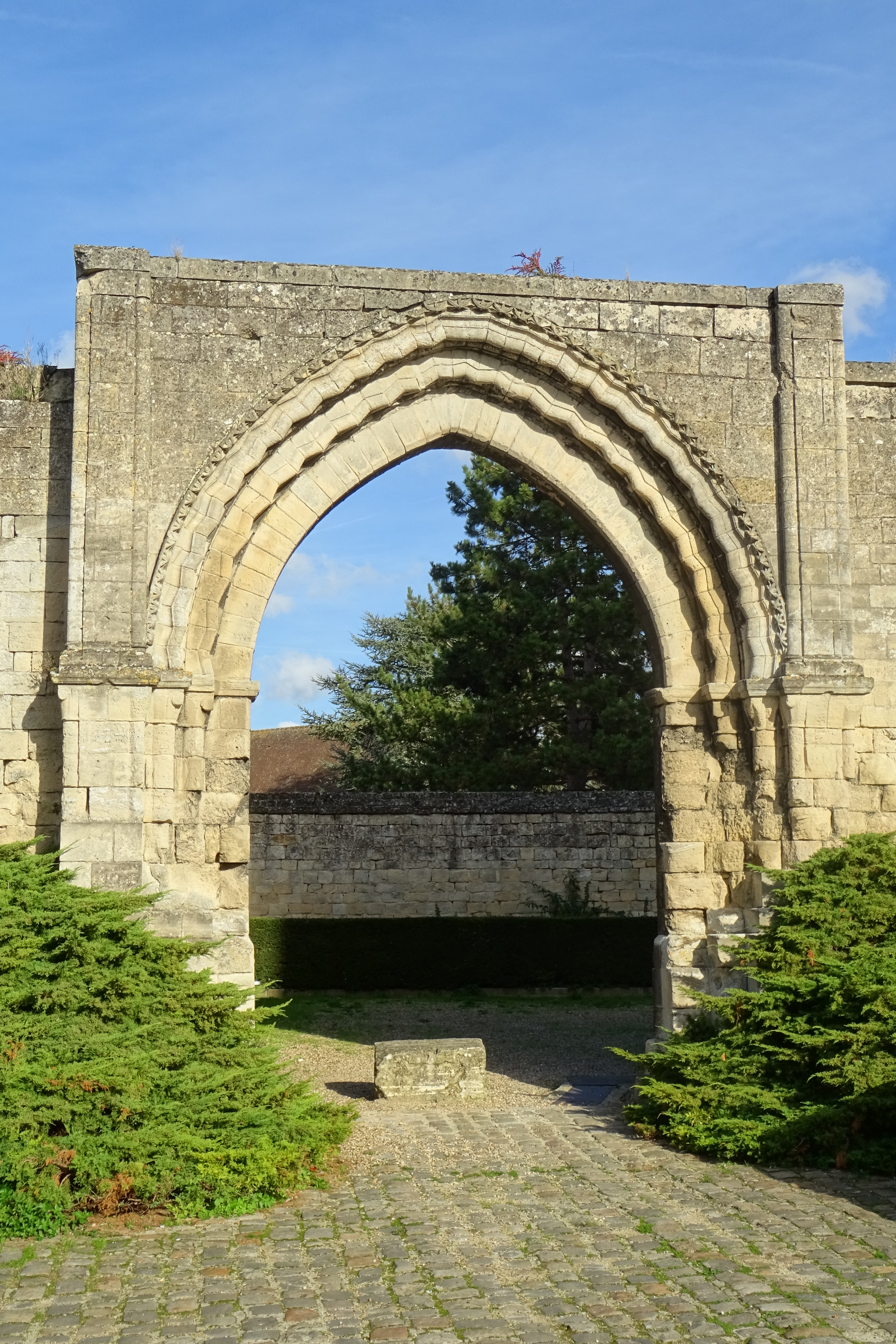
Porte romane sur le parvis de l'église.
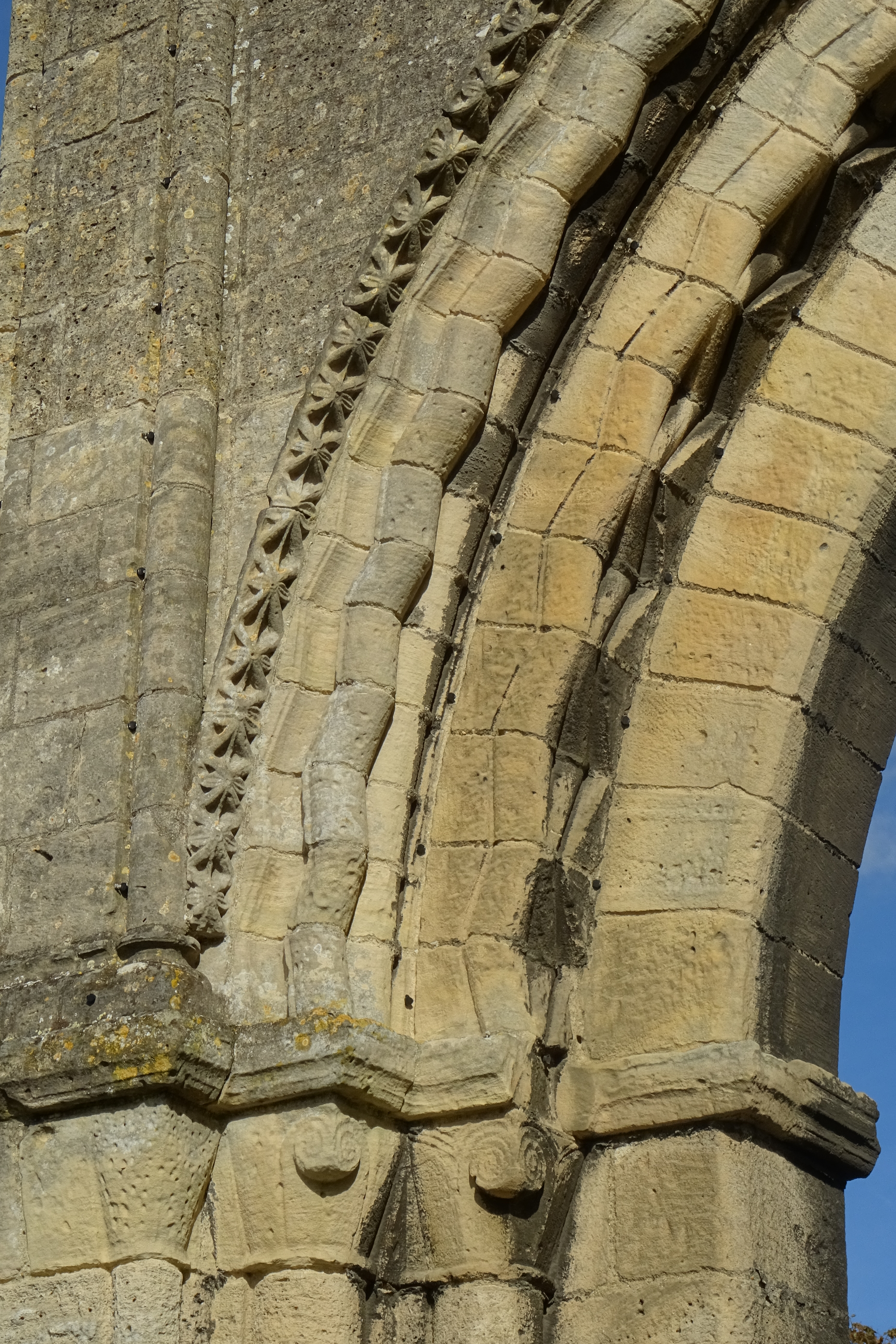
Archivolte de la porte romane.
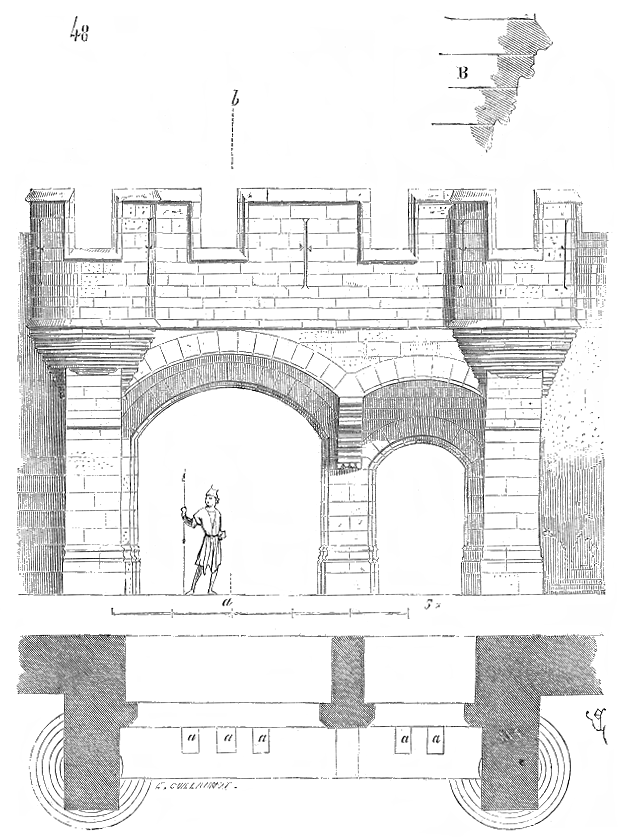
Viollet-le-Duc, figure 48 (élévation et plan).
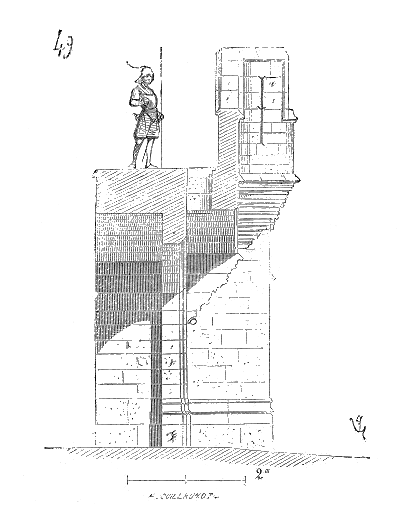
Viollet-le-Duc, figure 49 (coupe).
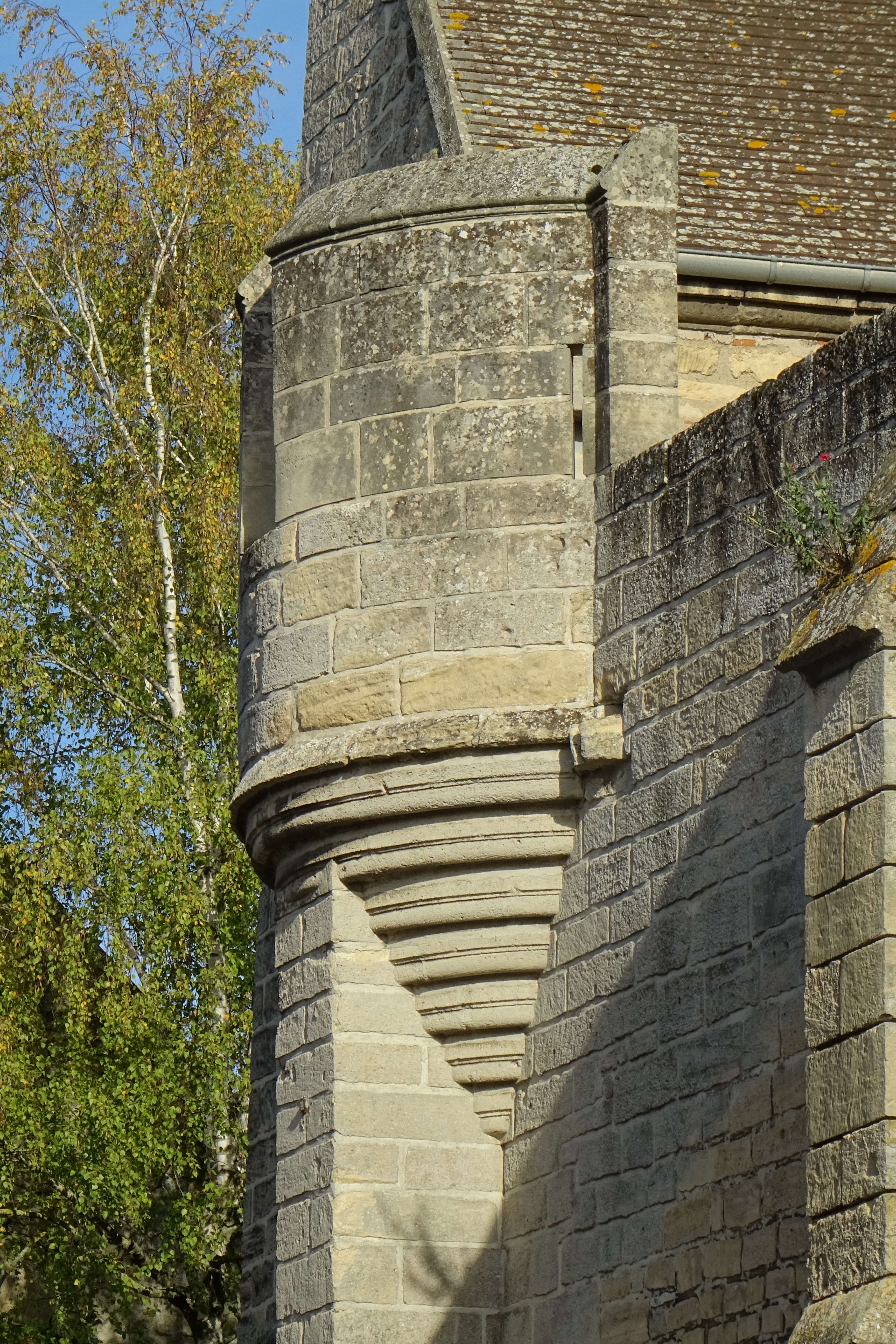
Échauguette de la maison jouxtant la porte.

#### Cloître

Plan schématique du cloître.

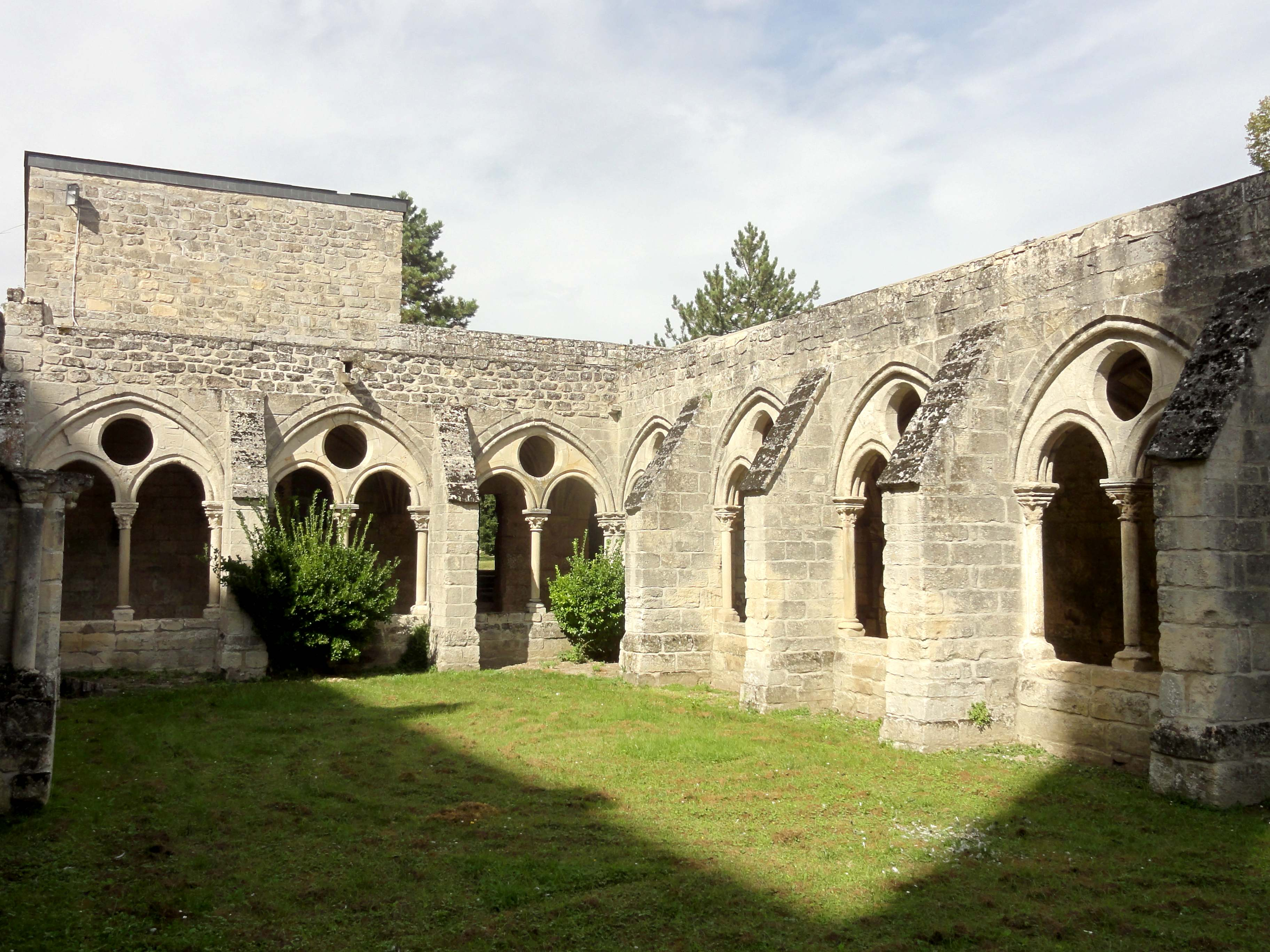
Vue vers le nord-ouest sur les galeries ouest et nord.

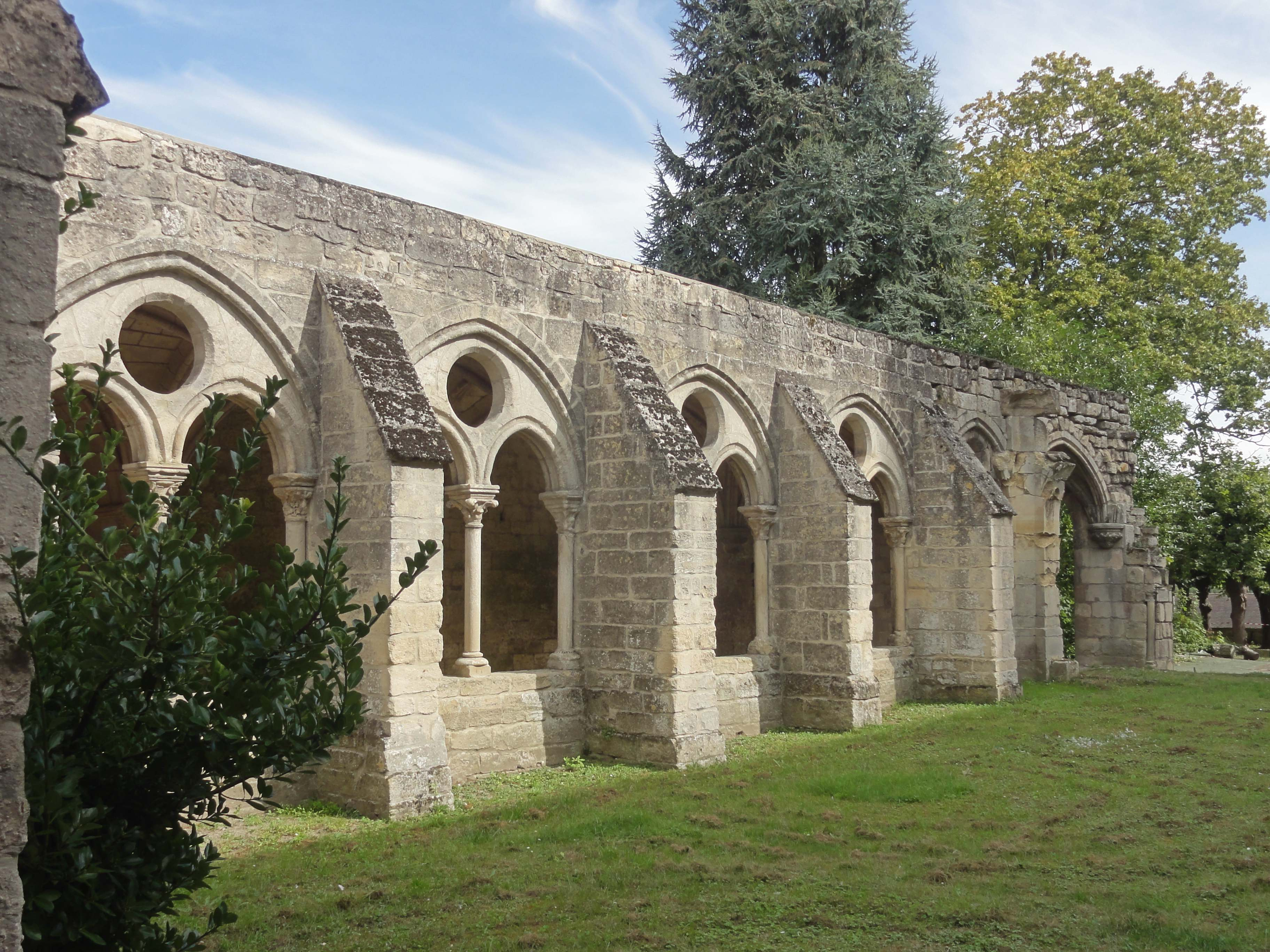
Vue vers le nord-est sur l'aile nord.

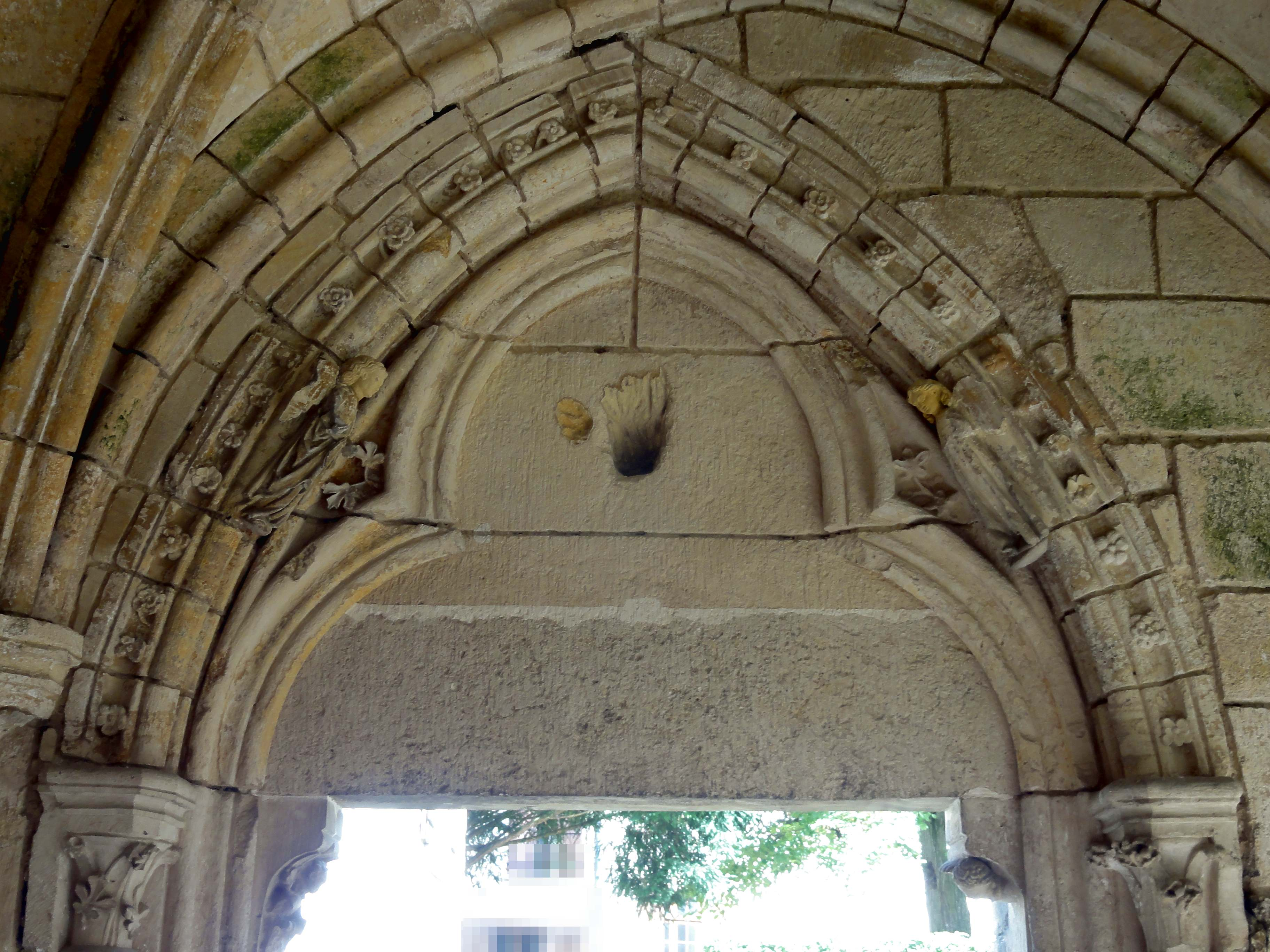
Porte aux angelots, tympan.

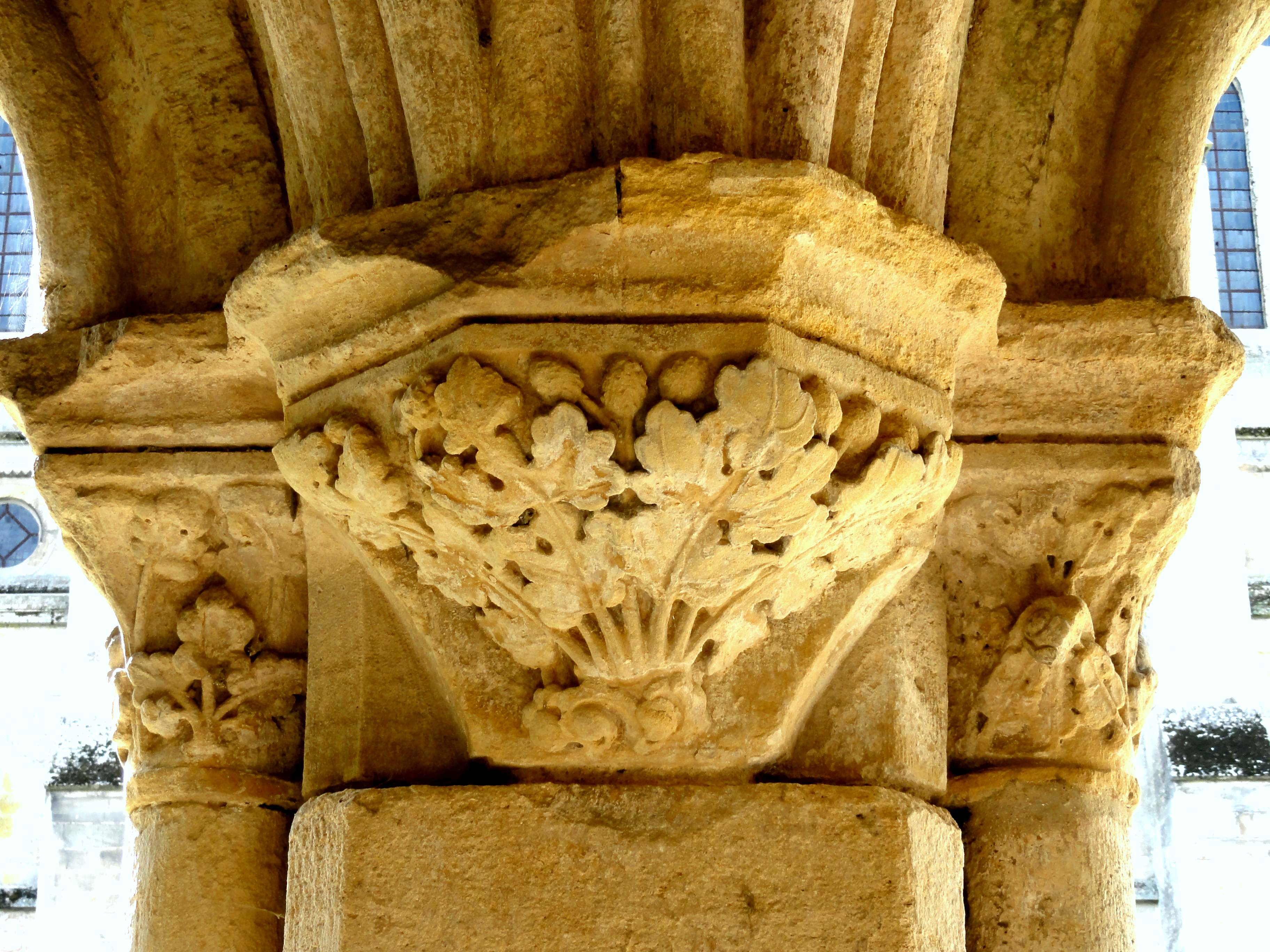
Corbeilles au sud de la galerie septentrionale.

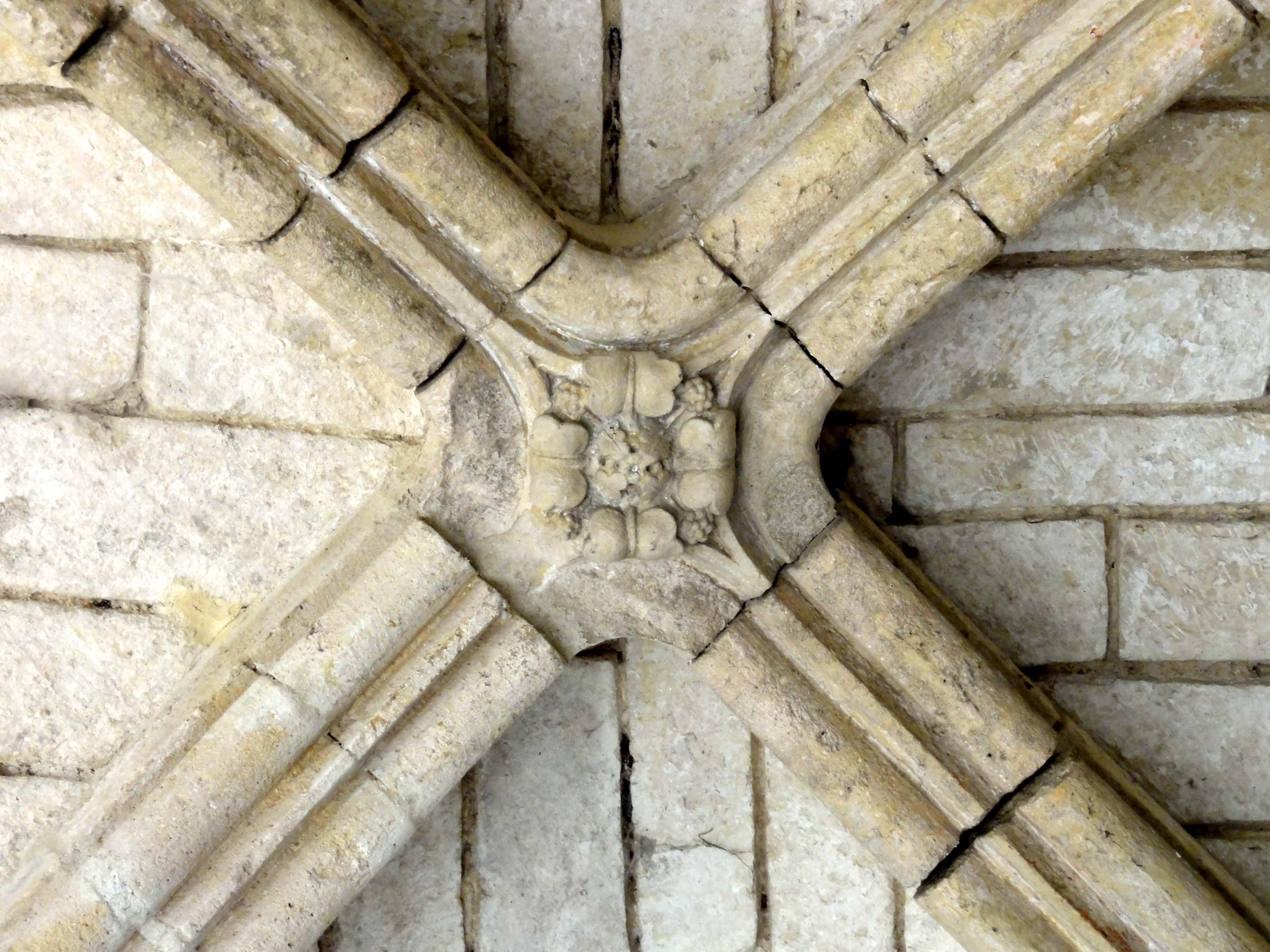
Clé de voûte de la travée d'angle.

Mis à part l'église, la construction la plus significative qui demeure du prieuré clunisien de Saint-Leu-d'Esserent est le cloître. Autant que l'enceinte et la porte romane, il en est indissociable sur deux plans : son architecture se fonde sur celle de la nef, tout en présentant les évolutions stylistiques auxquelles l'on peut s'attendre au fil des années, et il était mitoyen de l'église, plus précisément du bas-côté nord, avant la démolition de la galerie  sud du cloître après l'acquisition du terrain par la municipalité en 1883. Cette destruction se fit sur proposition de Selmersheim, qui ne se vit pas en mesure de restaurer l'élévation nord de l'église sans disposer d'un couloir de huit mètres de largeur. — Eugène Müller est encore l'auteur ancien qui a la plus ample connaissance du cloître, puisqu'il était le curé de la paroisse de 1895 à 1902. Cependant, il ne consacre qu'une douzaine de lignes au cloître dans sa monographie sur l'église, à laquelle il a par ailleurs associé le jeune Jules Formigé. Selon le chanoine donc, « Le dessin et le tracé des arcs, la composition des chapiteaux, des culs-de-lampe et des clefs de voûte, la beauté de la flore lapidaire, tout révèle ici l'aurore du XIIIe siècle et la même main qui a bâti la partie attenante de l'église ». Selon Maryse Bideault et Claudine Lautier, qui sont les premiers universitaires à avoir étudié l'église prieurale depuis Albert Fossard, et qui sont les derniers en date à tenir compte du cloître, sans toutefois en fournir une description, il est datable des années 1220 / 1230. Il remplace donc une construction romane, sur laquelle l'on ignore tout, y compris son emplacement. Mais l'existence de la porte romane au nord du parvis indique qu'il faut le chercher au nord de l'église également.
Pour tous les détails architecturaux, il faut donc faire référence à Albert Fossard, qui, il faut le souligner, a fait preuve de rigueur scientifique en étudiant, restaurant et décrivant le cloître, comme l'illustrent les nombreux dessins et relevés à l'échelle, précis à un centimètre près (alors que les autres parties du prieuré, hormis la porte fortifiée sont abordées avec une certaine légèreté). Mais avant de venir aux détails, il convient de regarder la configuration générale du cloître. Il jouxtait le bas-côté nord du début de la deuxième à la fin de la septième travée exactement, et se composait de quatre galeries voûtées d'ogives autour d'un jardin rectangulaire, au milieu duquel devait se trouver le puits déplacé légèrement vers le sud depuis. La galerie mitoyenne de l'église, considérée comme galerie méridionale, et la galerie parallèle, comptaient huit travées, ce qui donne six travées ouvertes sur la cour, moyennant des baies inscrivant deux arcades surmontées d'un oculus. Les deux autres galeries comptaient une travée en moins. Moins que la moitié de l'ensemble s'est conservée, et il paraît que la galerie orientale avait déjà disparu quand les travaux sur l'église débutèrent : la galerie septentrionale est complète, et la galerie occidentale conserve quatre travées et demi, ainsi que le mur de fond des travées restantes. Hormis la galerie attenante à l'église, les galeries entraient dans la composition de bâtiments avec étage. Mais concernant la galerie septentrionale, Albert Fossard a gagné la conviction que le rez-de-chaussée se limitait au cloître, et l'étage, à un couloir reliant entre eux les bâtiments claustraux à l'ouest et à l'est du cloître. Les rares éléments qui peuvent être affirmés ou supposés sur les bâtiments monastiques seront passés en revue dans le chapitre suivant. Une conjecture concernant directement le cloître, et basée sur certaines constatations sur le bâti conservé en élévation, est que les deux galeries disparues avaient été rebâties avec des voûtes en plein cintre au XVIIe siècle.
Les dimensions du cloître étaient modestes en comparaison avec la demesure de l'église. La hauteur sous les clés de voûte est de 4,75 m ; les colonnettes des baies mesuraient 1,88 cm de hauteur, bases et tailloirs des chapiteaux inclus. La largeur des baies, colonnettes comprises, est de  2,73 m ; elles sont placées sur un mur-bahut et séparées de contreforts, dont un sur deux est d'envergure réduite. Les contreforts majeurs mesurent 67 cm de largeur et 1,68 cm de profondeur ; les contreforts mineurs, 53 cm de largeur et 1,48 cm de profondeur. Les travées ont ainsi 3,33 m de profondeur en moyenne dans le sens longitudinal d'une galerie. Les voûtes affectent le même profil que dans le chœur et les bas-côtés de l'église, à savoir une fine arête entre deux tores, et les arc-doubleaux sont analogues. Il y a des formerets toriques le long des murs et au-dessus des baies. Les clés de voûte sont ornées d'une rosette ; certaines s'inscrivent dans un losange aux flancs incurvés, formé par les arêtes des ogives. Partout, les voûtes retombent sur des culs-de-lampe engagés dans les murs ou contreforts, sauf à l'angle nord-ouest du cloître. Les tailloirs des culs-de-lampe, partagés donc par les ogives, doubleaux et formerets, sont de plan trapézoïdal. Leur profil accuse une tablette, une rainure et un cavet entre deux listels ; puis une autre rainure délimite le tailloir de la corbeille sculptée, qui présente supérieurement aussi une tablette. Les motifs de la sculpture sont très variés. En majorité, les compositions végétales se répètent rarement et ne présentent pas toutes le même raffinement. On relève aussi deux chimères qui se tournent le dos et ont la queue nouée, deux autres chimères d'une nature semblable, un atlante qui porte une bourse dans une main, et un homme barbu, qui appuie sa tête sur ses deux coudes tout en se tirant les bouts de la barbe. À l'angle nord-ouest du cloître, les trois voûtes et deux arcades de baies contigües ici retombent sur un pilier particulier, qu'Albert Fossard imagine composé d'un noyau cylindrique cantonné de huit petits fûts, mais qui est en fait un pilier ondulé gothique flamboyant, taillé dans un même bloc, et dont l'époque est bien reconnaissable par la forme de la base. Pour Fossard, ce pilier, issu d'une reprise en sous-œuvre, remplace une colonne unique, parti trop hardi pour tenir. Ce pilier porte des corbeilles de chapiteau dont seule la face frontale est visible, analogue aux culs-de-lampe ; la tablette supérieure est partagée. Dans le contexte des culs-de-lampe et du pilier particulier, il faut regarder les chapiteaux des baies, qui sont placés au même niveau de hauteur. Leurs tailloirs sont carrés ; pour les autres aspects, ils sont analogues aux culs-de-lampe. Les chapiteaux reposent sur des grêles colonnettes monolithiques. Chaque baie en compte trois, qui portent deux arcades brisées, moulurées de deux tores séparés d'une large arête dégagée. Immédiatement au-dessus, en rognant même sur l'extrados des claveaux des arcades, s'ouvre un oculus circulaire traité de manière plus sobre, avec juste les angles taillés en biseau. Au-dessus, au niveau des arcs formerets, l'épaisseur du mur est de 44 cm.
Comme déjà évoqué, Albert Fossard prend possession d'un cloître laissé à son sort : « Ce qui reste du cloître a été, par mes déblaiements, dégagé de l'amoncellement des terres qui l'ensevelissaient et lui servaient de couverture, laissant filtrer l'eau sur les reins des voûtes et détruisant la pierre des moulures et sculptures. Je l'ai couvert et préservé désormais par un enduit en ciment armé : le bâtiment a retrouvé la santé ». L'architecte dit qu'il a du remplacer les arcades de certaines travées et de nombreuses colonnettes. En lieu et place d'une toiture, il a fait pousser « un manteau de lierre et de viornes, qui montent et dégringolent et que le vent fait onduler comme une belle crinière. […] Les enchevêtrements de leurs guirlandes, tantôt massives, tantôt si délicates, donnent plus d'éclat aux pierres, comme les riches fourrures sur les épaules nues des femmes ». Les probables dalles du sol n'ont pas été remplacées : le sol est en terre battue.
Le contraste est grand entre le filigrane des baies et la finesse de la sculpture des corbeilles d'une part, et la nudité des murs d'autre part. Dans la galerie occidentale, trois travées sont éclairées par une petite fenêtre carrée côté ouest. Sinon, il y a tout de même quelques particularités : une porte en arc brisé flanquée d'un pilastre dorique, une porte rectangulaire sous un linteau monolithique et un arc de décharge en tiers-point, et une porte en tiers-point dans la galerie occidentale (dans la première et les deux dernières travées au nord) ; une porte gothique richement décorée, deux niches prises dans l'épaisseur du mur et une porte simple de 1,27 m de largeur, avec un linteau reposant sur deux corbeaux moulurés et un tympan non décoré sous un arc en tiers-point dans la galerie septentrionale (dans les trois premières travées et l'avant-dernière travée en comptant depuis l'ouest) ; et enfin la porte en plein cintre du XVIIe siècle par laquelle se termine la galerie septentrionale, à l'est. Ce sont la porte gothique suivie des deux niches qui retiennent surtout l'attention. La porte constitue la pièce de sculpture monumentale gothique la plus importante de l'ancien prieuré, sachant que l'église ne comporte, par exemple, aucun portail gothique sculpté. Elle est cantonnée de deux fines colonnettes à chapiteaux, de 11 cm de diamètre, dont les tailloirs sont à angle abattu, et de deux tores de chaque côté, de diamètre différent, qui forment aussi l'arcature trilobée qui orne le tympan. Ce tympan est constitué de quatre blocs, dont le bloc inférieur, de loin le plus grand, tient en même temps lieu de linteau, et repose sur deux corbeaux sculptés de feuillages dans l'intrados. Les écoinçons à la limite entre deux lobes du trèfle contiennent des fleurs. À leurs côtés, la statuette d'un ange, représenté de profil, se détache devant la double archivolte torique, dont la gorge au-dessus du tore inférieure accueille des fleurettes. Cette porte, d'une facture très élégante, est baptisée « porte aux angelots » par Albert Fossard, et datée des alentours de 1240. Quant aux niches à droite de la porte, elles devaient accueillir les cuves pour le lavage des mains. Dans la niche de gauche, est déposée un panneau en pierre calcaire sculptée de petites arcatures trilobées plaquées, dont les écoinçons au-dessus des colonnettes accueillent tantôt un trilobe, tantôt un masque grimaçant. Ce morceau est associé aux lavabos par Albert Fossard.

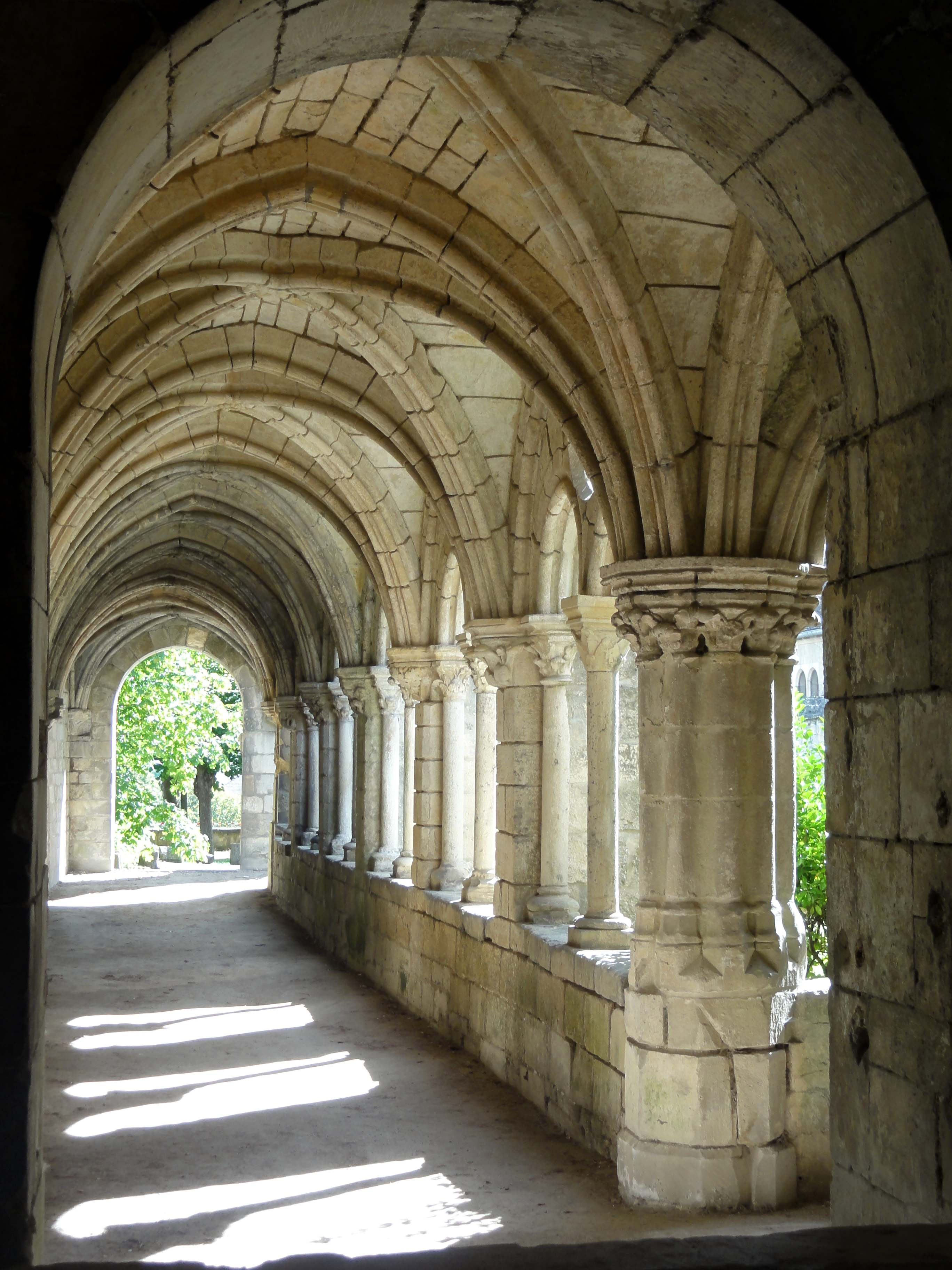
Galerie nord, vue vers le sud-est.
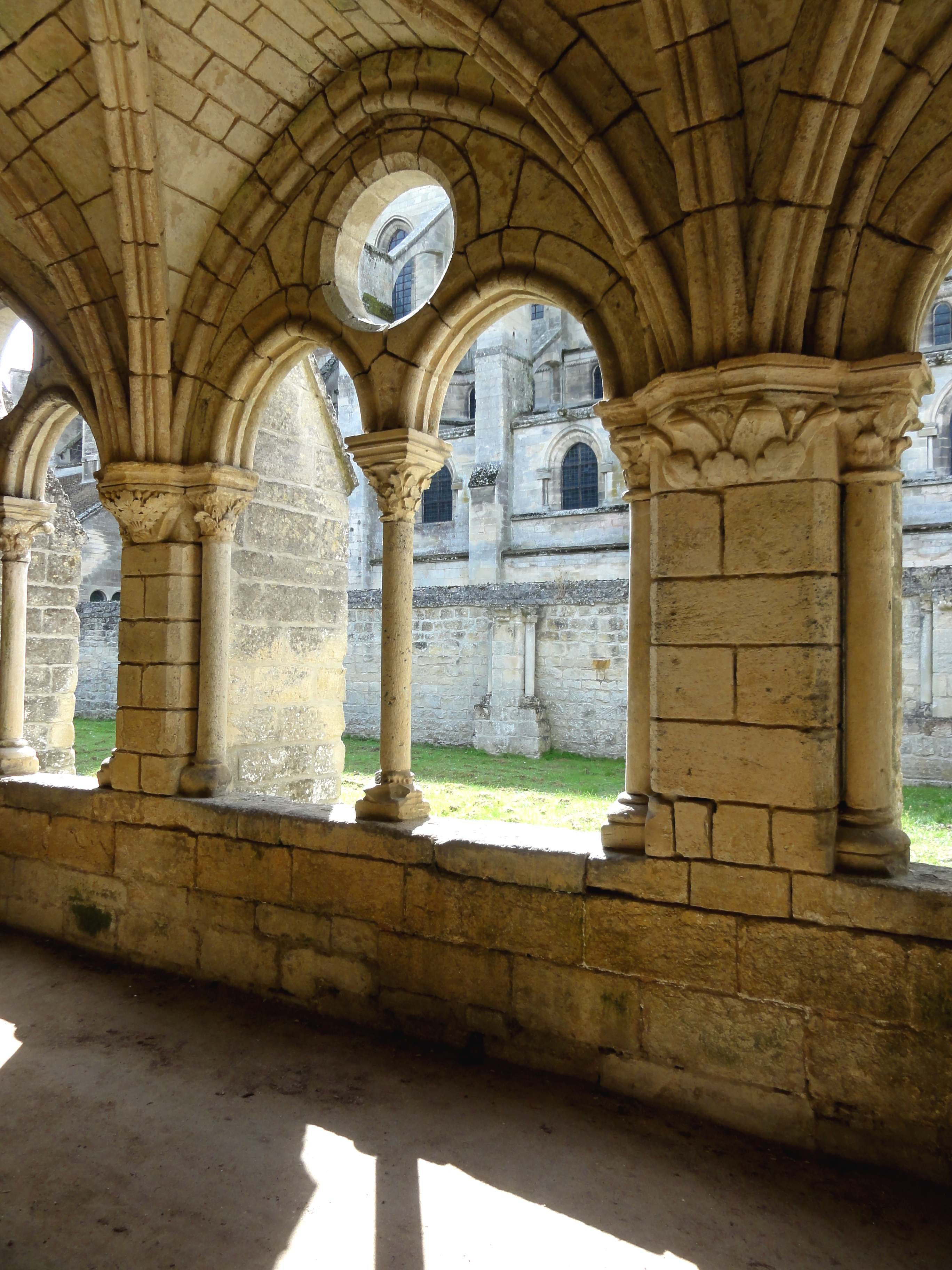
Galerie nord, baie côté sud.
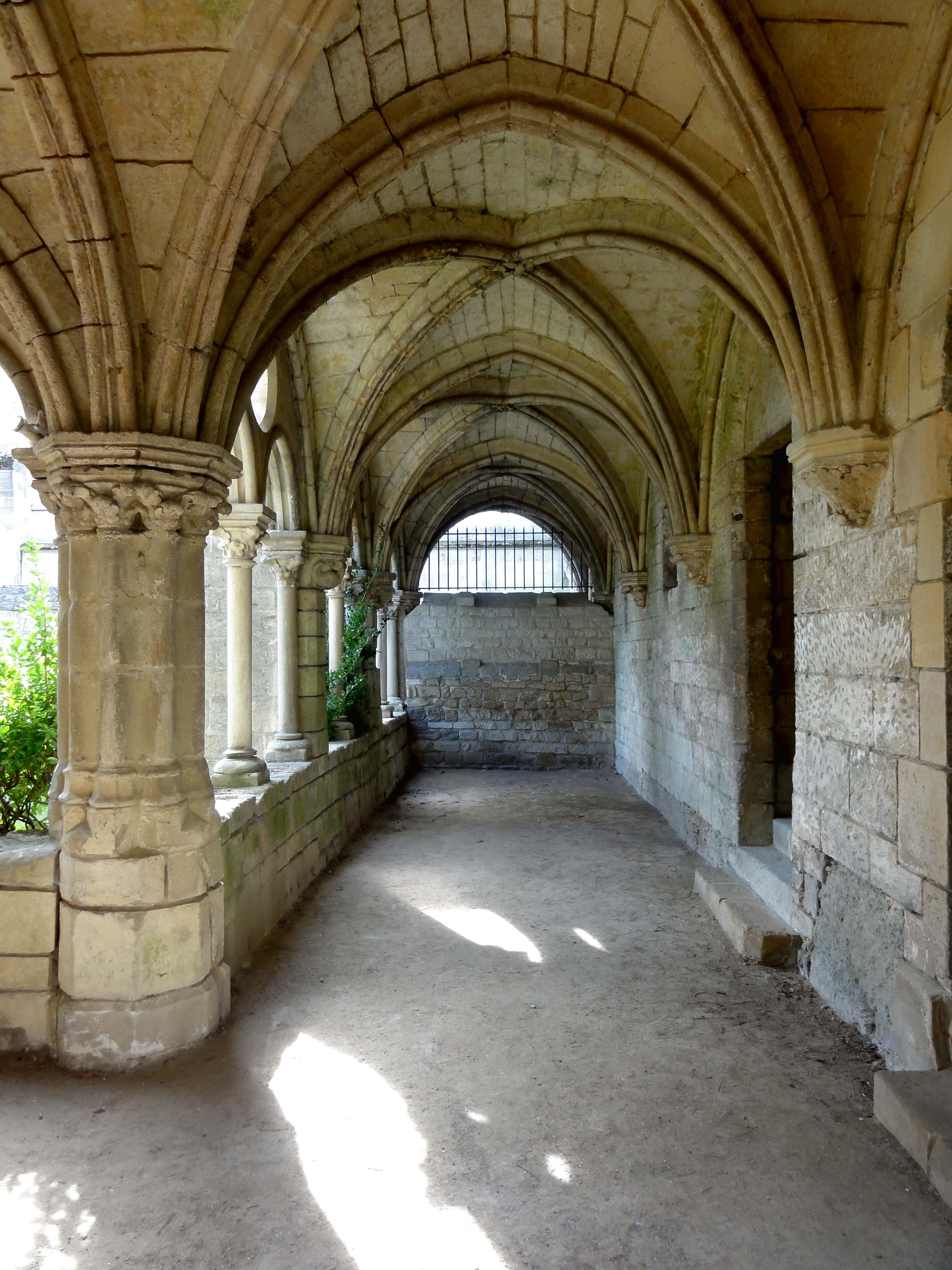
Galerie ouest, vue vers le sud.
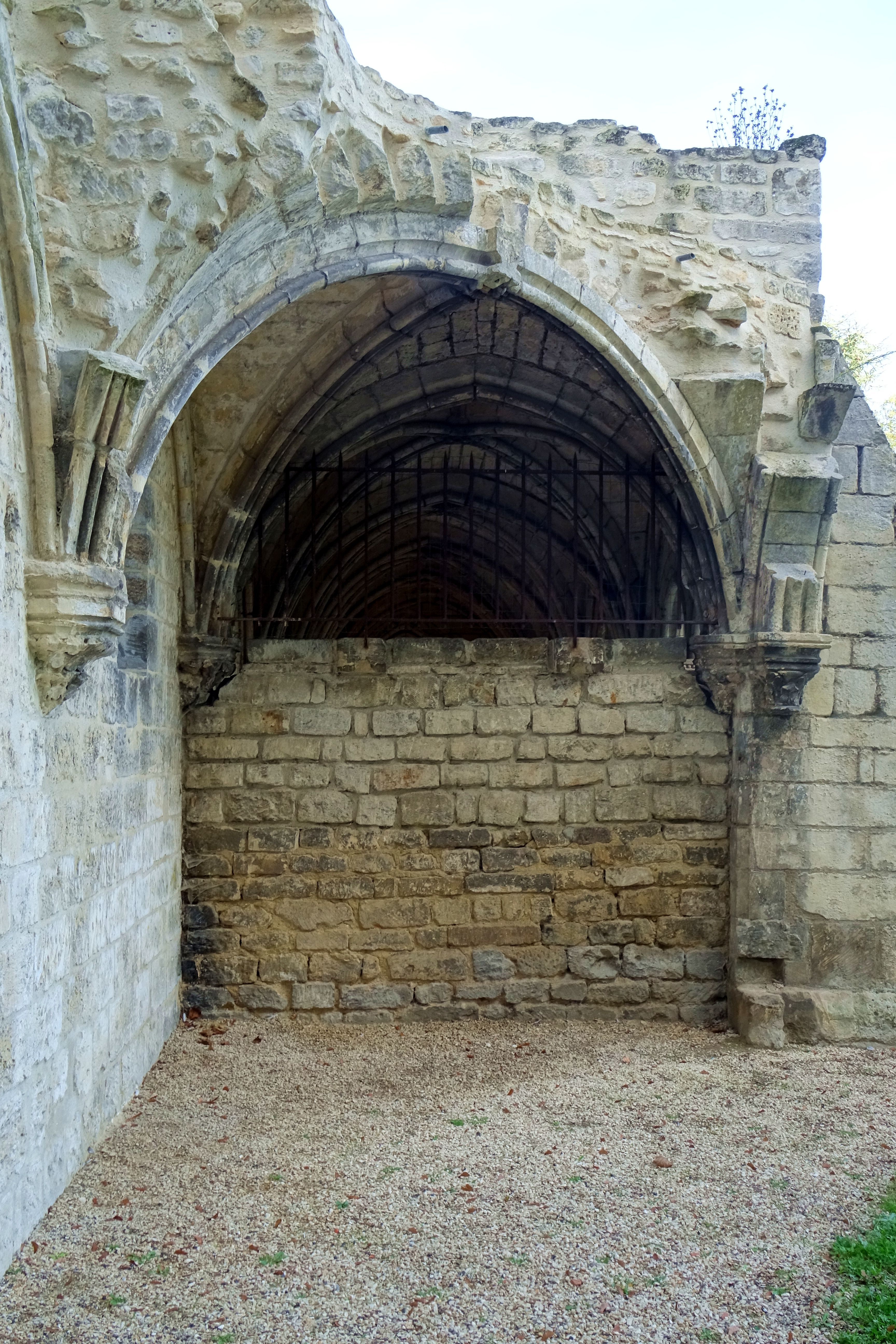
Galerie ouest, travée détruite, côté nord.
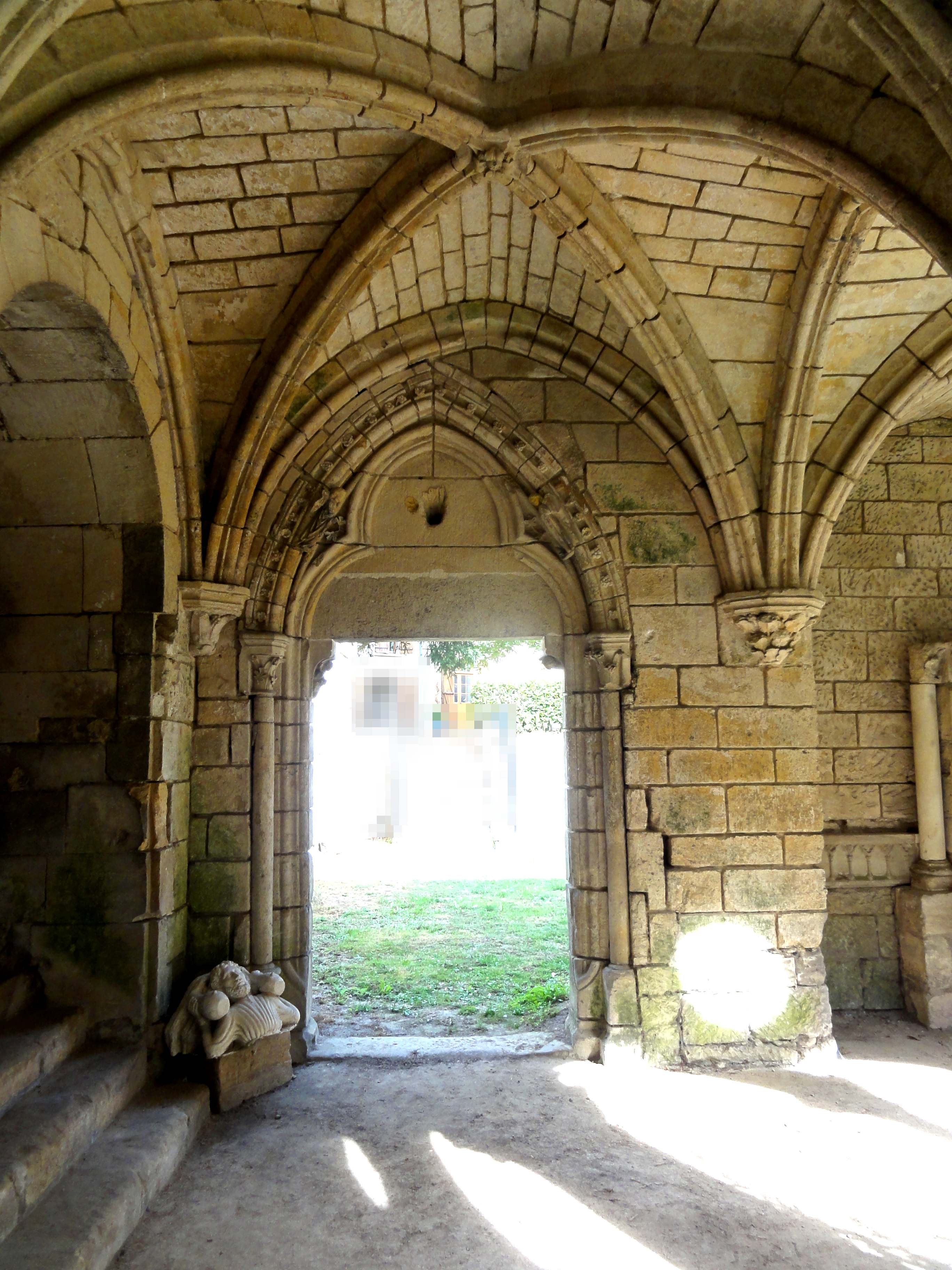
Vue sur la porte aux angelots.
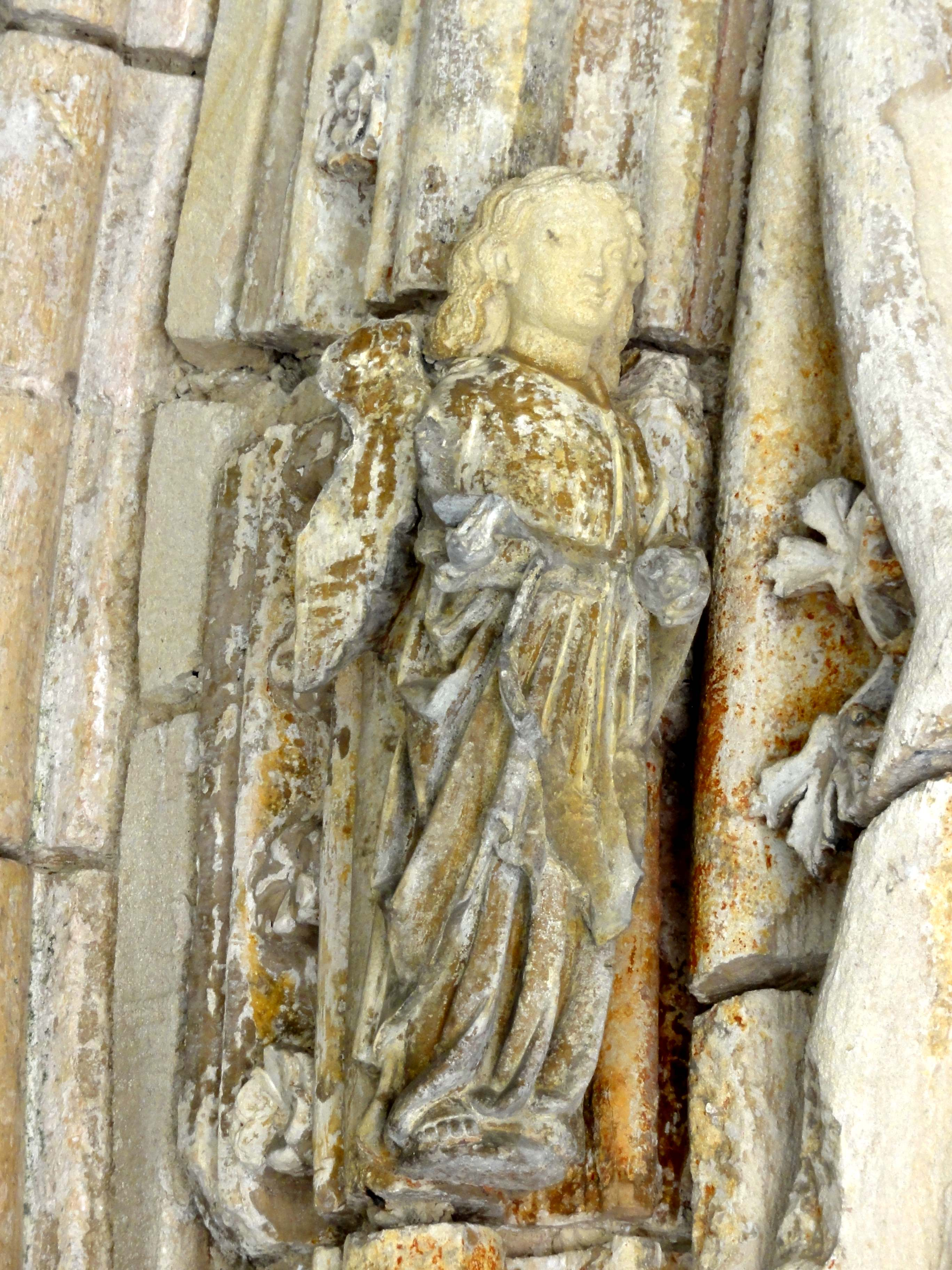
Sculpture du tympan, à gauche.

#### Les anciens bâtiments conventuels

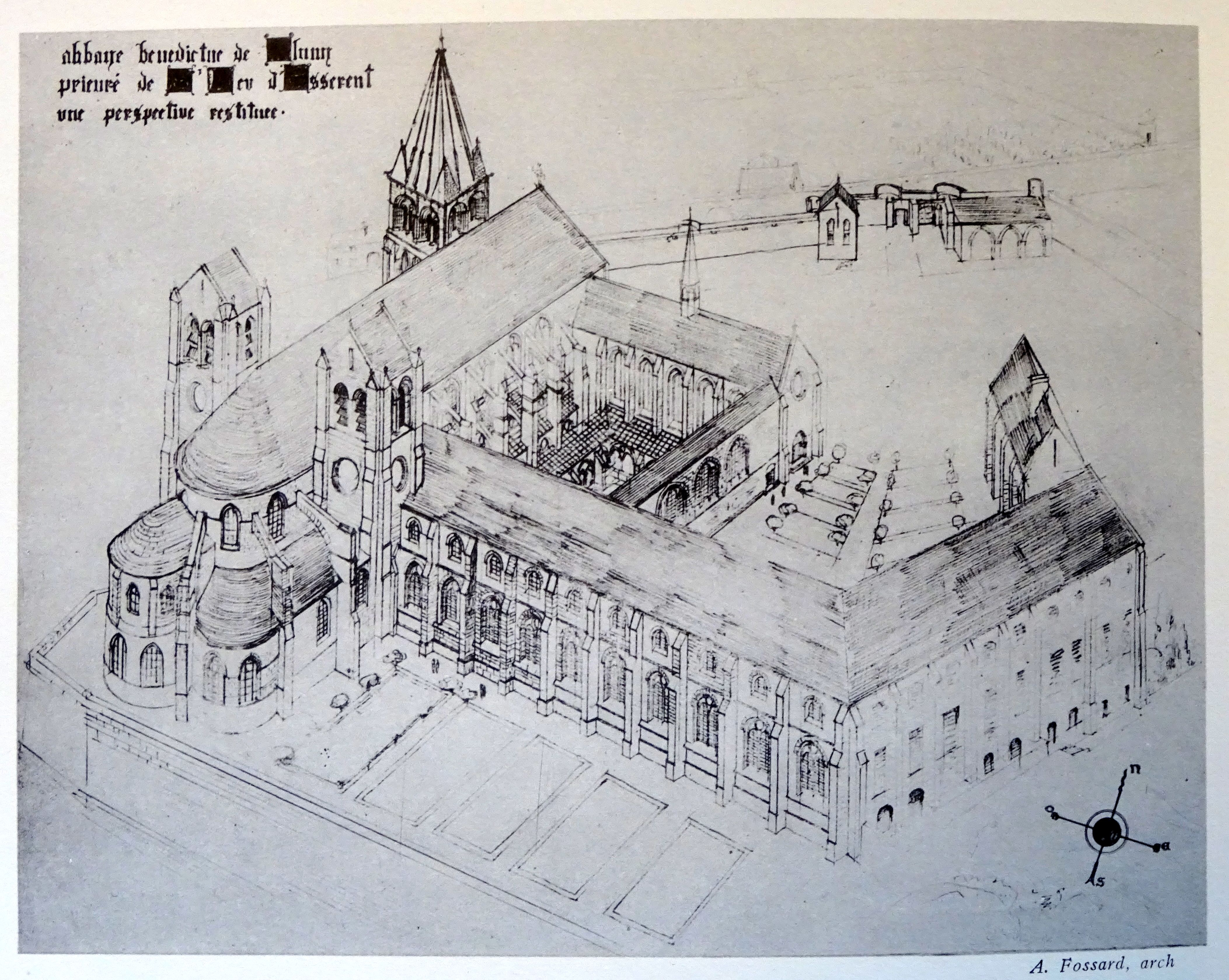
Vue cavalière du prieuré de Saint-Leu-d'Esserent, comme suggérée par Albert Fossard.

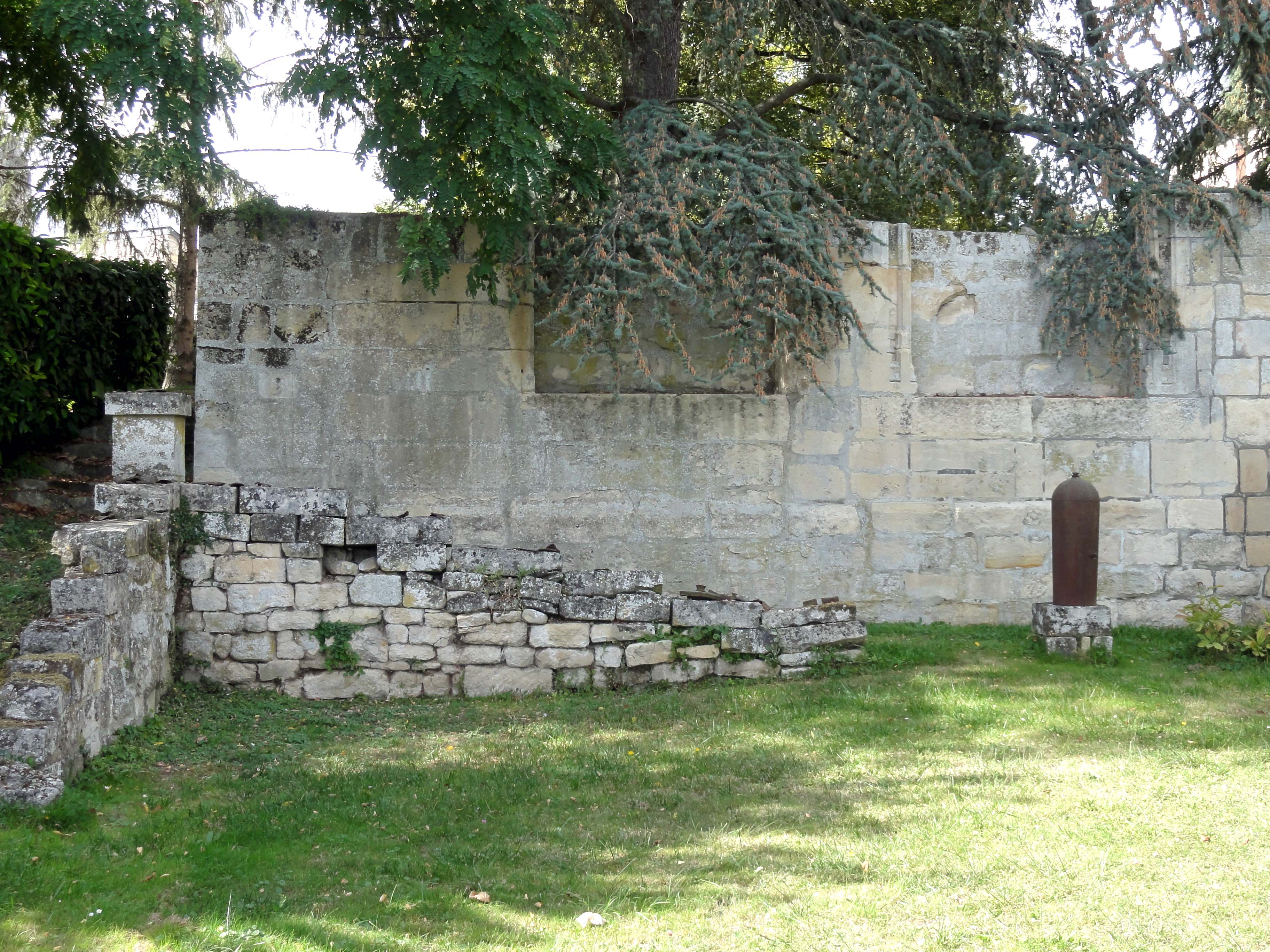
Vestige d'un bâtiment avec fenêtres à meneaux flamboyants, devenu mur de soutènement.

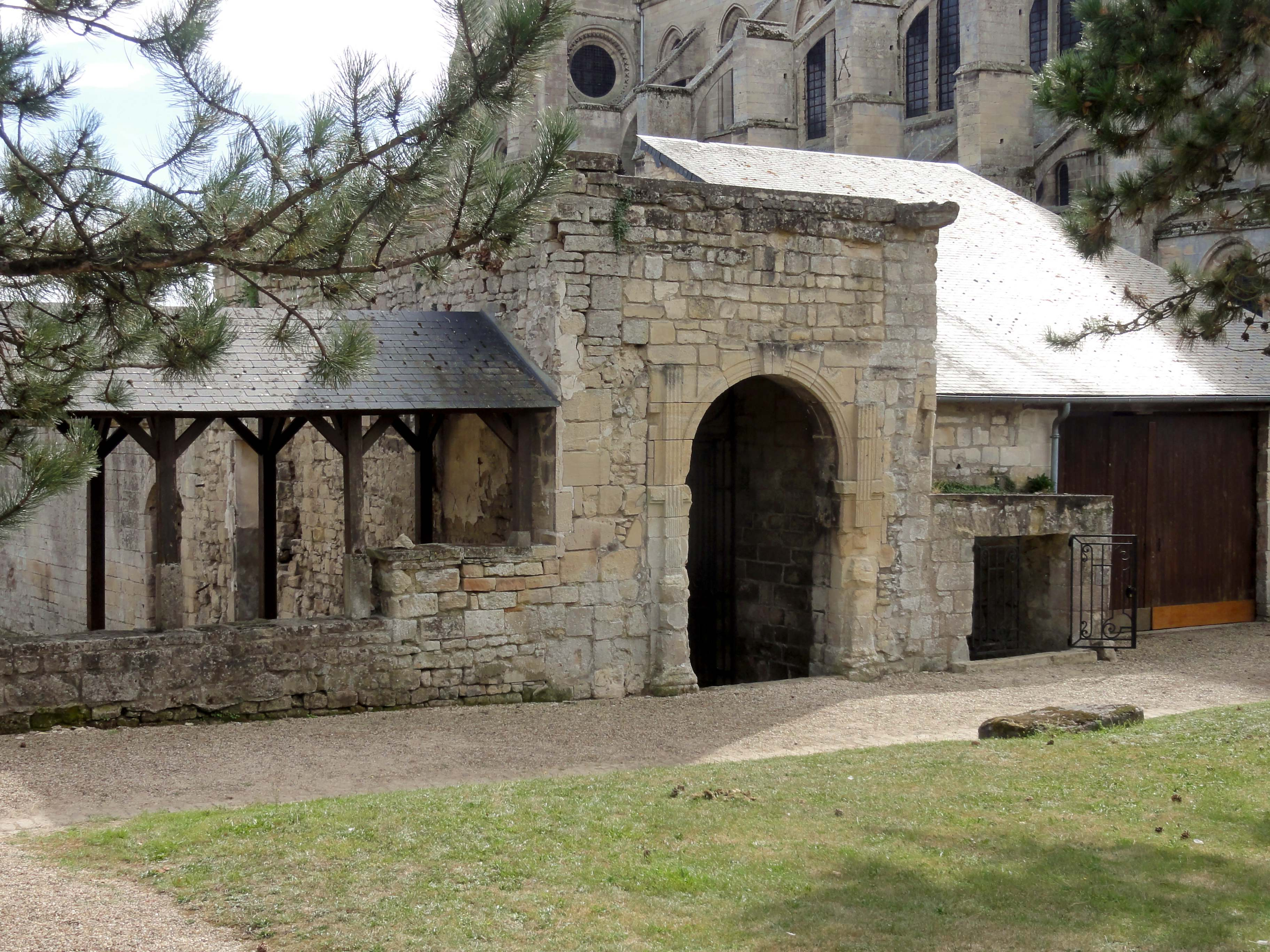
Entrée du vestibule du cloître, avec un portail de style classique.

Peu d'éléments précis sont connus sur les bâtiments conventuels, et à ce titre, Philippe Racinet fait une observation éloquente : sur le plan cadastral de Saint-Leu-d'Esserent de 1705, le « bâtiment au nord du prieuré » ne figure pas, alors qu'il existe en 1989. Mais existait-il bien en 1705 ? Albert Fossard écrit au début des années 1930 qu’« une façade en pierre de taille d'environ 20 mètres de longueur est encore debout ». Il livre ensuite une description de ce mur, surmonté de mâchicoulis, conservant les rainures pour faire descendre une herse, et ayant porté des hourds, qu'il identifie comme vestige d'un manoir ou château de moindre importance. On emploierait aujourd'hui le terme de maison forte. Mais c'est en vain que l'on en a cherché des traces dans les textes : la seule maison forte mentionnée dans une charte ancienne est le château de la Guesdière. Un manoir à l'intérieur de l'enceinte est néanmoins mentionné dans des textes de 1384 et 1723 cités par Jean-Louis Bernard : il doit s'agir, selon lui, du logis du prieur. Mais la demeure qui englobe aujourd'hui le mur n'est pas mentionnée par Fossard : il paraît évident que l'auteur soit conscient de sa date récente. Sur son plan de l'enclos claustral (planche VII), l'architecte précise le plan du manoir, plutôt que du logis actuel, et indique cinq contreforts isolés de tout bâtiment en face au nord-est, proche de la ferme. Or, dans le texte, il ne revient pas sur ces éléments. Les contreforts isolés ont aujourd'hui disparu. En raison de la documentation très lacunaire, il ne paraît pas utile d'insister davantage ici sur le manoir. On peut juste signaler qu'il était relié aux bâtiments conventuels par une aile que Philippe Racinet désigne comme intendance sur son plan sommaire du site. Elle comporte en son milieu une déviation de 45° environ. Le pignon sud-est du manoir (dont la partie sud-est n'a pas été reconstruite), toute l'élévation « est » de l'intendance ainsi que le bâtiment conventuel à l’« est » du cloître se situaient en bordure d'une terrasse, et étaient bâtis sur un haut soubassement vers la rivière, à l'instar de l'église. Ce soubassement est en partie conservé. Eugène Müller en parle ainsi : « Plus bas, dans le jardin en étages, deux grands rez-de-chaussée, voûtés d'ogives et différents de niveaux comme de richesse architecturale, servaient à un usage qui me semble énigmatique » (voir le chapitre ci-dessous). Dans le mur de soutènement, en trouve aussi la partie basse, sur quatre assises, de deux baies encadrées de deux meneaux à bases gothiques flamboyantes de chaque côté.
Les bâtiments conventuels dans le sens plus étroit se situaient sur deux ou trois côtés du cloître. Peu de chose en reste, mais les différents auteurs semblent d'accord pour une date d'achèvement vers 1270 environ, et estiment que l'on puisse déduire la physionomie et disposition des bâtiments en examinant les anciens prieurés clunisiens de Saint-Arnoul à Crépy-en-Valois et de Coincy (Aisne),,. Les bâtiments de la période gothique ne subsistent déjà plus en totalité au milieu du XVIIe siècle, quand les religieux ainsi que le cardinal Jules Mazarin se plaignent auprès du prieur commendataire que le dortoir soit inhabitable et que le réfectoire n'ait pas été reconstruit, ce qui signifie selon Jean-Louis Bernard qu'il n'existe plus. C'est dans ce contexte que s'expliquent les reconstructions qui ont apporté le pilastre dorique dans la porte dans la travée de la galerie occidentale du cloître touchant à l'église, la porte en plein cintre à la sortie de la galerie septentrionale du cloître côté est, et le portail de style classique du vestibule du cloître (Albert Fossard évoque le style Renaissance). Avec la porte aux angelots, signalée dans le contexte du cloître, et un escalier pris dans l'épaisseur du mur au nord de la galerie septentrionale du cloître, du côté opposé de la porte (à l'est), peut-être pour monter au dortoir, le vestibule constitue le vestige le plus important conservé en élévation. Il s'agit d'une salle en équerre composée de trois travées voûtées d'ogives, d'un style analogue au cloître, avec donc le portail de style classique vers l'ouest, deux portes sans huisseries vers le cloître, et deux portes vers le sud. En regardant, depuis la « cour Rouge » desservie par la porte romane, le revers du mur occidental du cloître, on voît l'arrachement de voûtes. Ils montrent qu'au-delà du périmètre actuel du vestibule, la salle se continuait jusqu'au mur de l'église. Albert Fossard l'interprète, non sans réserve, comme le rez-de-chaussée du réfectoire, de proportions plus élancées, à l'étage. De l'autre côté du cloître, à l'est, il situe au rez-de-chaussée la salle capitulaire, mitoyenne de l'église au niveau de la deuxième travée du chœur. Lors d'une fouille, il en a mis au jour les piliers et bases des colonnes. À l'étage, devait se trouver le dortoir, dont Fossard pouvait encore détecter des traces sur l'élévation nord de l'église. Les restaurations à la suite des bombardements de 1944 ont dû les effacer. Grâce à d'autres observations sur le terrain, malheureusement non documentées par des dessins ou photographies, il a ainsi pu restituer les principales dispositions des bâtiments claustraux, et dessiner une vue cavalière de l'ensemble du prieuré depuis le nord-est. Il résulte de cette restitution que la porte aux angelots ne dessert rien. Conscient de ce problème, Fossard croit nécessaire de préciser que l’« hypothèse de la porte aux angelots donnant entrée au réfectoire ne détruit pas celle qui nous a conduit à le placer en haut des dégrés voisins, perpendiculairement à l'église ». 

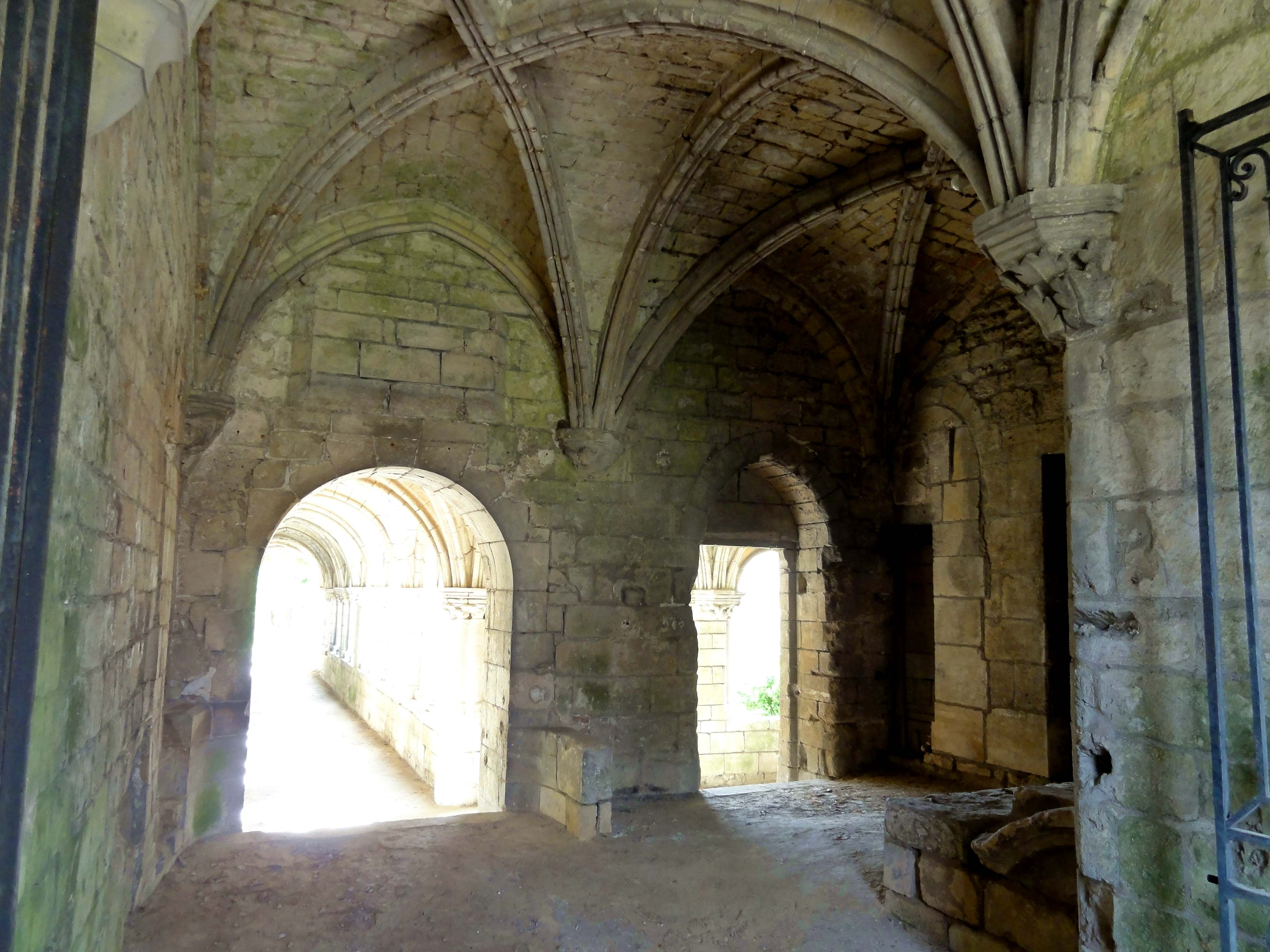
Vestibule, vue vers l'est, portes sur le cloître.
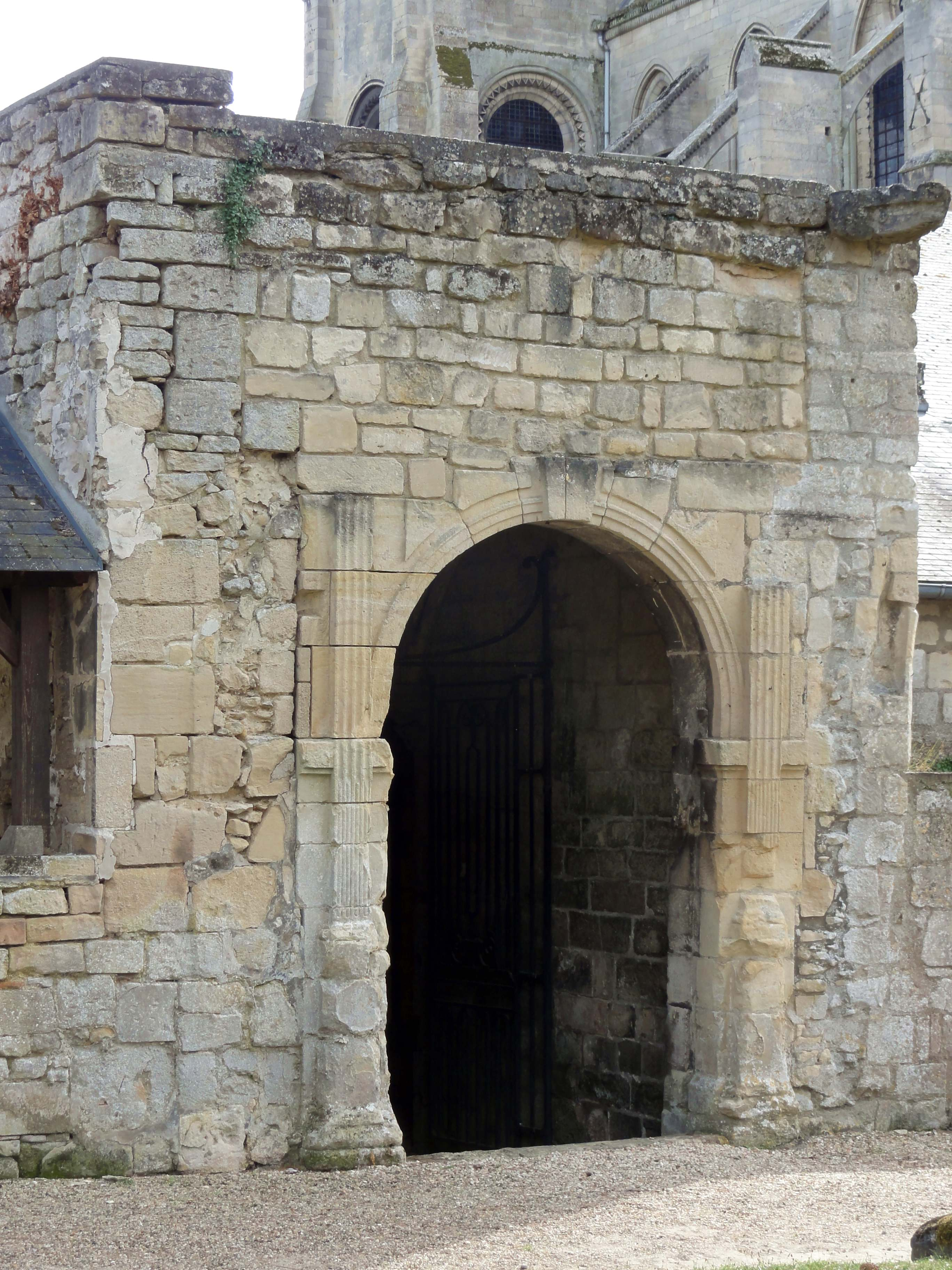
Portail de style classique du vestibule du cloître.
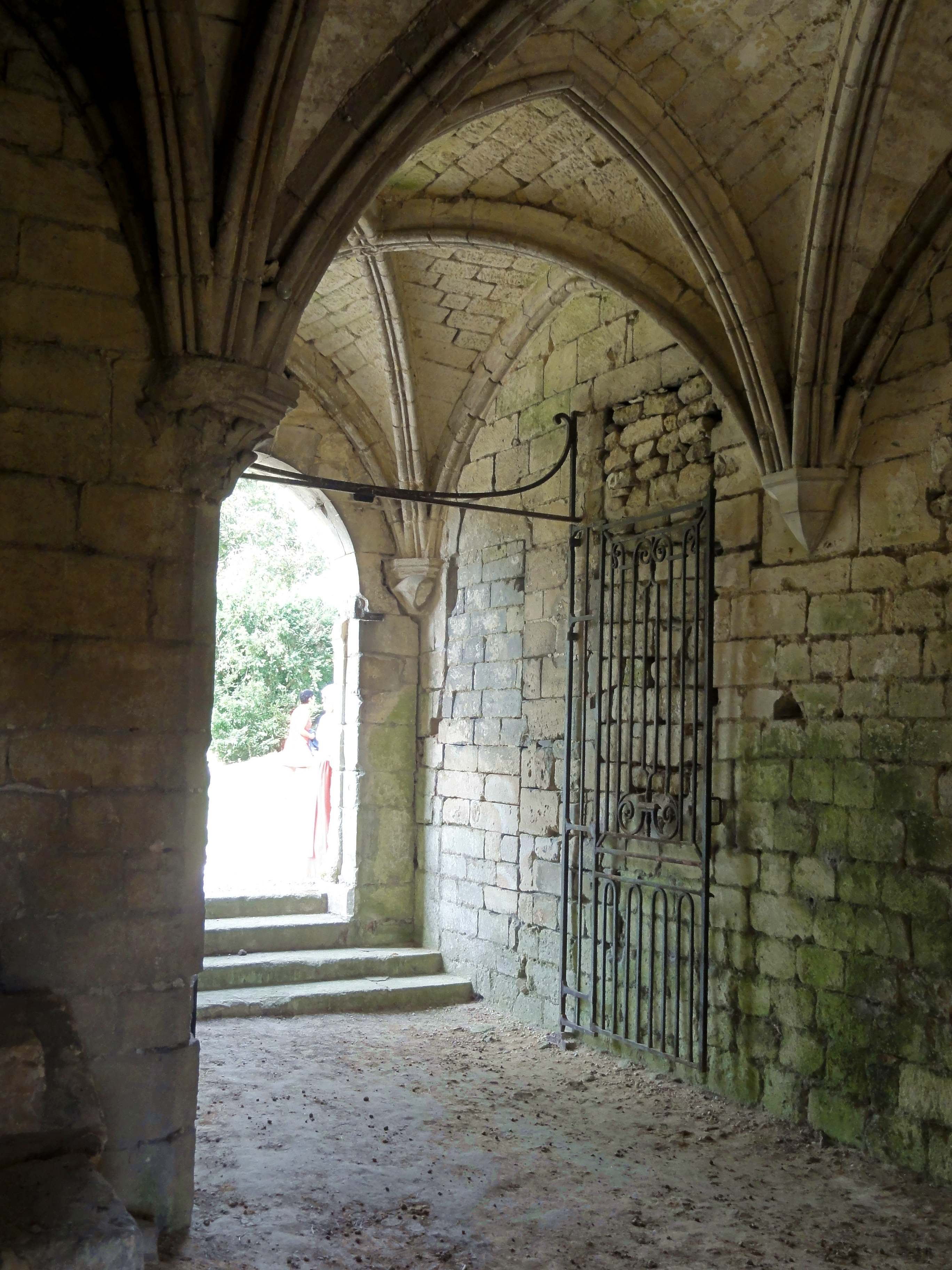
Vestibule, vue vers le portail.
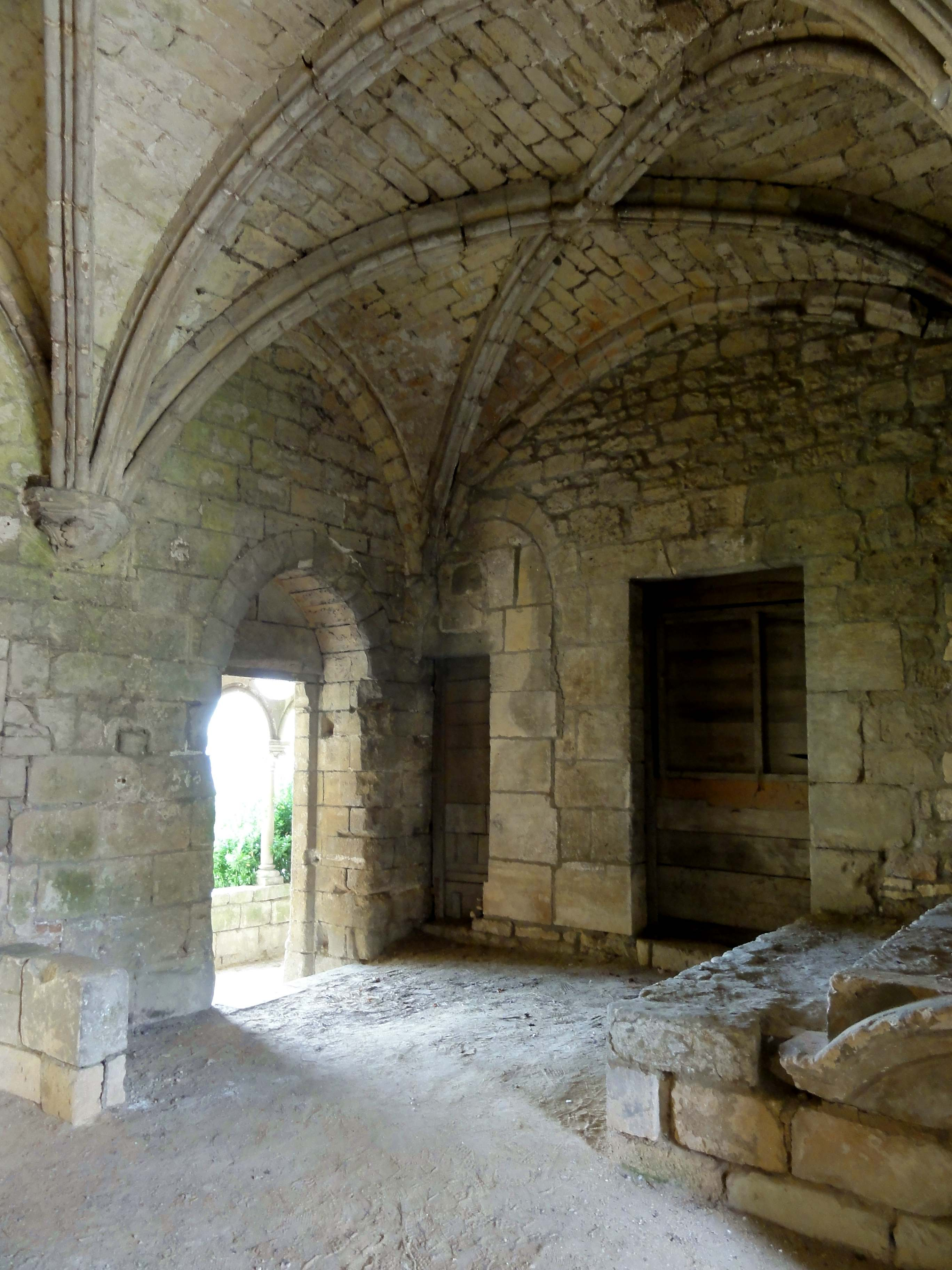
Vestibule, travée sud-est.
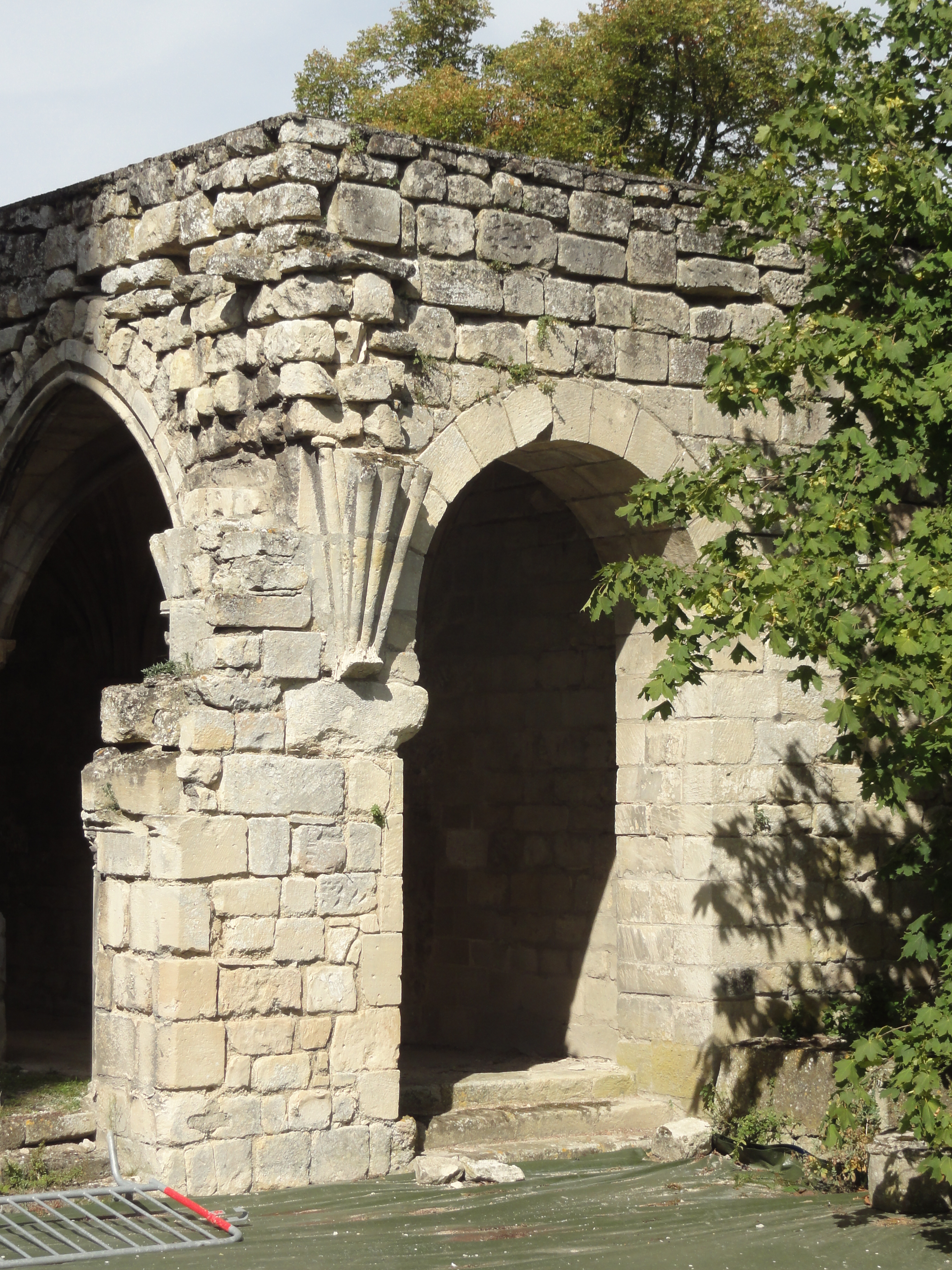
Porte en plein cintre à l'est du cloître.
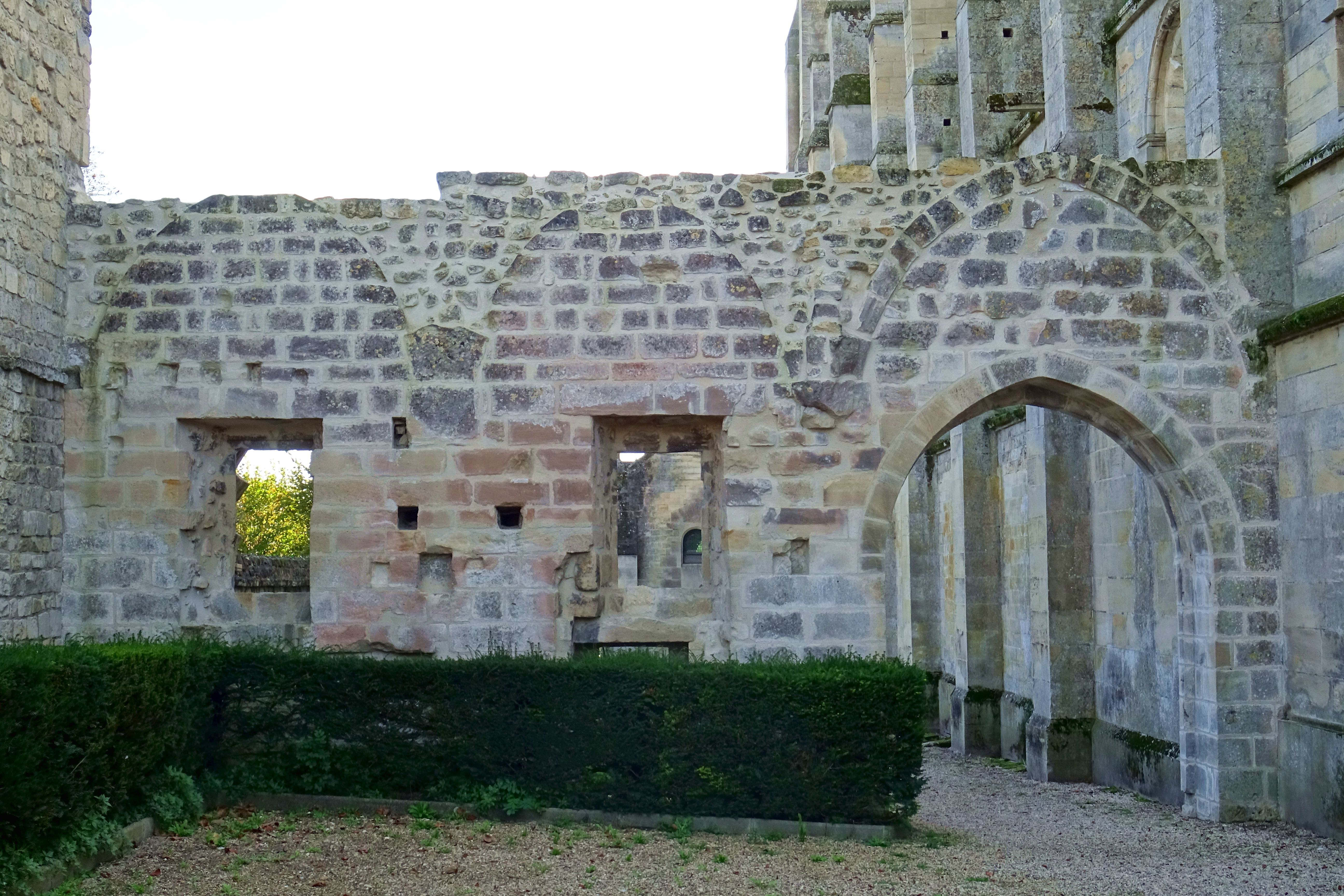
Arrachement du rez-de-chaussée du réfectoire.

#### Celliers et caves

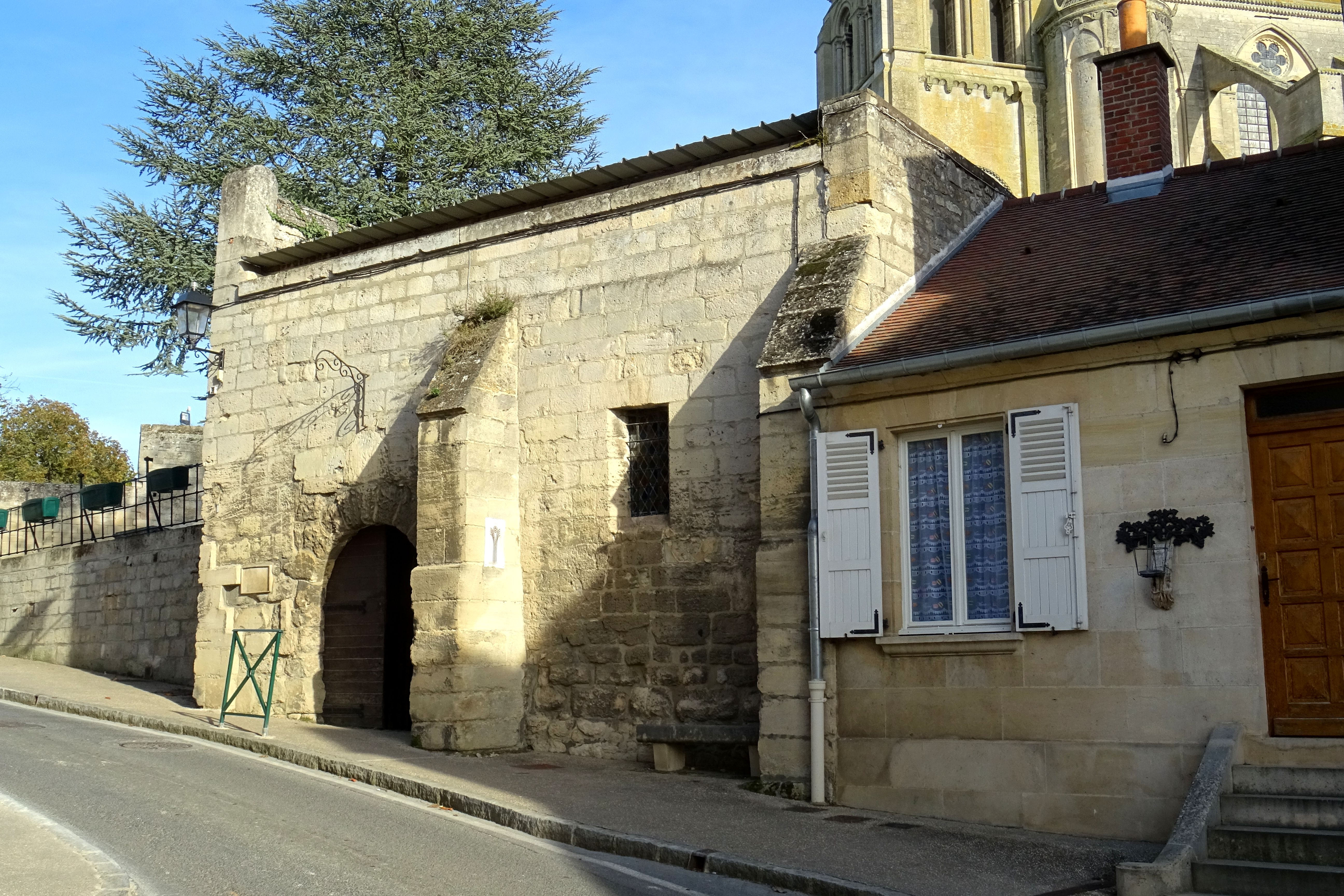
Façade sur la rue du Banvin.

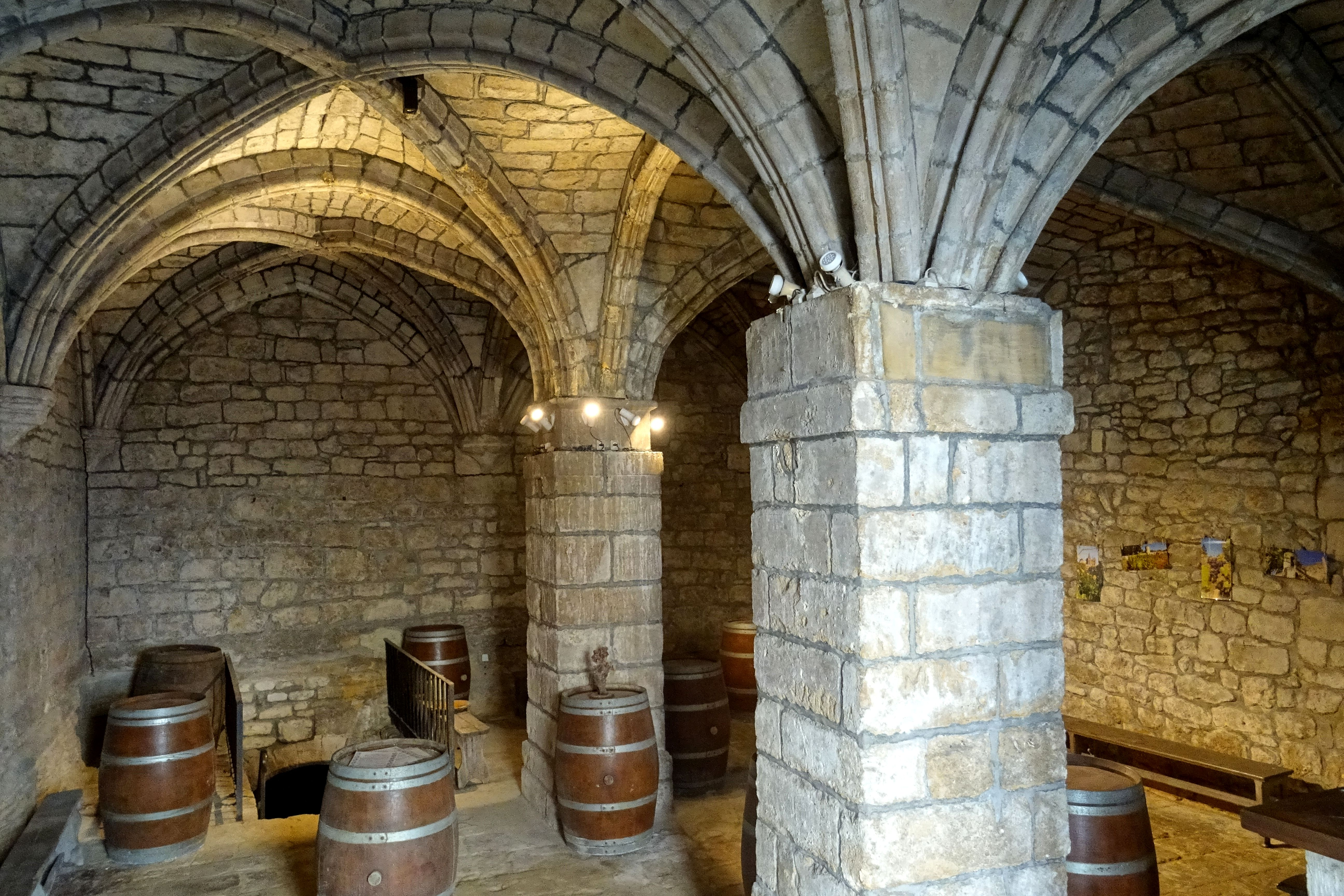
Cave Banvin, vue vers le sud-ouest ; au fond à gauche, l'escalier vers le 2e niveau.

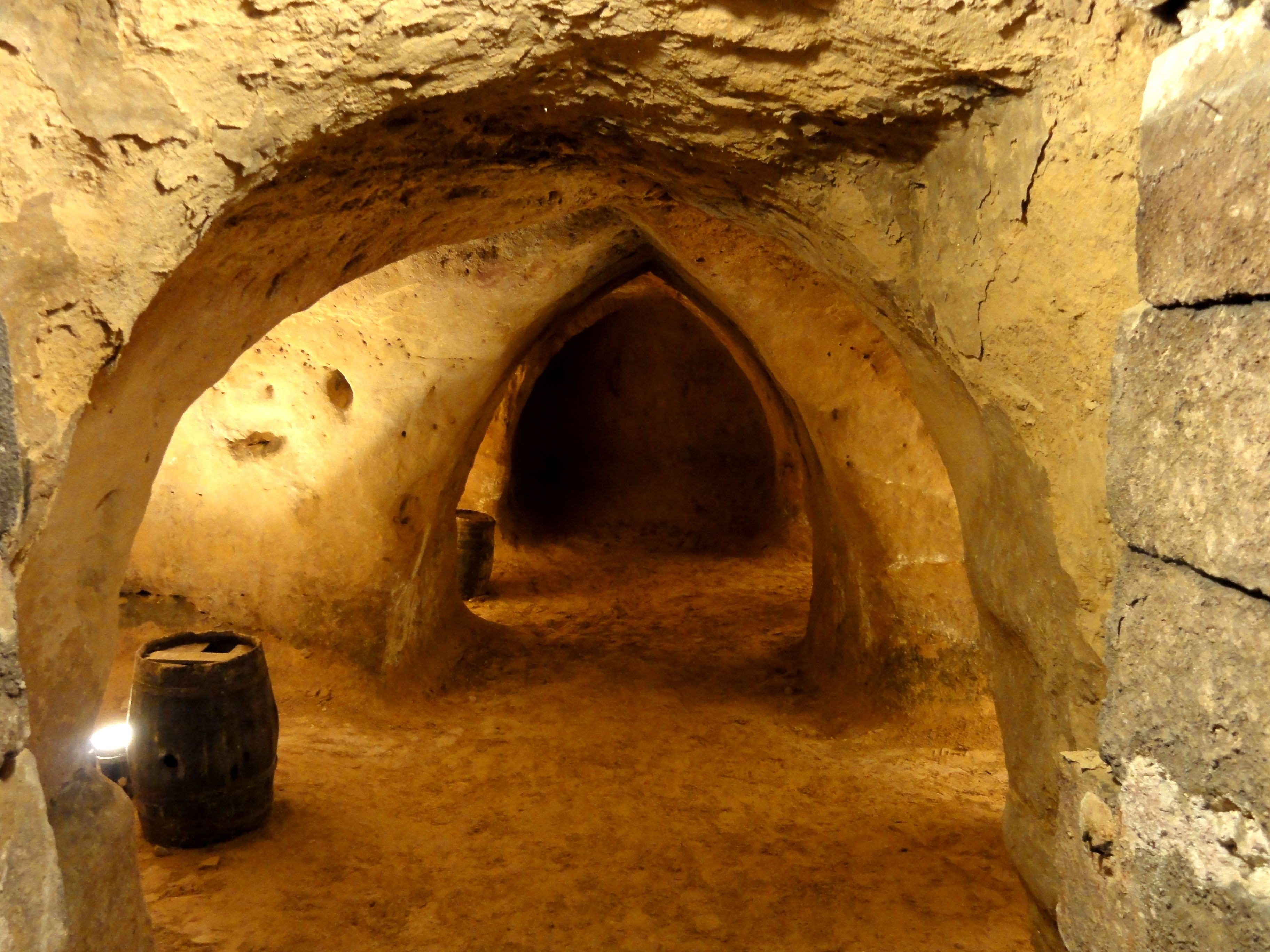
Cave Banvin, niveau inférieur, galerie centrale.

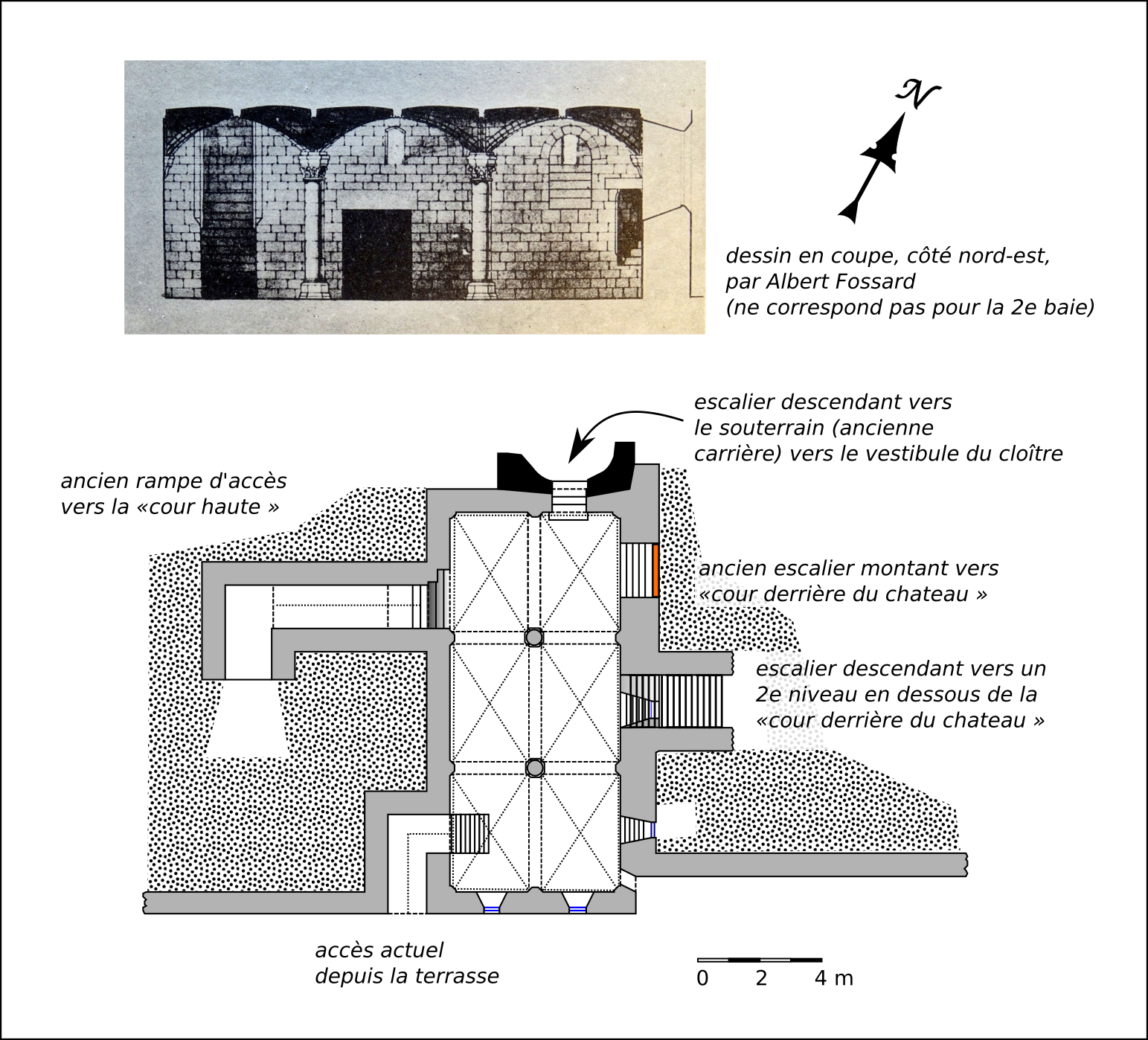
Plan schématique et élévation du cellier de l'ancien logis du prieur.

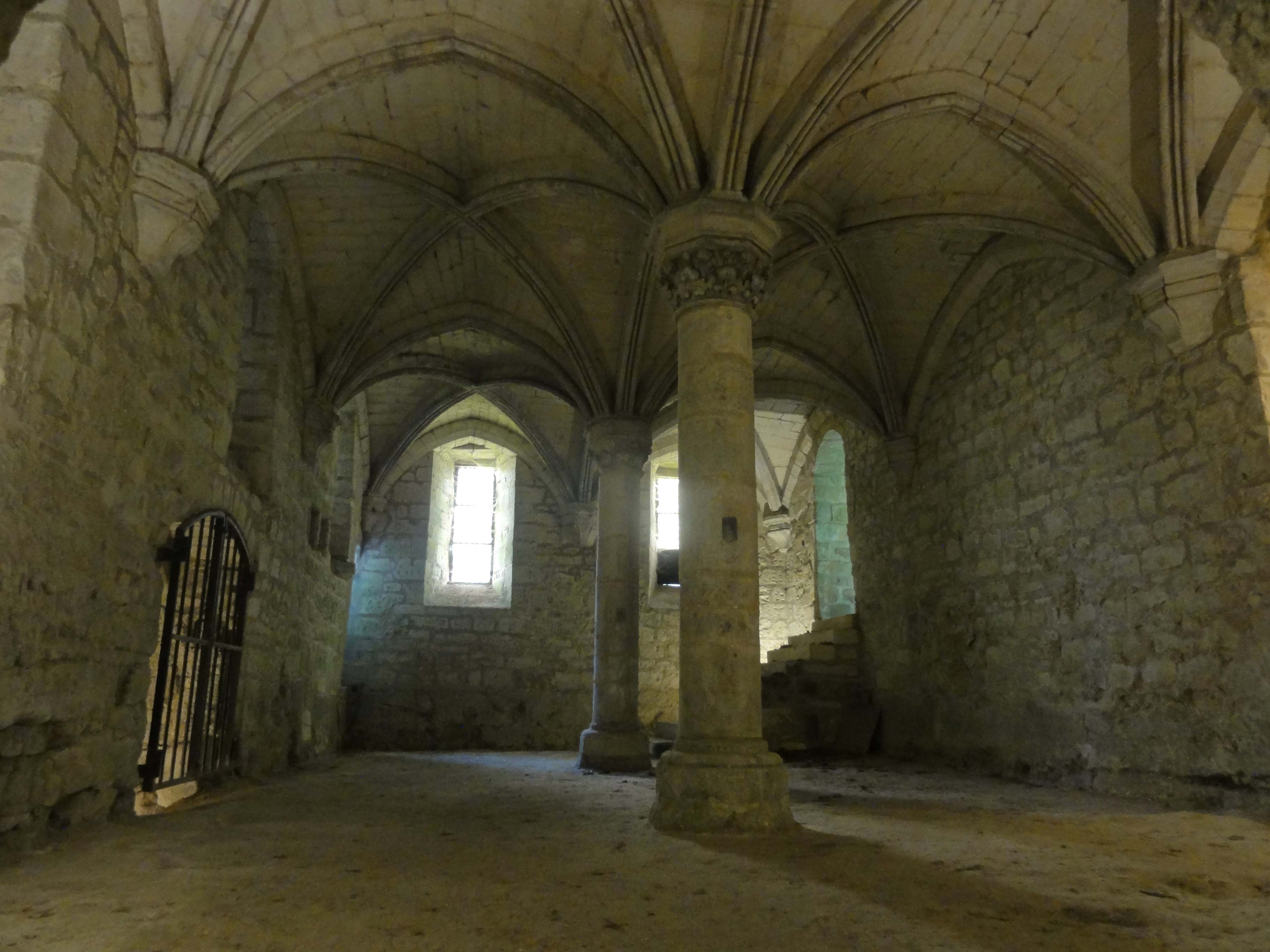
Cellier du logis du prieur, vue vers l'est ; au fond à droite, l'accès actuel.

Rue de l'Église, à l'angle avec la ruelle du Mouton, en montant depuis le centre-ville, une ancienne cave à vin se situe à droite. Appelée cave Banvin, ou simplement le Banvin, elle est mitoyenne d'une maison d'habitation. C'est derrière ces deux constructions que passe l'enceinte du prieuré, alors qu'elle longe des voies publiques sur le restant de son périmètre, excepté la partie nord de l'enclos où se situe le site de l'ancienne exploitation agricole du prieuré. En ce qui concerne son niveau supérieur, le Banvin n'est pas tout à fait une cave : il possède une façade sur la rue, et on y descend juste quelques marches. La façade est appareillée en grands moellons régulièrement retaillés, comme l'église. Elle s'organise sur deux travées. L'une contient la porte d'entrée, en plein cintre ; l'autre une petite baie rectangulaire. Par manque de place, il semble, seule cette deuxième travée est flanquée de deux contreforts. Leur retraite à mi-hauteur grâce à un fruit, et leur glacis sommital formant larmier, indique la première période gothique. Il n'y a pas d'étage, mais en subsistent les premières assises, et le toit en appentis actuel ne correspond certes pas à la disposition d'origine. Ainsi, sur le plan que Paul Selmersheim a dressé en 1873 du site du prieuré, le Banvin est désigné comme « cave voûtée du XIIIe siècle d'un bâtiment détruit ». L'accès à l'étage devait se faire depuis le parvis de l'église, ou sinon un escalier latéral dont l'espace a été annexé par le parvis, car à l'intérieur de ce qu'il convient d'appeler cellier, il n'existe pas d'escalier montant. Philippe Racinet évoque ainsi la cave Banvin : « les caves du banvin constituent un enclos particulier à l'ouest du monastère. Établi sur une pente naturelle, cet édifice, qui servait d'entrepôt-vente pour les récoltes vinicoles du prieuré, était en semi-élévation mais avait des prolongements souterrains vers la façade de l'église ». Sans devenir explicite sur l'aspect, le chercheur rattache ici le Banvin au domaine du prieuré.
S'agissant donc d'un bâtiment à usage civil en dehors de l'enclos claustral, la question de la destination de l'étage s'impose. Puisque le Banvin constitue déjà une expression du pouvoir temporel du prieuré, une possibilité serait l'auditoire de justice, que l'on doit chercher lui aussi en dehors de l'enceinte monastique. Sans évoquer cette question, l'auteur qui fournit la caractérisation la plus pertinente du Banvin est Albert Fossard : « En contrebas sur la même rue du Bourg, mais du côté opposé, on voit une porte surmontée d'un écusson de pierre complètement mutilé, qui sert d'entrée à des caves dont les voûtes gothiques ont leur retombée sur des colonnes centrales. Cette salle garde le nom de BANVIN : c'est le lieu où le droit ancien fixait le temps des vendanges et de la vente du vin, après que celle du vin du seigneur ou de l'abbé avait été réalisée. Sa ressemblance est grande avec la salle dite capitulaire : comme elle, sa voûte est formée de six travées voûtées d'ogives reposant sur des culs-de-lampe au droit des parements et sur deux colonnes centrales, aujourd'hui enveloppées ou remplacées par des piliers de moellons. Des escaliers la faisaient communiquer avec des galeries creusées dans le tuf vers l'église ; elle joignait aussi, par une galerie bouchée actuellement, une autre salle voûtée comme le Banvin, mais avec quatre voûtes seulement, reposant sur une colonne centrale : sous l'ancienne Mairie, demeure actuelle du curé ». Cela paraît plausible, car le Banvin n'est séparé du presbytère que par la maison mitoyenne déjà mentionnée, et par la ruelle du Mouton qui débute ici. Mais pour compléter la description de Fossard, il faut encore mentionner une septième travée, qui forme un renfoncement au fond à droite en regardant depuis l'entrée, et l'escalier toujours existant qui descend tout droit du côté opposé de l'entrée. Une fois parvenu au deuxième niveau du cellier, les maçonneries s'interrompent : le reste est creusé dans la roche, et subsiste d'une ancienne carrière. Le deuxième niveau se compose d'une galerie au profil d'un arc brisé, terminée par une niche, ainsi que de deux galeries perpendiculaires, qui sont très courtes, de sorte à former quatre niches supplémentaires. Quelques précisions sont également nécessaires à l'égard des voûtes. Contrairement à l'usage dans les locaux à vocation purement utilitaire, les ogives et doubleaux sont soigneusement moulurés, et il y a des arcs formerets, accusant les mêmes profils qui règnent dans le cloître. Les culs-de-lampe ne sont pas trapézoïdaux, mais adoptent un plan en demi-octogone. Si les corbeilles ne sont pas sculptées, l'un des tailloirs présentent un rang de denticules en dessous de la tablette, ornement habituel des bases de colonnettes à la première période gothique.
Dans le chapitre ci-dessus, est citée l'allusion d'Eugène Müller à deux rez-de-chaussée voûtés d'ogives, qui se situent à l'endroit de la rupture du niveau du terrain qui correspond à la limite est et nord-est des bâtiments claustraux, de l'intendance et du manoir ou logis du prieur. Albert Fossard ne décrit, de manière approximative, que l'une de ces salles ; c'est celle qui se situait sous la partie disparue du logis. Alors que l'auteur a lui-même relevé les traces archéologiques de la salle capitulaire, au nord de la travée sexpartite du chœur (voir le chapitre ci-dessus), il ne peut apparemment pas s'empêcher de suivre, jusqu'à un certain point, une tradition orale locale, qui fait du cellier du manoir une salle capitulaire : « D'une salle qui, primitivement n'était pas en sous-sol, appelée de nos jours salle capitulaire, on allait à l'église par une galerie encore apparente, quoique effondrée, et montant par des paliers que suivent les décrochements des fenêtres. […] Si l'on tient compte de l'éloignement de cette salle, de la différence de niveau, on tendrait à croire que ce fut un cellier. Au sous-sol, de nombreuses galeries sur deux étages circulent en de multiples directions : elles conduisaient peut-être vers une issue éloignée de l'abbaye. Elles servaient surtout de réserves, de caves ; on voit, sur les marches des escaliers, des traces de cordes qui descendaient les tonneaux ». En dépit ce ceci, le même auteur écrit, quelques pages plus loin : « C'est à cette époque que l'on perça probablement la grande baie au-dessus du petit escalier qui conduit à la salle souterraine, creusée dans le roc, où se trouvent les colonnes de pierre supportant celles de la salle capitulaire d'origine ». Il doit être question de l'escalier qui débute à droite du portail de style classique du vestibule du cloître, pour desservir directement le deuxième niveau des caves. On peut toujours remonter, à l'autre extrémité d'une galerie répérée sur le plan de l'enceinte monastique par Fossard (planche VII), vers la salle voûtée, mais selon le plan, la galerie ne se situe à aucun endroit en dessous de la salle. Il est surtout curieux que Fossard considère à ce moment le cellier comme « salle capitulaire d'origine ». Puis, quelques pages plus loin encore, l'auteur redevient plus prudent en avançant : « Cellier ou salle capitulaire, utilisée pour l'un ou l'autre usage, la salle a pu l'être à des époques difficiles à déterminer ; en tout cas, la distance et les degrés jusqu'à l'église la rendaient peu praticable pour le chapitre. La salle capitulaire était sur le cloître dès l'origine ». Puis : « La salle dite capitulaire (laissons-lui ce nom)… ».
Le cellier du manoir ou logis du prieur se compose de deux vaisseaux de trois travées chacun. Les trois arc-doubleaux qui les séparent correspondent exactement à l'axe de la toiture du logis, dont la partie située au-dessus a disparu. La largeur du cellier est de 6 m, et la profondeur, de 11,60 m. Sa hauteur sous le sommet des voûtes est de 4,45 m. Il ne se situe pas réellement au rez-de-chaussée, comme le suggère Eugène Müller : il faut tout de même descendre un escalier de neuf marches, refait, qui est accessible depuis un petit local donnant sur le jardin, directement à côté de la première travée du vaisseau de gauche. Du même côté que l'accès à ce local, sous le mur-pignon disparu du logis, le cellier est éclairé par deux baies rectangulaires fortement ébrasées, soit une baie dans l'axe de chacun des deux vaisseaux. Deux autres baies, plus grandes, font entrer le jour depuis le nord, dans les deux premières travées du vaisseau de droite. Cependant, le niveau du sol a augmenté de ce côté, et ces fenêtres, qui s'ouvrent au-dessus de glacis à gradins, sont aujourd'hui presque enterrées. Juste leur pourtour a été dégagé. À droite de la première fenêtre du nord, et à côté de l'angle du mur, directement derrière le mur sur le jardin, subsiste le reste d'un accès très étroit. En dessous de la deuxième fenêtre du nord, sous un large linteau droit, s'ouvre un escalier assez long qui descend vers un deuxième niveau situé donc au nord de l'ancien logis, du côté de l'exploitation agricole. Dans la troisième travée du nord, qui ne possède pas de fenêtre, subsiste l'amorce d'un escalier montant, dans une niche murale située nettement au-dessus du niveau du sol. Au bout de quelques marches, cet escalier est bouché par un mur. En face au sud, soit dans la troisième travée du vaisseau de gauche, on trouve une situation comparable, donc un ancien accès situé au-dessus du niveau du sol de la cave. Cet accès n'est pas bouché, mais impraticable. Après quatre marches, l'escalier cède la place à une longue rampe d'accès, qui plus loin dérive en angle droit vers l'est.
Le local voûté totalise ainsi un accès actuel et trois accès abandonnés, et en plus de l'escalier descendant déjà mentionné, il y a au bout du vaisseau de droite une basse arcade directement taillée dans la roche, de même que cinq marches d'escalier, qui descendent vers le vestibule des souterrains du deuxième niveau, sans lien direct avec ceux précédemment mentionnés. Ce sont d'anciennes carrières, qui, comme Albert Fossard l'indique, étaient également utilisées comme celliers. Par leur aspect, elles se présentent tantôt comme le deuxième niveau du Banvin, tantôt comme des passages partiellement voûtés en plein cintre, partiellement directement créusés dans la roche. Par ce réseau d'anciennes carrières et galeries, on peut donc atteindre l'emplacement du réfectoire à l'ouest du cloître. Albert Fossard donne quelques précisions sur ces parcours souterrains, mais à l'instar de sa description du cellier du logis du prieur, tout est un peu confus. Restent donc à décrire les voûtes. Elles sont semblables à celles du Banvin, y compris pour les culs-de-lampe, mais la première travée du vaisseau de gauche et certains formerets ont été refaits sans mouluration. Contrairement à la cave Banvin, subsistent les deux colonnes à chapiteaux sculptés de feuillages, avec des tailloirs octogonaux, des bases affichant un rang de denticules dans la scotie, et des socles octogonauxt.

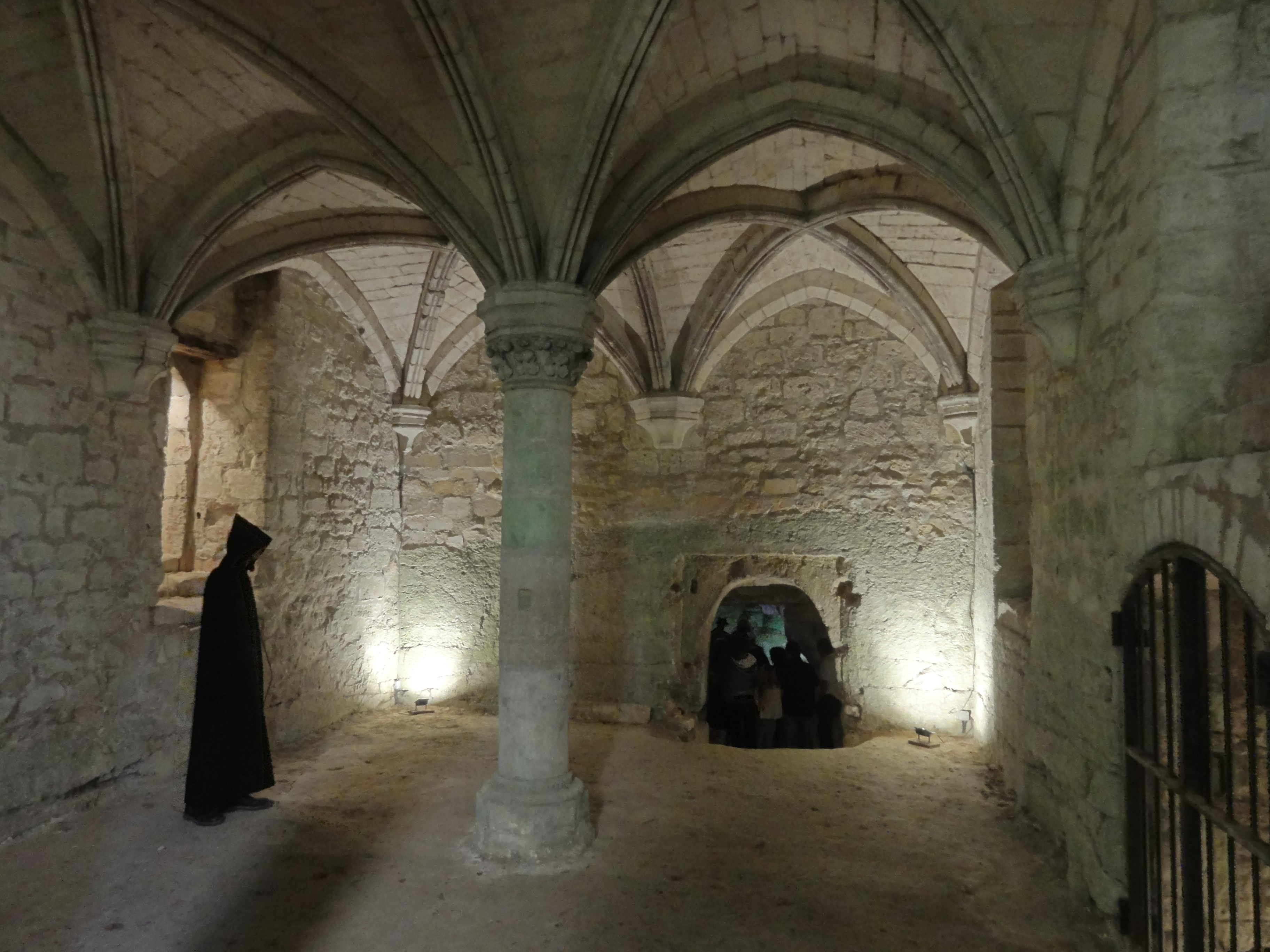
Cellier, vue générale vers l'ouest.
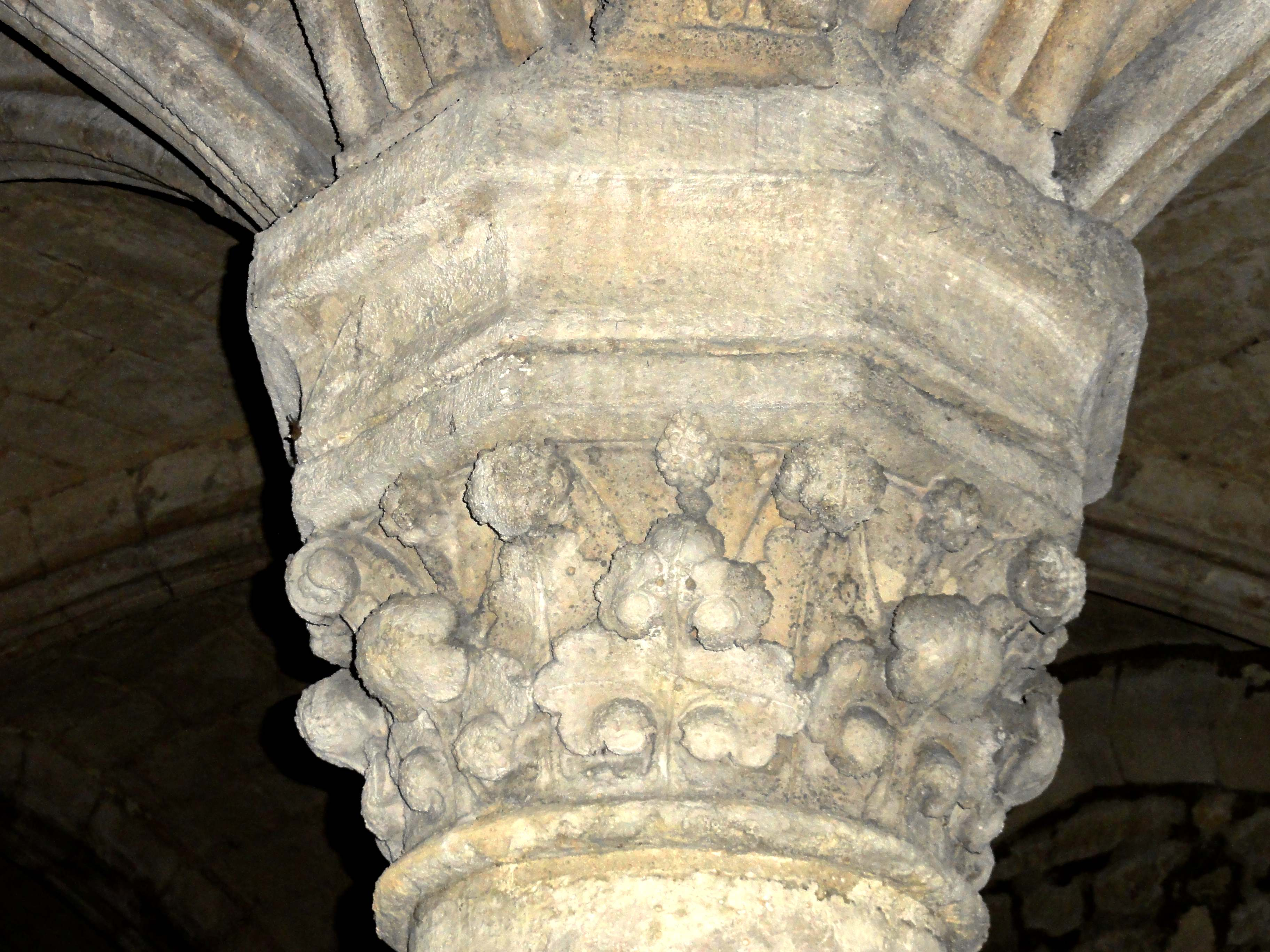
Cellier, chapiteau du 2e pilier libre.
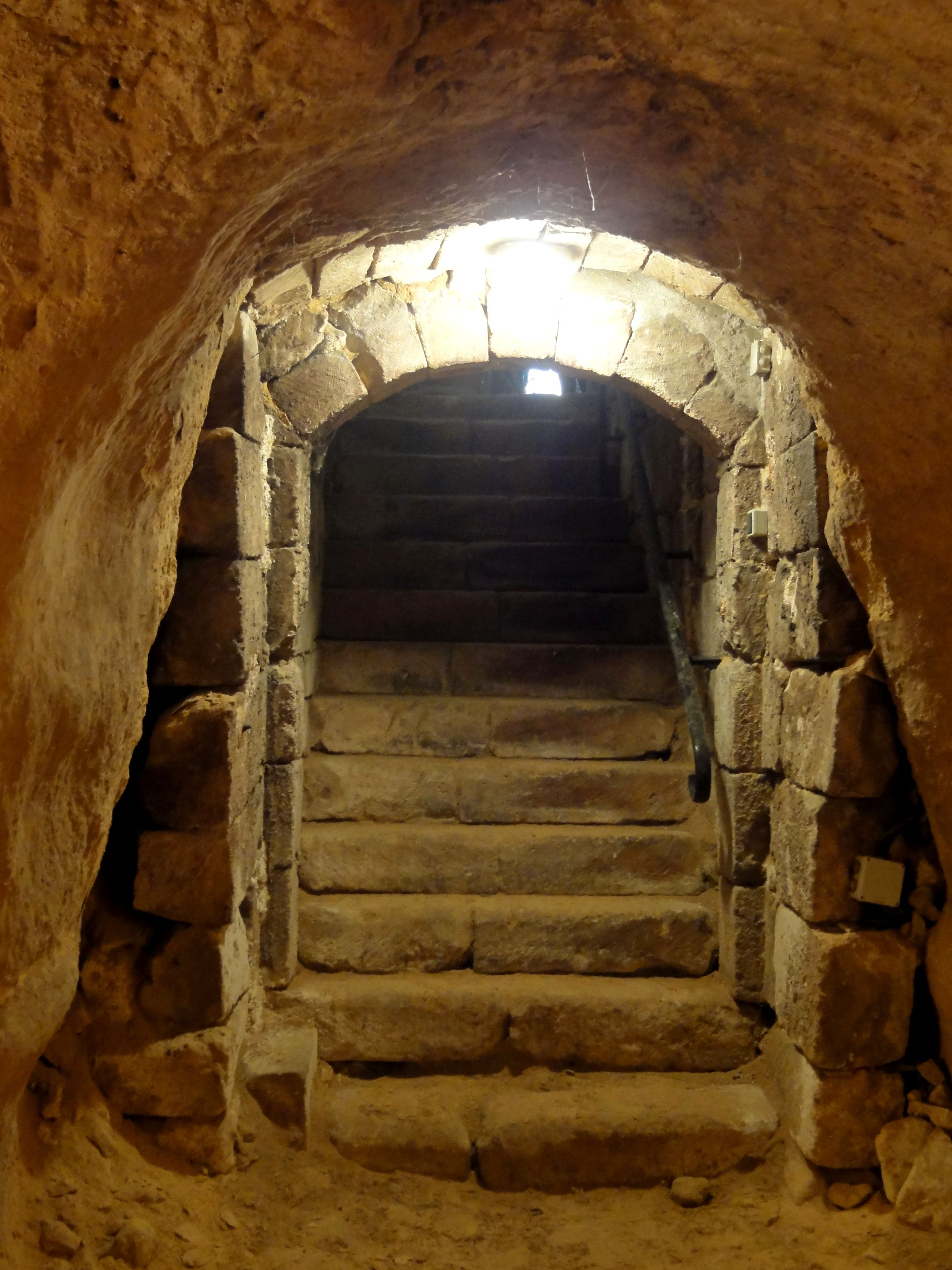
Cave Banvin, escalier remontant depuis le 2e niveau.
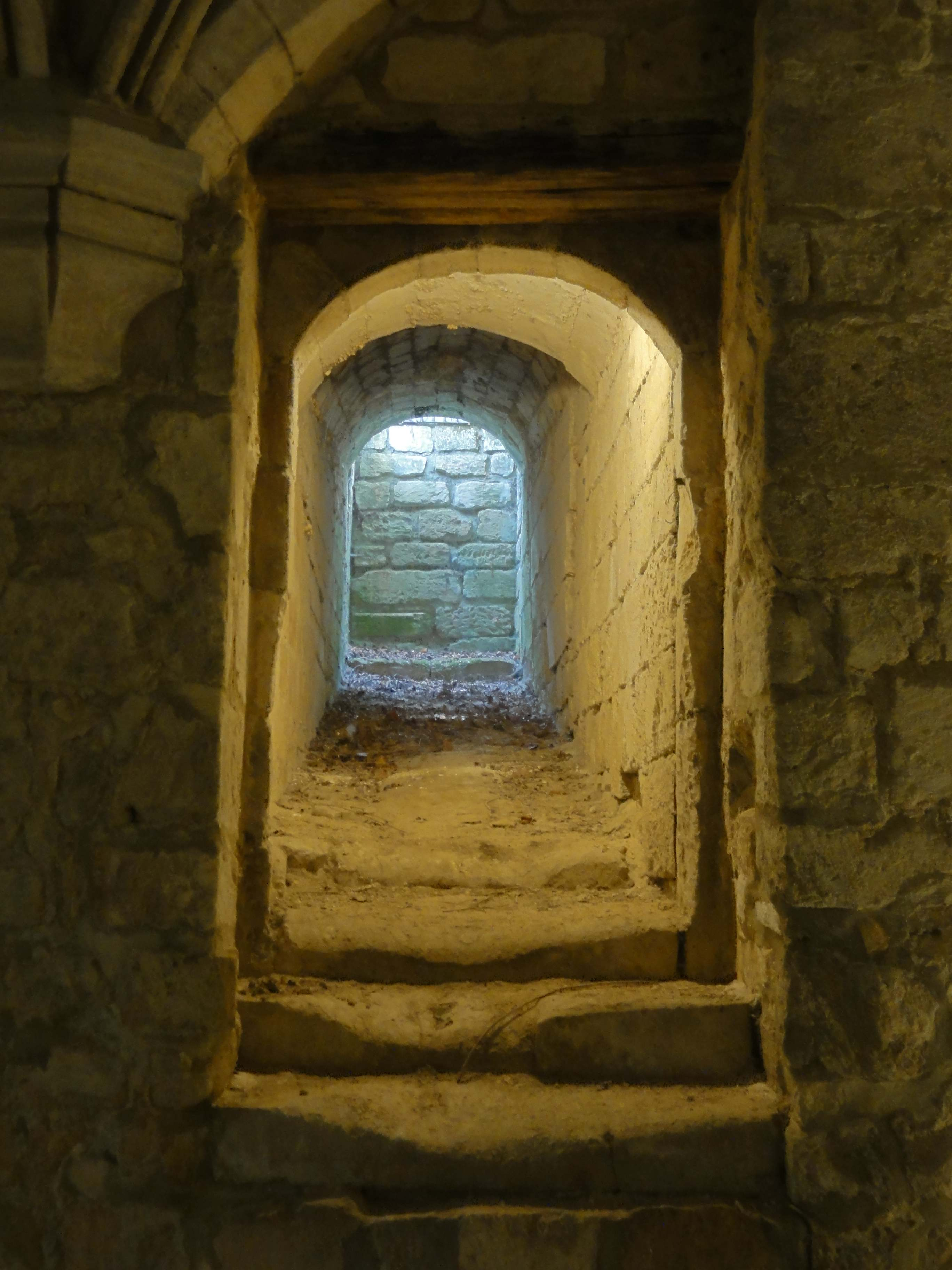
Cellier, ancienne sortie par une rampe vers le sud.
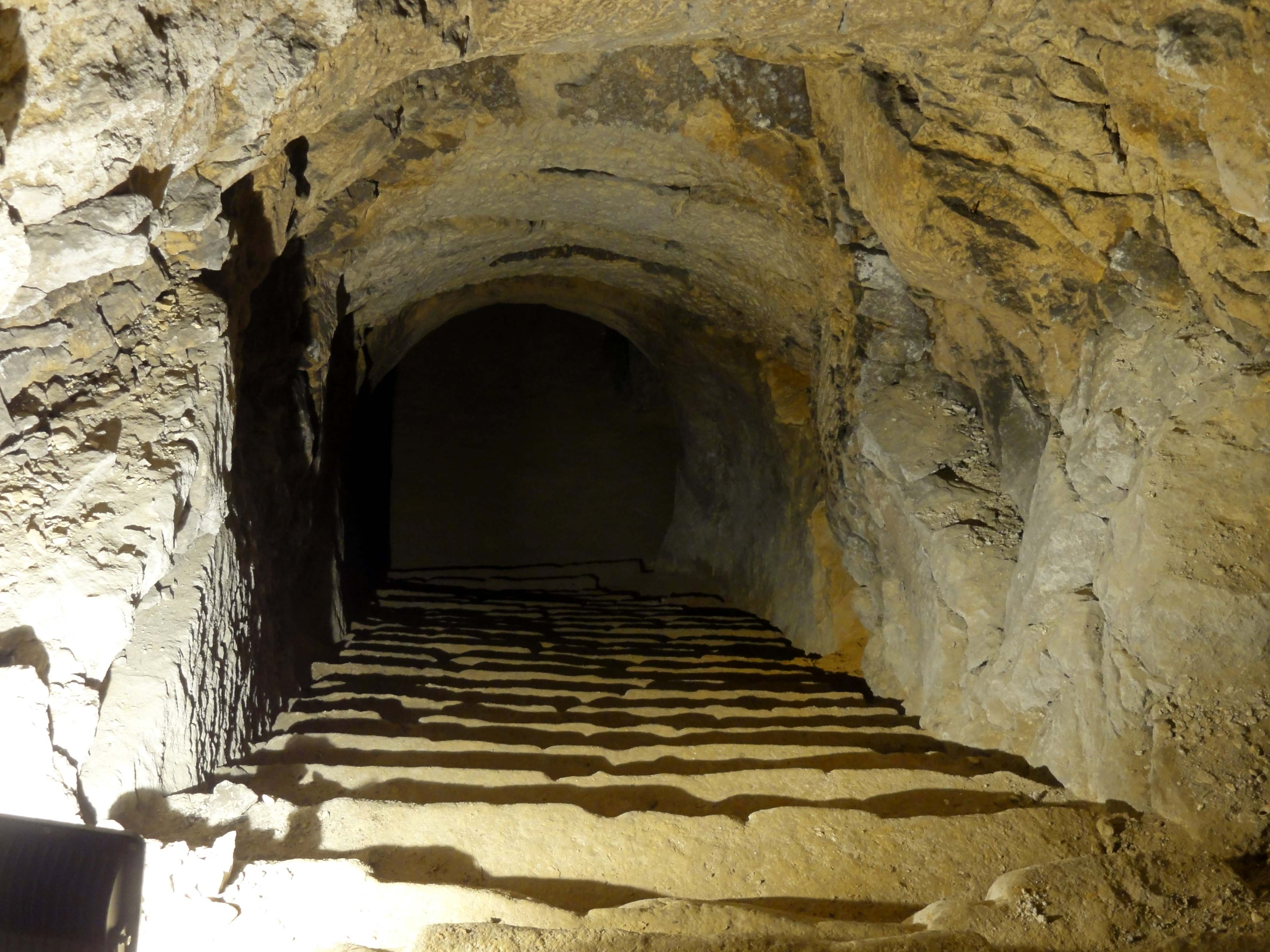
Cellier, escalier descendant vers un 2e niveau côté nord.
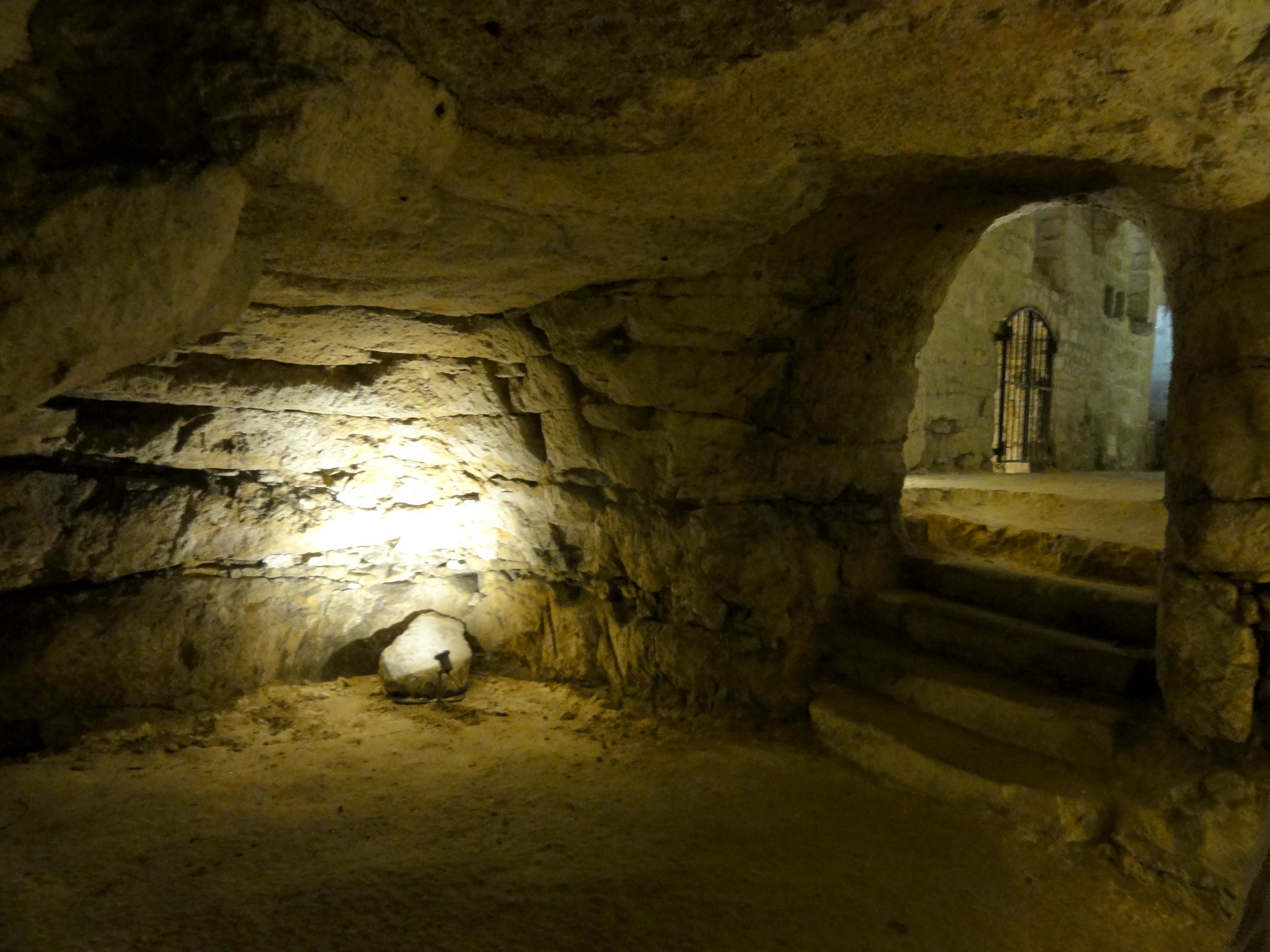
Cellier, vestibule des galeries du 2e niveau côté ouest.

## Mobilier

### Remarques générales

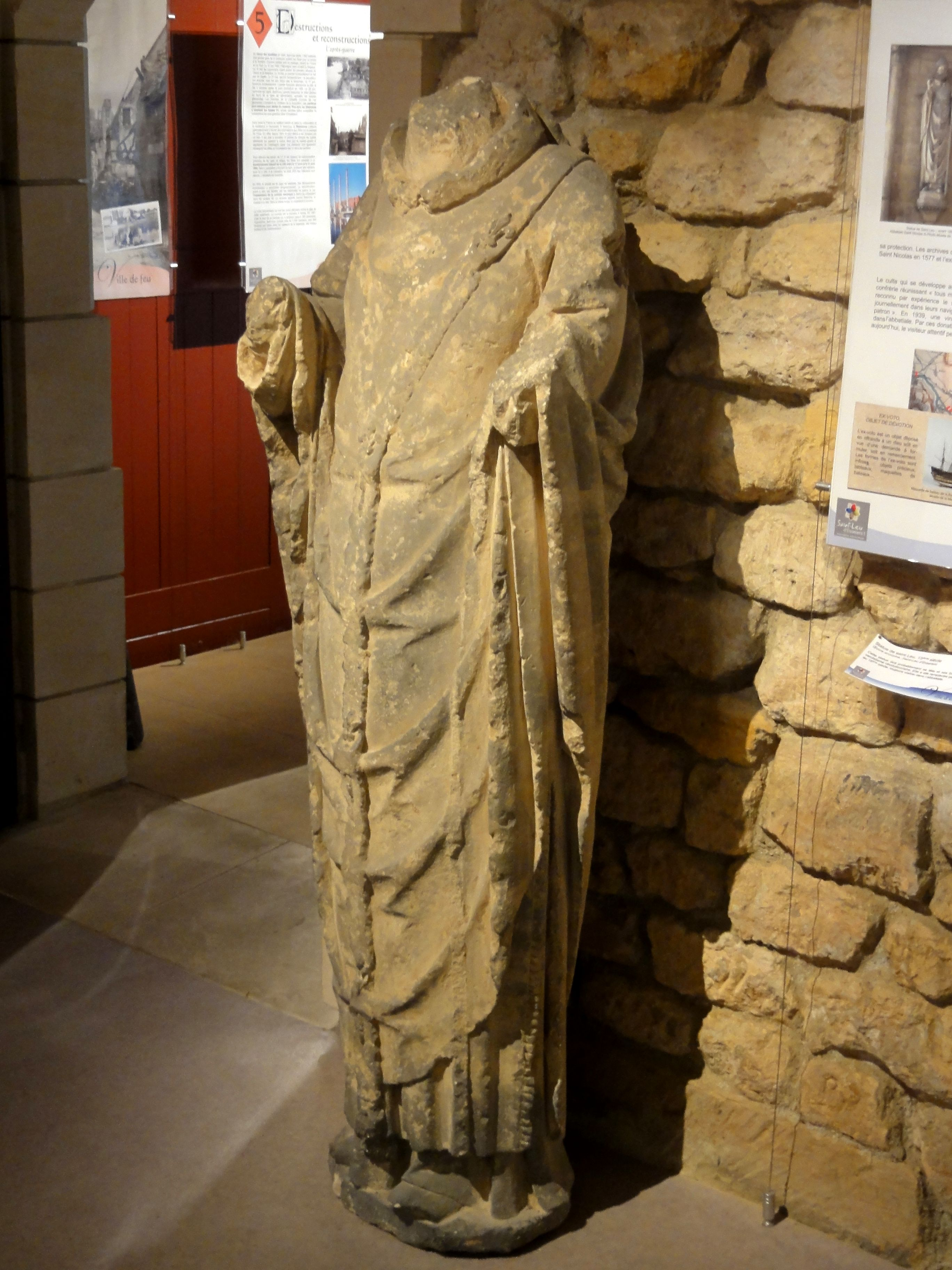
Statue mutilée de saint Leu exposée au musée.

L'église est peu fournie en mobilier pour trois raisons : le vandalisme révolutionnaire ou la nécesité de cacher des éléments précieux pour éviter leur perte ; le retrait de mobilier paraissant désuet ; et le bombardement du 5 août 1944. Tout ce mobilier longtemps soustrait au regard des fidèles n'est pas perdu, comme l'illustrent la statue de saint Leu, longtemps ensévelie et aujourd'hui retournée dans l'église après un séjour au musée municipal, ou la Vierge en majesté du XIVe siècle, qui a connu le même sort et dont la tête fait partie des collections du musée du Louvre depuis 1892. Parmi le mobilier proprement dit mis au dépôt sur la tribune, Eugène Müller cite notamment « une base charmante d'un bénitier, des fonts baptismaux du XIIIe siècle à 5 colonnes, un morceau de retable en pierre sculptée et peinte représentant quelques épisodes de la vie de saint Nicolas, XIVe siècle, la crucifixion et la mise au tombeau ». À l'instar de la statue de saint Leu, les fragments du retable ont retrouvé une place dans l'église. En revanche, les soixante-huit stalles, endommagées lors du bombardement, ont été déposées et attendent toujours un potentiel réassemblage. Dans un sens plus large, le mobilier de l'église comporte aussi des fragments lapidaires ; par leur nombre, ce type est de loin le plus représenté. Certains éléments bien conservés sont exposés au musée municipal du château de la Guesdière ; les autres sont entreposés sur la tribune. Sur le total du mobilier, près de vingt éléments ou ensembles, y compris de nombreux blocs sculptés remplacés par des copies lors des restaurations de l'église, ainsi que des fragments de sculpture, sont classés monuments historiques au titre objet, ou au titre immeuble en même temps avec l'église en 1840. Comme déjà souligné, ces objets sont répartis notamment entre l'espace des fidèles, la tribune fermée au public, et le musée. L'espace des fidèles est agrémenté en outre par quelques éléments de mobilier trop récents ou trop communs pour être protégés au titre des monuments historiques, tels que des autels néo-gothiques ou des statues sulpiciennes. Malgré les publications devenues nombreuses sur l'église de Saint-Leu-d'Esserent, le mobilier a été négligé par les auteurs. Avec trois à quatre pages, Eugène Müller et Albert Fossard y consacrent plus de place que les autres auteurs. Il est intéressant de lire leurs témoignages sur les éléments aujourd'hui disparus ou endommagés. Müller étudie notamment les monuments funéraires. Fossard écrit sur la statue de saint Leu, le banc d'œuvre, les stalles, le lambris de l'ancienne chapelle des fonts baptismaux, les vitraux (déjà quasiment disparus dans l'entre-deux-guerres) et les tombeaux ; c'est à tort que la plupart des notices de la base Palissy le citent comme référence de publication. Seule la Vierge à l'Enfant assise (voir ci-dessus) et le dépôt lapidaire ont fait l'objet de monographies.

### Dépôt lapidaire

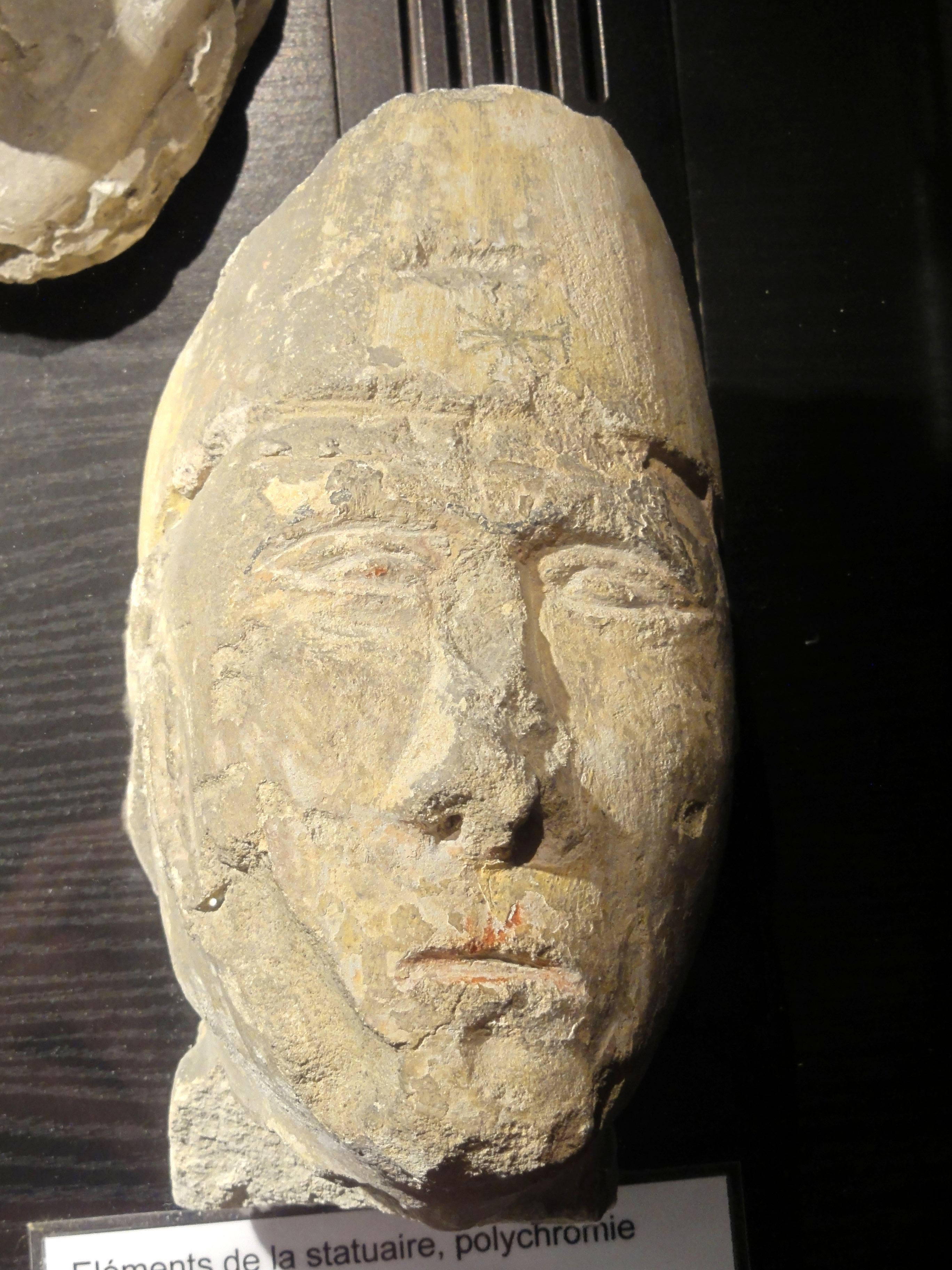
Tête (fragment de statue).

Il n'est pas certain si l'on peut prendre Eugène Müller à la lettre quand il dit que la salle du narthex « est un véritable musée, où des spécimens de toutes les époques depuis le XIe siècle, se coudoient », ou autrement dit, s'il y a eu une ouverture au public. La présentation très ordonnée visible sur des clichés de Félix Martin-Sabon antérieurs à 1896 parlent plutôt en ce sens. Philippe Racinet avance que « le projet d'organisation d'un musée lapidaire placé sous la direction du Conservateur des Antiquités et Objets d'Art de l'Oise a été abandonné faute de crédits. Il a cependant permis de répertorier 128 éléments sculptés provenant des restaurations de la fin du XIXe siècle et de celles effectuées après le bombardement de
1944 ». Mais il ne vise donc que l'après-guerre, quand la salle a été encombrée par du mobilier endommagé. — Les éléments du dépôt lapidaire sont numérotés, on fait l'objet d'un inventaire (voir ci-dessous), et ont été photographiés. Contrairement aux dossiers concernant les restaurations, les photographies ne sont pas conservées à la Médiathèque du patrimoine et de la photographie, mais aux archives départementales de l'Oise (voir les notices de la base Palissy). Cependant, les endroits où les éléments déposés étaient situés dans l'édifice n'ont pas systématiquement été documentés, et la documentation n'est pas toujours fiable. Les mémoires des artisans et entrepreneurs n'indiquent pas les emplacements des éléments resculptés. Devant ce contexte, la provenance exacte des éléments du dépôt lapidaire ne peut pas toujours être déterminée. Localiser un élément dans l'édifice représente toujours une tâche fastidieuse,.
- L'ensemble d'un dépôt lapidaire, composé de 114 fragments de statues et d'éléments d'architecture datant du XIe au XVIe siècle, le plus souvent en pierre calcaire et partiellement avec des traces de polychromie, déposés lors des restaurations au cours des années 1870-1890, fait l'objet d'arrêtés de classement individuels, pièce par pièce. L'inventaire de ce dépôt lapidaire a été effectué en 1975 par Marie-Claude Béthune. En fait partie le retable de Saint-Nicolas (voir le paragraphe ci-dessous). Sinon, on peut notamment distinguer entre des petits fragments divers (rinceaux, frises, corniches, corbeaux...), des fragments de bases, des fragments de chapiteaux, et des fragments de colonnettes[221].
- Un ensemble composite constitué de deux chapiteaux et cent-dix éléments d'architecture du XIIe siècle ou XIIIe siècle, en pierre calcaire, déposés lors des restaurations, a été classé au titre objet par arrêté du 5 novembre 1912. L'inventaire de ce dépôt lapidaire a également été effectué en 1975 par Marie-Claude Béthune[222].
- Un ensemble de fragments de statuaires datant du XIIIe au XVIe siècle, en pierre calcaire, avec des traces de polychromie, a été classé au titre objet par arrêté du 5 novembre 1912. En fait partie une tête dite « de Christ mort », qui date du XVIe siècle, et mesure 28 cm de hauteur[223]. Elle est exposée au musée municipal.

### Monuments funéraires

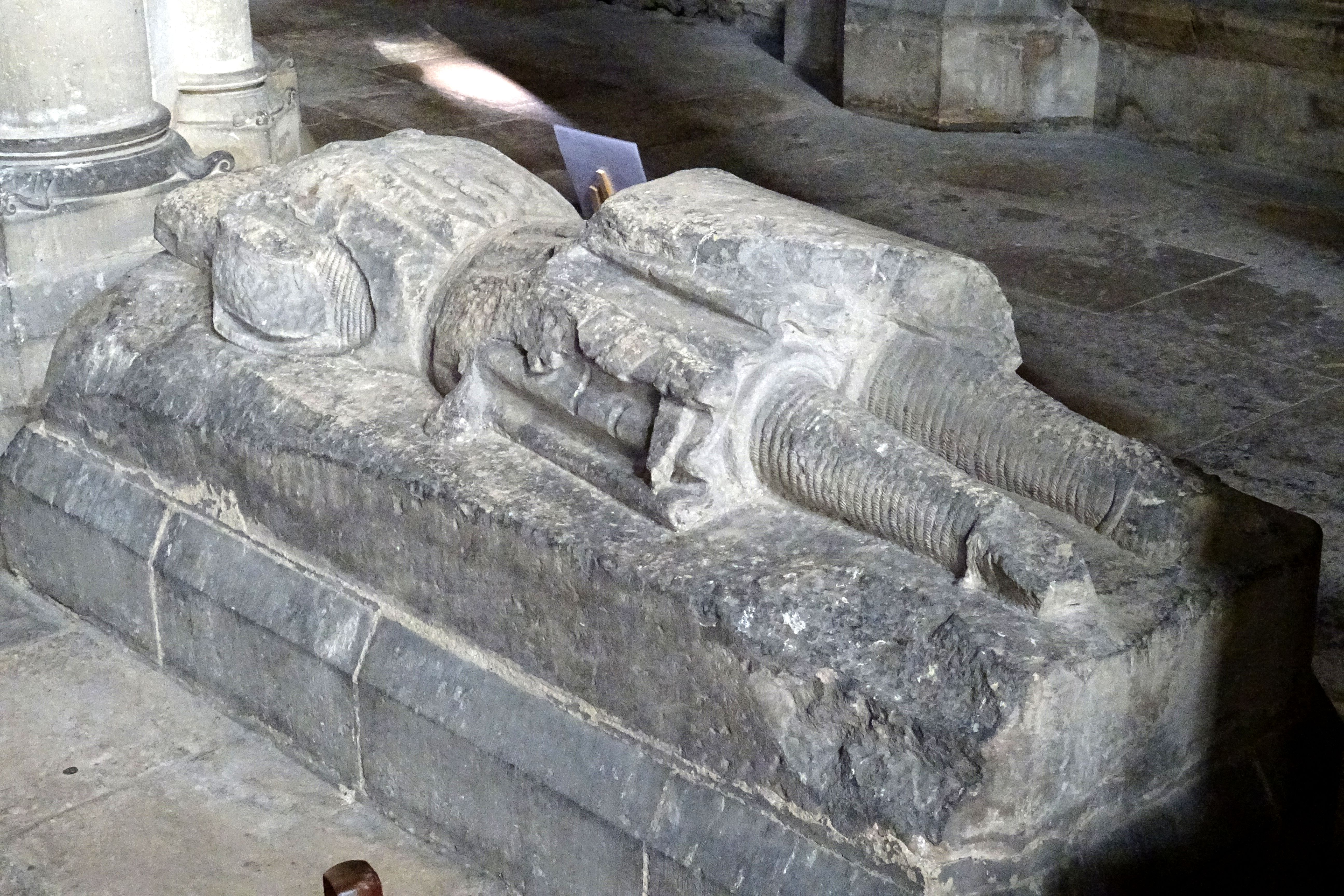
Gisant de Renaud de Dammartin.

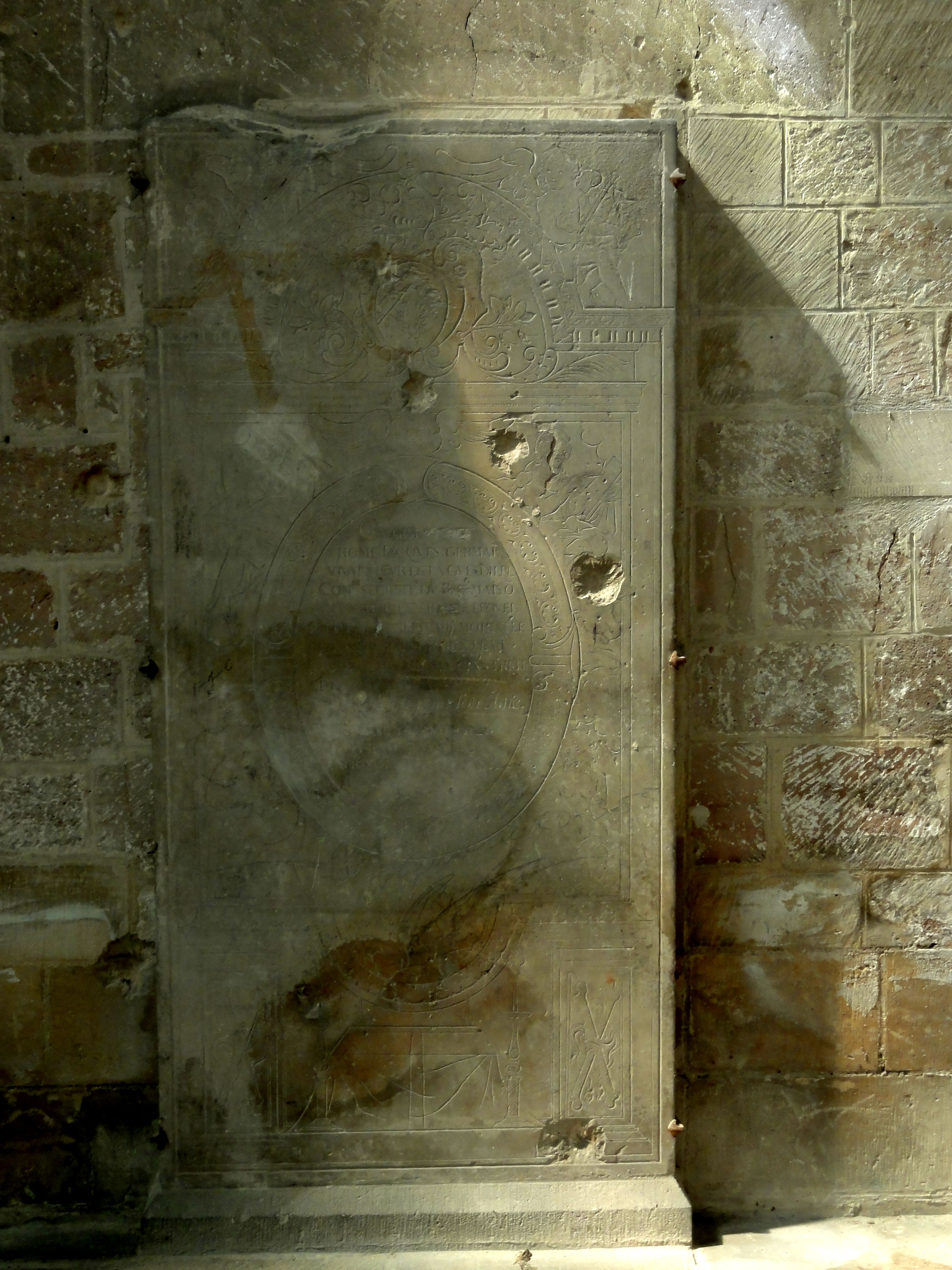
Dalle funéraire de Jacques Germain de la Guesdière.

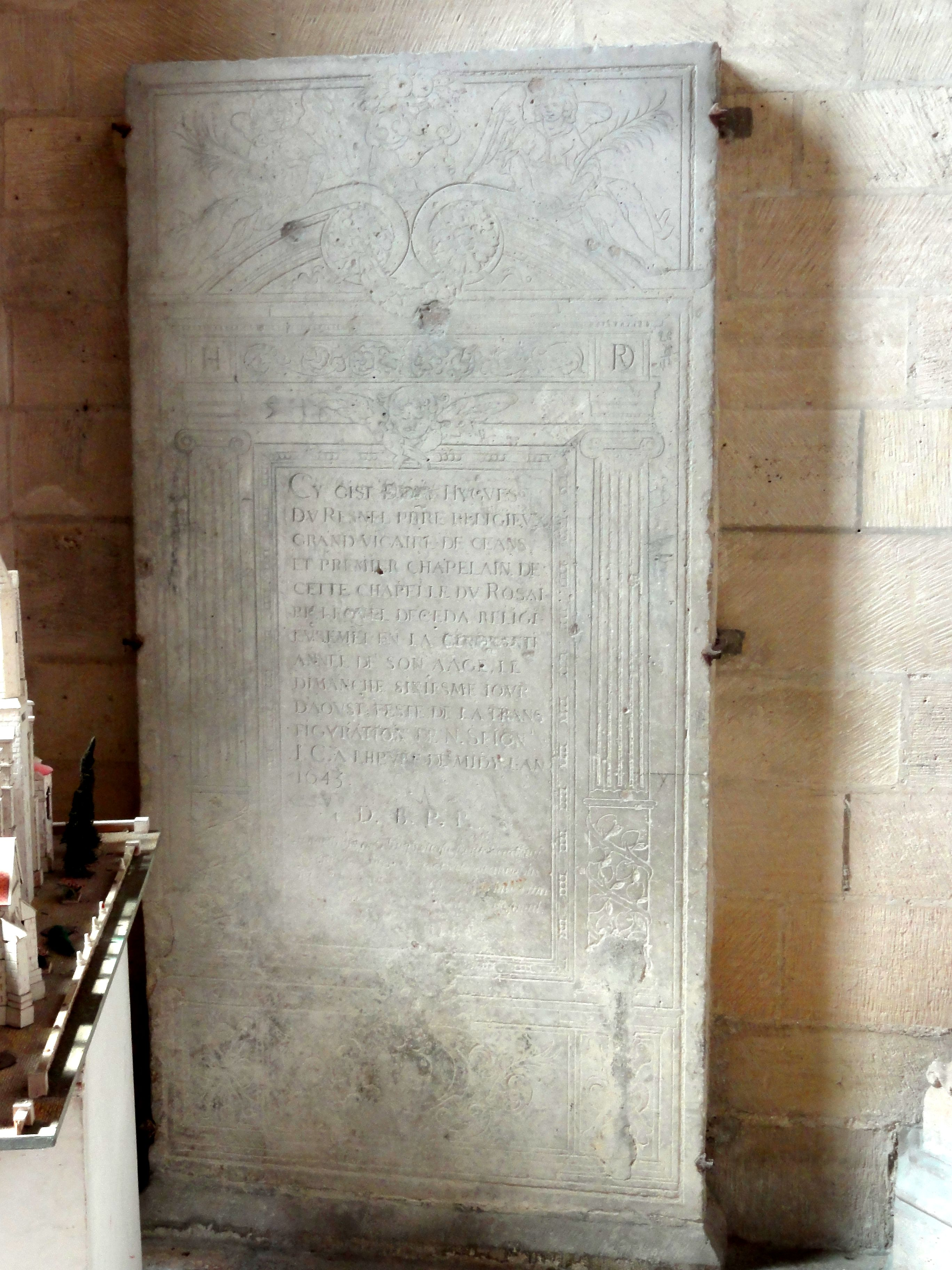
Dalle funéraire de dom Hugues de Resnel.

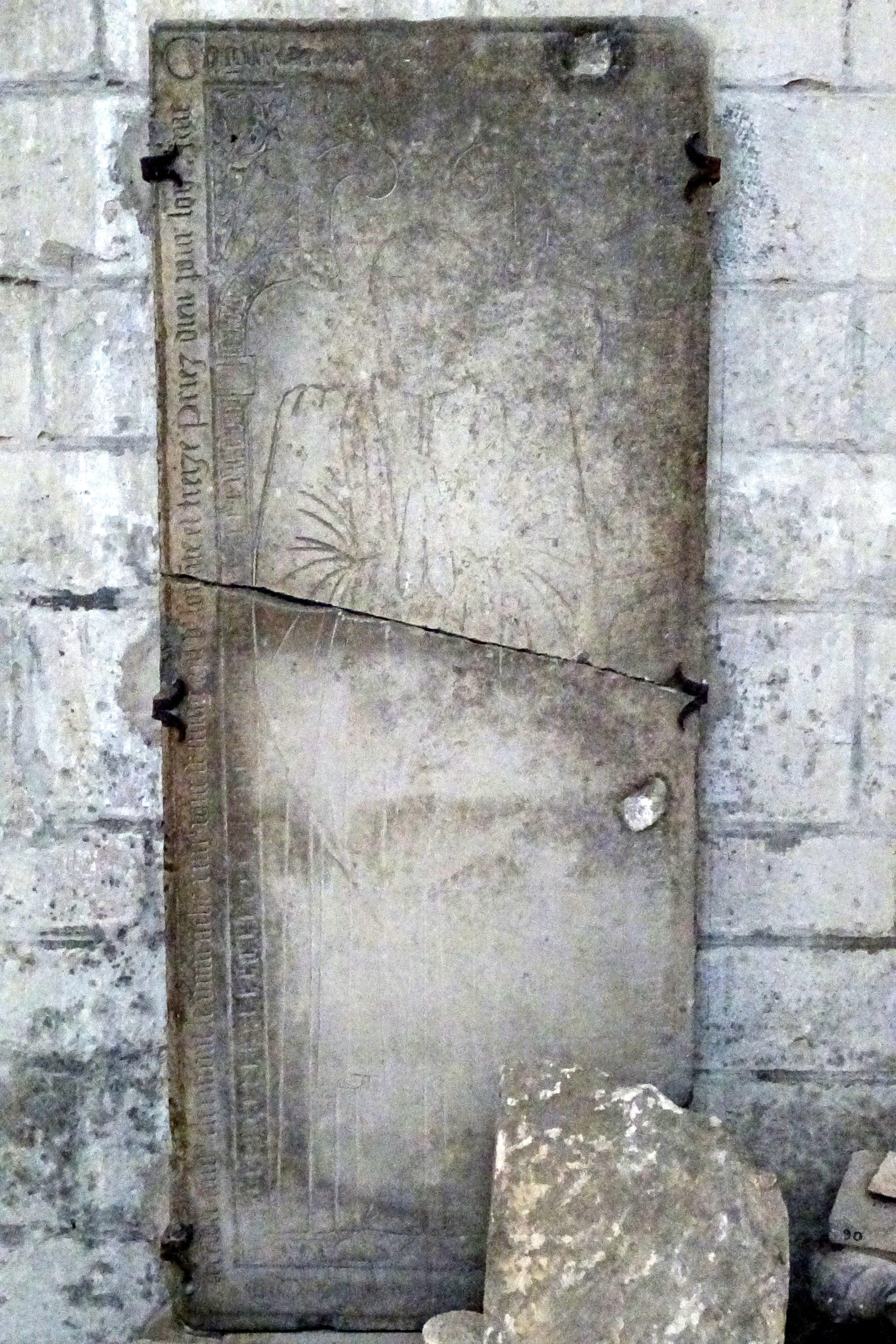
Dalle funéraire de Me Thiébault Bernard.

Le gisant de Renaud, comte de Dammartin, connu aussi comme Renaud de Boulogne (car étant comte de Boulogne à partir de 1190), vaincu à la bataille de Bouvines, prisonnier de Philippe Auguste et mort en 1227, est en pierre calcaire. Il mesure 217 cm de longueur, 93 cm de largeur et 60 cm de hauteur, sans le socle, et est placé sous la première grande arcade au nord du chœur. Il a été classé au titre objet par arrêté du 5 novembre 1912. Ce monument funéraire est fortement mutilé, car il a longtemps séjourné à l'extérieur après la Révolution française, sur la place de l'église. Déjà plus ou moins oublié par les habitants, certains se souvenaient encore en 1828 qu'il avait jadis sa place dans le sanctuaire de l'église. C'est grâce à l'architecte Paul Selmersheim, renseigne Eugène Müller, qu'il a connu un refuge, trop tardif, dans le déambulatoire. Il n'y a plus d'inscription lisible et l'identité du défunt n'a pas d'emblée clairement été établie ; on a hésité entre Renaud et Hugues de Dammartin, le fondateur du prieuré, qui serait mort en 1103. L'identification repose donc sur l'analyse stylistique. Elle est apparemment imputable à Henri Malo. Eugène Müller fournit le descriptif suivant : « Cette statue couchée est de grandeur naturelle. Le gisant repose sa tête aux cheveux longs et roulés sur un coussin que deux anges soutenaient. Il est couvert d'un vêtement de mailles, haubert, pantalon à pieds, gants, et par-dessus, d'une cotte d'armes sans manches, à revers maillé, dont une longue ceinture étroite et ornée d'une suite de croix et de fleurettes ramasse les plis. Les deux bras étendus retenaient l'un le large écu triangulaire qui pend sur les genoux, et l'autre, l'épée qui sommeille le long de la cuisse dans le fourreau. Les pieds éperonnés se dressent entre deux lionceaux ». La description est reprise par Albert Fossard.
Trois dalles funéraires à effigies gravées ont été redressées contre les murs de la première travée du bas-côté sud, et cinq autres, en face au nord. La plupart sont incomplètes et très usées. Albert Fossard n'a signalée aucune comme remarquable, ce qui peut expliquer qu'aucune ne soit classée au titre des monuments historiques. L'auteur résume ainsi les pierres tombales de l'église Saint-Nicolas : « Les pierres tombales de la nef sont postérieures au XIIIe siècle ; d'aucunes présentent des lettres gravées sur leurs bords, des figures en leur milieu, quelquefois aussi des incrustations de mastic coloré dans le calcaire dur ; la plupart ont été déplacées. Ces tombes plates ne présentent qu'un intérêt très secondaire. D'autres laissent la trace usée de la figure, des attributs et des habits du défunt. Parmi elles, on peut en signaler deux qui représentent des abbesses : l'une date du commencement du XVIe siècle. Dressées contre le mur de la façade, deux dalles funéraires ornées en bon état : l'une de Jacques Germain, seigneur de la Guesdière, conseiller au service des finances, décédé le 6 mars 1635 ; l'autre de Hugues de Resnel, premier chapelain de la chapelle du Rosaire, où il fut inhumé le 6 août 1645 ». Ensuite, Albert Fossard relève encore les noms, dates et professions des défunts pour sept autres dalles dispersées à l'époque dans la nef. Le texte sur l'une de ces dalles est reproduit par Eugène Müller, ainsi que le texte de deux autres dalles non mentionnées par Fossard :
- La dalle funéraire de Jacques Germain de la Guesdière, mort le 6 mars 1635, contient en son milieu un cadre elliptique cantonné des symboles du Tétramorphe. Au-dessus, un entablement en arc de cercle arbore les armoiries du défunt et est couronné de deux anges qui tiennent des instruments de la Passion, en l'occurrence des fouets et la couronne d'épines. En bas de la pierre, figurent des insignes funéraires. L'inscription n'a pas été transcrite. Par ailleurs, le testament de ce seigneur local est toujours conservé aux archives départementales de l'Oise[230].
- La dalle funéraire de dom Hugues de Resnel, mort en 1645, présente le dessin d'un portique. Constitué de deux colonnettes ioniques cannelées, décorées en bas de guirlandes de lierre en torsades, et supportant un entablement massif surmonté d'un vase et de deux anges assis tenant des palmes, il repose sur un soubassement orné de trophées funéraires. Au milieu, se lit l'inscription suivante : « Cy gist dom Hugues de Resnel prebstre, religieux grand vicaire de céans et premier chapelain de cette chapelle du Rosaire lequel deceda religieusement en sa cinqantiesme année de son aage le dimanche sixiesme jour d'aouste feste de Nostre Seigneur Jhesus Christ à l'heure de midy l'an 1645 »[230]. Selon l'inscription, cette dalle provient donc de l'ancienne chapelle des fonts baptismaux, qui portait aussi le nom de chapelle du Rosaire.
- La dalle funéraire à effigie gravée de Me Thiébault Bernard, mort en 1573, comporte l'inscription suivante : « Cy gist honneste et discrete personne Me Thiebault Bernard en son vivant licencé [ès-lois]… et garde [notes] ordinaire pour le roy en la ville et comte de Clermont en Beauvoisis qui decedda au dit Clermont le Dimanche XIIIe jour de juing mill VC soixante et treize. Priez Dieu pour son âme »[227].
- La dalle funéraire d'Anthoine… , seulement partiellement lisible, affiche les mots suivants : « Cy gist le corps de Anthoine… en son vivant… lequel deceda le IXe jour de Janvier mil six cens vingt sept Priez dieu pour son âme. Faict… par Jacques ou François »[230].

Des épitaphes correspondant à deux dalles mentionnées par Fossard et à une dalle mentionnée par Müller sont exposées au musée municipal. Ces petites plaques sont en pierre calcaire noire et entièrement recouvertes de texte, sans aucune ornementation :
- « Cy devant gisent et reposent les corps de deffuvctz Messire Balthazard Lescalopier conseiller dv roy en ses conseils et avtrefois en sa covr de Parlement de Paris et de dame Charlotte Germain son espovze leq.l sr Lescalopier après avoir ainsy qve ses ancestres mené vne vie tovte rempli d'honnevr de vertv et de pieté ayant esté en sa maison de la Gvesdiere scize en ce bovrg de St. Lev y est décédé le 8e. décembre 1668. Et a vovlv estre inhvmé en ce liev qvi est le tombeav des ancestres de ladicte dame laqvelle a avssi passé de cette vie en l'avtre le… Requiescant in pace » (plaque rectangulaire).
- « D.O.M. Cy devant gist et repose le corps de deffvnt Messire Marc Anthoine Le Qvien chevalier seigr d'Amboiseville Fortel et avtres lievx La Gvesdiere en partie et de dame Anne Galland son espovze leqvel est decedé le 22e Ianvier 1671. Pries Diev Por son Âme » (plaque ovale).
- « IHS MA Cy gist […] Jacques Germain vivant sievr de la Gvesdière coner secretaire dv roy maisõ et courõne de France et de ses finances leqvel après avoir laissé à sa postérité l'exemple de pieté et de charité passa de cette vie mortelle en l'av'e perdvrable le sixme iovr de mars mil six cens trente-cinq. Aagé de soixãte et dix-sept ans. Priez Diev povr son ame. Laetatus sum in his quae dicta sunt mihi : In domum Domini ibimus (Ps 121) » (plaque rectangulaire).

### Retable de Saint-Nicolas
Le retable dit de Saint-Nicolas est en pierre calcaire polychrome, et date du XIVe siècle. La datation du XVe siècle supposée lors du classement n'était pas pertinente. Ce retable n'est que partiellement conservé. Il en subsistent trois panneaux sculptés en bas-relief, dont l'un est complet, hormis la bordure supérieure, tandis que les deux autres semblent subsister que sur un tiers de leur largeur initiale, comparés au panneau médian. En raison du mauvais état de conservation, presque toutes les têtes ayant ête bûchées à la Révolution, l'œuvre a longtemps été déposée sur la tribune, avec les différents vestiges lapidaire. Classée néanmoins par arrêté du 5 novembre 1912 en même temps que les autres fragments de sculpture et d'architecture, elle a été restaurée par Geneviève Rager, à Paris, et l'entreprise Charpentier, également à Paris, en 1994. Dans son état actuel, le retable mesure 151 cm de largeur et 59 cm de hauteur. On remarque les drapés fluides, les silhouettes fines des figures, et la belle qualité de la sculpture. Sur le panneau de gauche, trois enfants sont couchés sur un lit, les têtes sur un oreiller et les corps sous une couverture. Ce sont les seuls personnages dont les visages restent intacts. Un adulte se penche vers eux. Cette scène, omise par Eugène Müller, est mentionnée par Albert Fossard, mais sans explication. Sur le panneau central, est représenté à gauche le baquet ou saloir où se tiennent les trois enfants, les mains en prière, que saint Nicolas à ressuscités. Au-dessus, deux anges veillent sur eux, tandis que saint Nicolas, en tenu épiscopale, est visible tout à droite, séparé des enfants par une scène sans rapport : c'est le Christ en croix, les pieds fixés par un seul clou, la taille entourée d'un linge étroit, et à ses côtés, la Vierge Marie et saint Jean. Le panneau de droite est également énigmatique. Au premier plan, une personne, dont la tête se situe déjà en dehors de la partie conservée, est couchée. Derrière elle, une personne lui tient une main, et deux autres personnes se tiennent davantage en retrait : l'une paraît apporter de la nourriture (du pain ?), l'autre a les mains en prière. Eugène Müller évoque la naissance miraculeuse du saint, tout en ajoutant un point d'interrogation, tandis qu'Albert Fossard voit saint Nicolas passant la bourse par la fenêtre,.

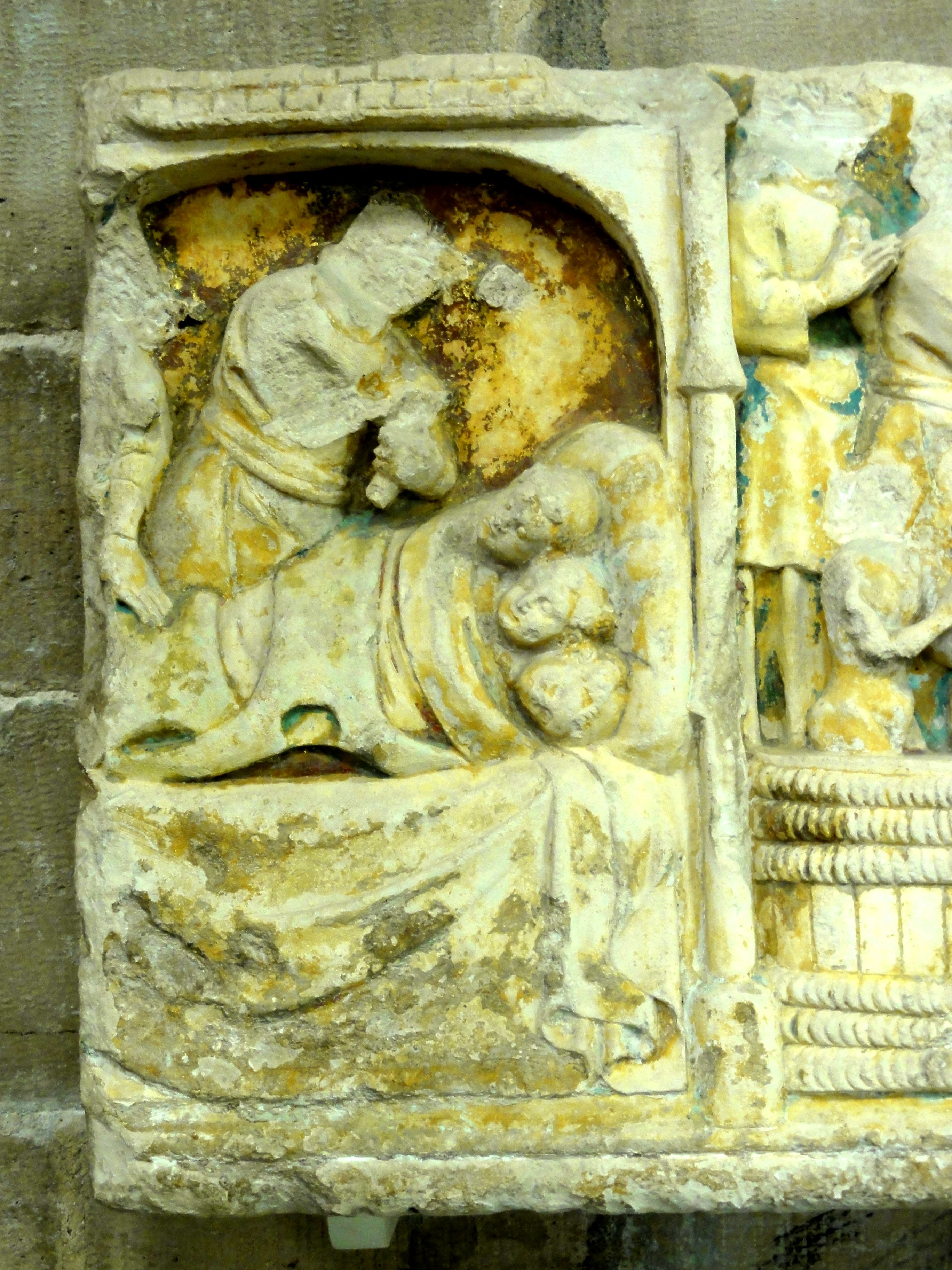
Panneau de gauche.
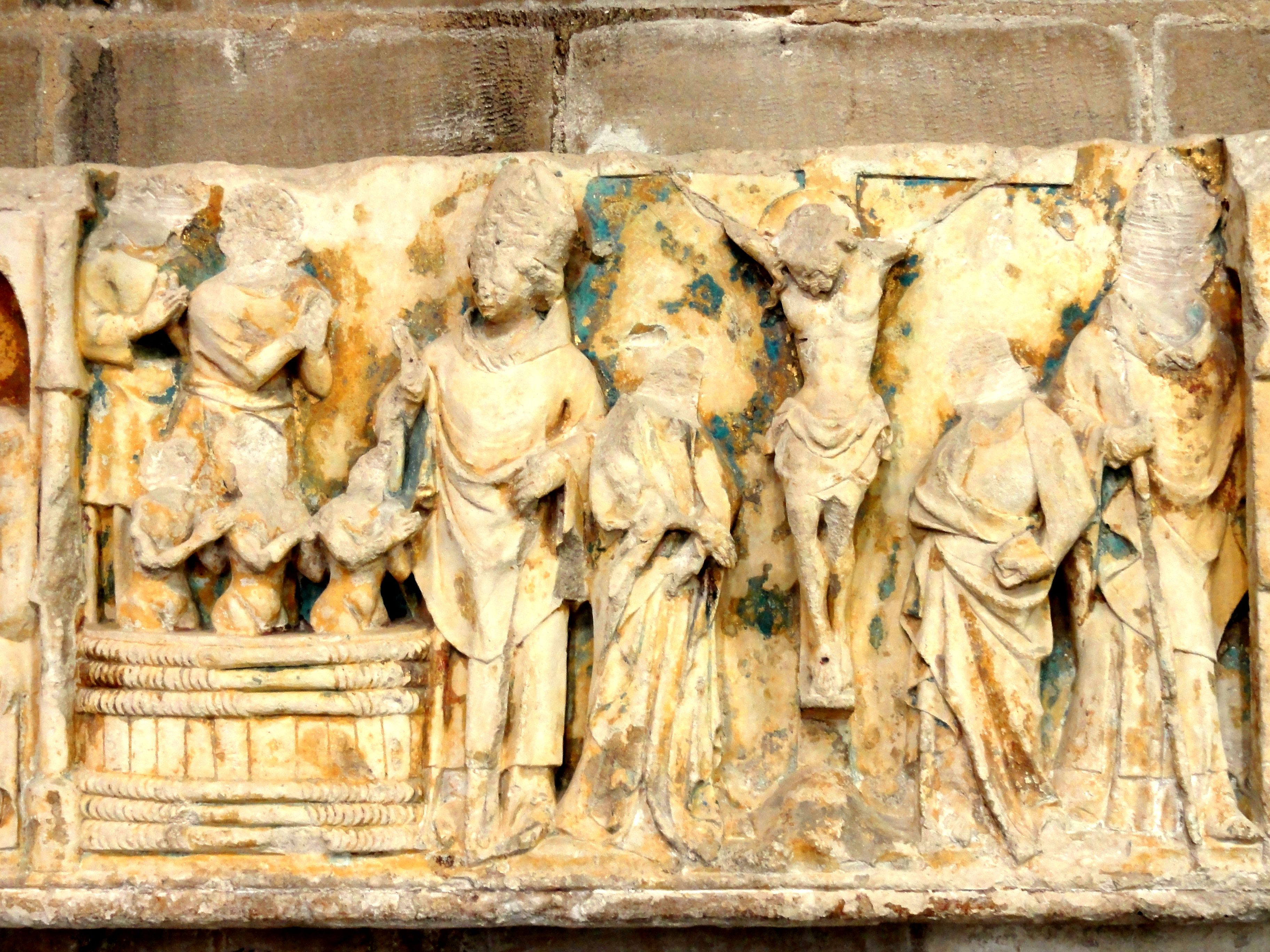
Panneau central.
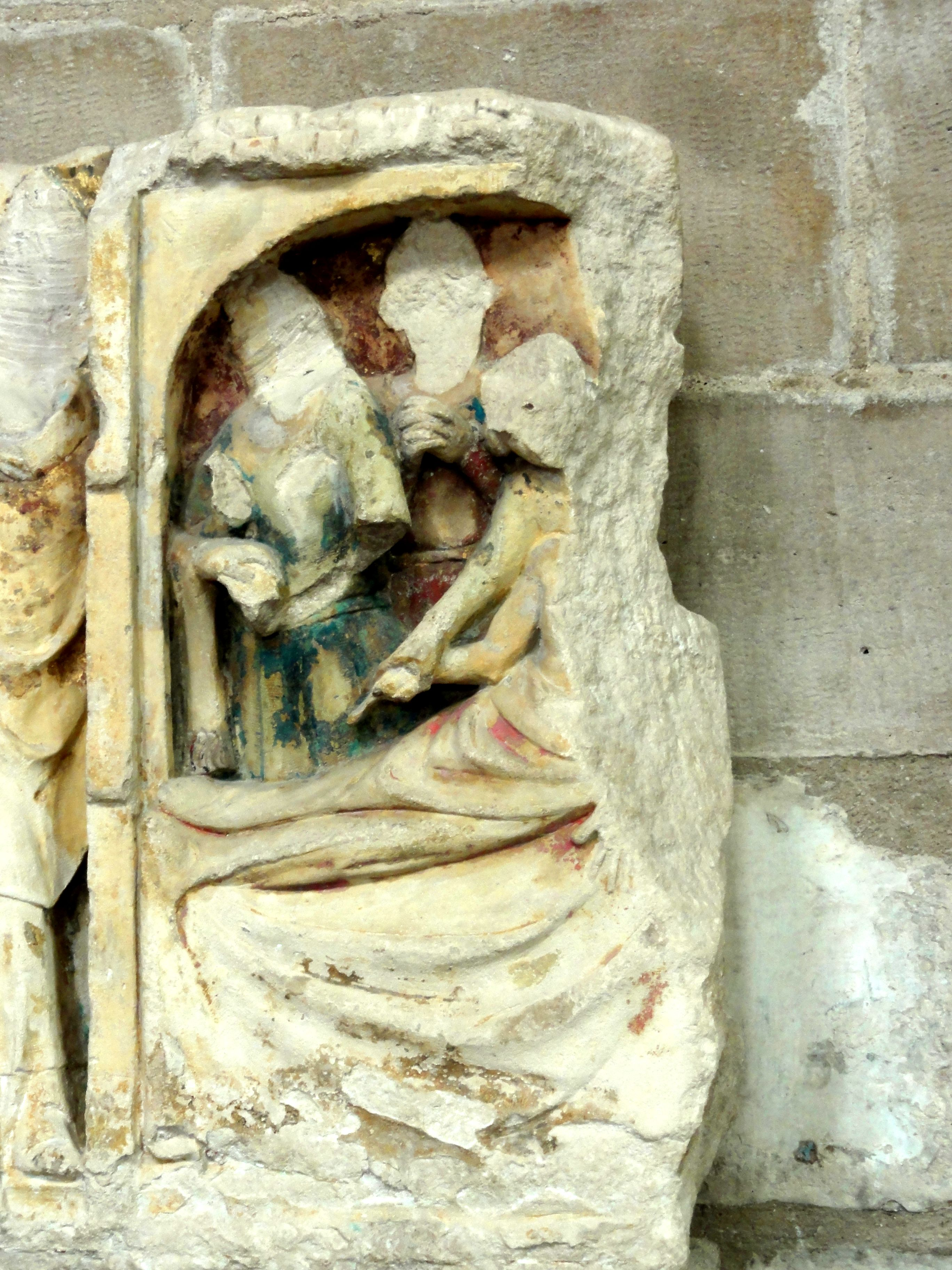
Panneau de droite.

### Statues

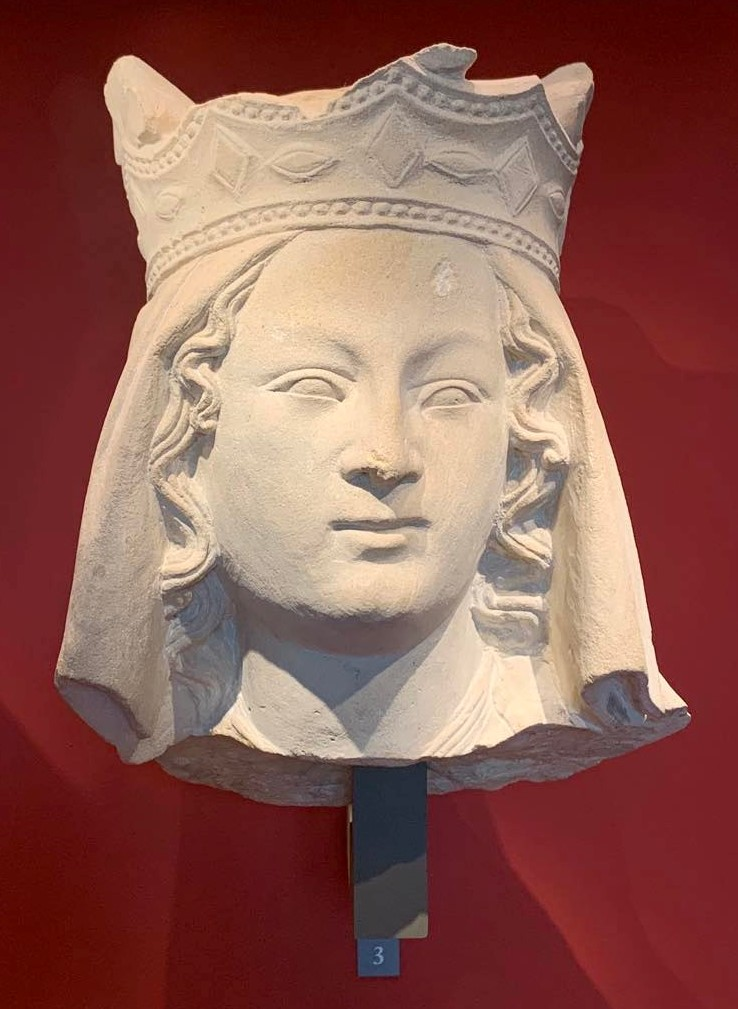
Tête de Vierge provenant de l'église de Saint-Leu-d'Esserent, début du XIVe siècle, pierre calcaire, Paris, musée du Louvre (département des Sculptures).

- « La tête d'une statue de la Vierge de Saint-Leu-d'Esserent, du XIVe siècle, qui se trouve [depuis 1892] au musée du Louvre, pourrait reprendre sa place, si le gardiennage ici ne laissait pas à désirer. Visage plein, couronne à fleurons, boucles encadrant la figure sous les plis du voile : c'est bien la majestueuse Reine du Ciel. Elle est en liais fin et soigneusement taillée ; sa dimension est à peu près demi-grandeur nature »[233]. Le musée municipal en expose aujourd'hui un moulage exécuté à la demande de la municipalité. Il ressort des termes employés par Albert Fossard (1934) que l'on ne savait pas encore à l'époque qu'il s'agissait d'une tête d'une Vierge en majesté. Pour cela, il fallait que Jean-Louis Bernard découvre des vestiges de statuaire médiéval dans une construction parasite de l'enceinte du prieuré, bâtie avec des matériaux de réemploi, et que Pierre-Yves Le Pogam, conservateur en chef au musée du Louvre, visite le dépôt lapidaire sur la tribune, dix ans plus tard, en 2008. Il peut ainsi faire le rapprochement entre la tête et les éléments réassemblés de son corps. Ces derniers ont conservé leur polychromie. Sur la tête, il n'en reste aucune trace : il est à craindre que Paul Selmersheim les a fait enlever avant de remettre l'élément au Louvre. La preuve que tête et corps formaient bien un ensemble a été produite par une analyse géologique. Elle a démontré qu'il s'agit de pierre calcaire parisien, ce qui indique que la statue a été confectionnée par un atelier parisien. Se pose la question de son rôle dans l'église Saint-Nicolas : le revers plat permet de savoir qu'elle était placée sur un autel ou à l'arrière d'un autel, en surélévation, en guise de retable. L'autel principal étant consacré à Saint-Leu et l'autel de la chapelle rayonnante d'axe à Notre-Dame, ce qui peut correspondre, mais on peut aussi penser à la nef, pour contrebalancer le culte et le retable de Saint-Nicolas dans le bas-côté nord, accueillant l'assemblée des paroissiens, ou encore à la salle capitulaire[234].
- La statue de sainte Catherine d'Alexandrie, foulant des pieds l'empereur Maximin, à gauche, et accompagnée de restes de la roue qui lui sert d'autre attribut, à droite, est en pierre calcaire avec des traces de polychromie. Elle date du XVIIe siècle, et mesure 100 cm de hauteur. Ses mains sont mutilées, et elle a été classée par arrêté du 14 mars 1980 en tant qu'œuvre déposée, et élément du dépôt lapidaire[235]. Cependant, elle a retrouvé sa place sur un socle et sous un dais architecturé, à gauche de la chapelle rayonnante nord-est.
- La statue de saint Nicolas, en bois polychrome, logée dans la niche du retable de la chapelle rayonnante nord-est, entre sainte-Catherine et la Vierge à l'Enfant, n'est pas protégée au titre des monuments historiques et n'est pas prise en compte par les publications.
- La statue de la Vierge à l'Enfant, en pierre calcaire, date du XVe siècle, et mesure 82 cm de hauteur dans son état actuel. La statue est fortement mutilée ; manquent notamment la tête de la Mère et de l'Enfant Jésus. Pendant longtemps retirée de l'église, où la chapelle rayonnante d'axe a reçu une Vierge à l'Enfant neuve au XIXe siècle, elle a été classée par arrêté du 14 mars 1980 en tant qu'œuvre déposée, et élément du dépôt lapidaire[236]. Cependant, elle a elle aussi retrouvé sa place dans une niche à statue de la chapelle rayonnante nord-est, à droite, face à sainte Catherine.
- La statue de saint Leu est en pierre polychrome. De grandeur nature, elle mesure 177 cm de hauteur, et date de la seconde moitié du XIIIe siècle. Sculptée en ronde-bosse, elle a néanmoins le revers plat. C'est l'œuvre de sculpture la plus remarquable de l'église. Mais l'original a longtemps été ensevelie, de même que les autres statues antérieures à la Révolution présentes sur place, et a perdu sa tête et ses mains. Devant ce contexte, une restitution de la statue a été commandée à l'atelier Corbel, en partant d'un moulage de l'original. L'arrêté de classement du 19 novembre 1908 ne mentionne pas ce « dédoublement » de l'œuvre[237], pas plus qu'Eugène Müller ou Albert Fossard. Le premier écrit : « Cette représentation […] est une œuvre éminente de la statuaire française de la seconde moitié du XIIIe siècle. C'est le résultat d'une étude patiente et faite sur le vif de la forme et de la physionomie humaines comme l'art grec ancien l'avait autrefois compris. Que des fois je me suis complu à analyser cette noble figure, cette pose hiératique, cette élégance des plis du vêtement !… »[230]. Pour Albert Fossard, « la figure paraît très près de la nature. Elle est bien observée : la physionomie est grave, la robe et le pallium ont des lignes simples, la belle exécution montre un artiste consommé »[238]. Aujourd'hui, l'original a rejoint la reconstitution, dans la chapelle rayonnante sud-est.
- Le groupe sculpté représentant l'Éducation de la Vierge par sainte Anne est placé dans une niche à statue dans la chapelle rayonnante sud. L'œuvre est complète ; son état de conservation est médiocre. Les auteurs ne fournissent pas de renseignements à son encontre, et elle n'est pas protégée au titre des monuments historiques.

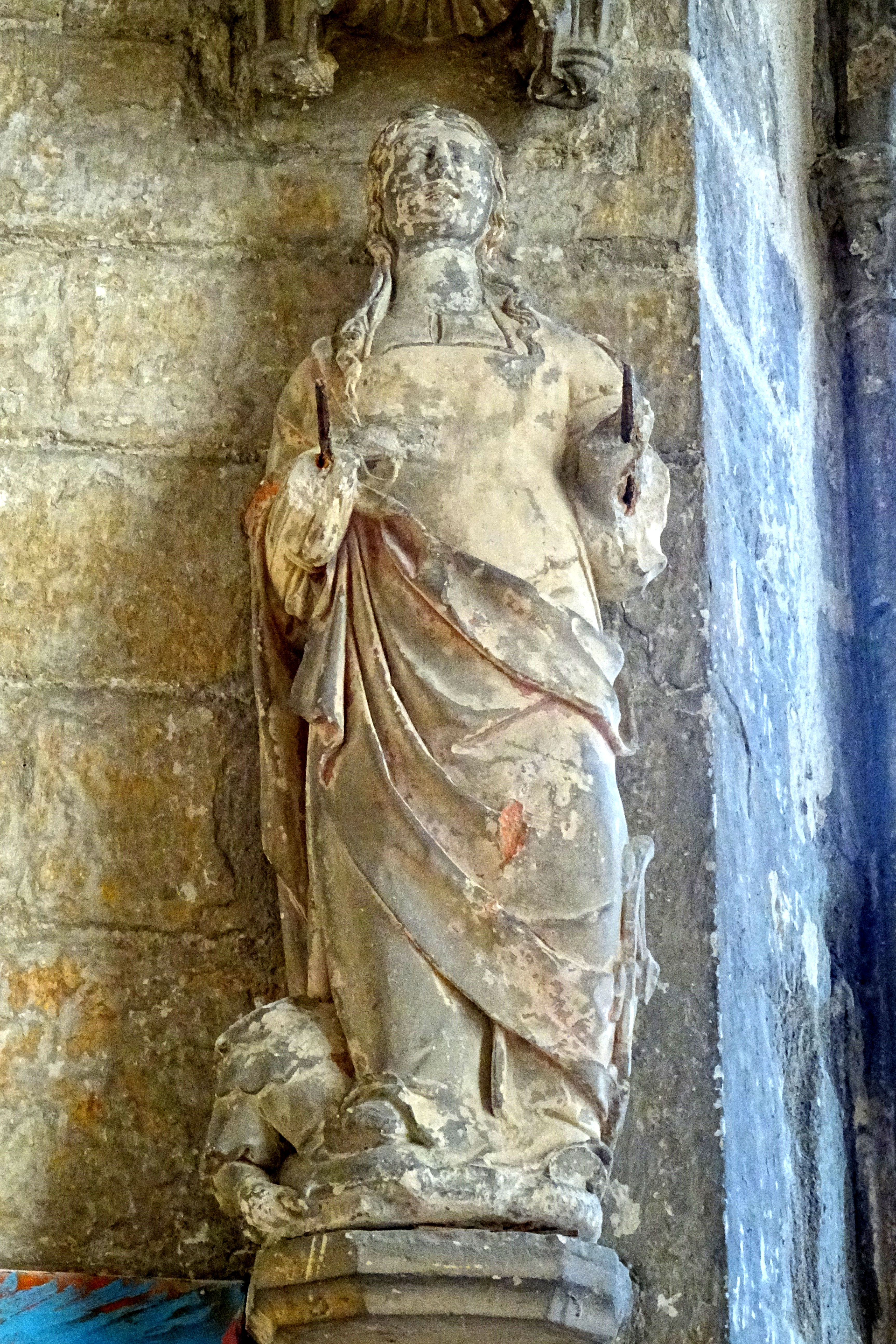
Sainte Catherine.
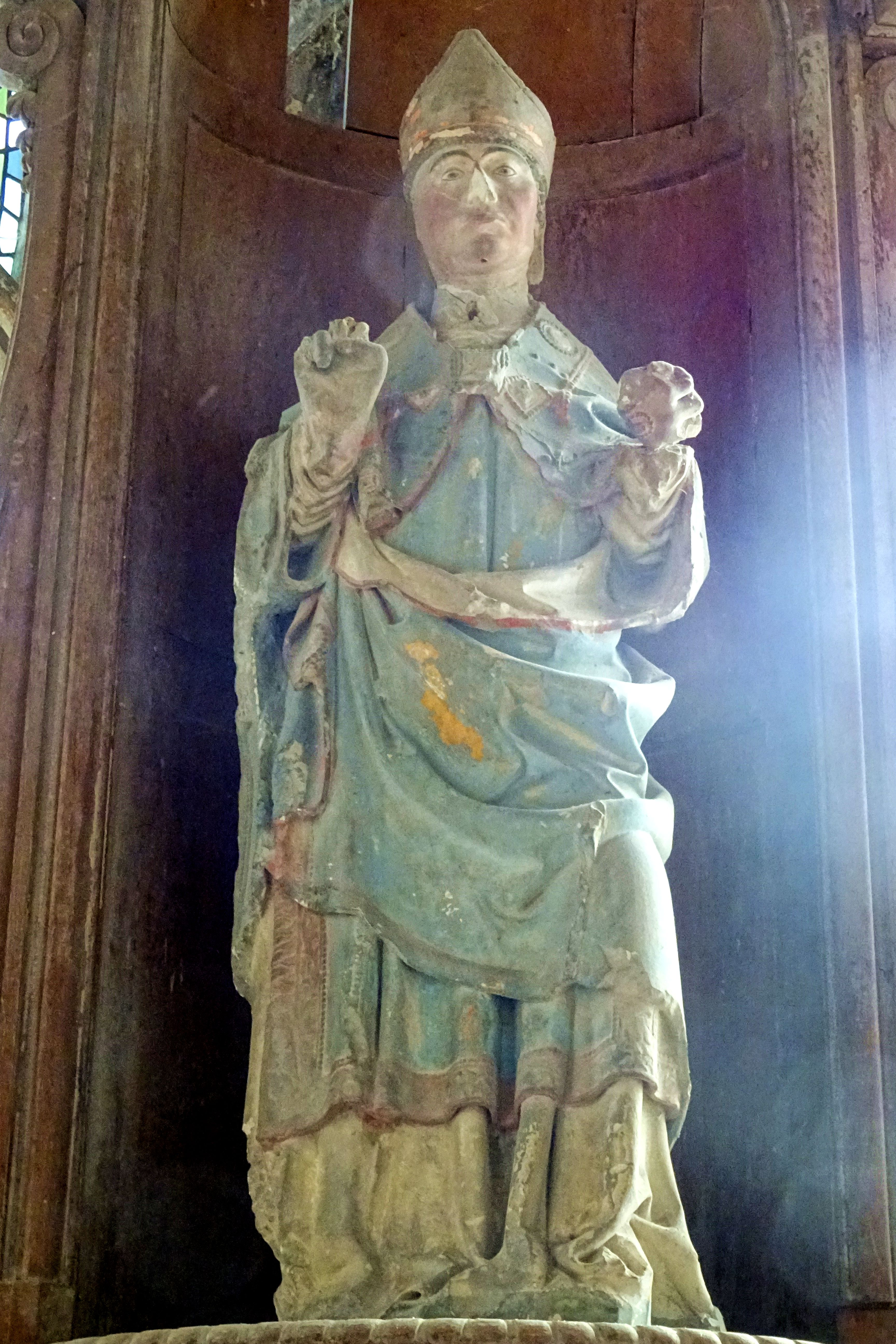
Saint Nicolas.
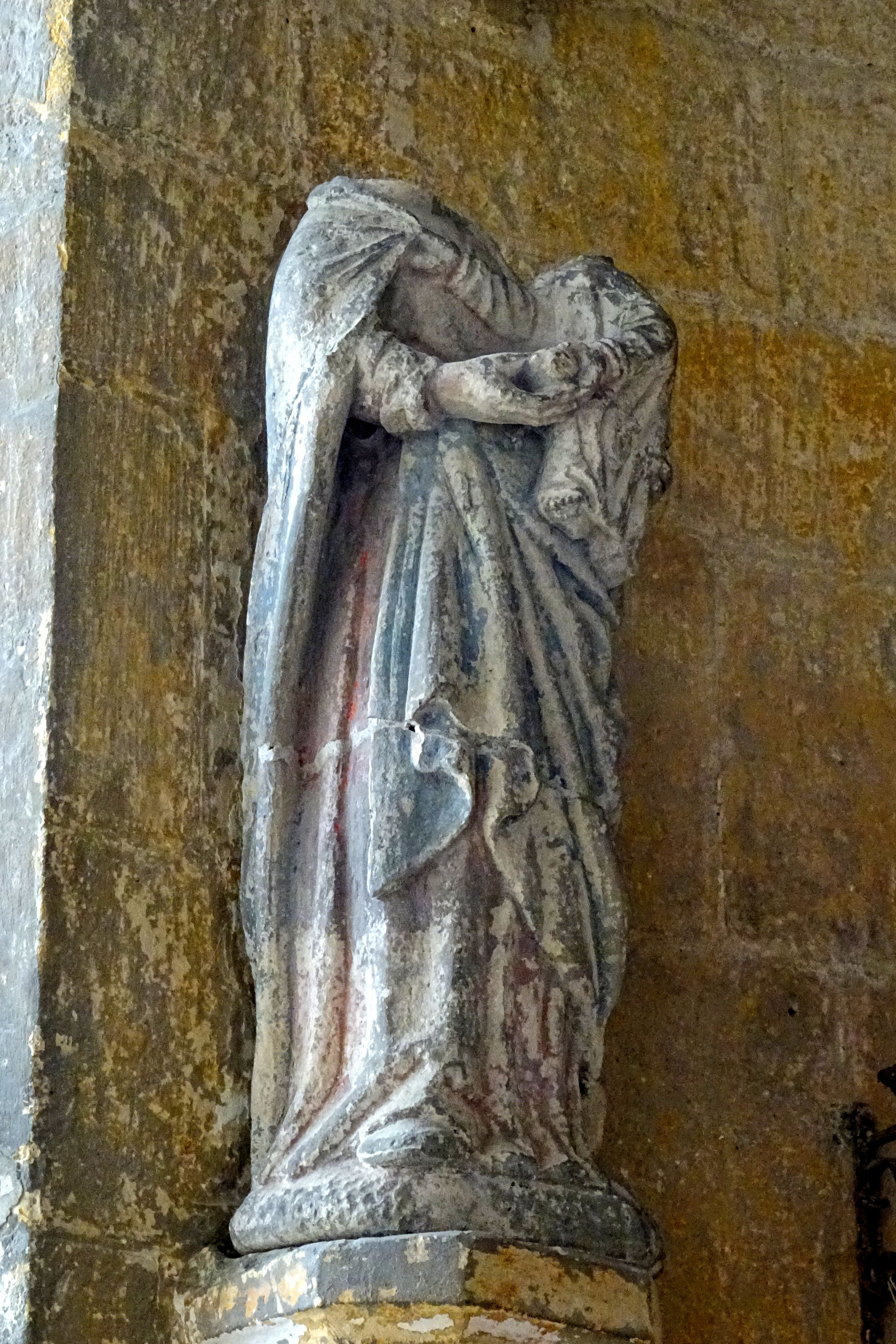
Vierge à l'Enfant.
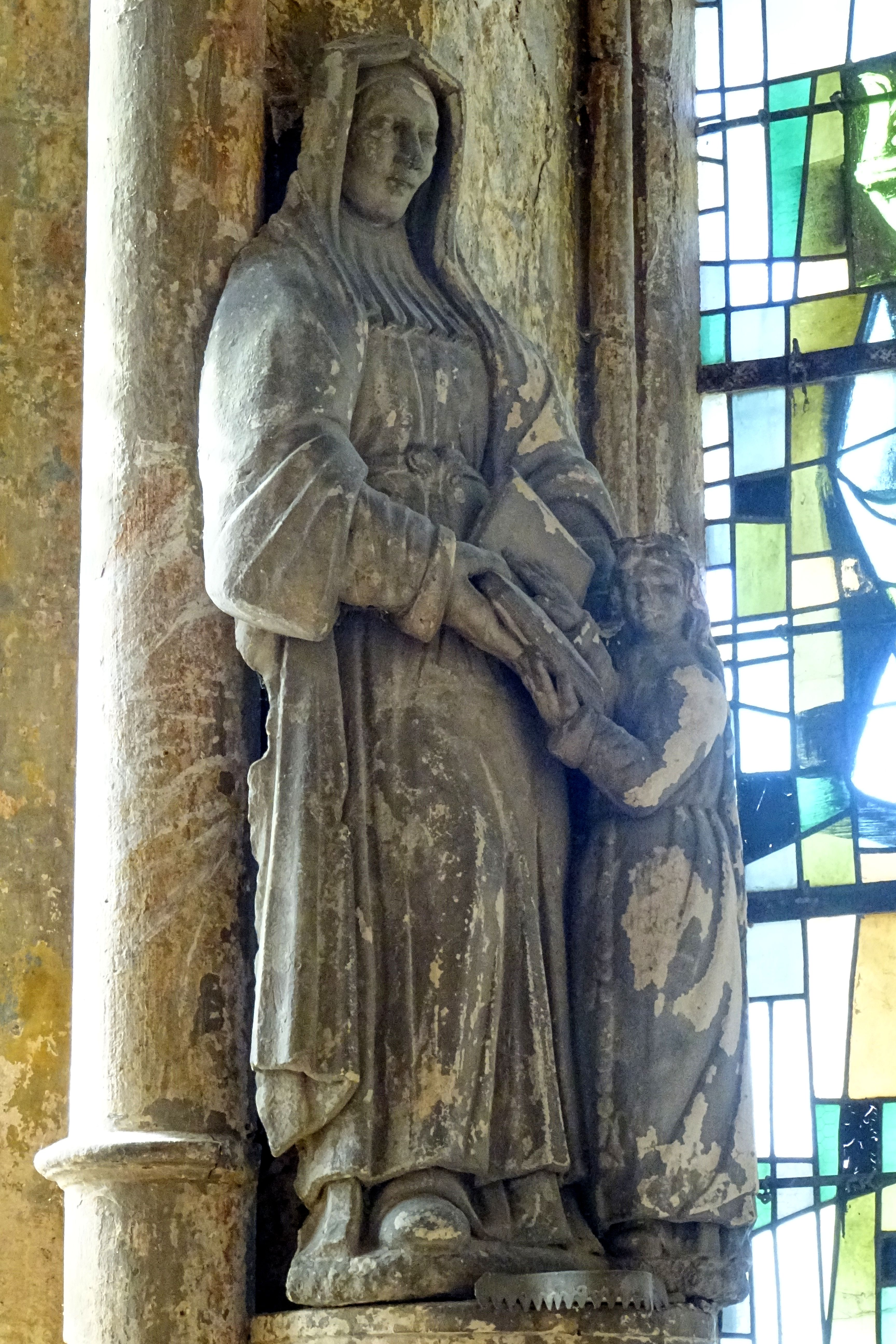
L'Éducation de la Vierge.
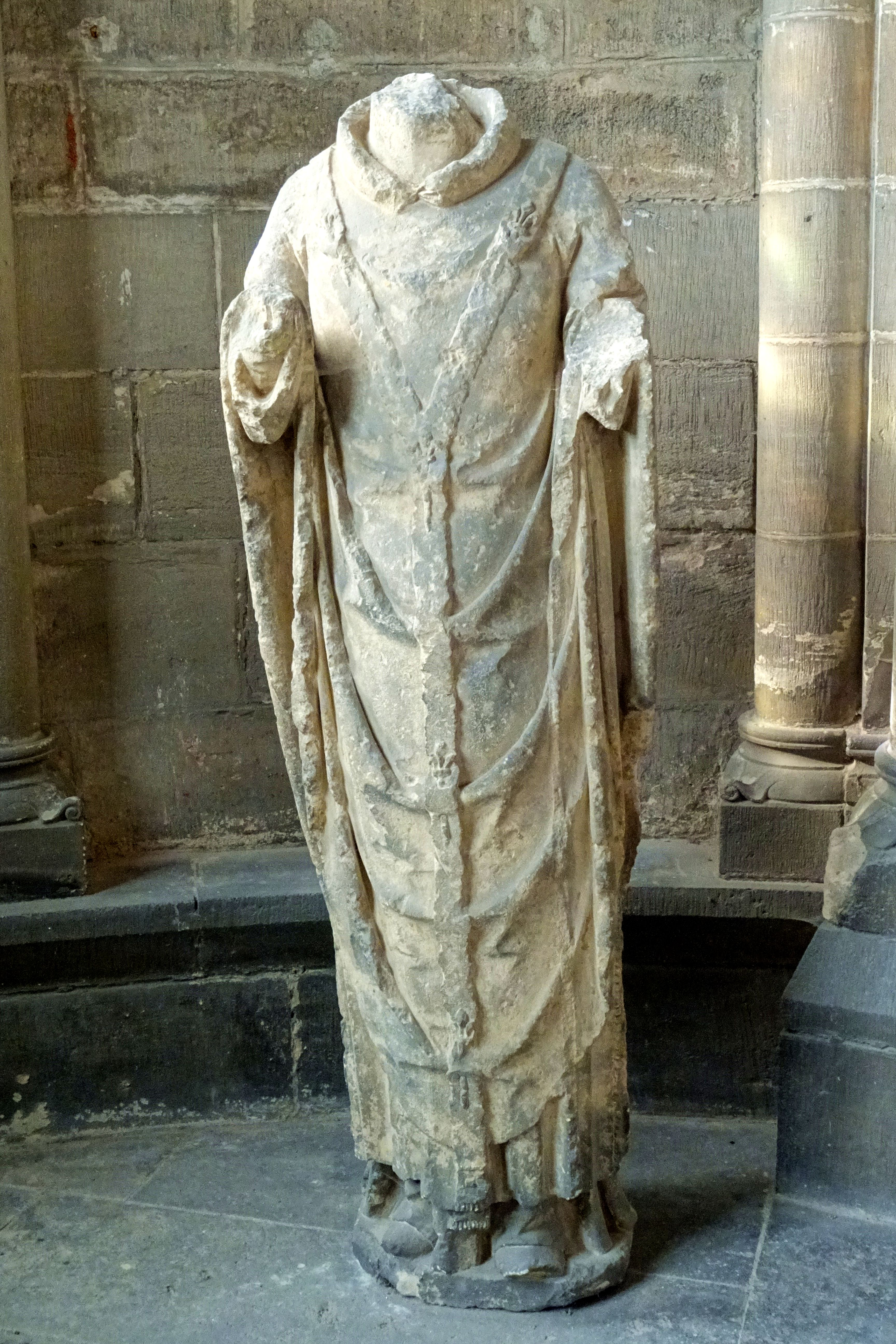
Saint Leu (original).
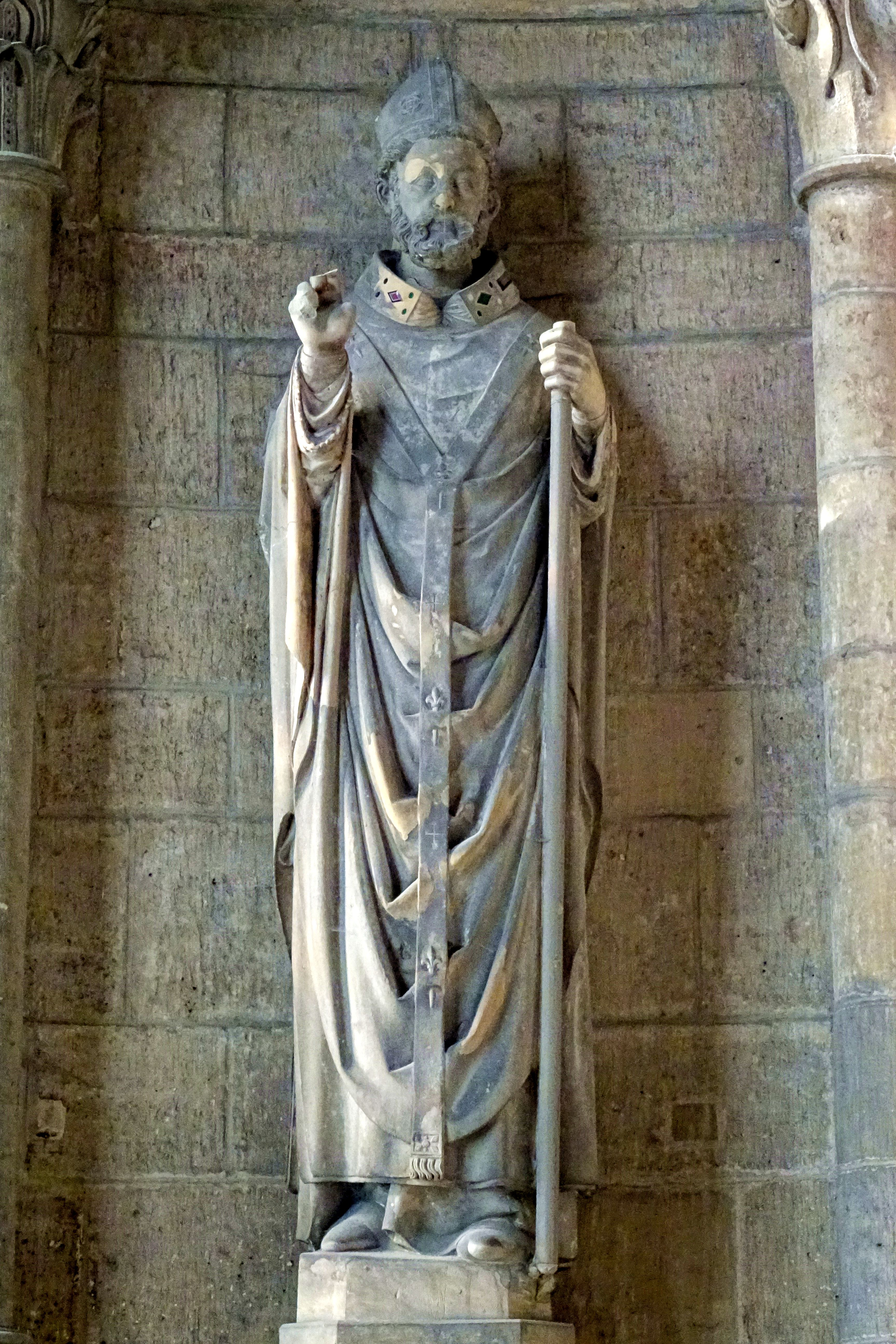
Saint Leu (restitution).

### Lambris

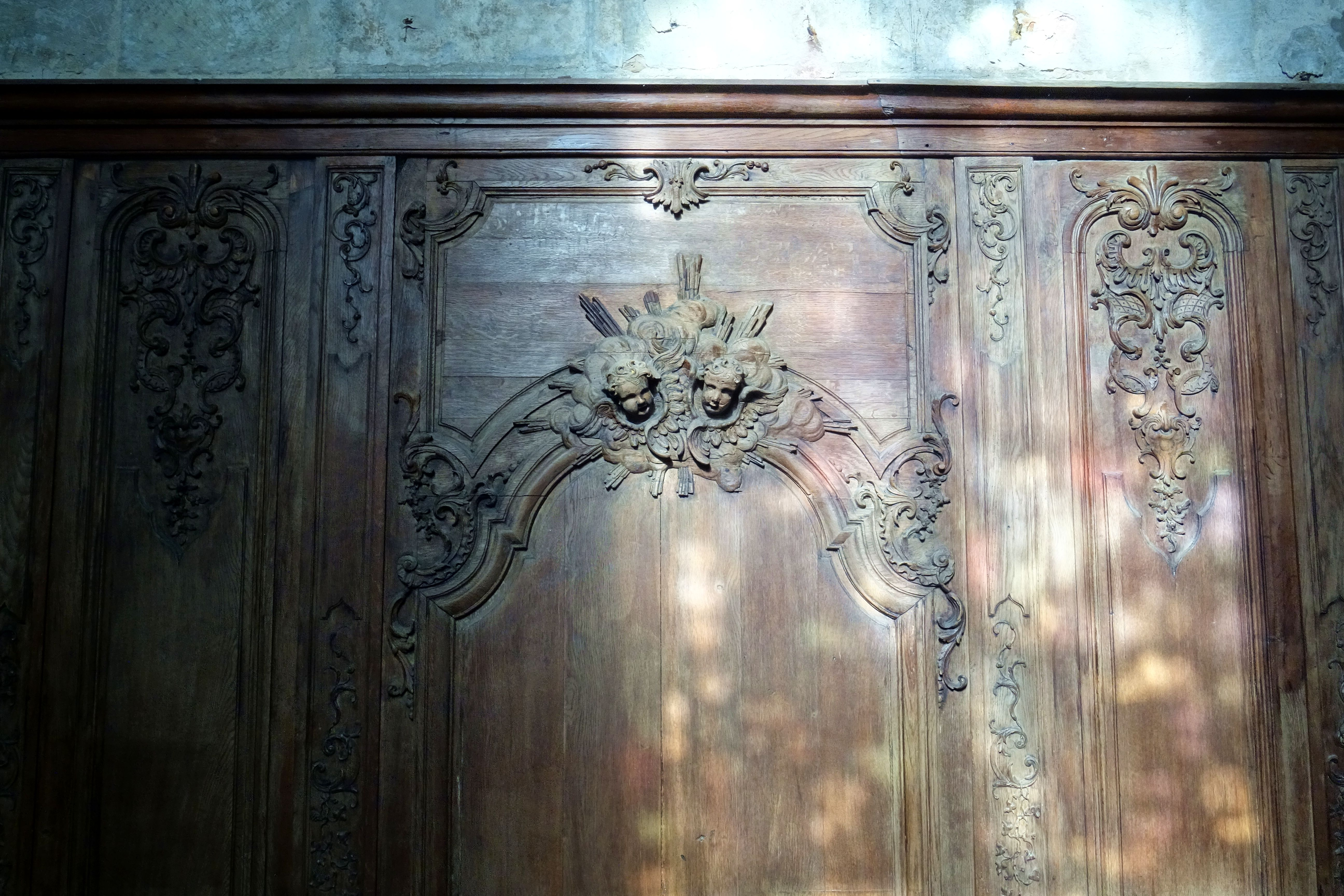
Lambris du 1er quart du XVIIIe.

Le lambris de demi-revêtement de l'ancienne chapelle des fonts baptismaux, qui servait de sacristie au moment du classement, est en bois de chêne taillé, mouluré et sculpté. Ce lambris est composé de cinq grandes travées et de quatorze petites travées, et reflète le style rocaille. Les grandes travées inscrivent des cartouches dominés par deux têtes de chérubins flanquées d'ailes, se détachant devant des nuées entourées de rayons de lumière. Le reste du décor, très formalisé, est constitué de chutes de fleurs et de rinceaux végétaux. L'ensemble mesure 15 m de longueur pour 3 m de hauteur. Il devait se développer jadis sur une longueur beaucoup plus importante, et inclure donc aussi les bas-côtés. Si Eugène Müller pense avoir répéré ces boiseries dans un procès-verbal d'un long procès entre le prieur claustral et le prieur commendataire, conservé aux archives départementales sous la cote H 2.478, où il y a question des « lambris du tour de l'église » (qui font donc le tour) avec la date de 1650, la proposition de datation actuelle est le premier quart du XVIIIe siècle. Le classement au titre immeuble remonte à 1860,.

### Mobilier liturgique

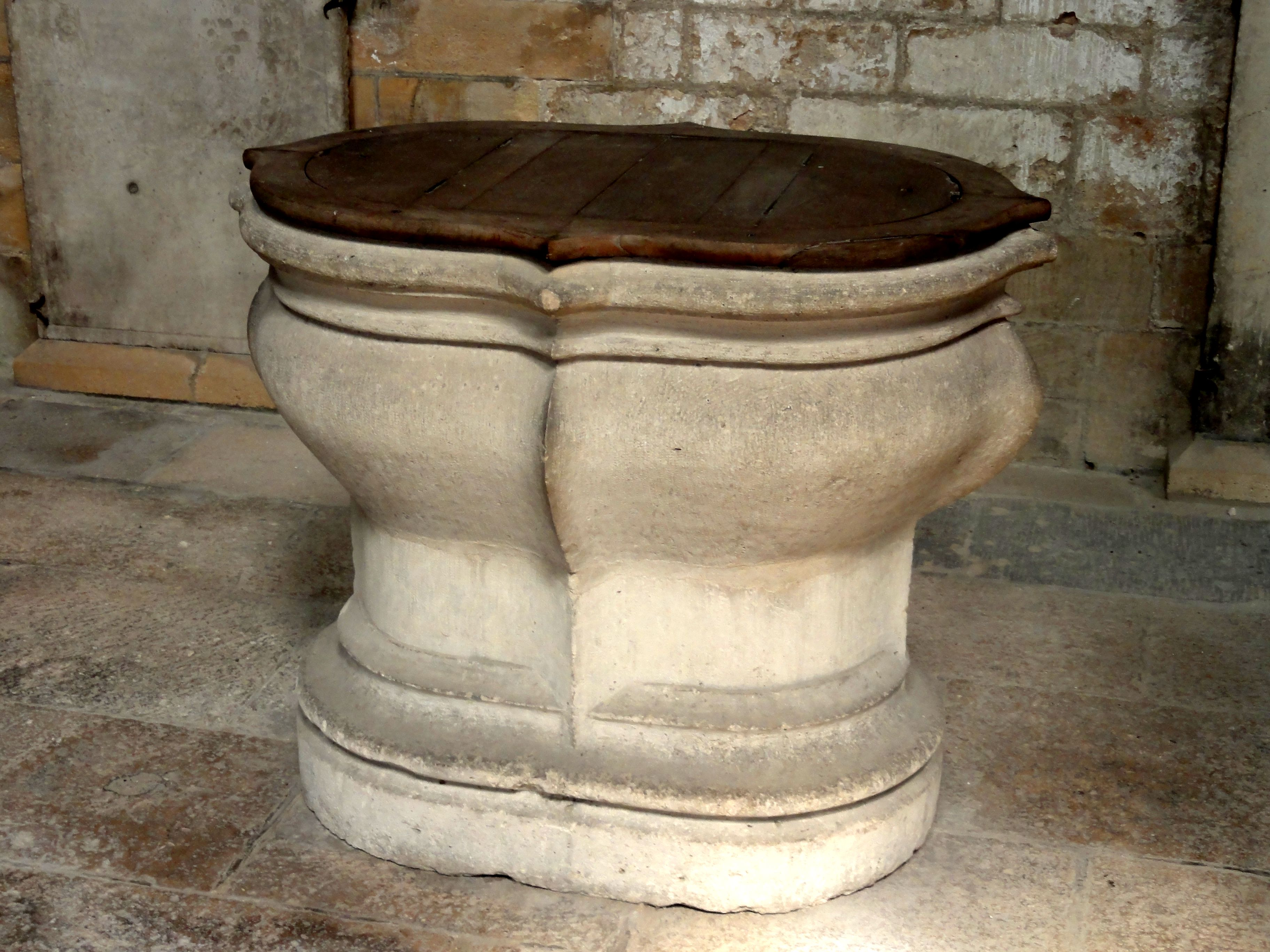
Fonts baptismaux du XVIe siècle.

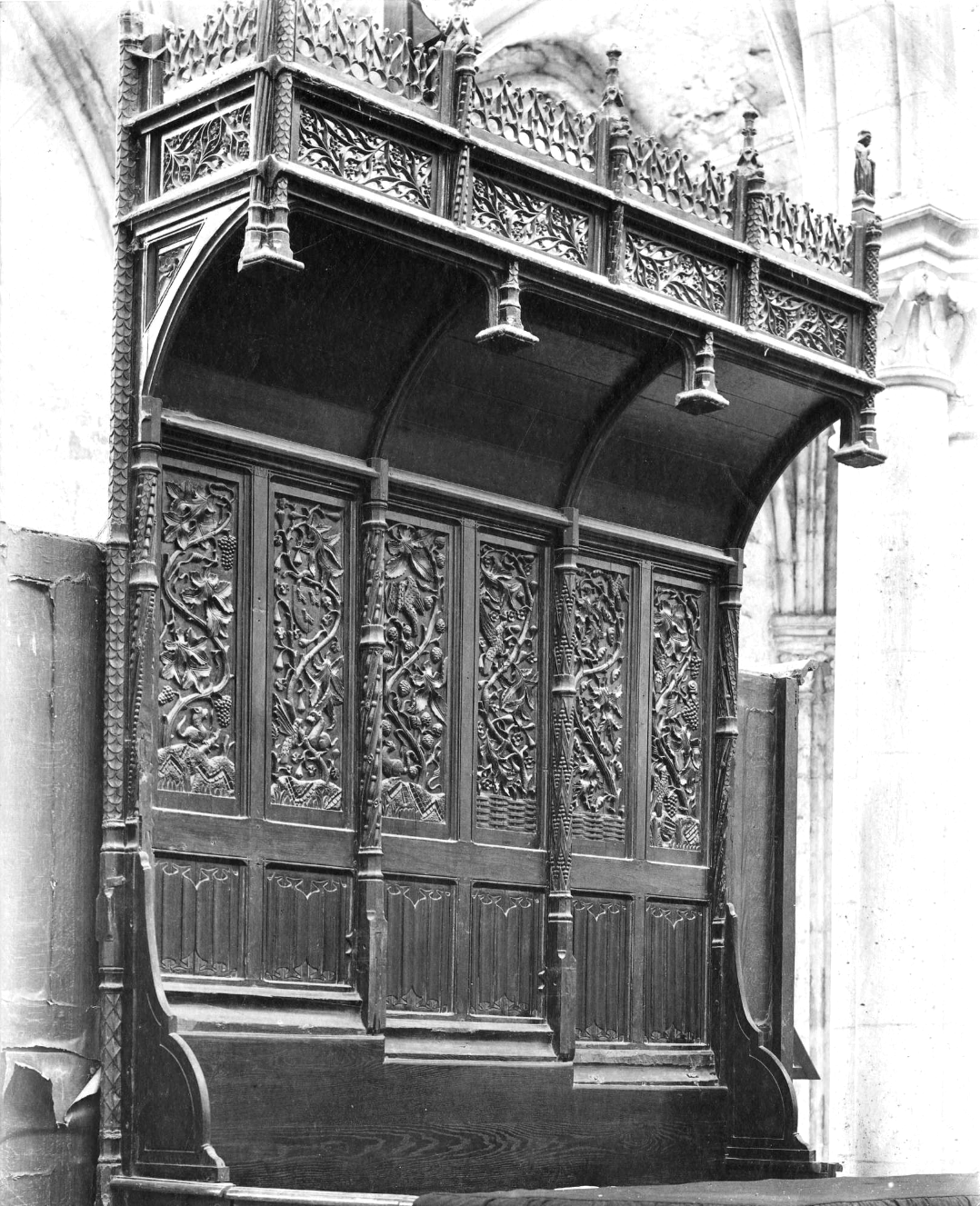
Dossier et dais du banc d'œuvre (déposé), fin XVe / début XVIe siècle.

- La souche des anciens fonts baptismaux, en pierre calcaire, date du XIIIe siècle. Elle mesure 58 cm de largeur et de profondeur, pour 22 cm de hauteur. Il s'agit de la base de quatre colonnettes engagées autour d'un noyau cylindrique, suivant un plan analogue aux piliers libres de la nef. Les quatre colonnettes sont flanquées chacune de trois griffes végétales aux angles et au milieu des faces de la base. Ce socle déposé sur la tribune parmi les autres vestiges lapidaires a été classé par arrêté du 5 novembre 1912. Rien d'autre ne subsiste de ces fonts baptismaux[240], qui ont été remplacés dès le XVIe siècle par les fonts baptismaux actuels.
- Les fonts baptismaux sous la forme d'une cuve baptismale à infusion sont en pierre calcaire. Ils mesurent 105 cm de hauteur pour 130 cm de largeur et 89 cm de profondeur, sur plan ovale, et datent du XVIe siècle. La cuve, en forme de vaisseau, est taillée dans un bloc de pierre monolithique, et repose sur un socle également monolithique. Une arête saillante au milieu de chaque face, et une mouluration assez simple sur les bords de la cuve et sur le socle, en constituent l'unique décoration. On peut rapprocher ces fonts de leur homologue dans l'église de Chambly. Ils sont classés au titre immeuble, avec l'église, par liste de 1840[241].
- Le banc d'œuvre était en bois de chêne taillé, sculpté et ajouré. Il datait de la fin du XVe siècle ou du début du XVIe siècle. Ses dimensions n'ont pas été prises tant qu'il était encore complet. C'était un meuble imposant, et remarquable surtout pour son haut dossier et son baldaquin. Le dossier était décoré uniquement sur la partie supérieure, visible quand les marguilliers étaient assis devant. Conformément à leur nombre, le dossier s'articule en trois travées, encadrés de meneaux richement sculptés. Chaque travée se divise en deux registres, et chaque registre se subdivise verticalement en deux panneaux rectangulaires. Le registre inférieur, beaucoup moins élevé, est sculpté de plis de serviette. Le registre supérieur montre quatre fois des ceps de vignes avec des grappes de raisin, et deux fois des claies de jardin, et au-dessus, des branches de figuier ou de houblon. Des oiseaux y butinent, et des petits animaux y jouent. Au-dessus du dossier, le dais se courbe en demie voûte en berceau. Quatre culs-de-lampe y sont suspendus, supportant des menaux sommés de fleurons ou de statuettes, selon les emplacements. Mais le dais est surtout remarquable pour son décor ajouré réparti entre quatre (!) travées, organisé en deux registres, le premier présentant des rinceaux végétaux, inscrits dans des mouchettes obliques, et le deuxième, des festons de style gothique flamboyant, composés de soufflets et mouchettes. Gravement endommagée lors du bombardement de 1944 et partiellement détruit, l'œuvre a été démantelée et déposée sur la tribune du narthex. Elle est toujours classée au titre objet par l'arrêté du 5 novembre 1912[242],[218],[243].
- Les stalles étaient au nombre de soixante-huit, soit quarante stalles hautes (placées sur un gradin, en deuxième rang) et vingt-huit stalles basses (au premier rang). Ces stalles occupaient les dernières travées droites avant l'abside. Elles sont en bois de chêne taillé et sculpté, et datent du milieu du XVIIIe siècle, affichant le style Louis XV, ou selon Eugène Müller, le style du milieu du XVIIe siècle. En effet, dans le procès-verbal mentionné ci-dessus dans le contexte du lambris, les stalles sont datées de 1645. Les auteurs ne relèvent pas de particularités, si ce n'est qu'Albert Fossard indique qu'une partie de l'ensemble est déjà déposé (dans l'entre-deux-guerres). Ici son texte est confus, mais il doit s'agir des dosserets qui formaient en même temps clôture liturgique, et peut-être des clôtures qui entouraient les stalles. Fortement endommagées lors du bombardement de 1944, les stalles ont été déposées sur la tribune. Elles sont classées au titre immeuble par liste de 1840[244],[218],[243]. Les nombreuses pièces à peu près intactes permettraient d'assembler un nombre plus réduit de stalles, qui pourraient retrouver leur place dans le chœur.
- Une paire de consoles en bois de chêne peint et doré, munies de plaques en marbre poli, date du milieu du XVIIIe siècle, et affiche le style Louis XV. Ces petites tables mesurent 83 cm de hauteur et 97 cm de largeur. Elles sont classées par arrêté du 5 novembre 1912[245].
- Un petit bénitier portatif en fonte de cuivre est datable du XVIe siècle, sauf l'anse et le goupillon, qui sont modernes. Par ailleurs, un vernis a été appliqué à l'époque contemporaine. Parmi les sujets de l'ornementation, on relève un médaillon affichant la tête du Christ, des fleurs de lys et un poisson. Le bénitier, qui sert à la bénédiction des fidèles lors des fêtes religieuses et de processions, a été classé par arrêté du 5 novembre 1912[246].
- Le chandelier pascal était en bois doré. Il mesure 180 cm de hauteur, et date du XVIIIe siècle. Son classement au titre objet est intervenu par arrêtés du 5 novembre 1912. Cet objet a disparu[247].
- Une suite de trois cadres de canons d'autel était en bois peint et doré. Ils dataient du XVIIIe siècle. Leur classement au titre objet est intervenu par arrêté du 5 novembre 1912. Comme le chandelier pascal, ils ont disparu[248].